# 清代学者像伝

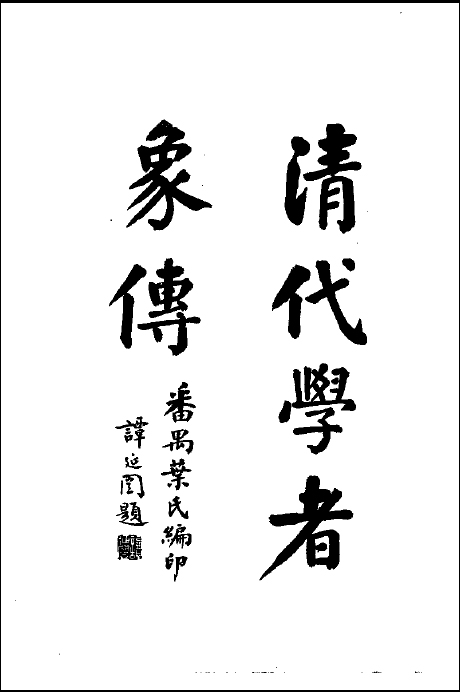
譚延闓書「清代學者象傳」

『清代学者像伝』（しんだいがくしゃぞうでん、中国語: 清代學者象傳）は、葉衍蘭と孫の葉恭綽が編纂した清代の学者の肖像画集。二集に分かれ、計368名（371幅）の肖像画を収録している。
葉衍蘭は広東省広州府番禺県出身で、1856年に進士になった人物。書画を愛好し、特に肖像画の収集に力を注いだ。大興の画家黄小泉に模写を依頼し、顧炎武から魏源に至るまで、169名（171幅）の学者の肖像画を編纂した。これが第一集である。
第一集は葉衍蘭の孫で交通系の政治家葉恭綽によって1928年に商務印書館から出版された。しかし葉恭綽は収録されている学者が同治以前に限られ、それ以降の学者が含まれていないこと、また同治以前でも含まれていない重要な人物が多いことを遺憾に思い、以後20年にわたって肖像画を収集し、江西の画家楊鵬秋に模写を依頼した。こうして新たに200名の肖像画が編纂され（ただし侯方域が第一集と重複）、1953年に安定珂羅版社から出版された。これが第二集である。
1989年に上海古籍出版社が第一集と第二集を併せて再版したが、画質が悪く、原本に及ばなかったため、2001年に上海書店によって再度出版された。
収録人数が多いので貴重だが、金農・趙之謙・丁敬など、より信頼できる肖像画と比較すると顔貌の差が大きいことがあるので、使用には注意が必要である。

## 第一集

### 第一冊（四十二幅）

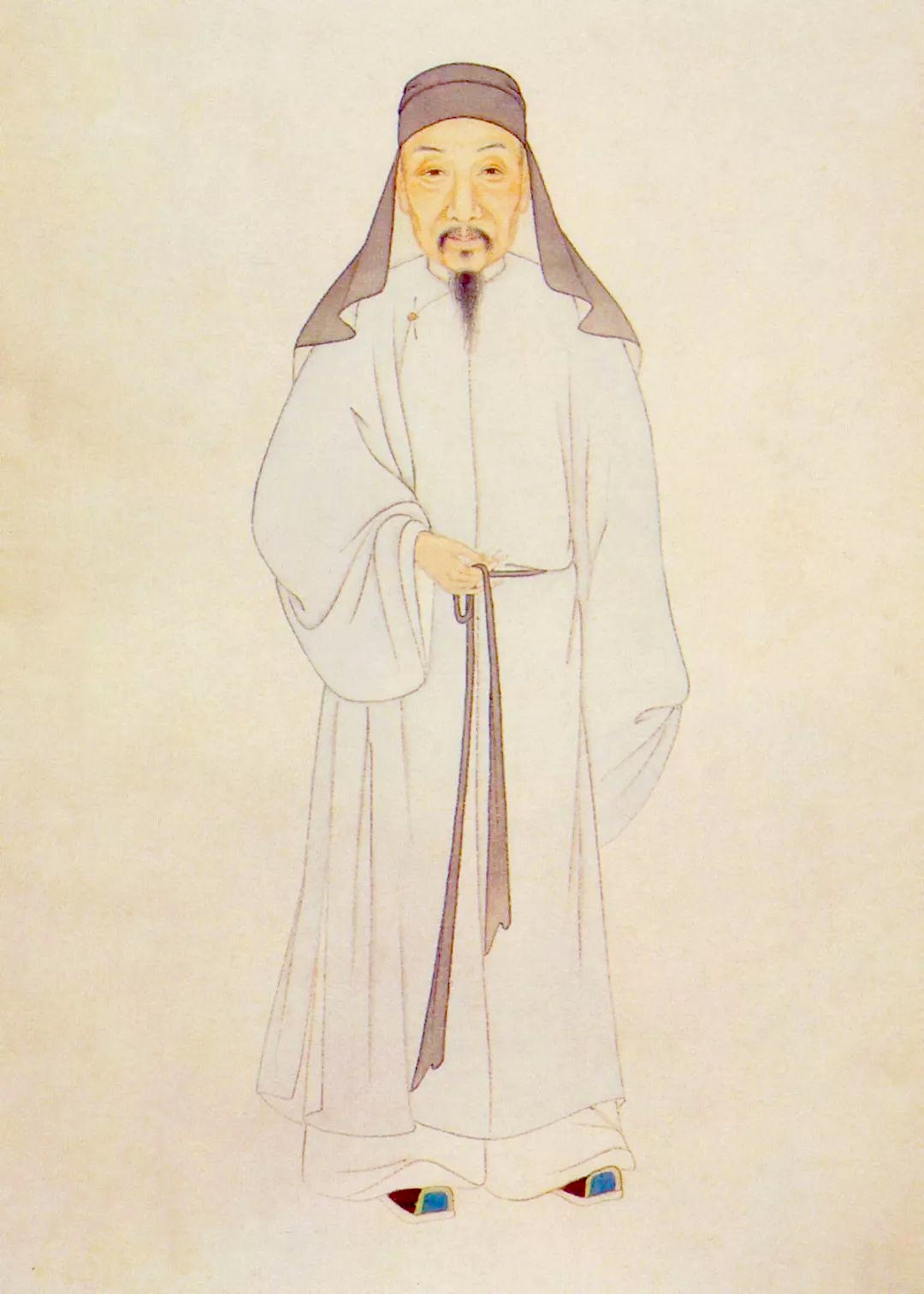
顧炎武
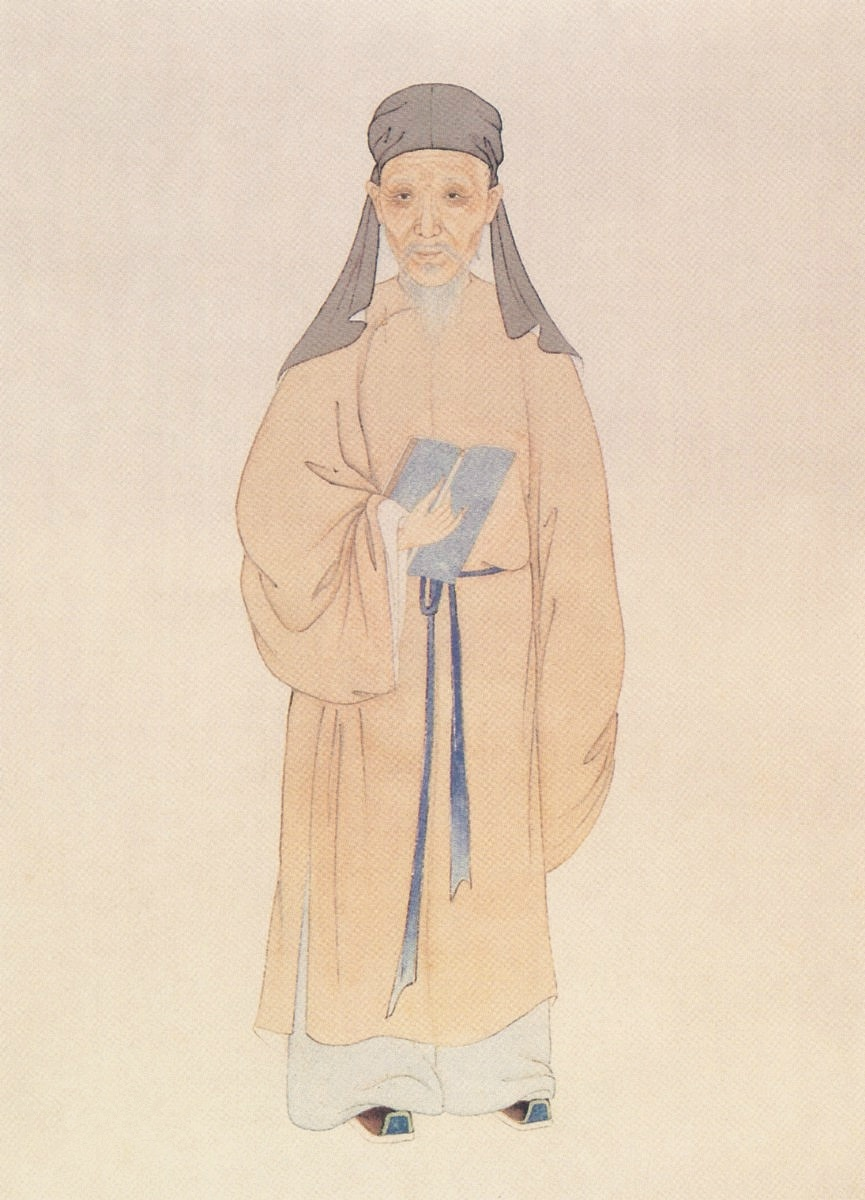
黄宗羲
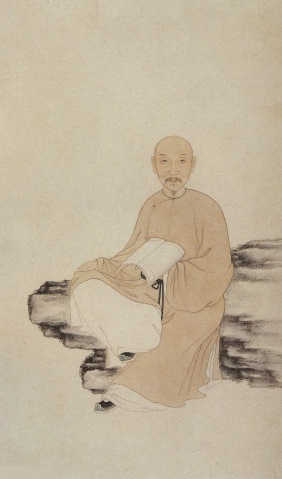
傅山
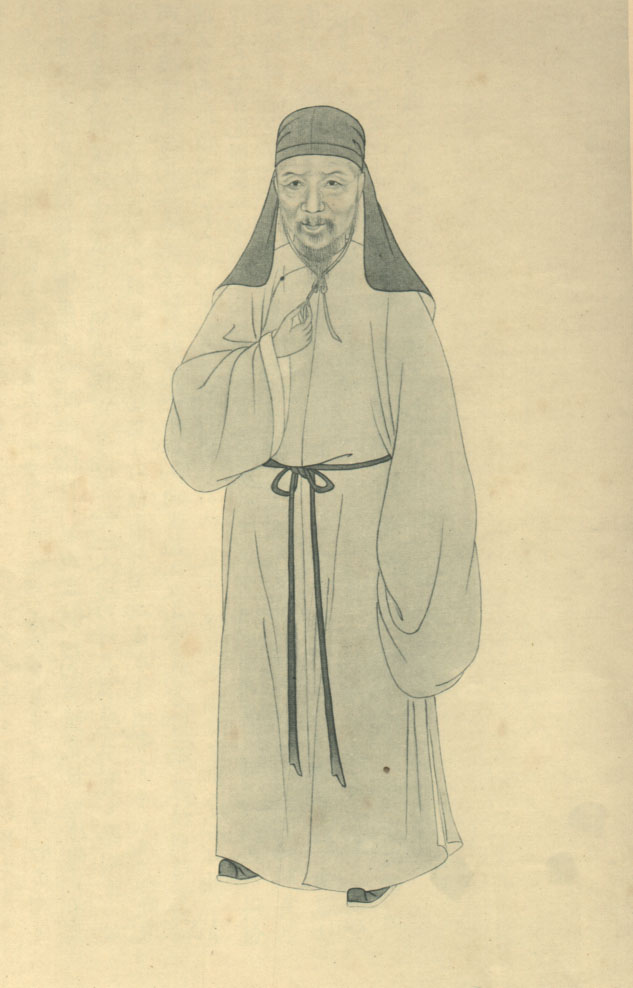
徐枋
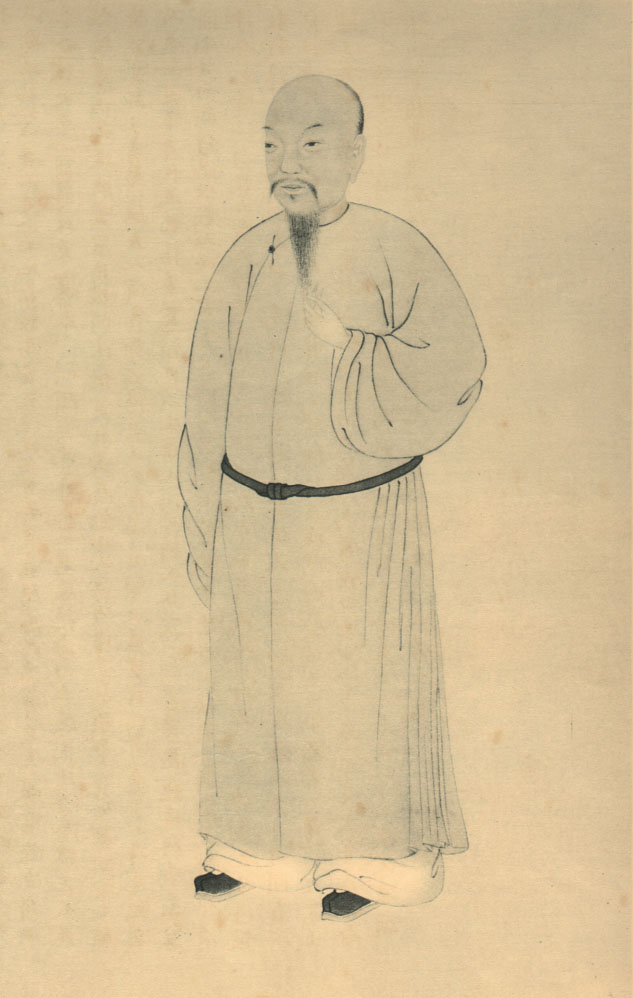
項聖謨
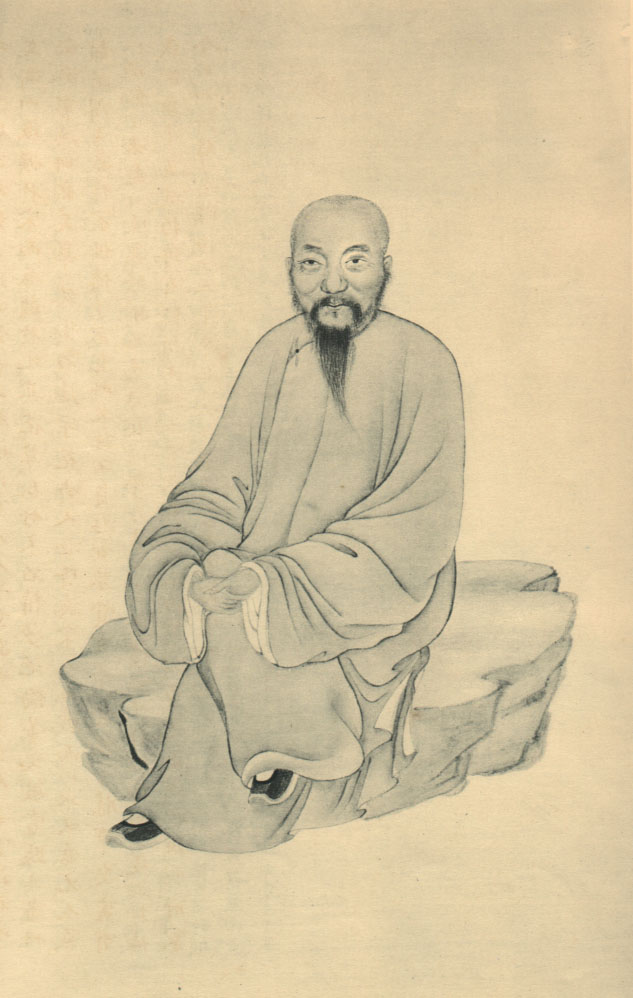
陳恭尹
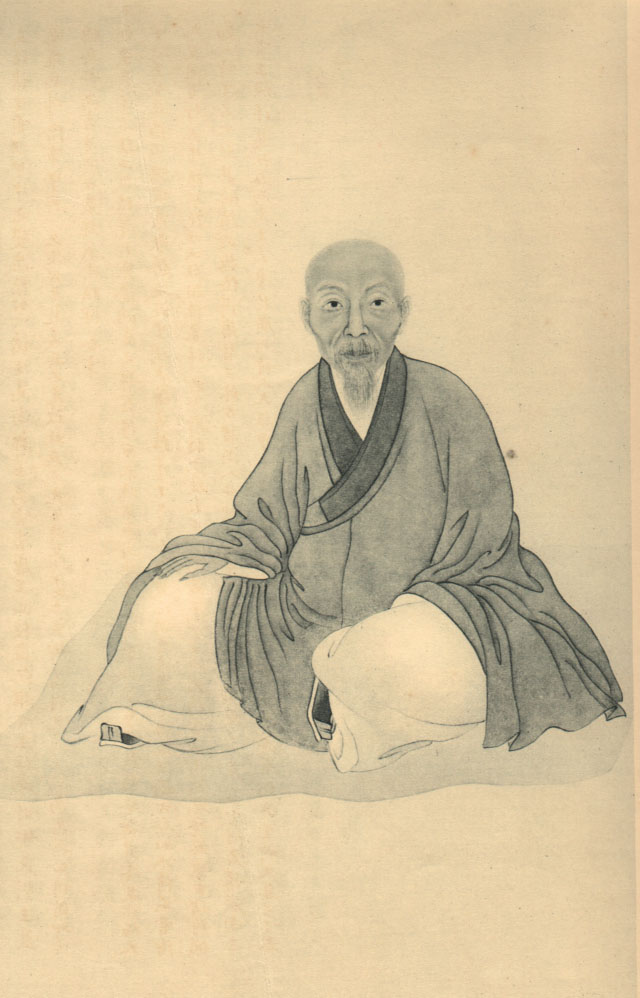
屈大均
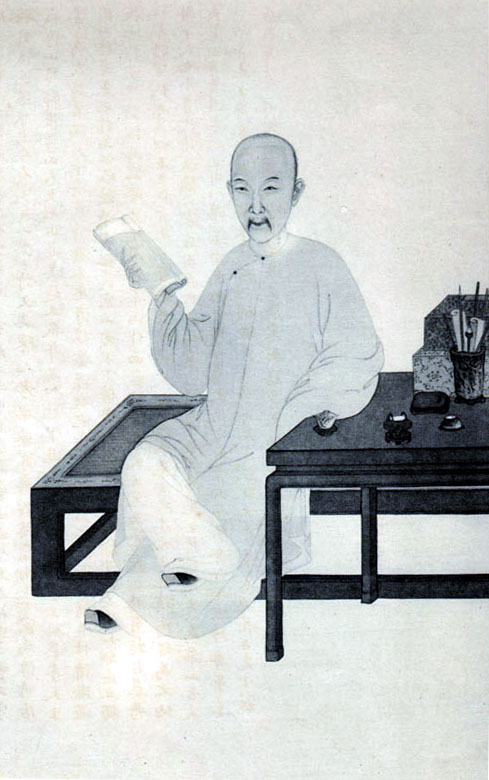
冒襄（一）
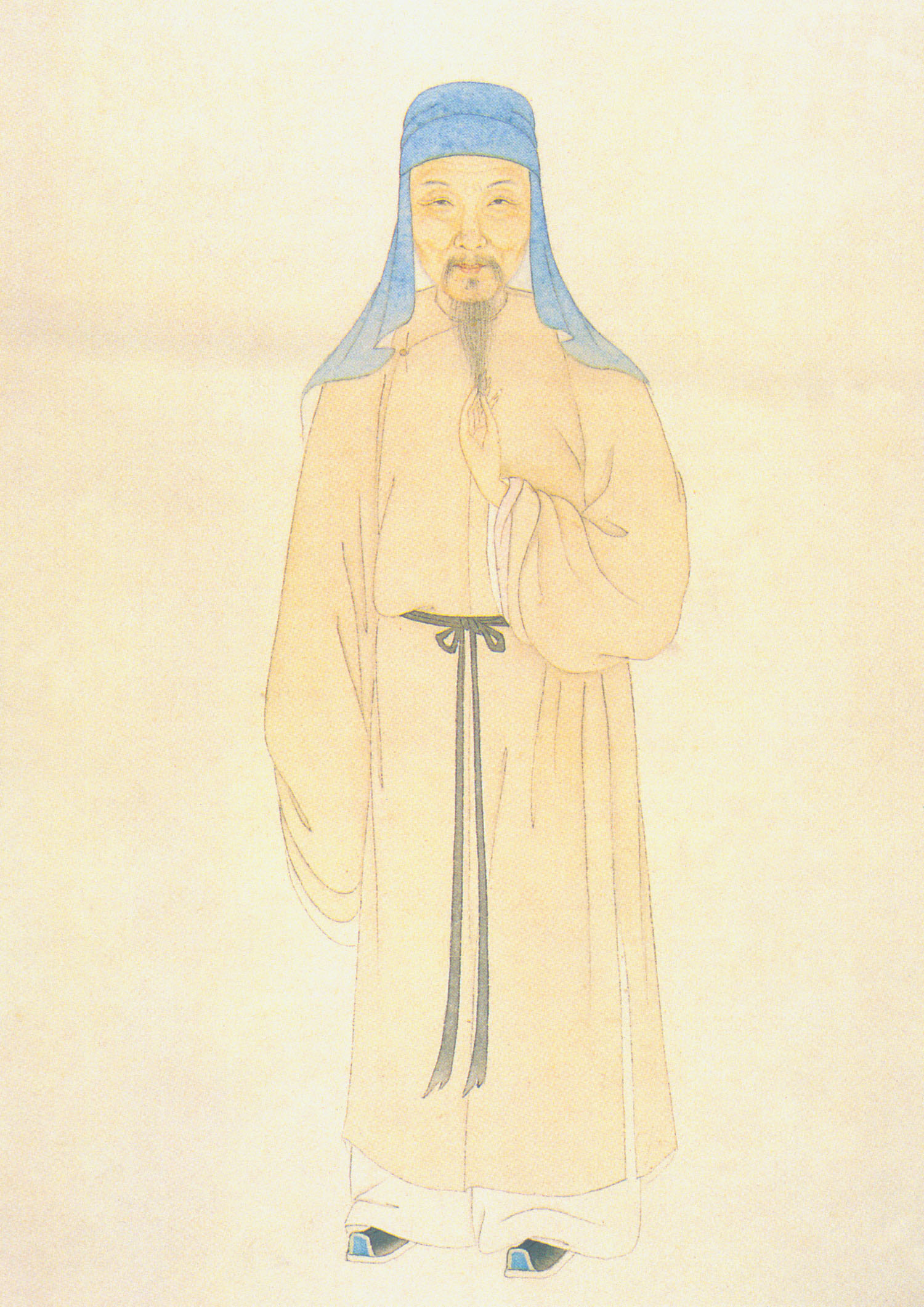
冒襄（二）
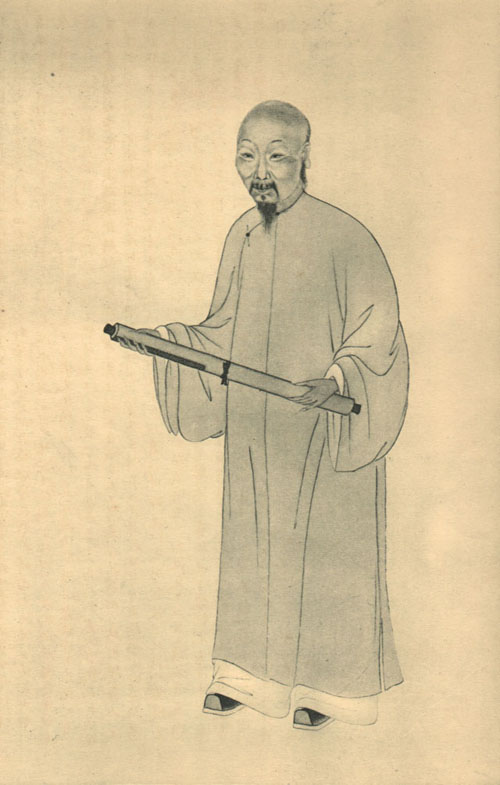
侯方域
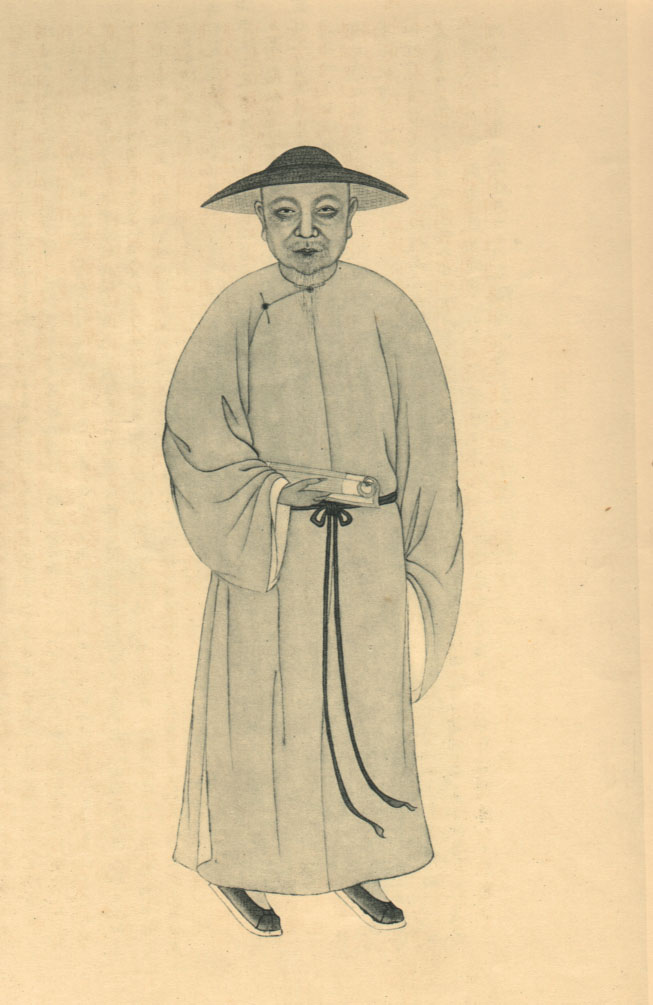
呉偉業
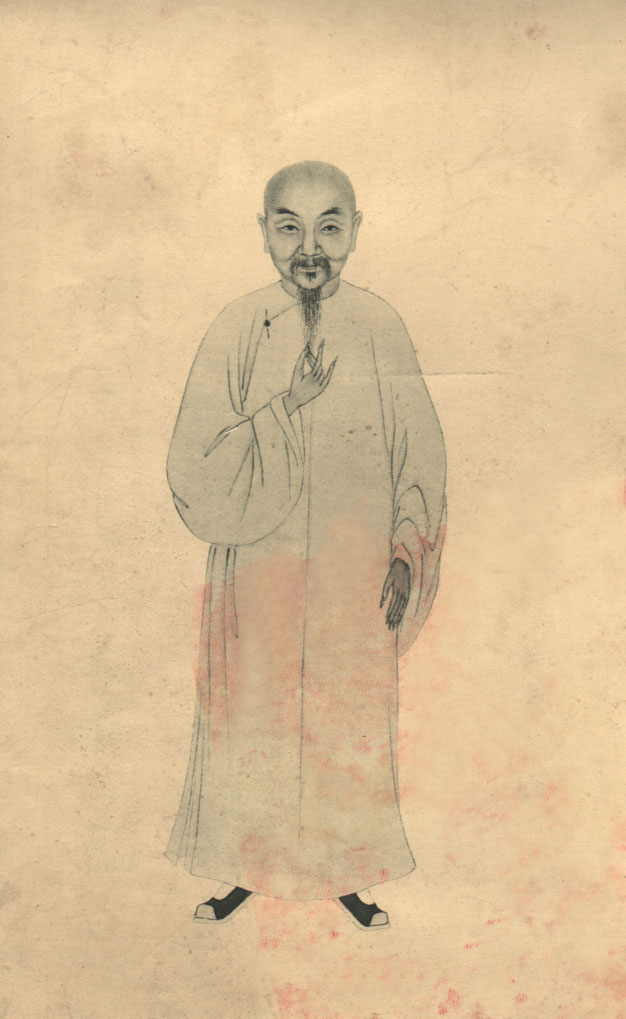
魏際瑞
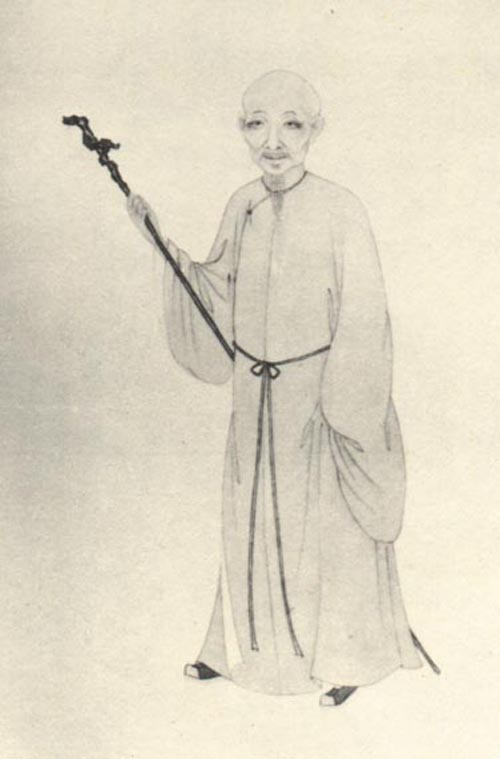
魏禧
魏礼
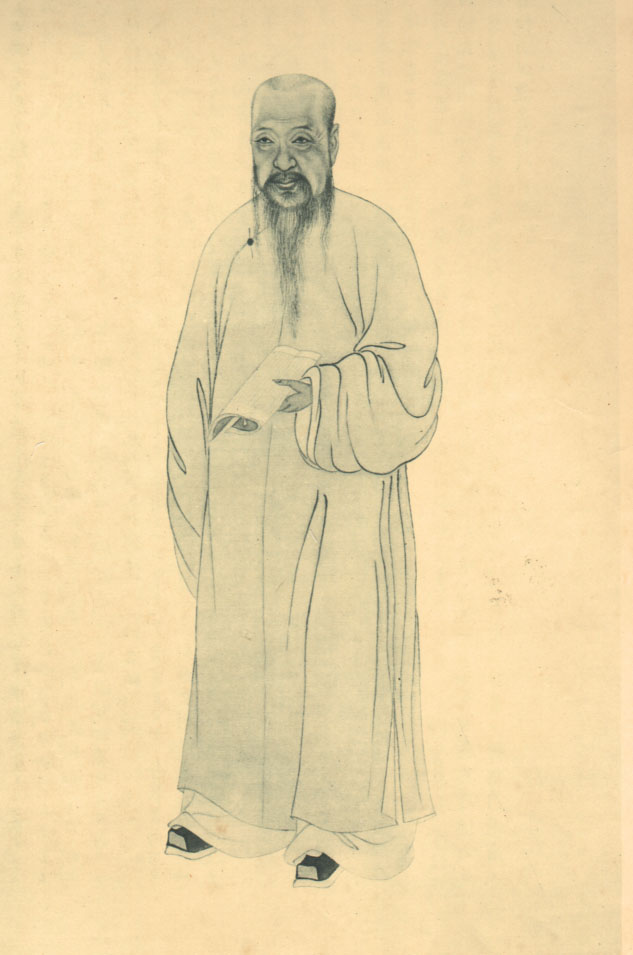
王士禎
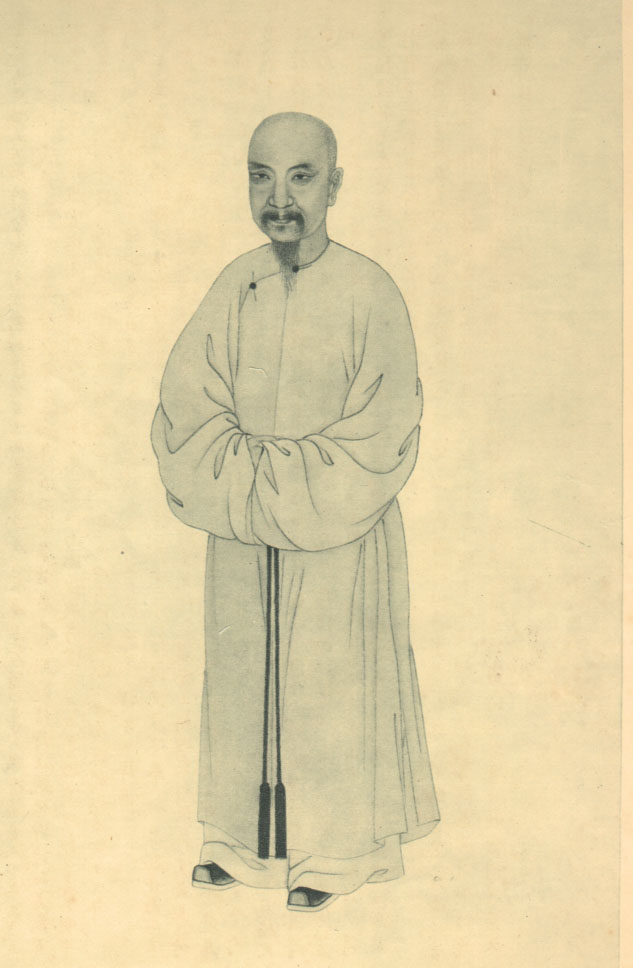
田雯
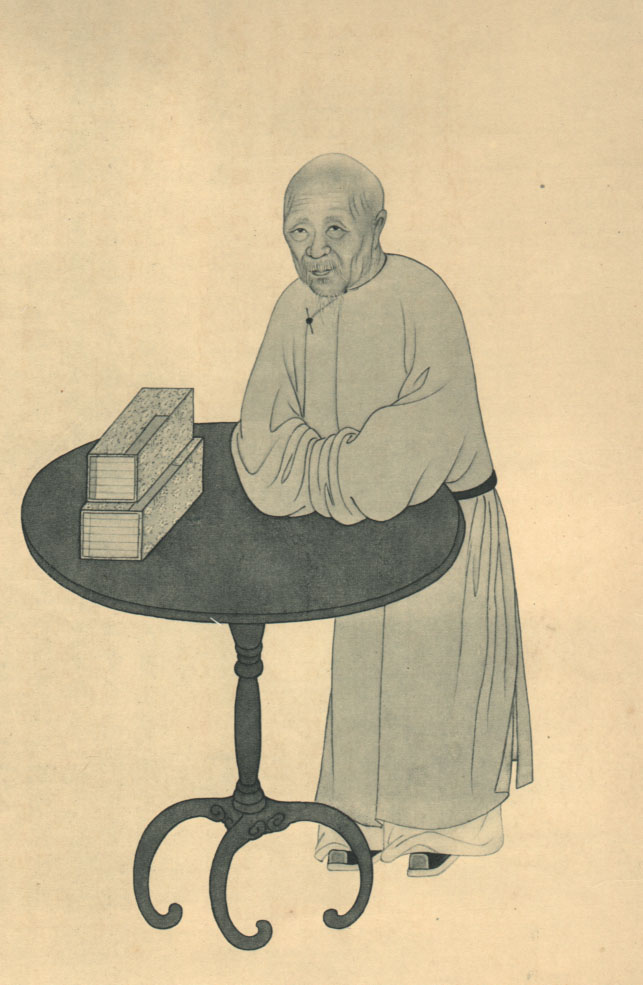
銭陸燦
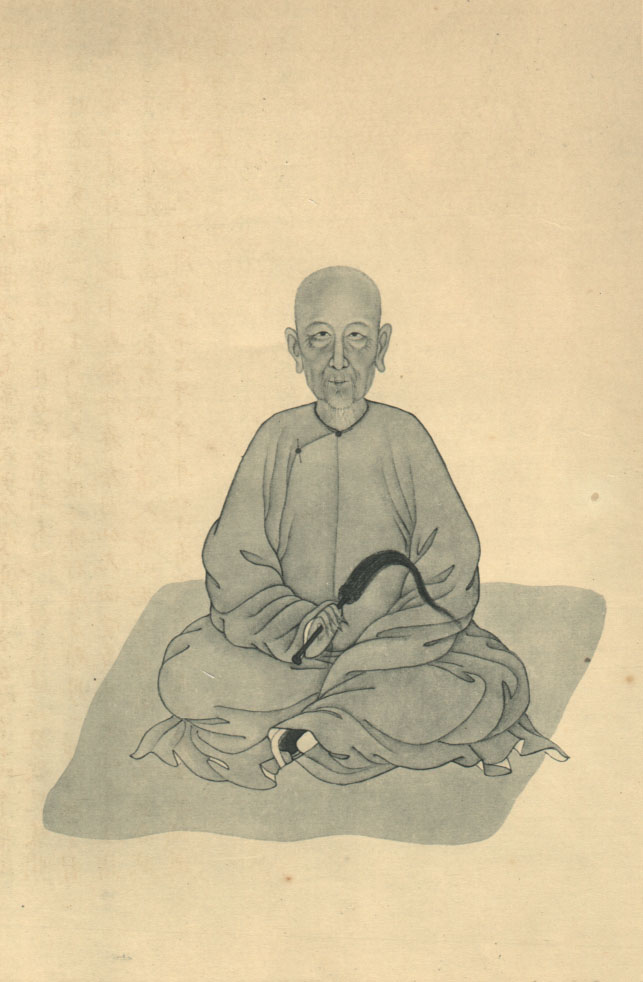
盛符升
宋犖
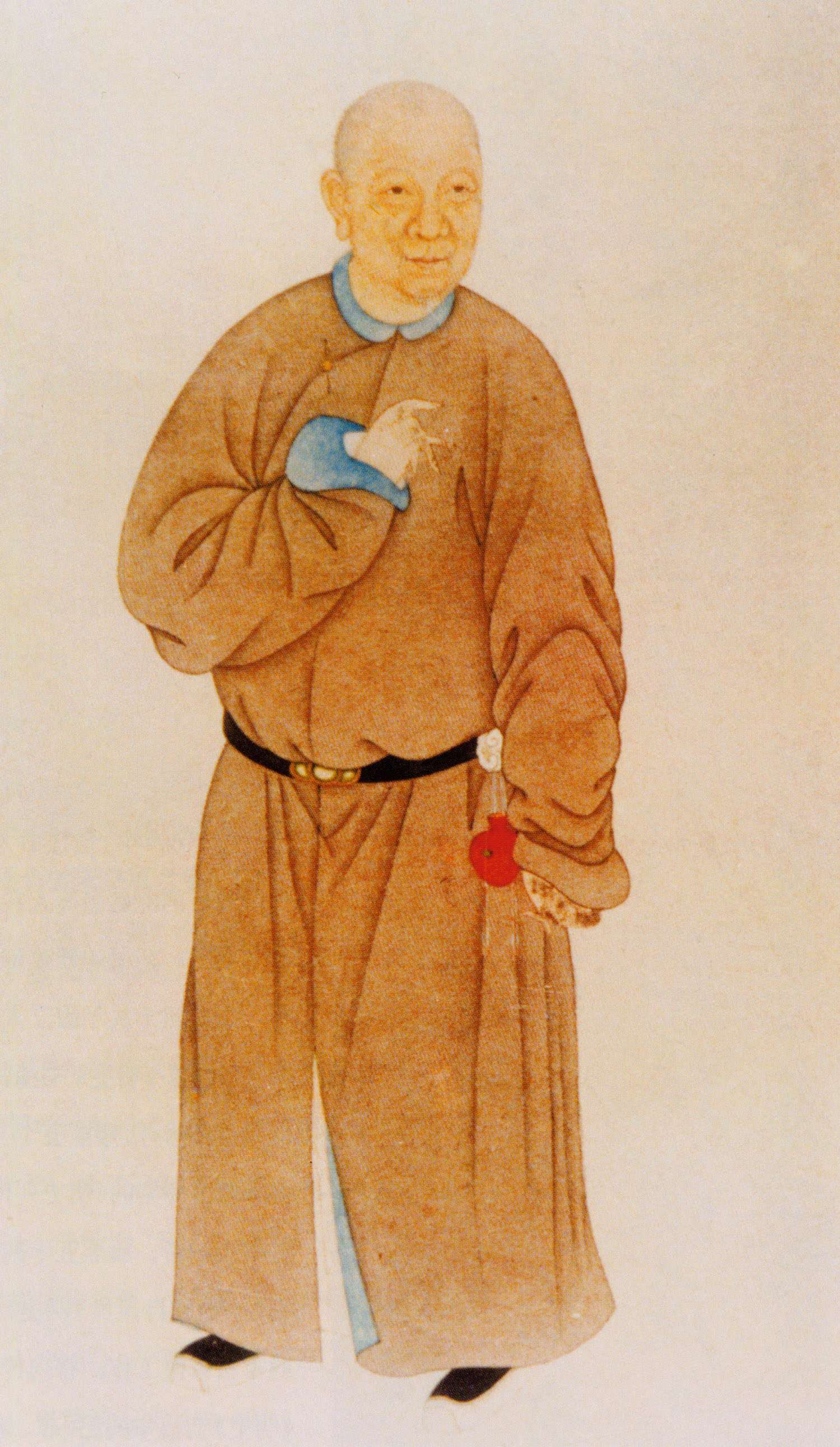
徐乾学
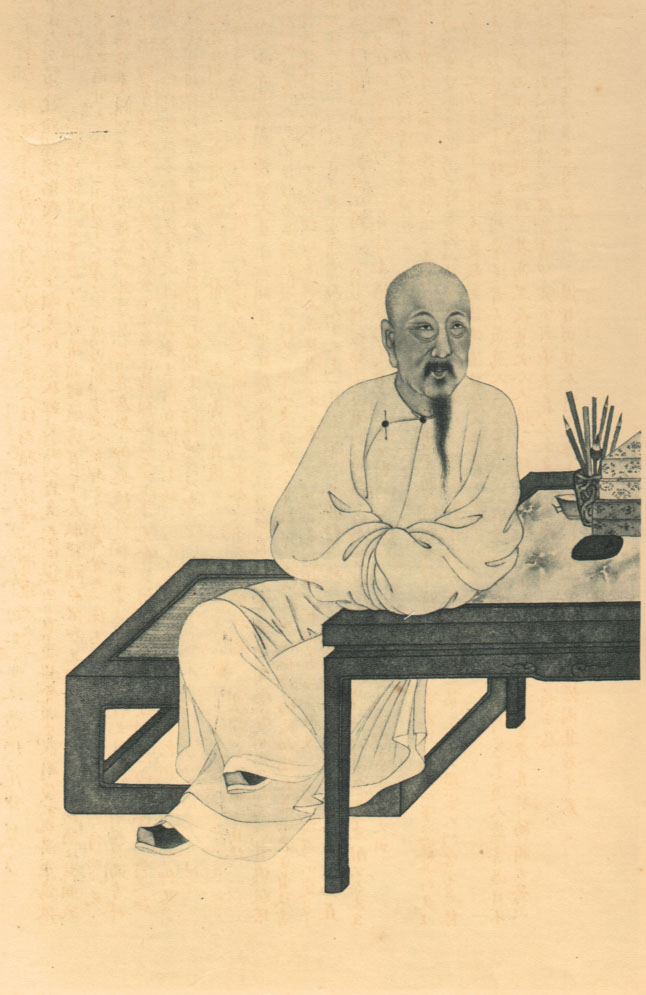
呉之振
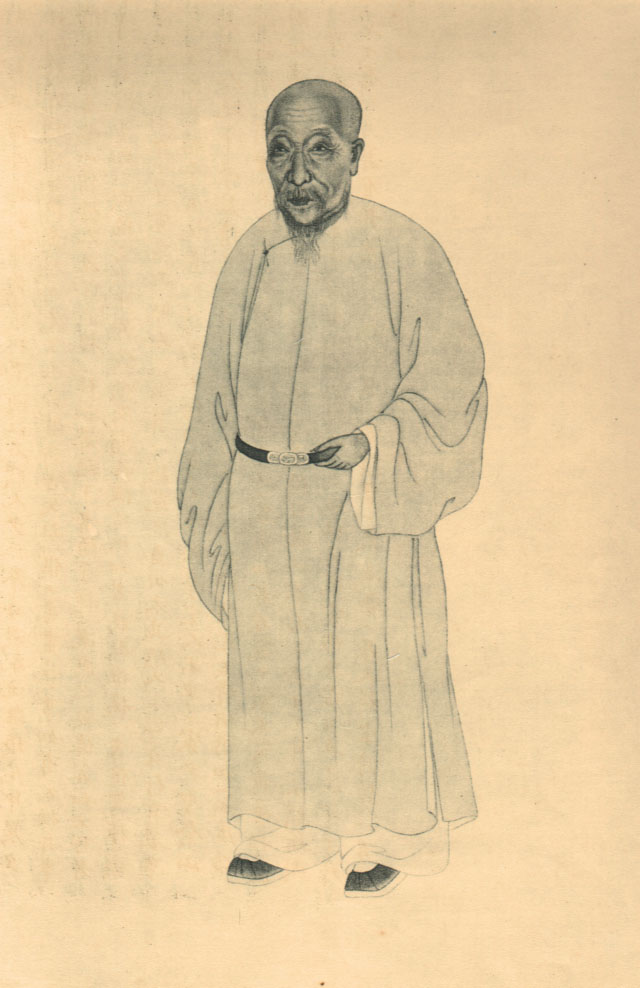
王時敏
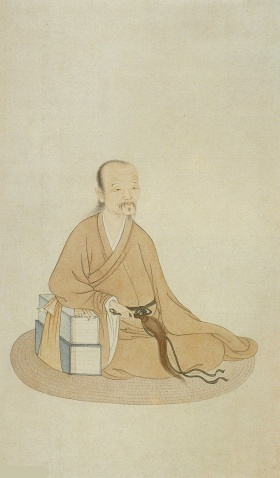
道済
王鑑
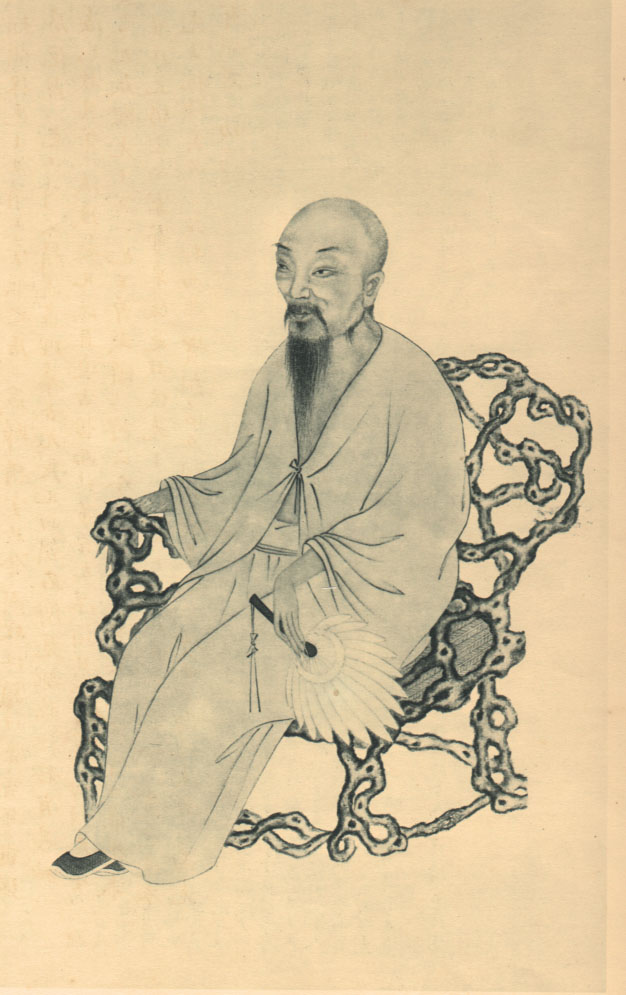
惲格
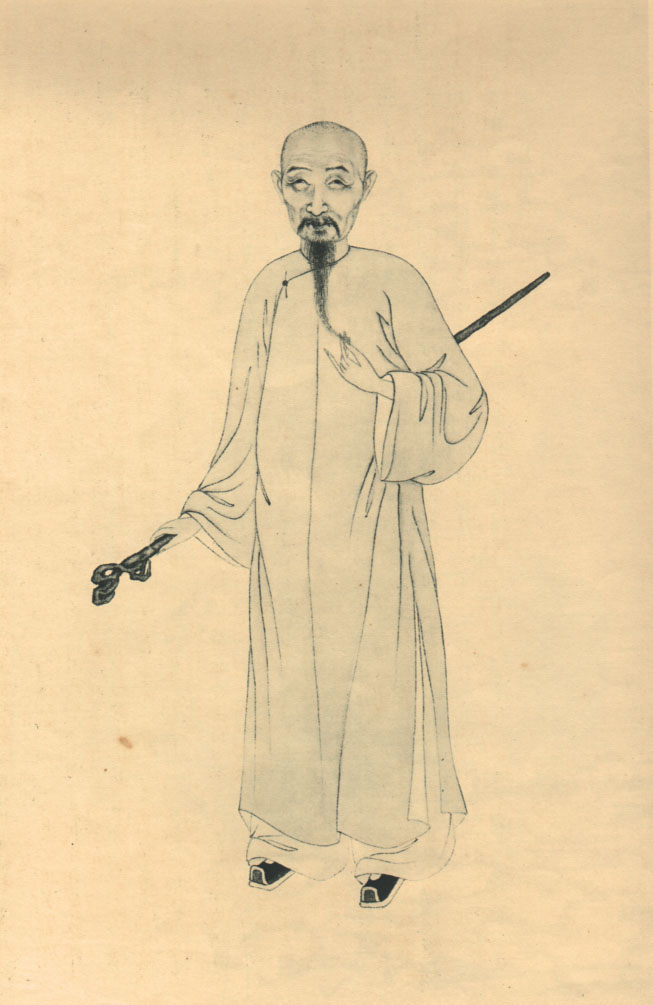
王翬
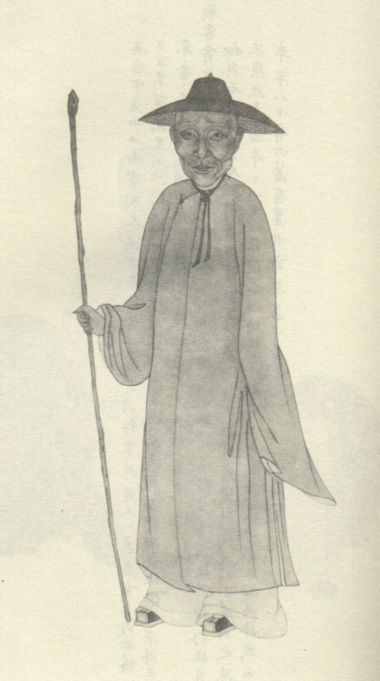
呉歴
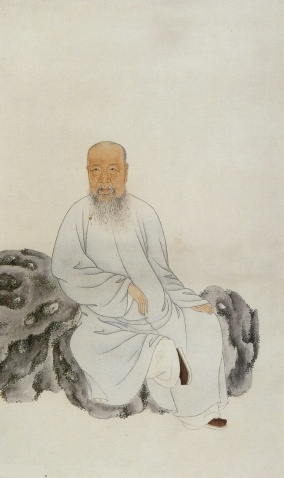
王原祁
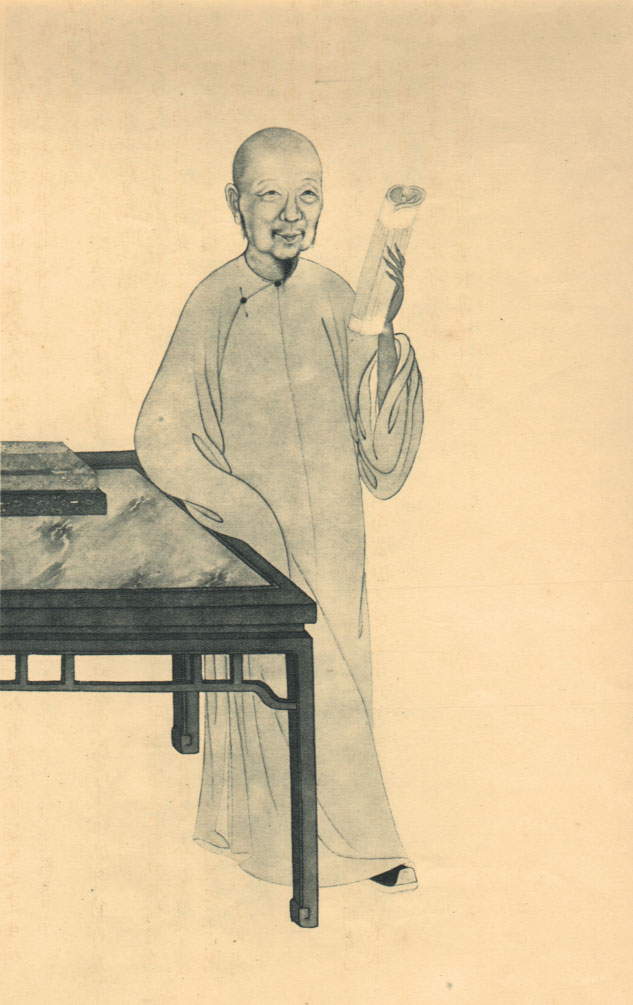
徐秉義
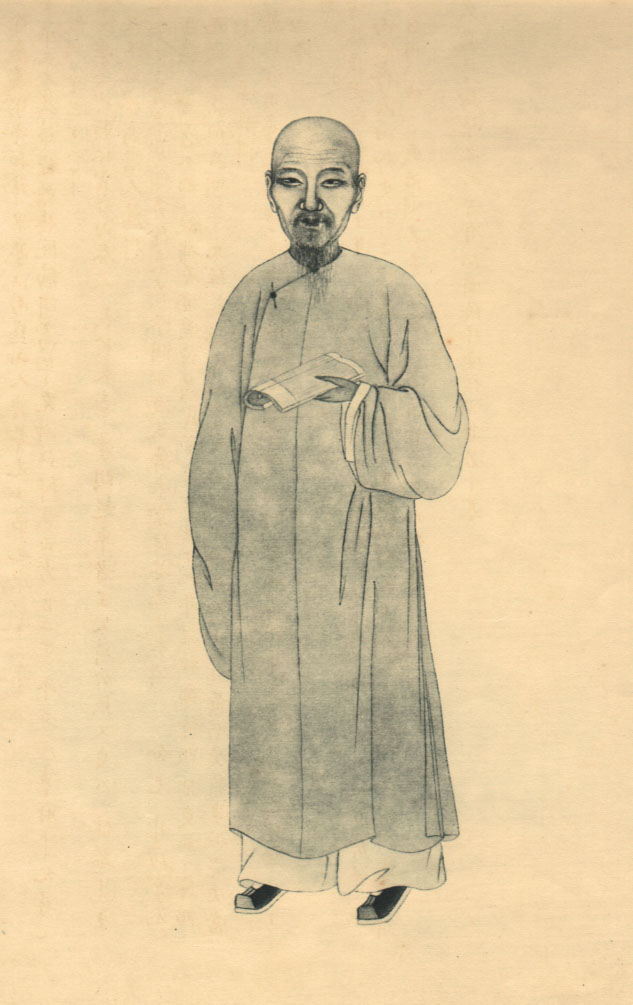
彭孫遹
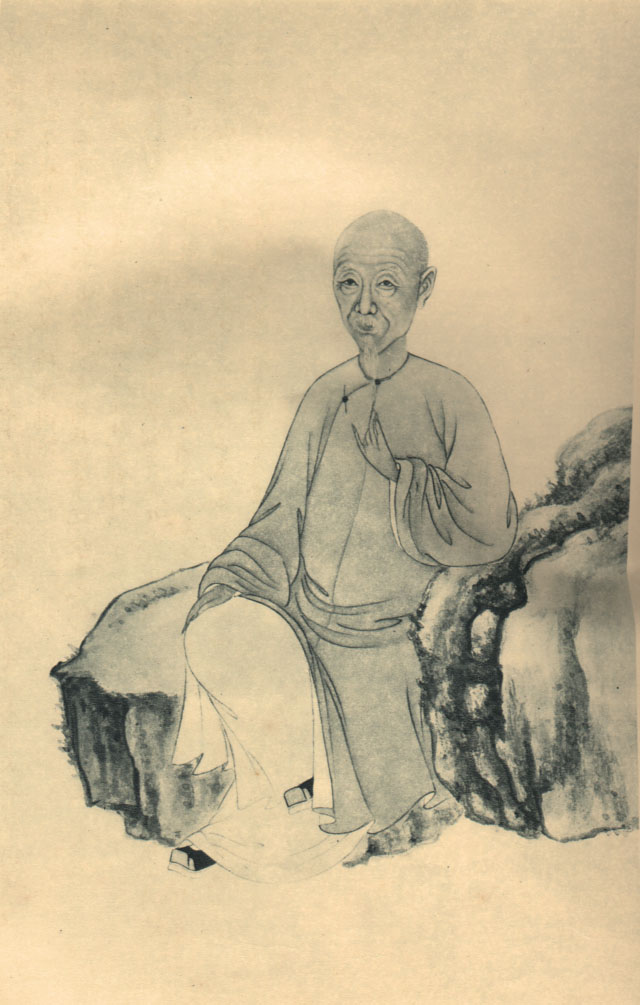
秦松齢
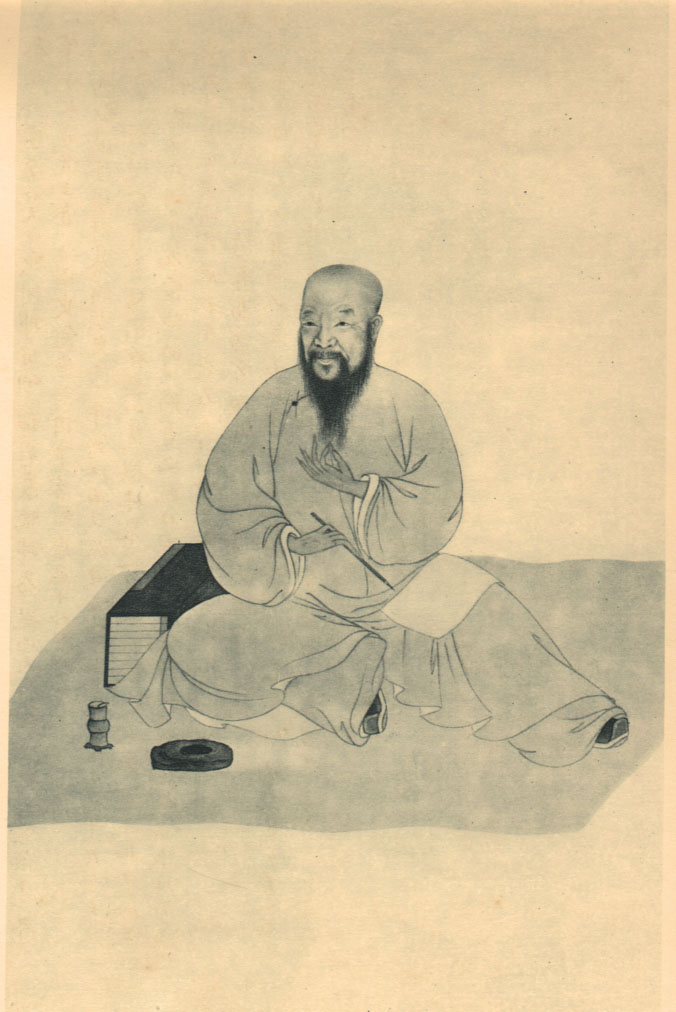
陳維崧
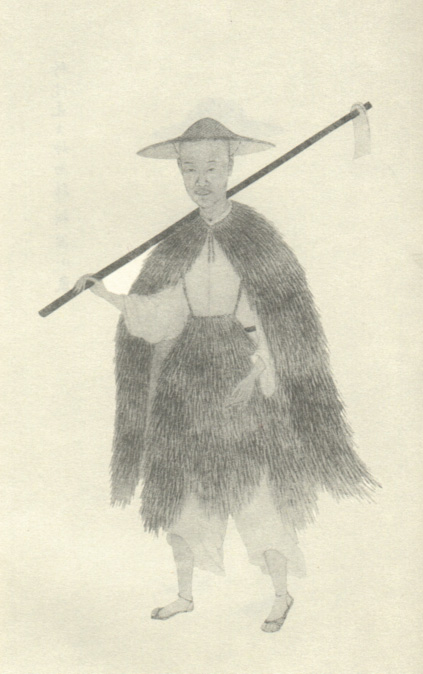
朱彝尊（一）
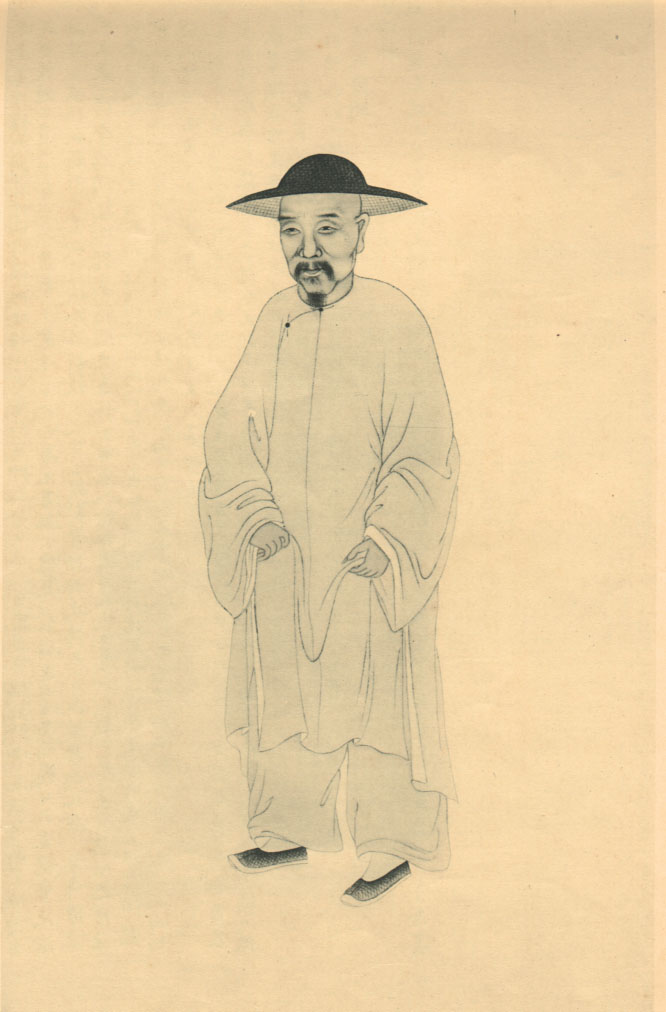
朱彝尊（二）
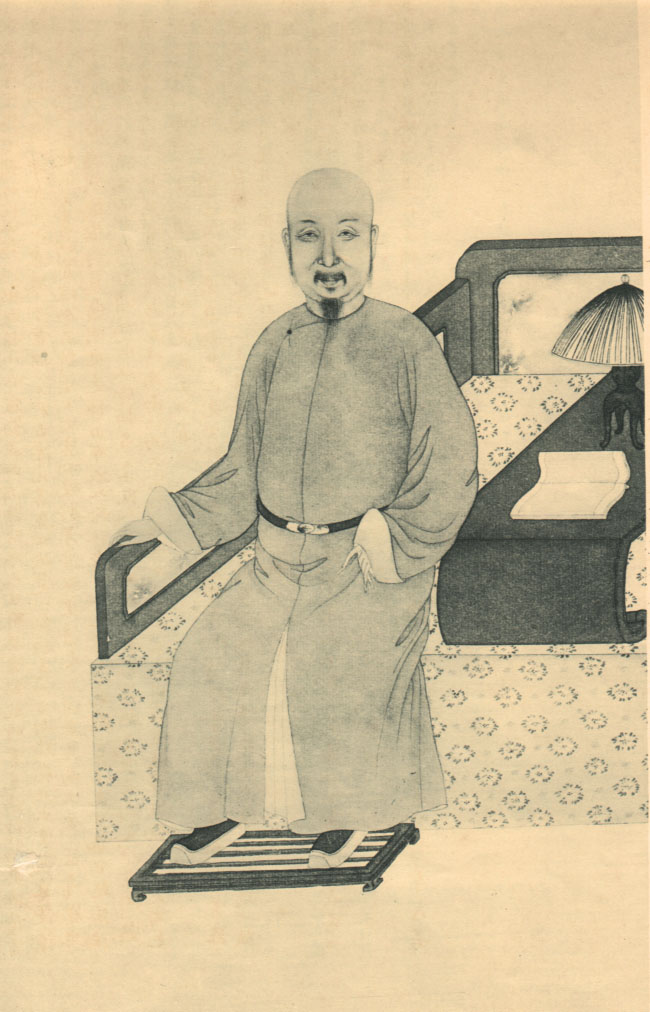
湯斌
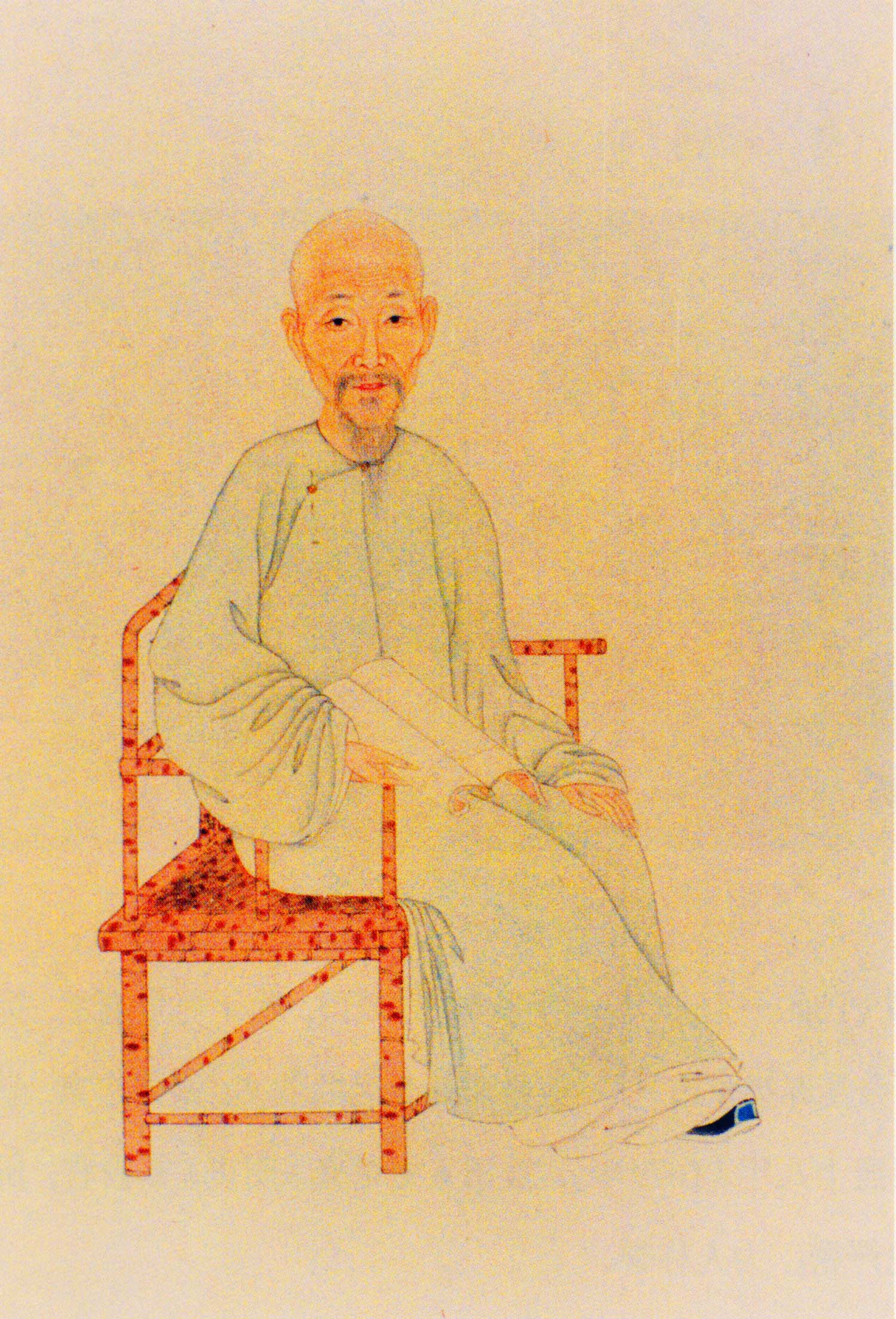
汪琬
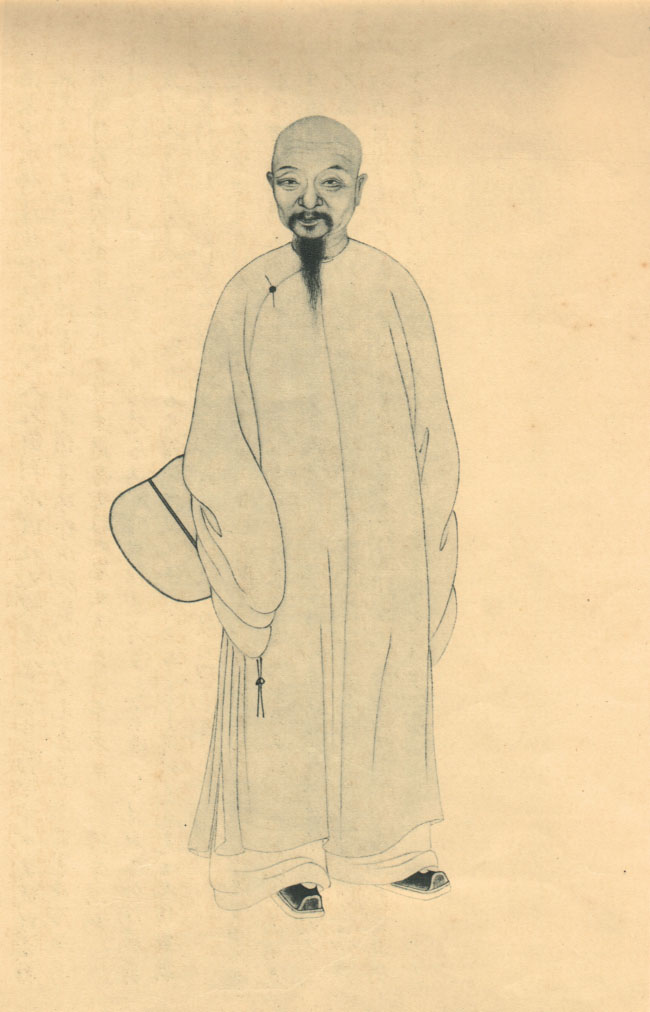
潘耒
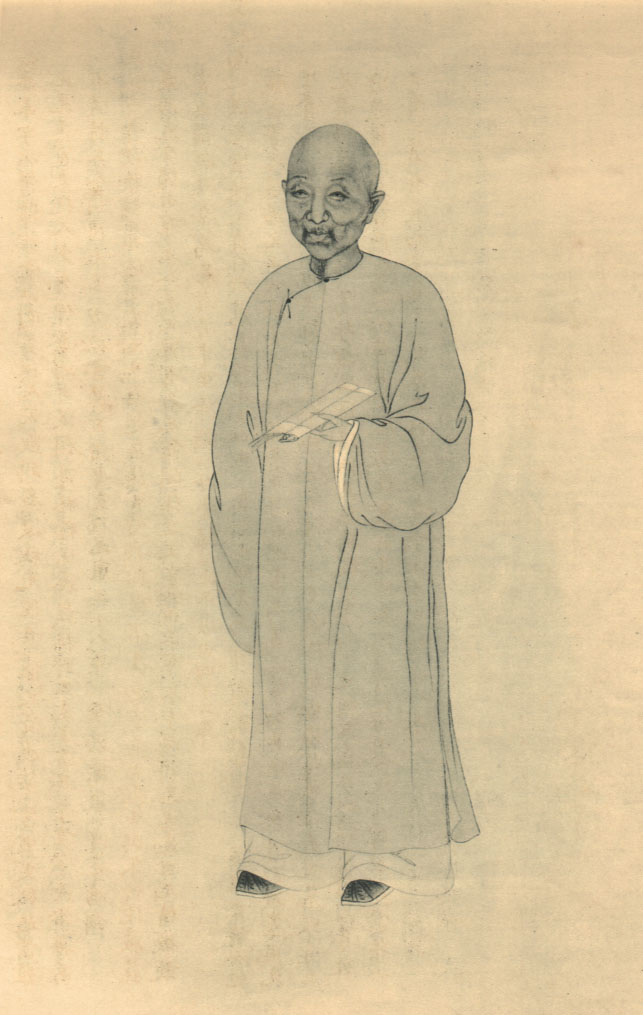
施閏章
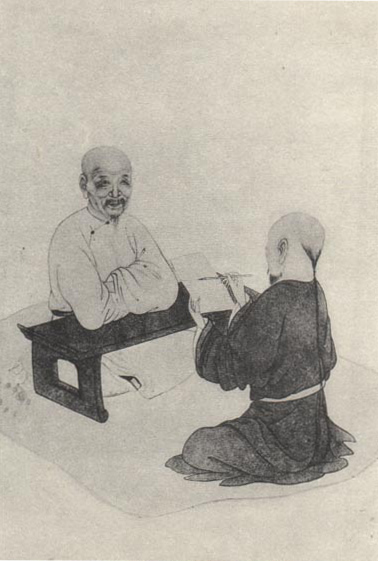
黄与堅、禹之鼎
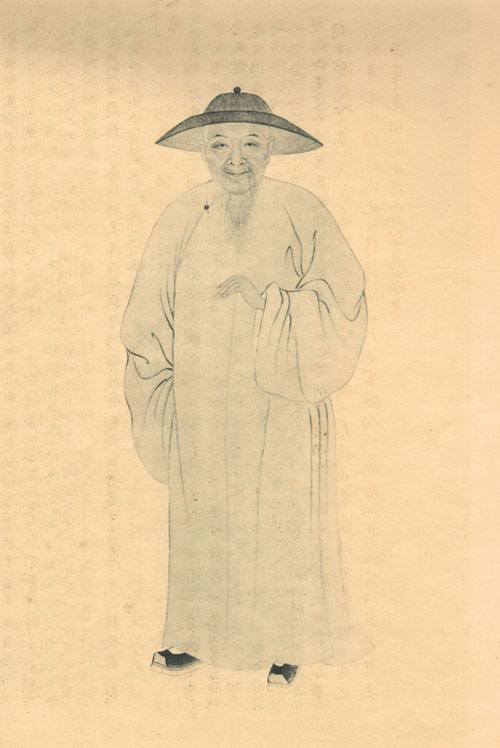
徐釚
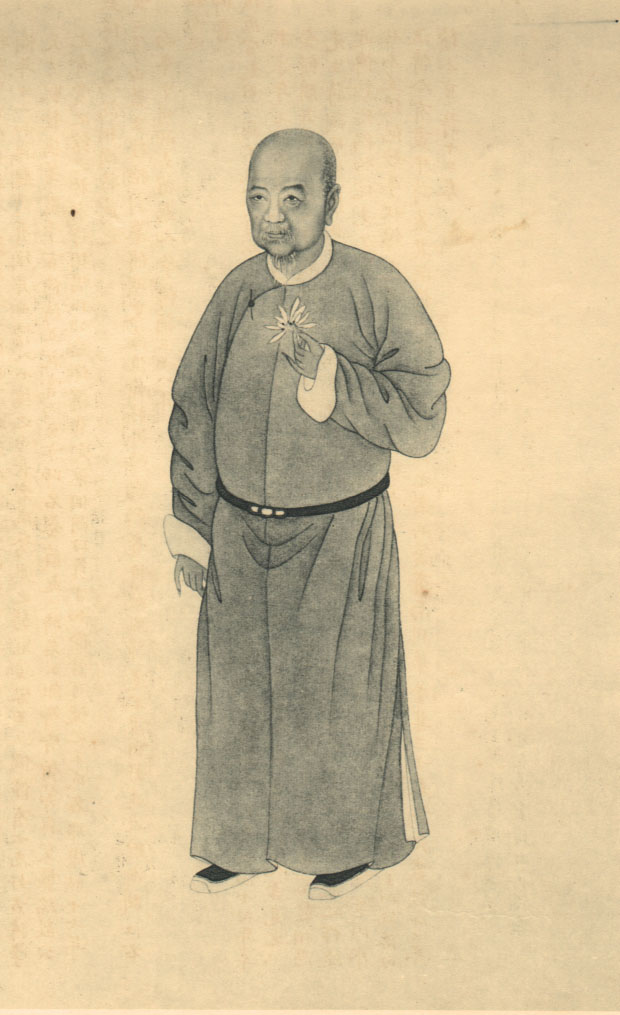
尤侗
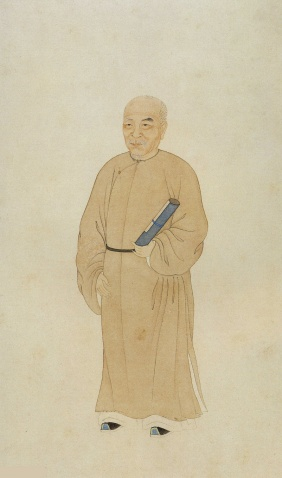
毛奇齢

### 第二冊（四十一幅）

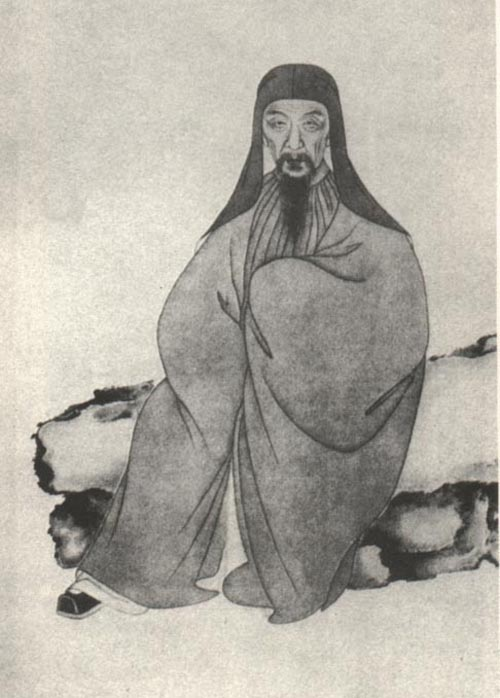
呉兆騫
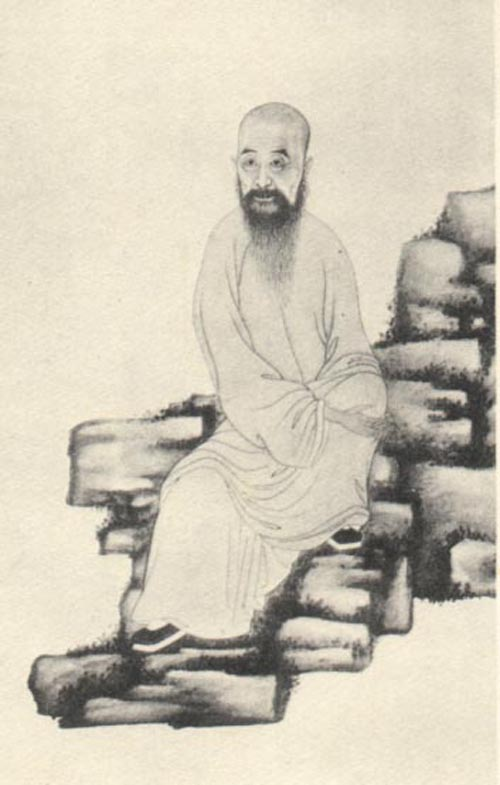
孫暘
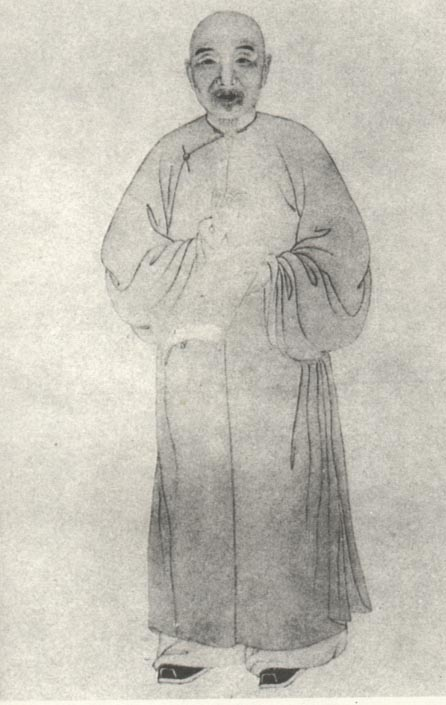
顧貞観
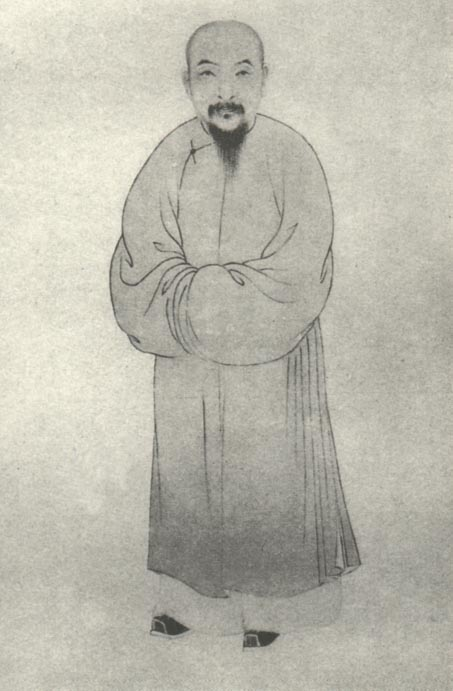
高士奇
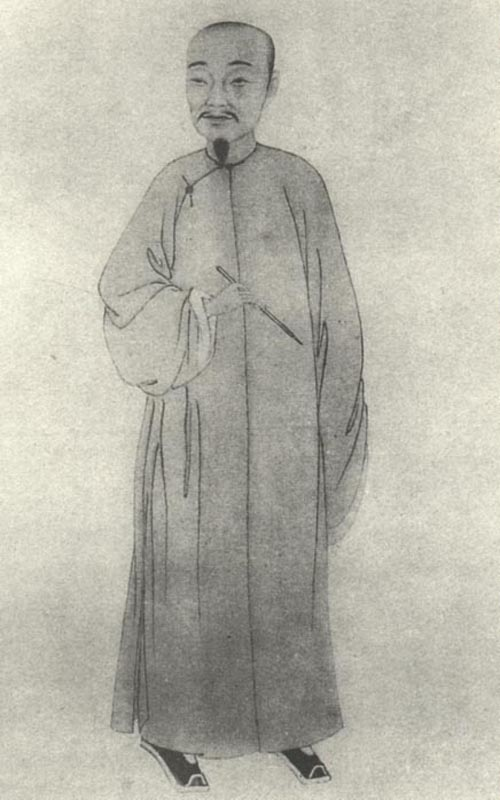
査昇
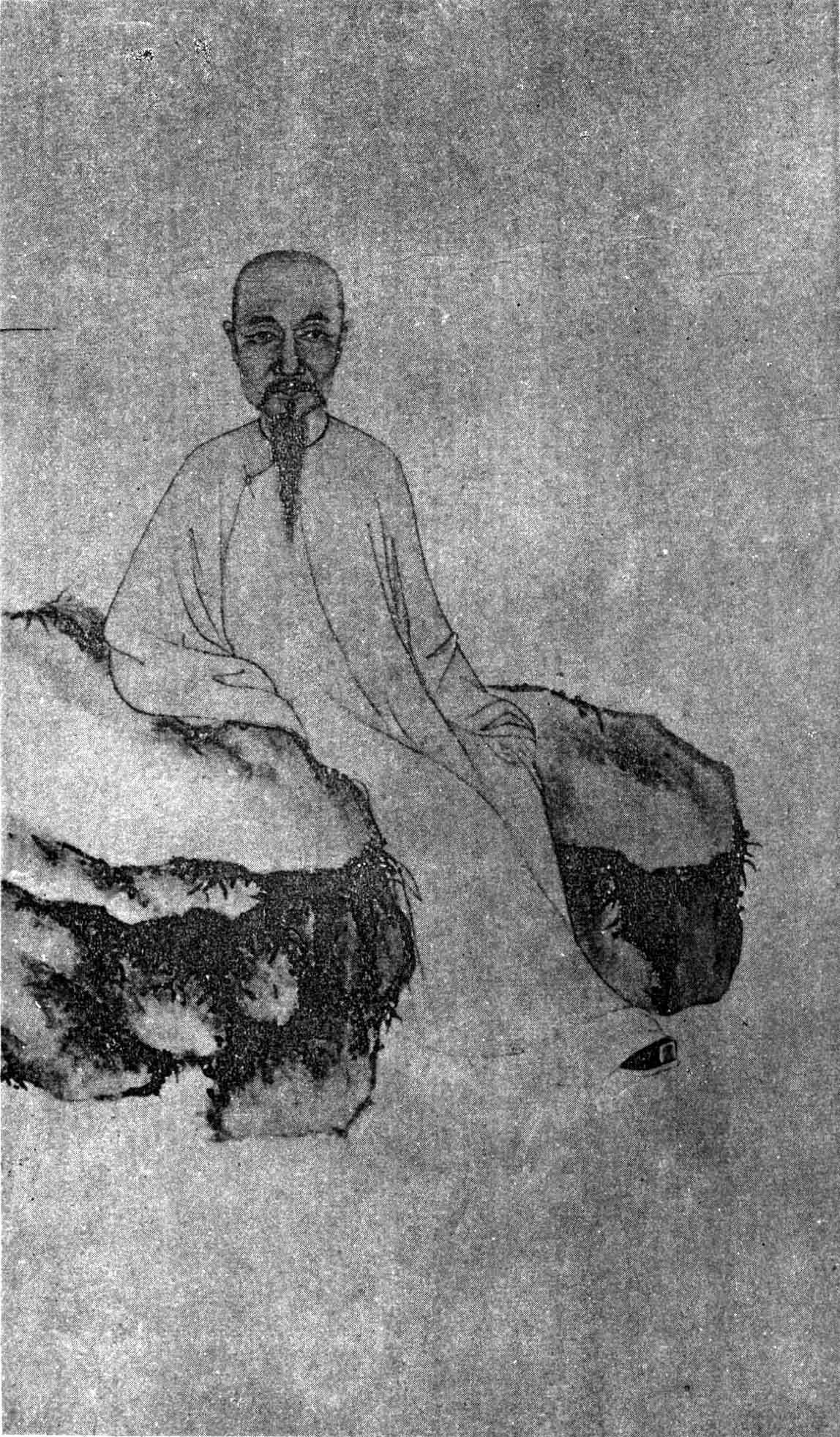
孫致弥
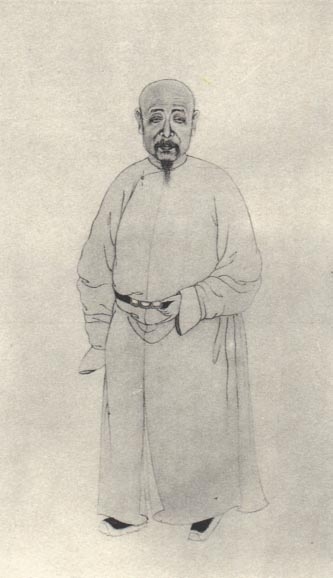
高其倬
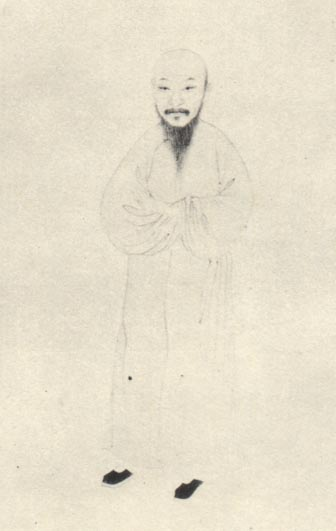
姜宸英
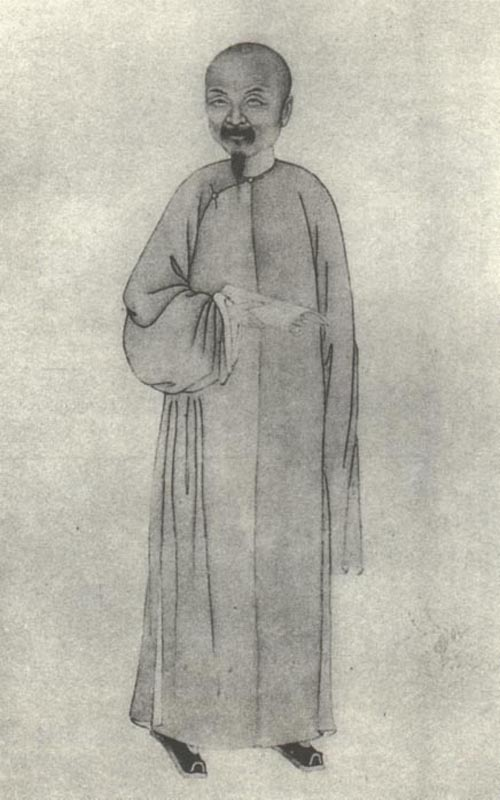
査慎行
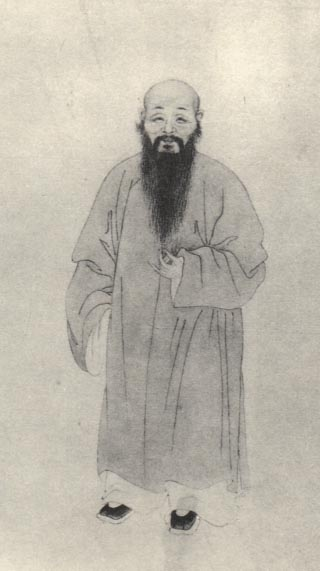
何焯
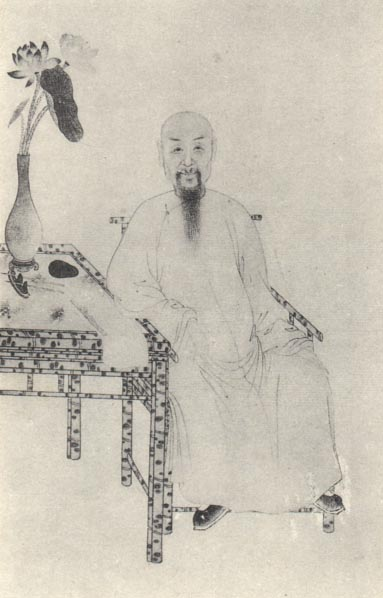
蒋廷錫
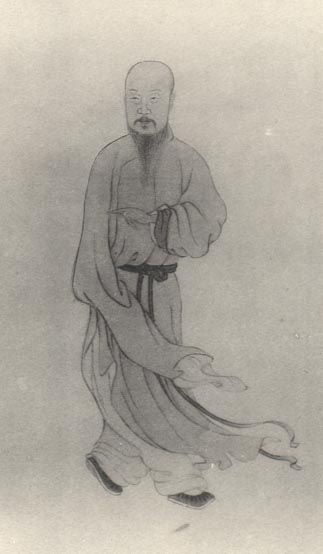
王苹
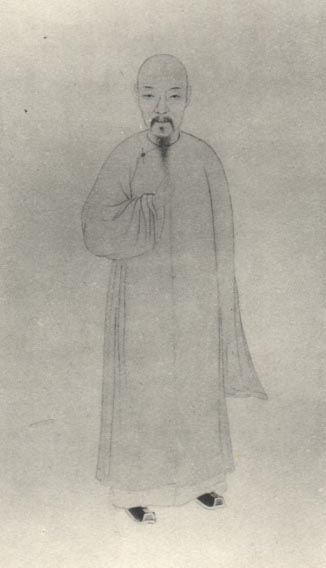
恵士奇
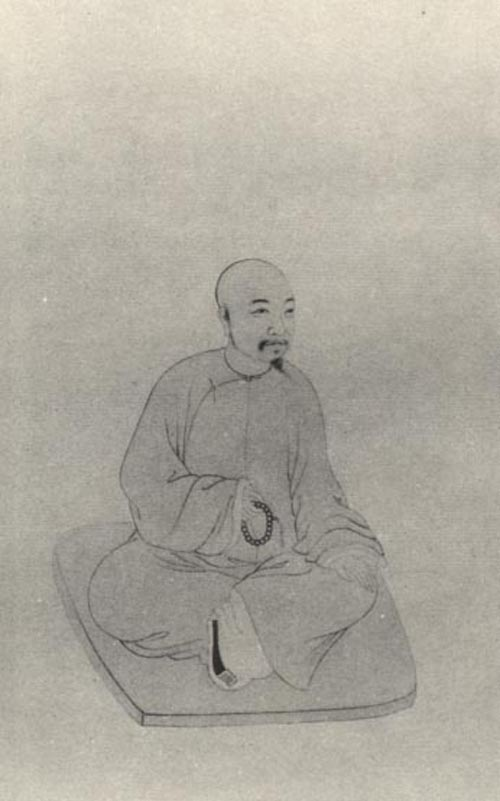
張照
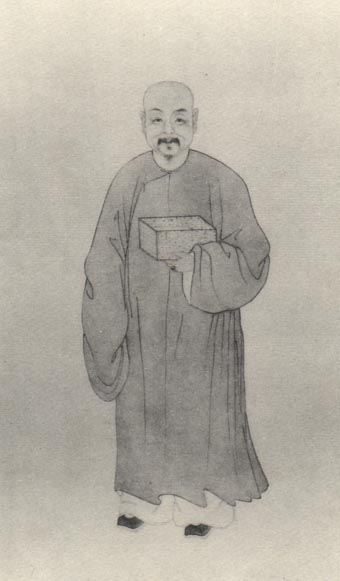
顧嗣立
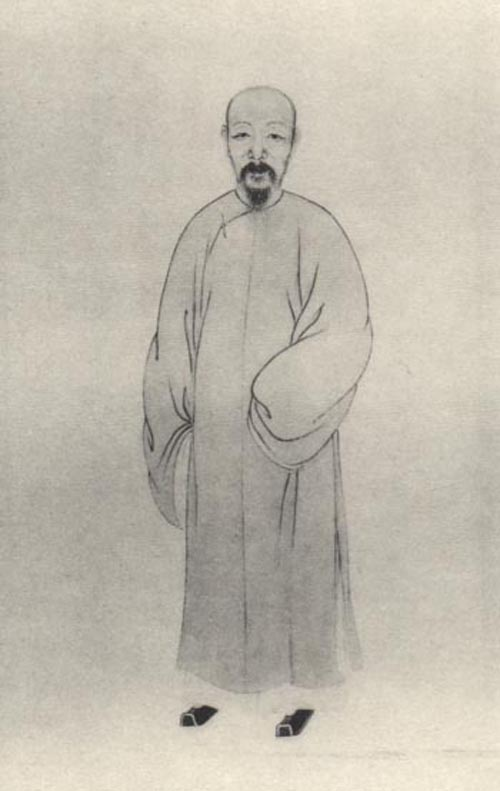
銭陳群
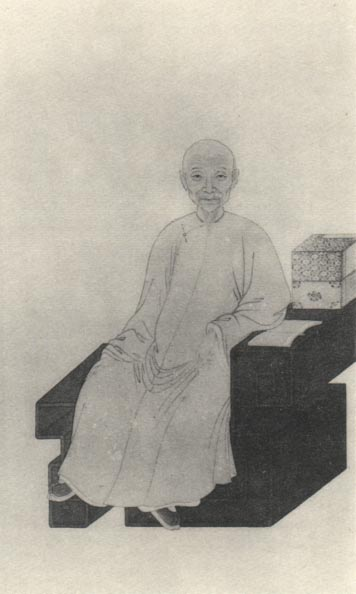
黄任
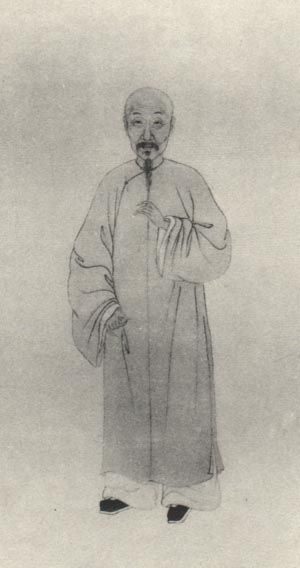
陳祖範
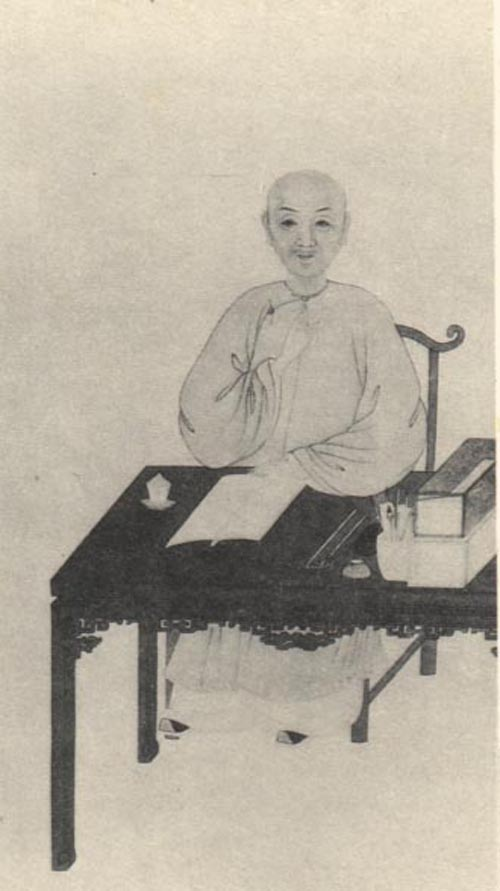
王安国
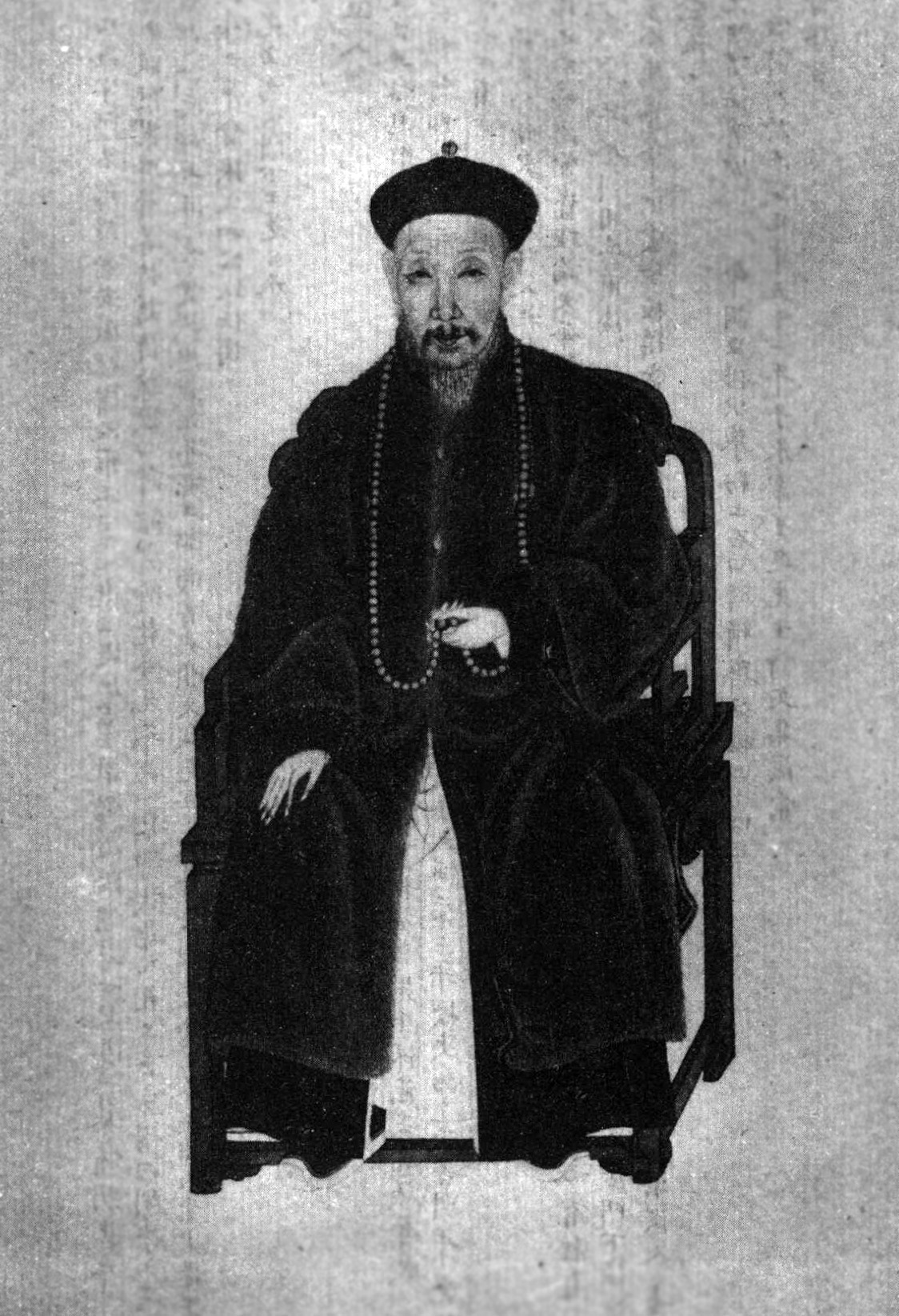
汪由敦
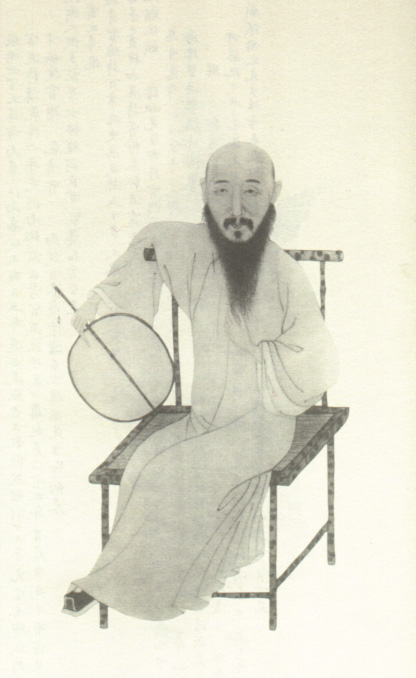
張鵬翀
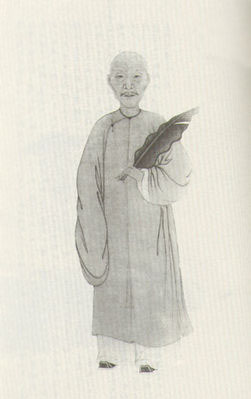
陳兆崙
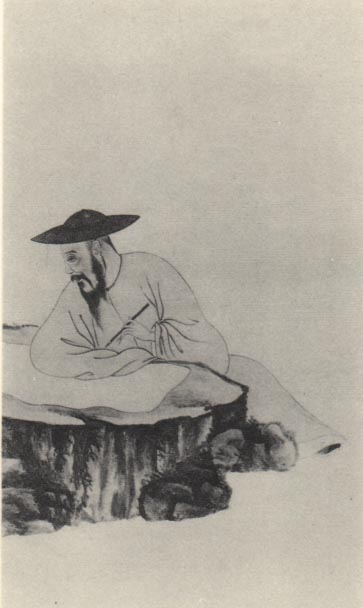
高鳳翰
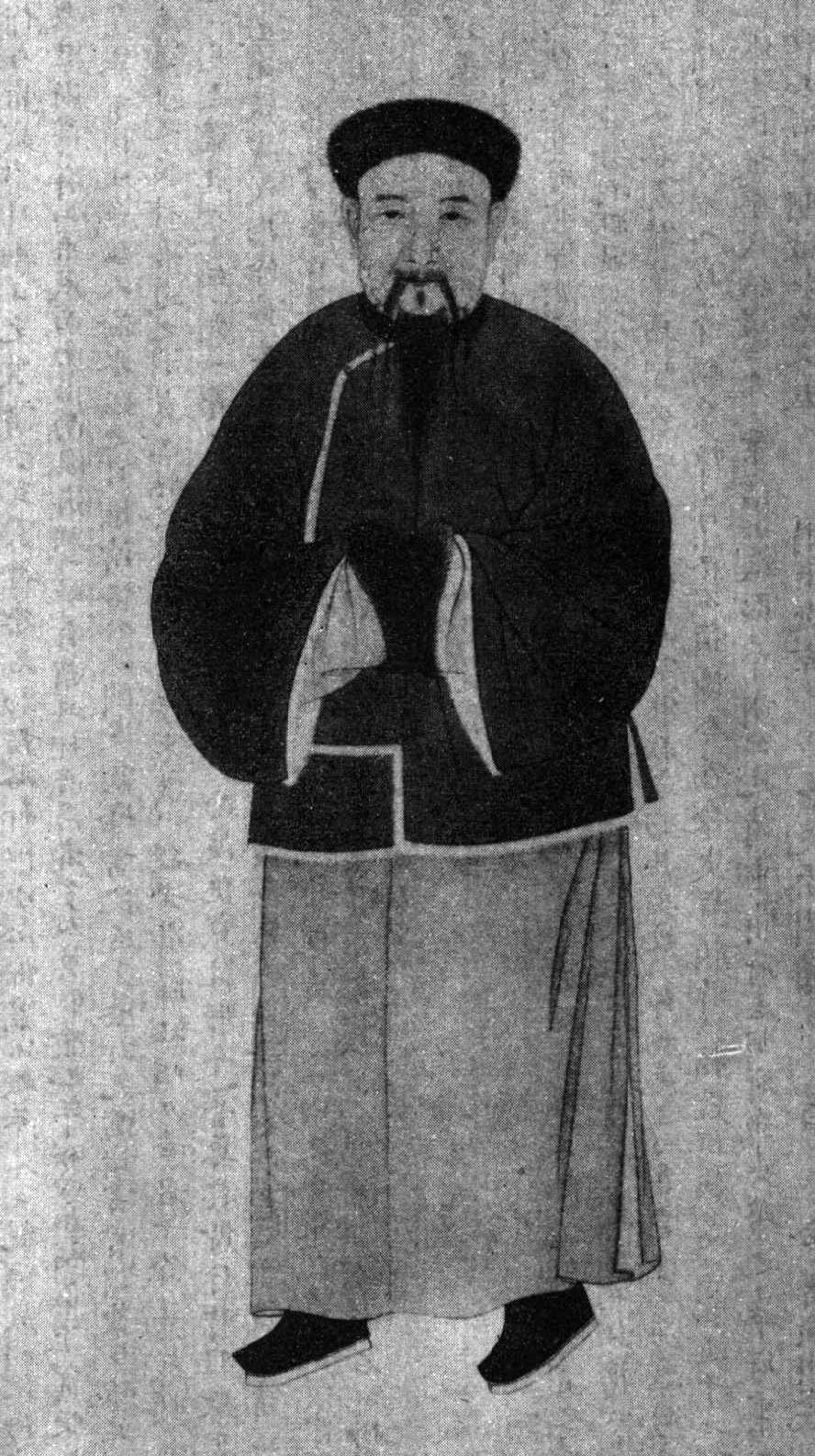
藍鼎元（中国語版）
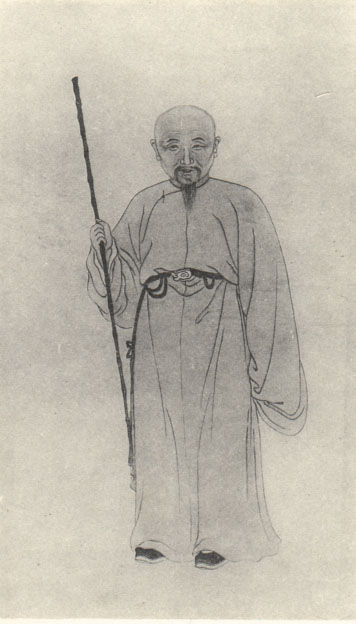
杭世駿
斉召南
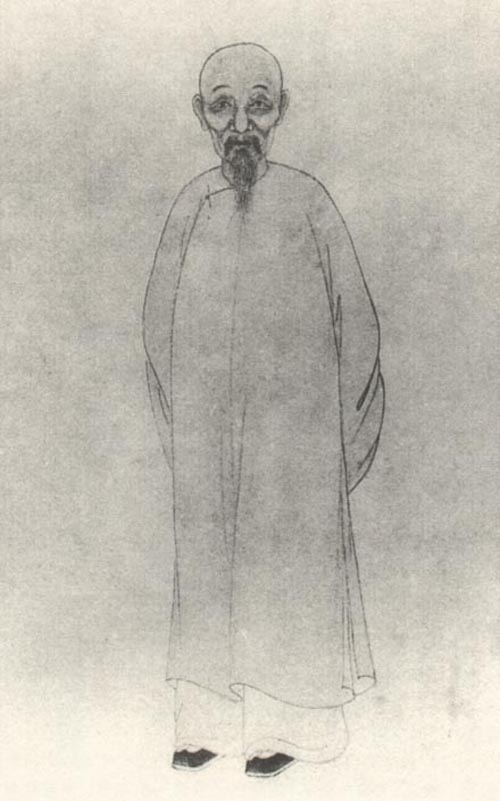
鄭燮
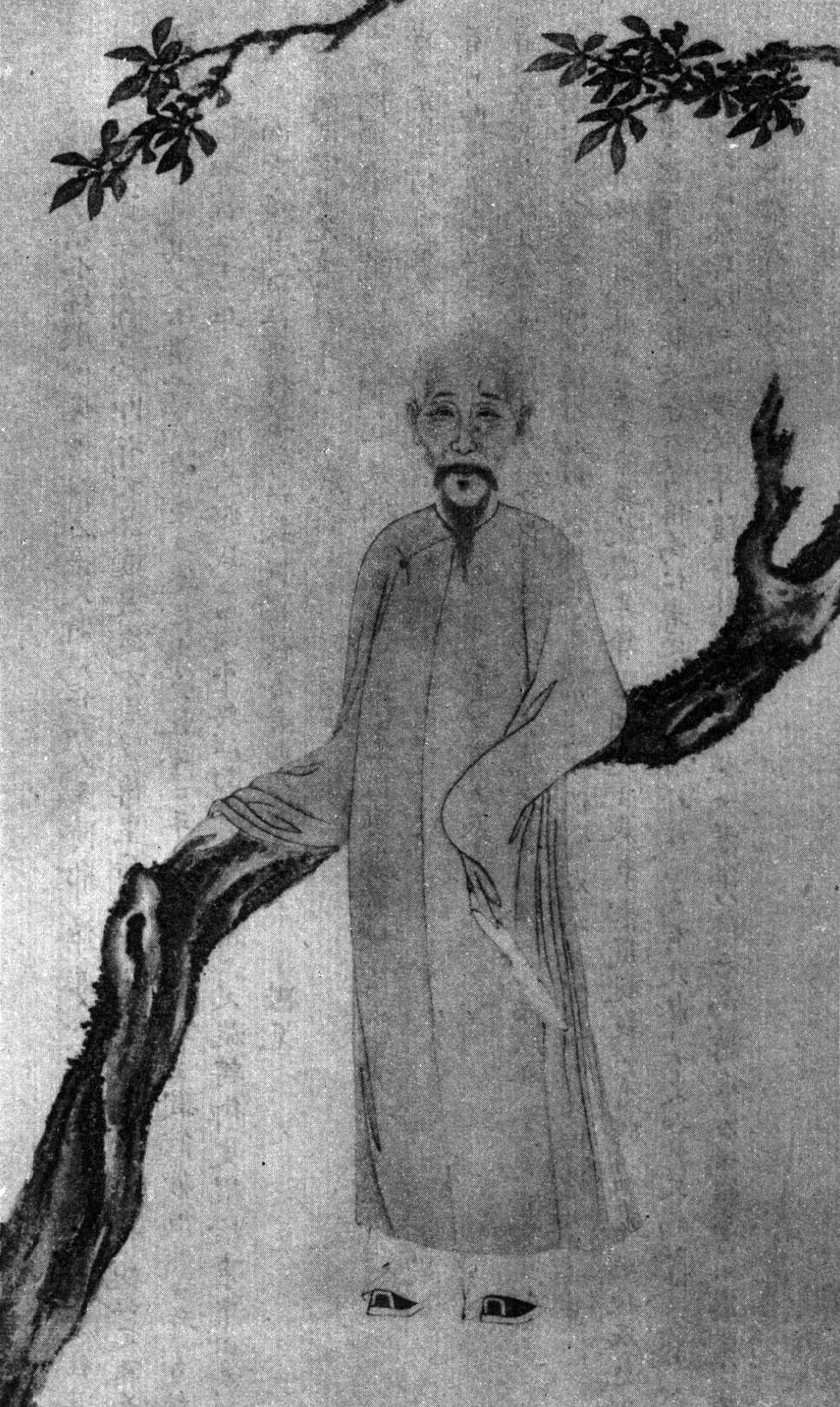
銭琦
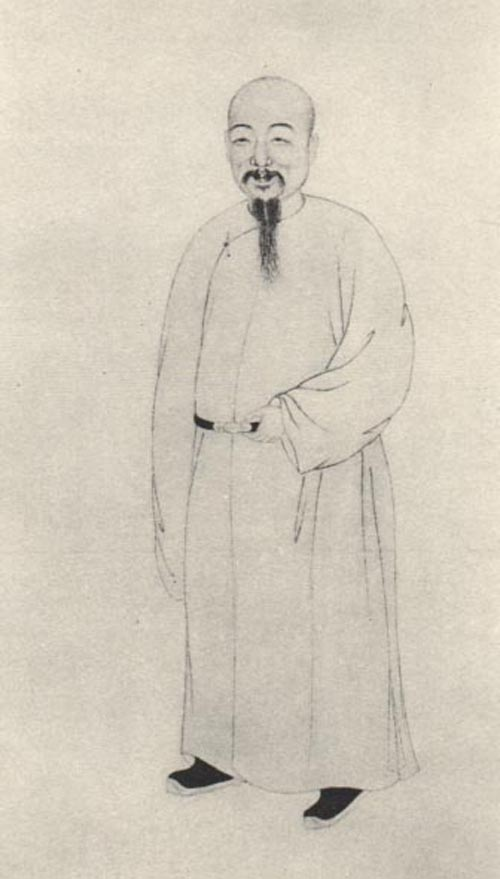
荘有恭
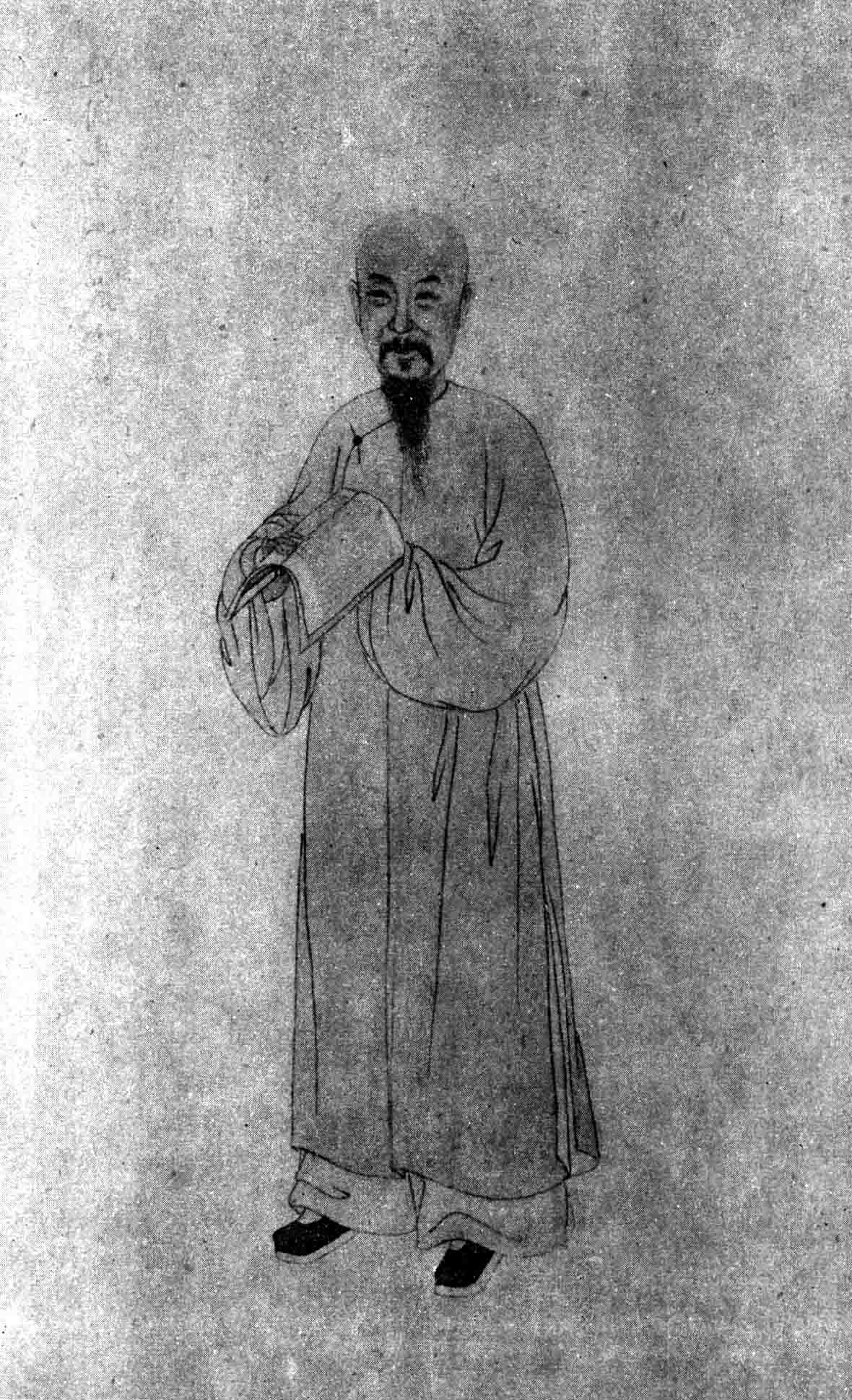
袁枚（一）
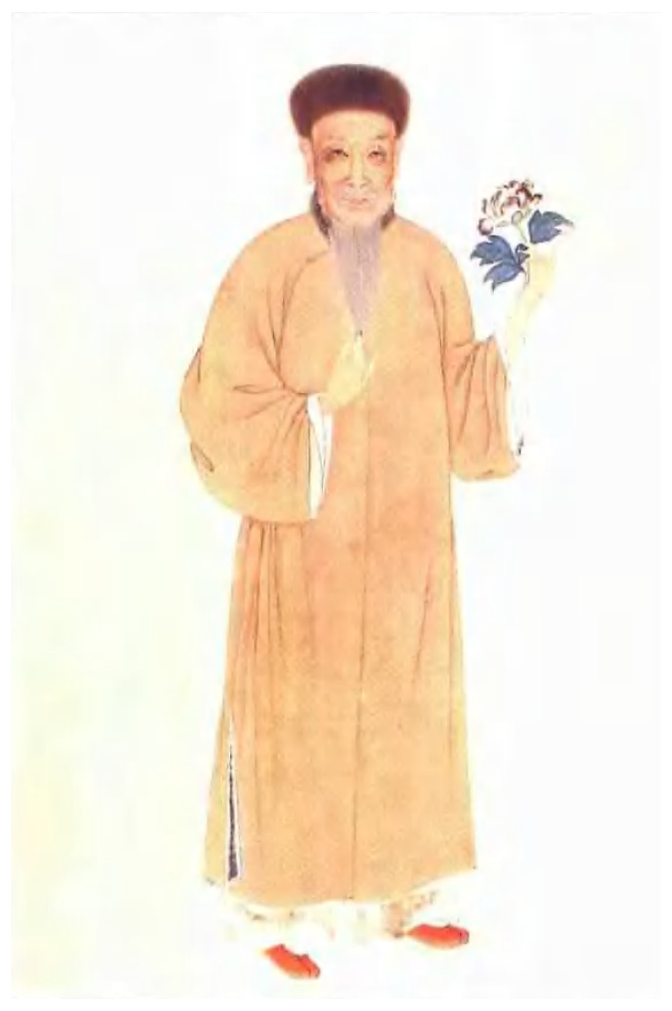
袁枚（二）
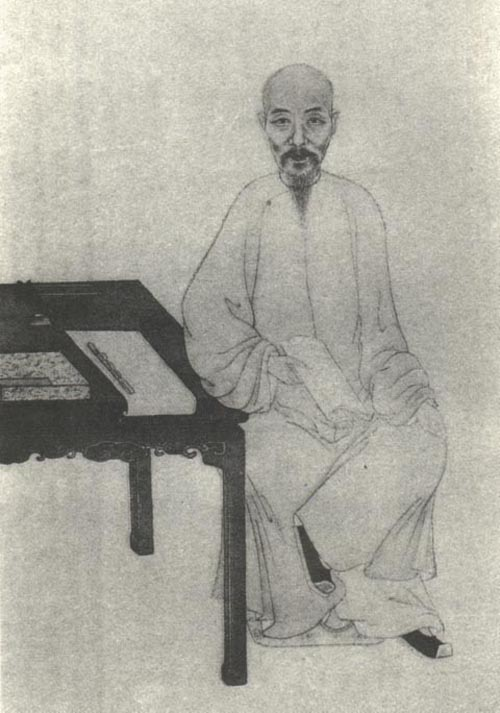
裘曰修
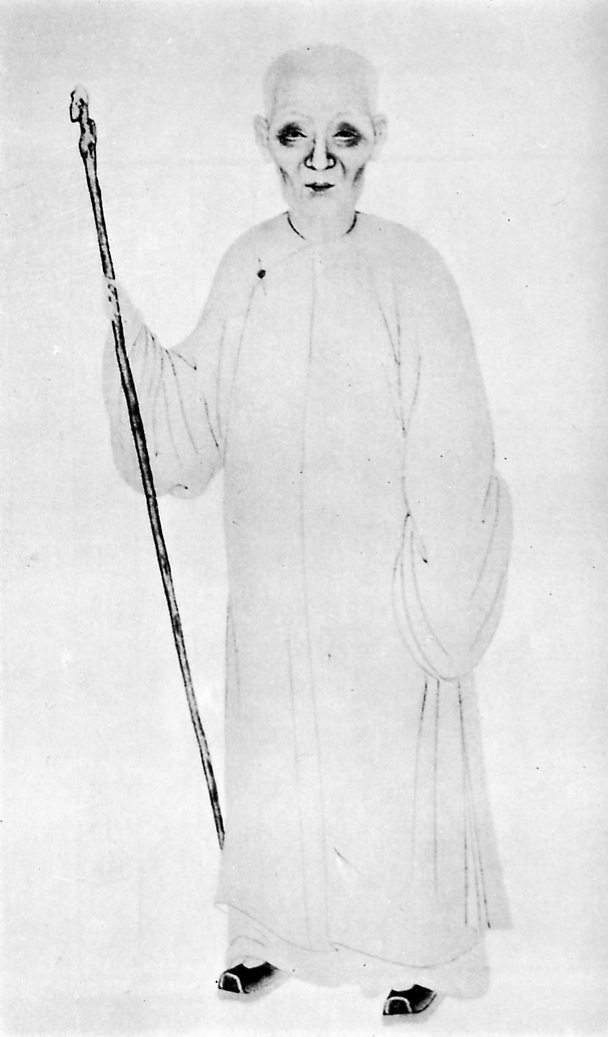
沈徳潜
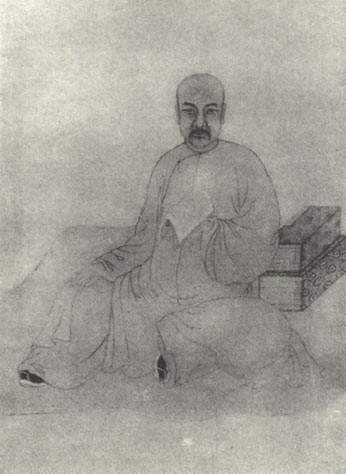
竇光鼐
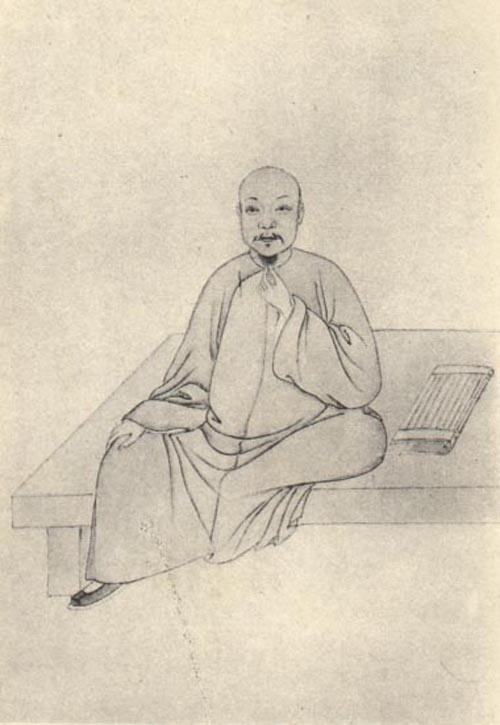
厲鶚
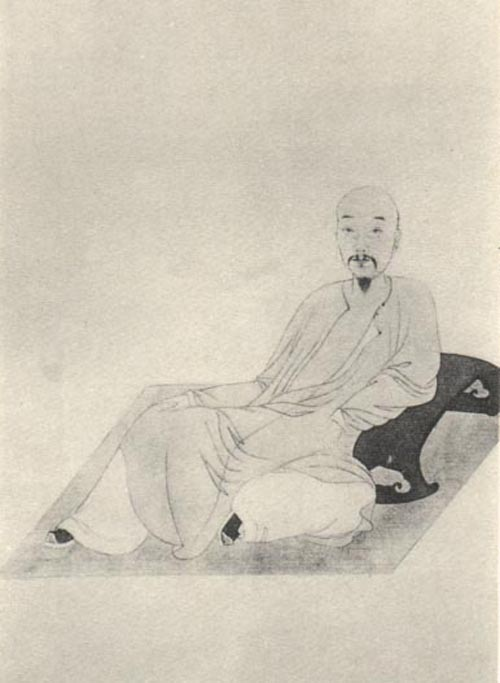
馬曰琯
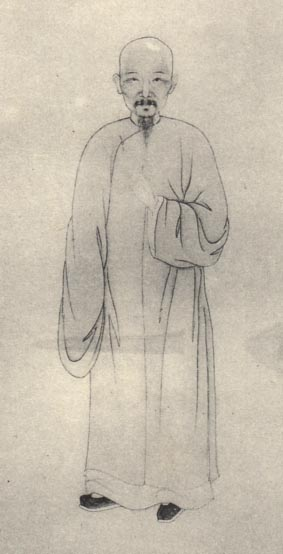
胡天遊
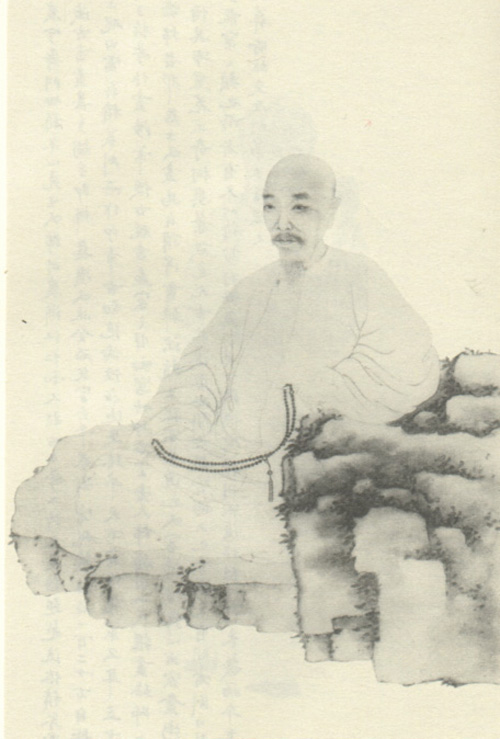
金農
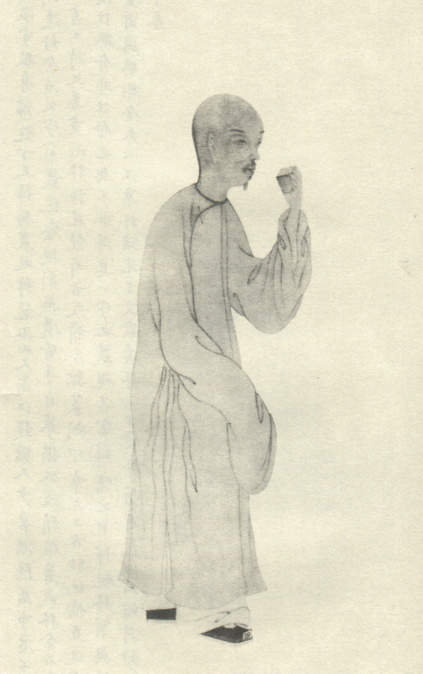
丁敬
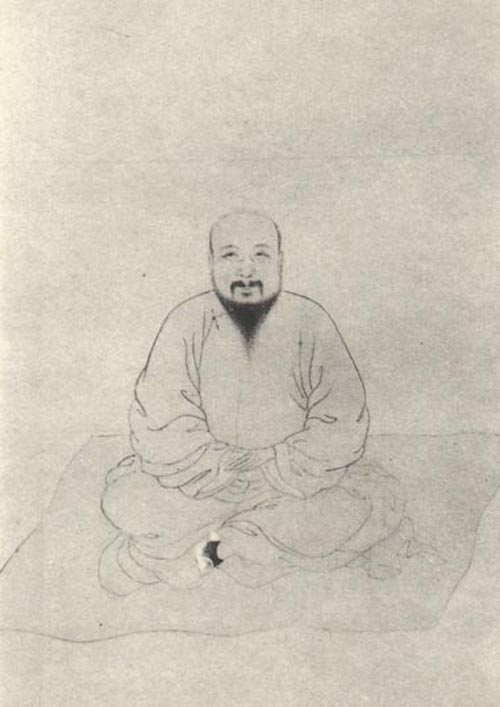
朱珪
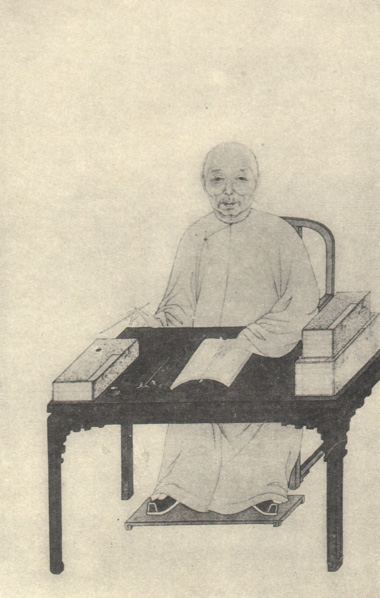
馮浩

### 第三冊（四十五幅）

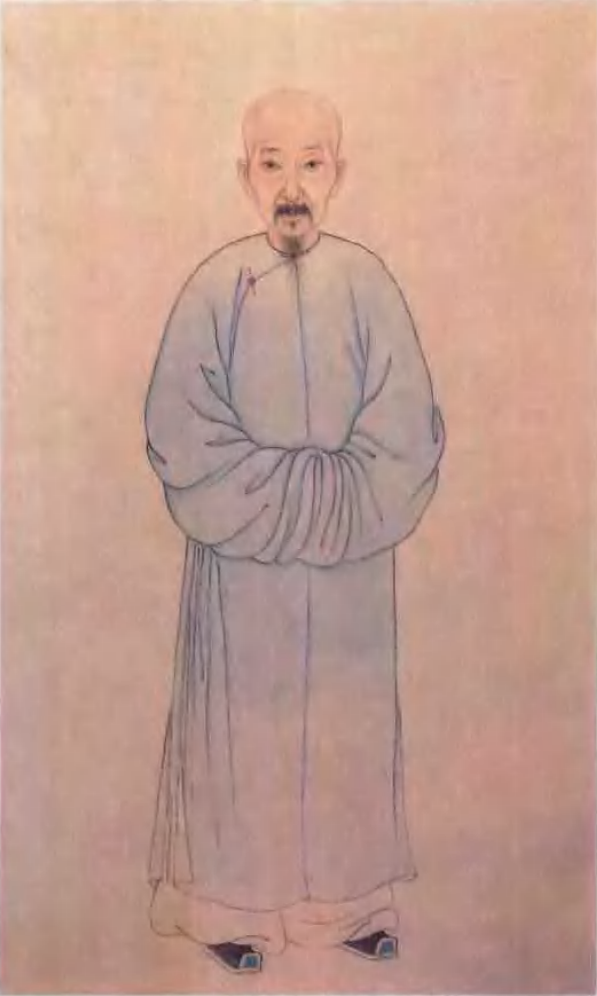
劉墉
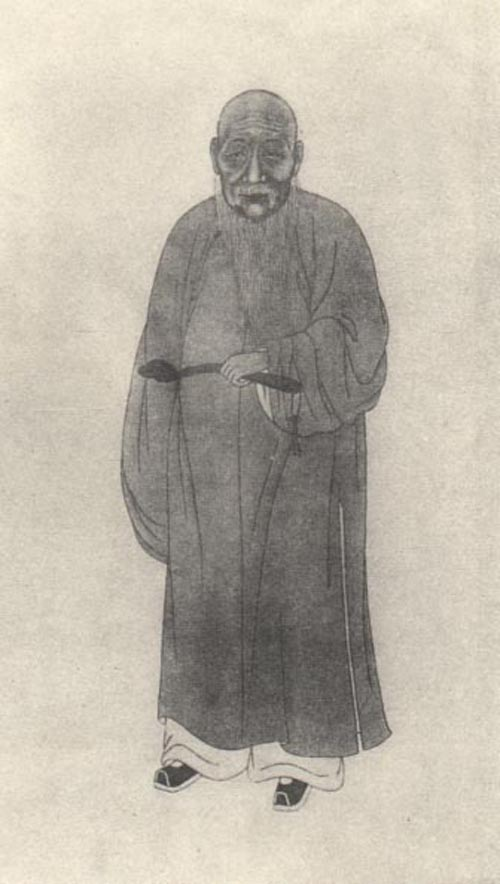
銭載
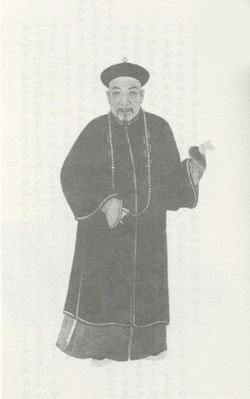
翁方綱
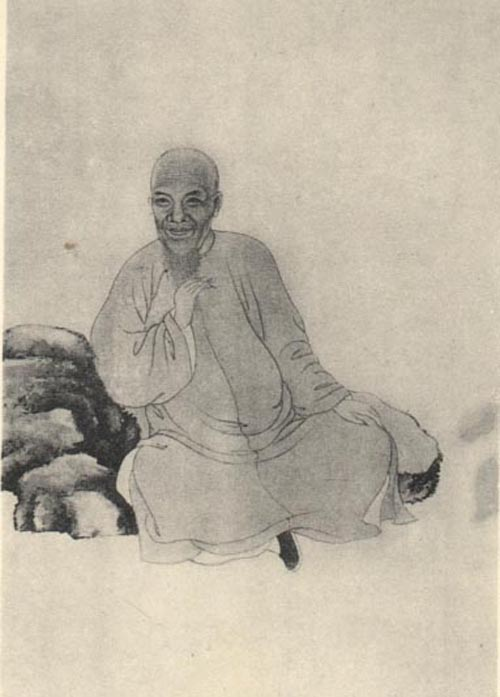
王昶
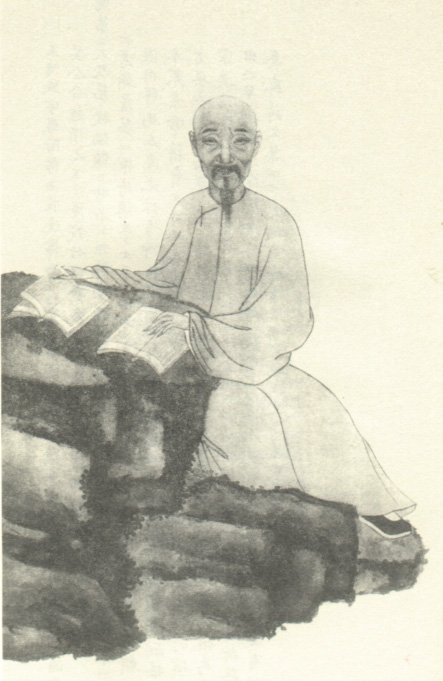
王鳴盛
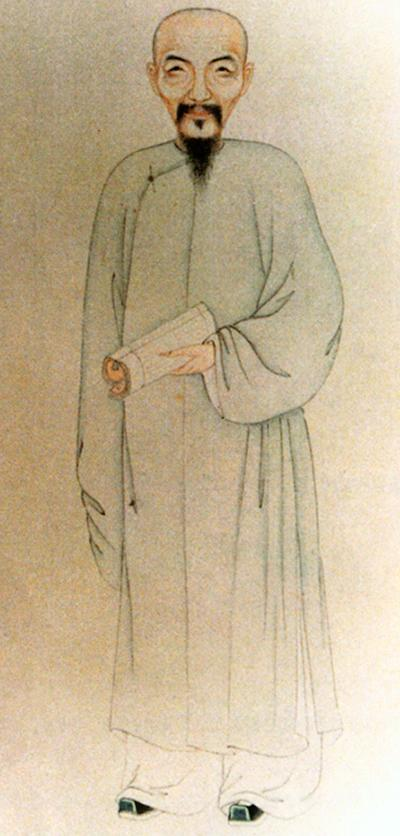
紀昀
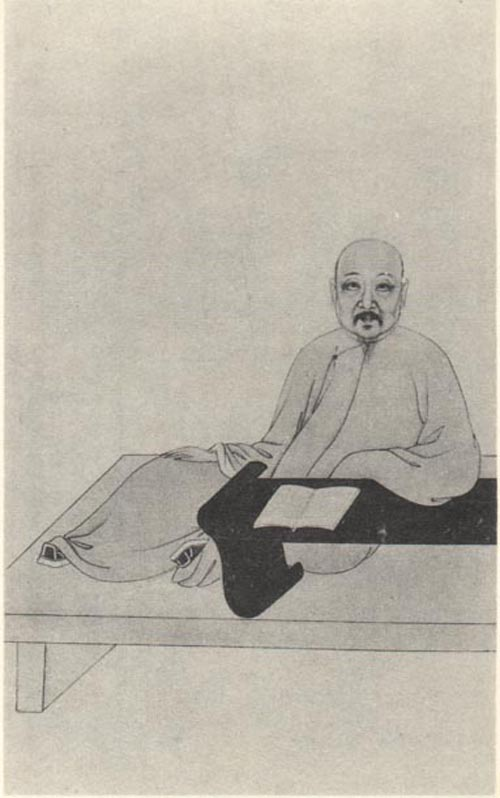
朱筠
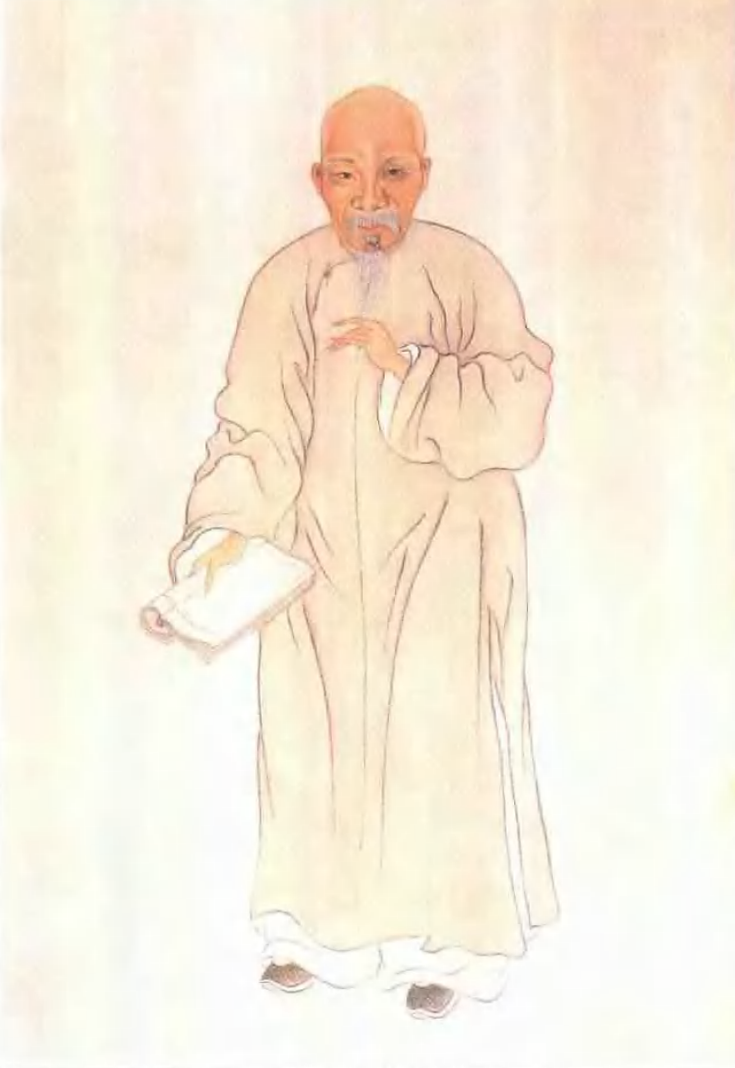
銭大昕
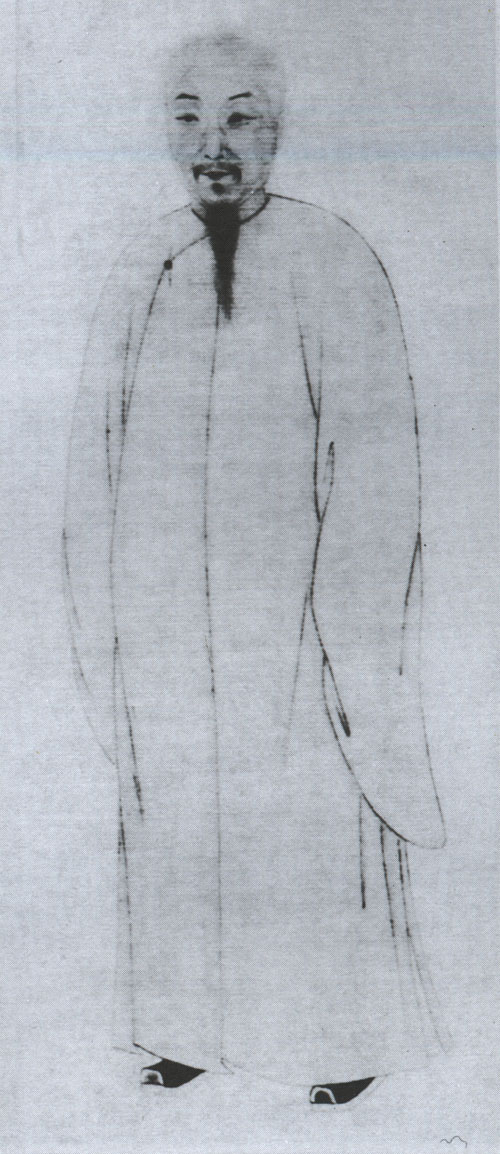
蒋士銓
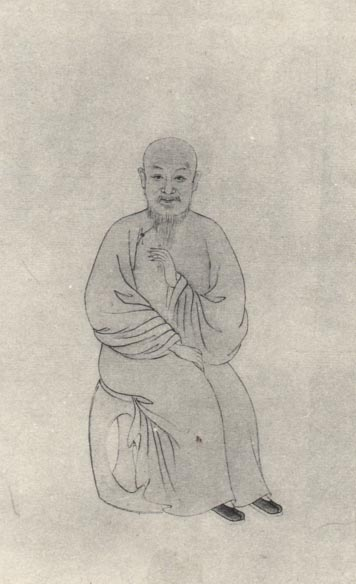
康基田
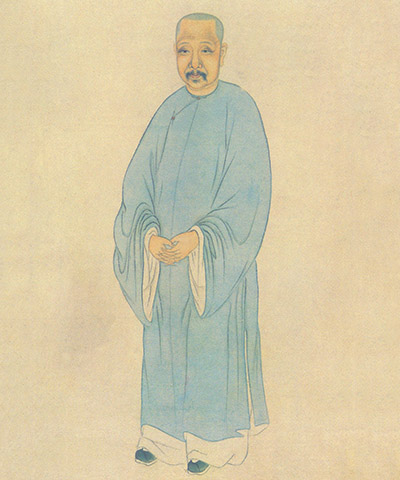
畢沅
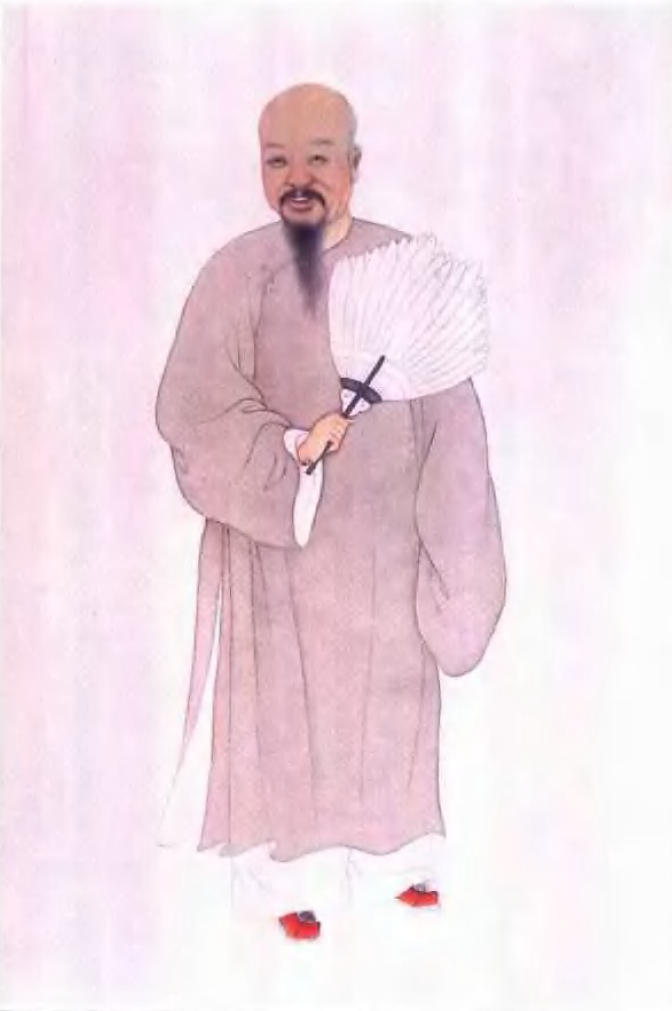
王文治
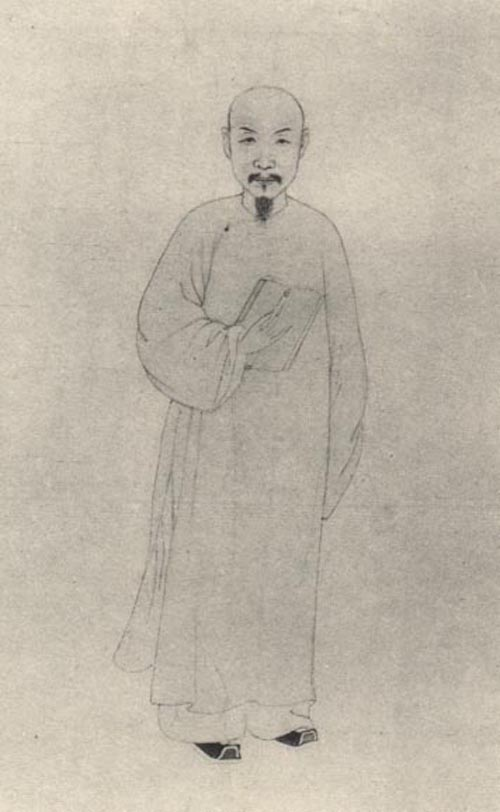
王杰
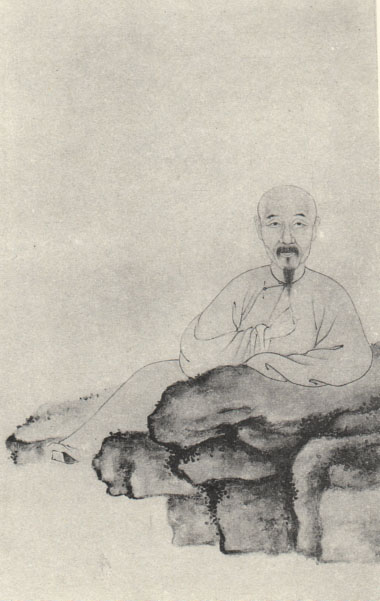
曹仁虎
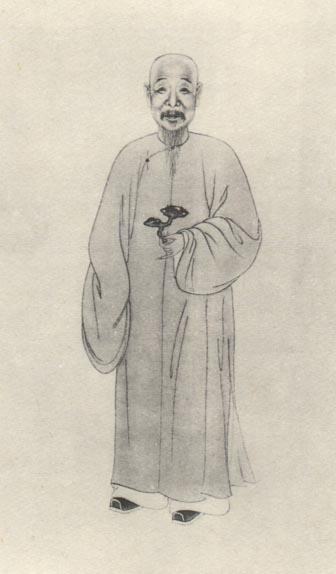
馮応榴
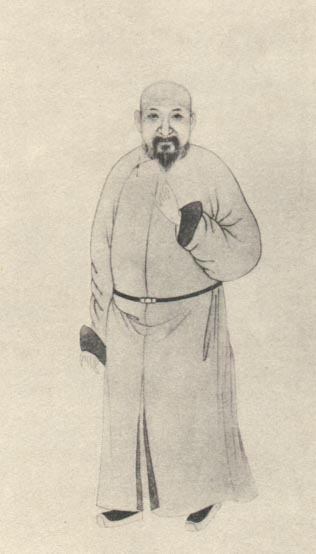
董誥
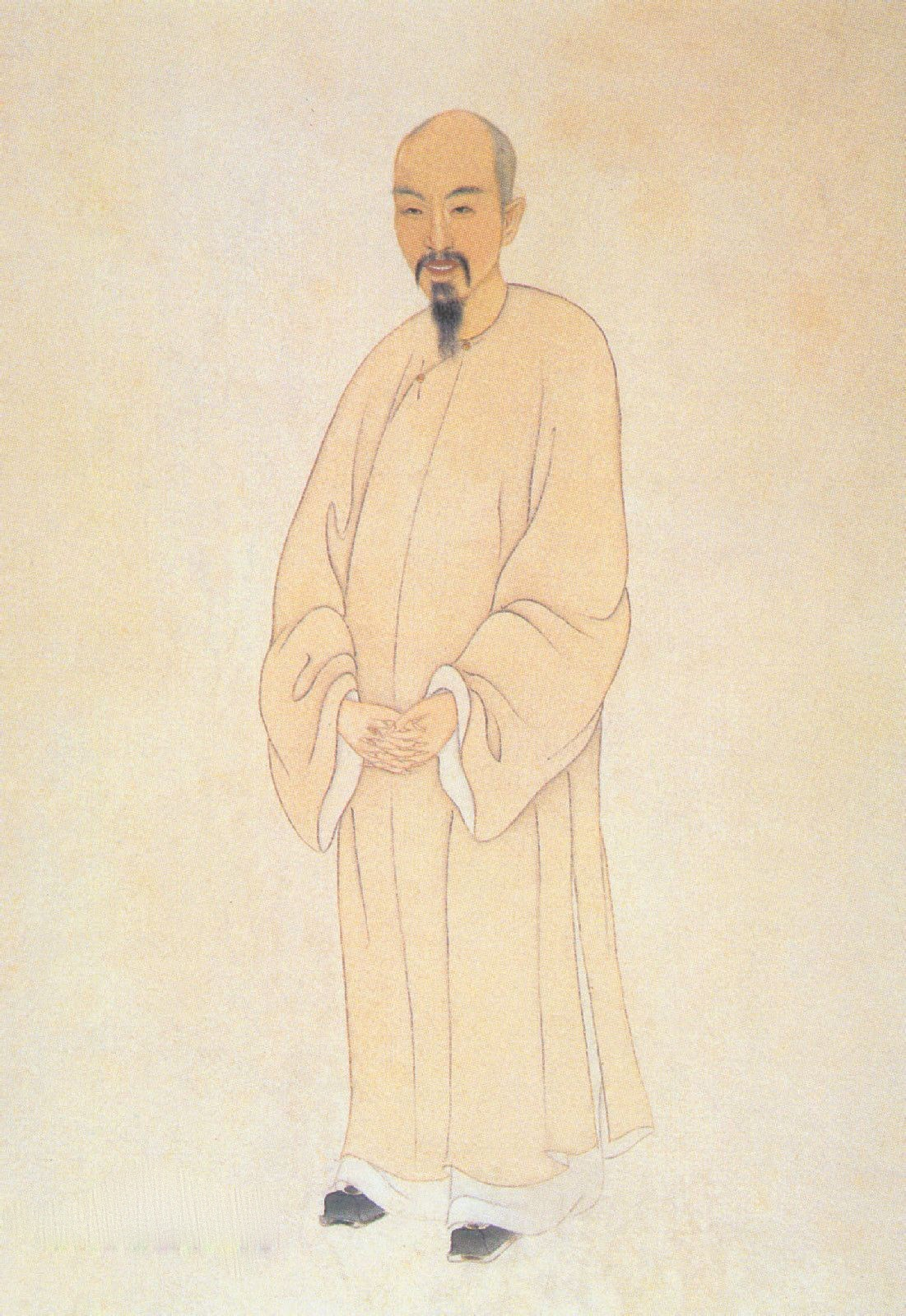
姚鼐
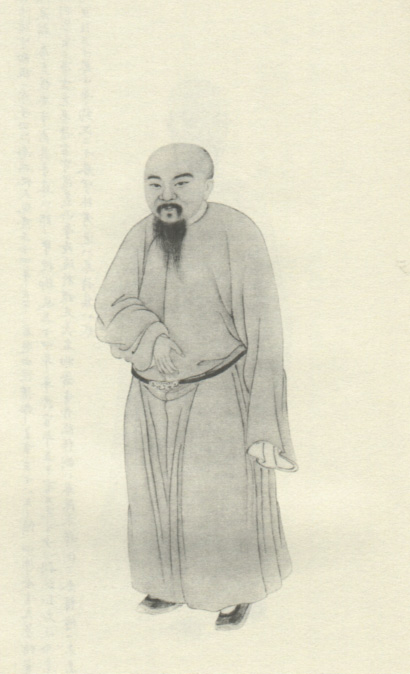
任大椿
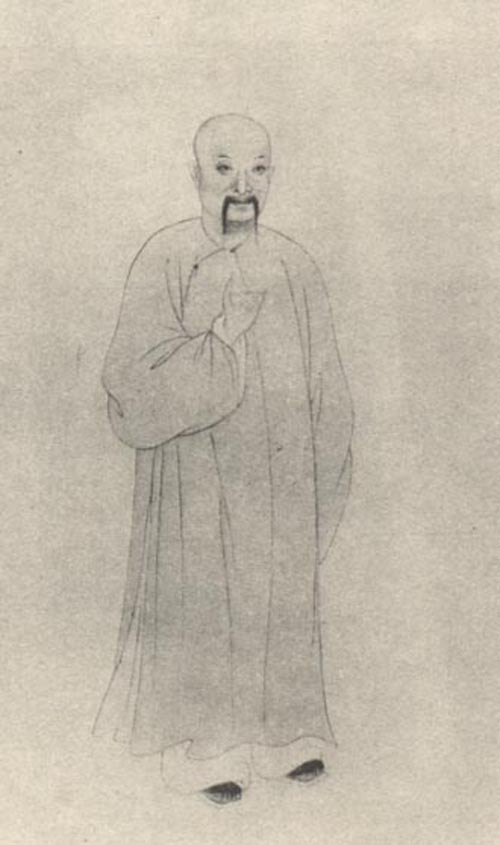
朱孝純
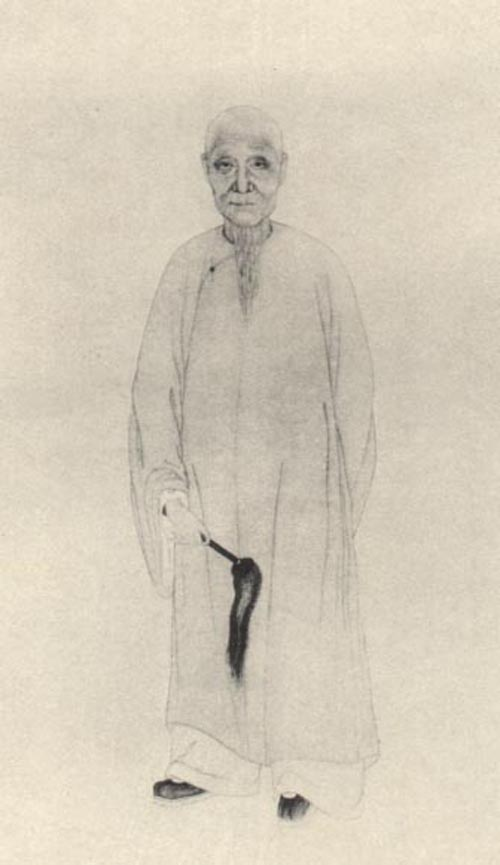
潘奕雋
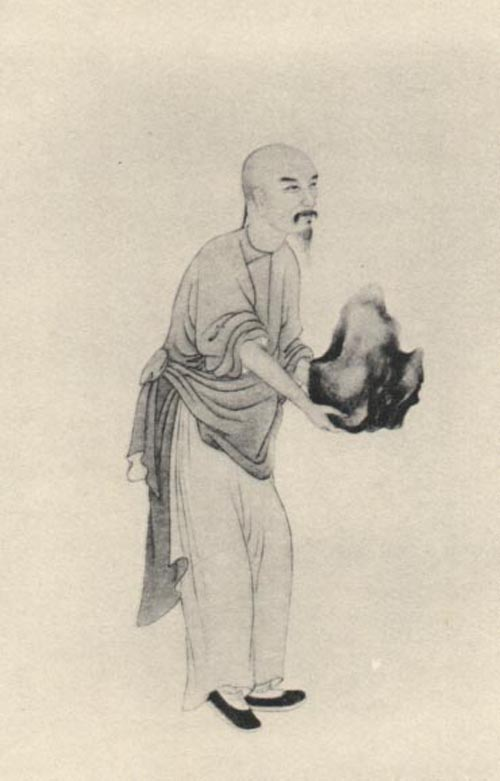
銭灃
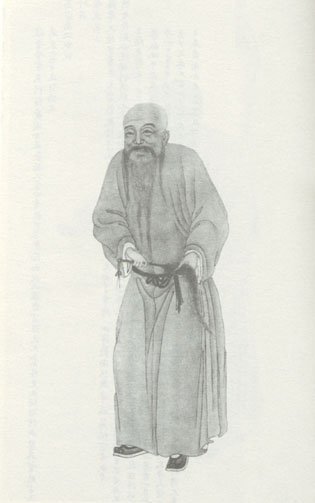
程晋芳
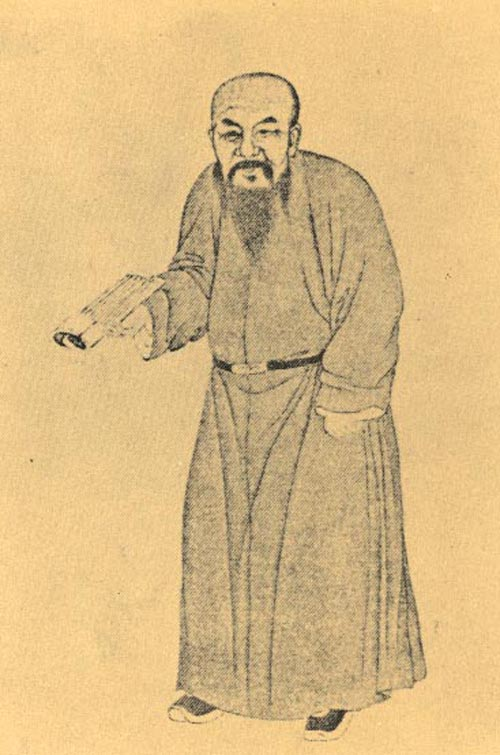
周永年
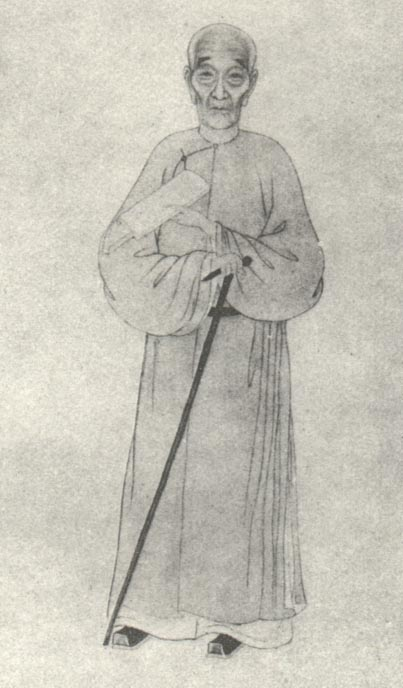
王念孫
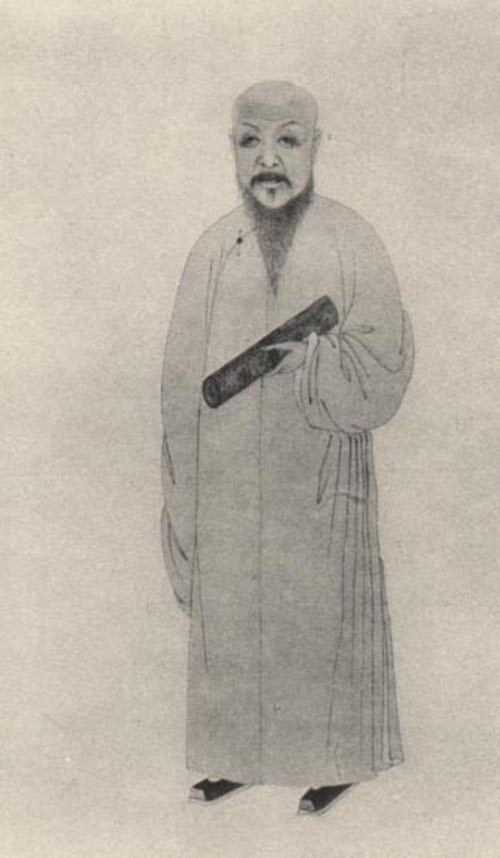
呉錫麒
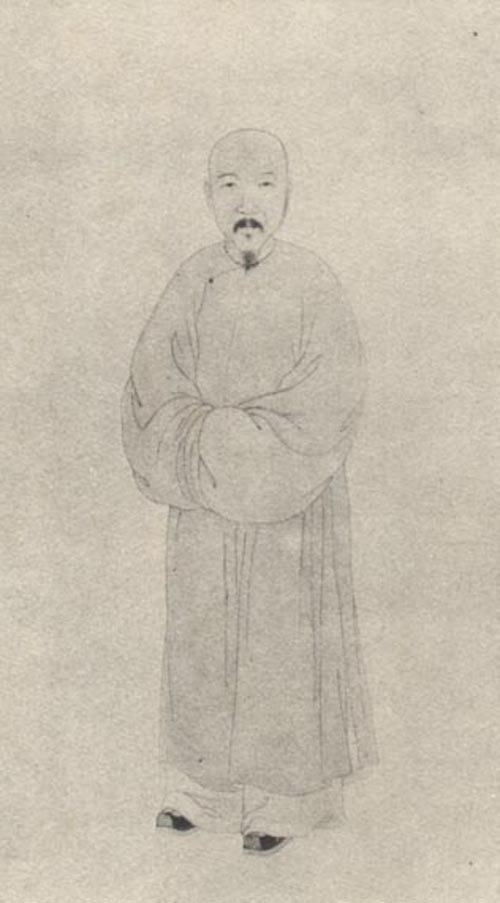
汪如洋
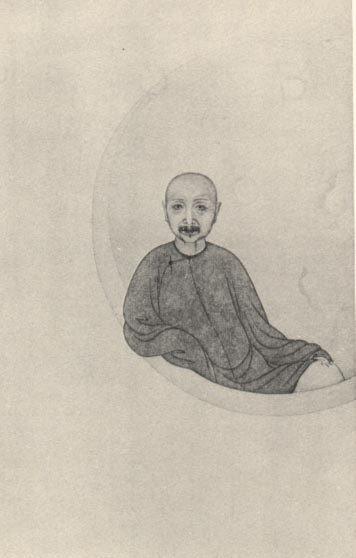
法式善
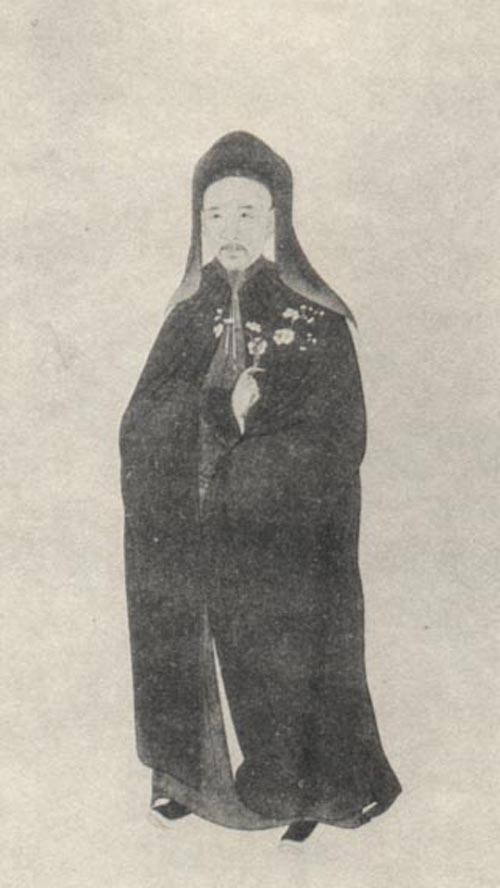
曽燠
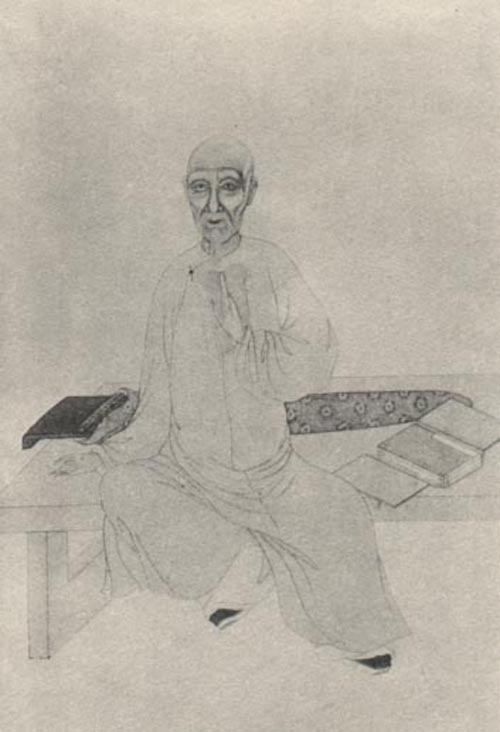
秦瀛
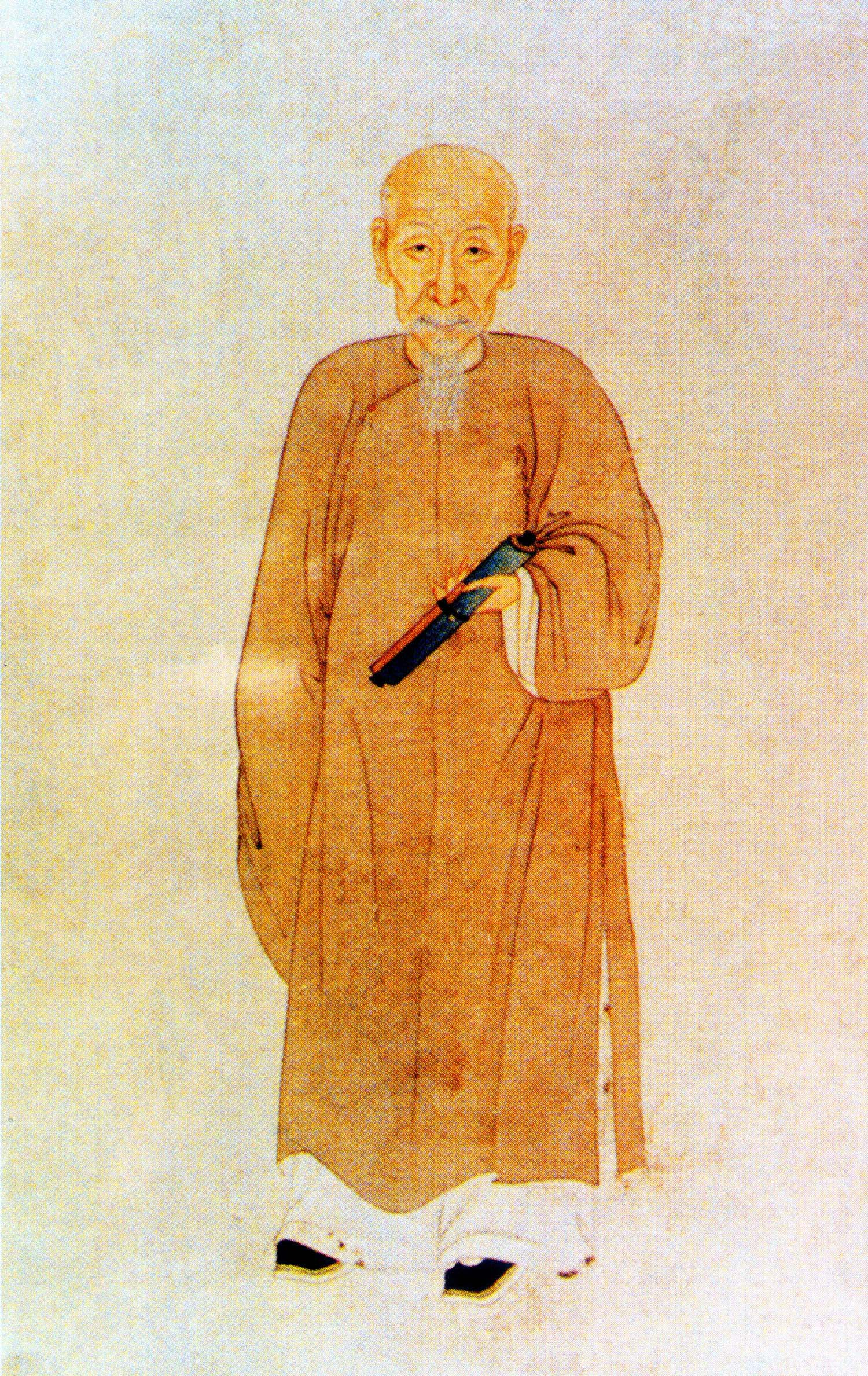
孫星衍
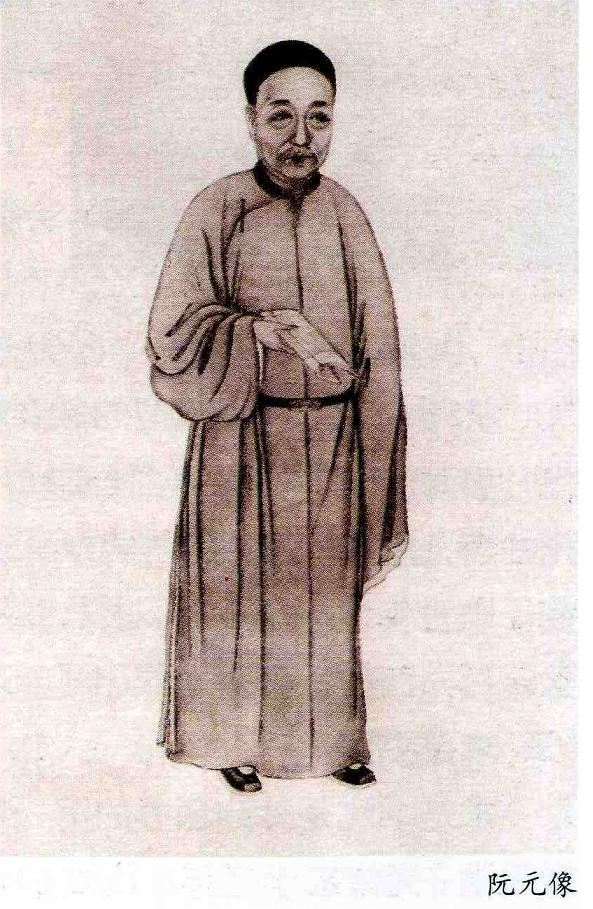
阮元（一）
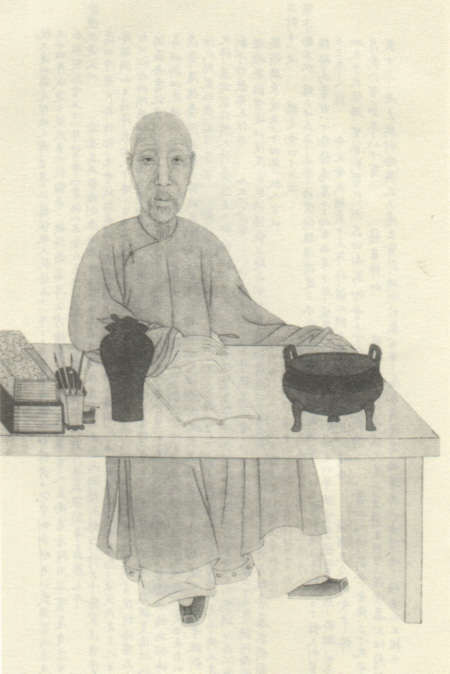
阮元（二）
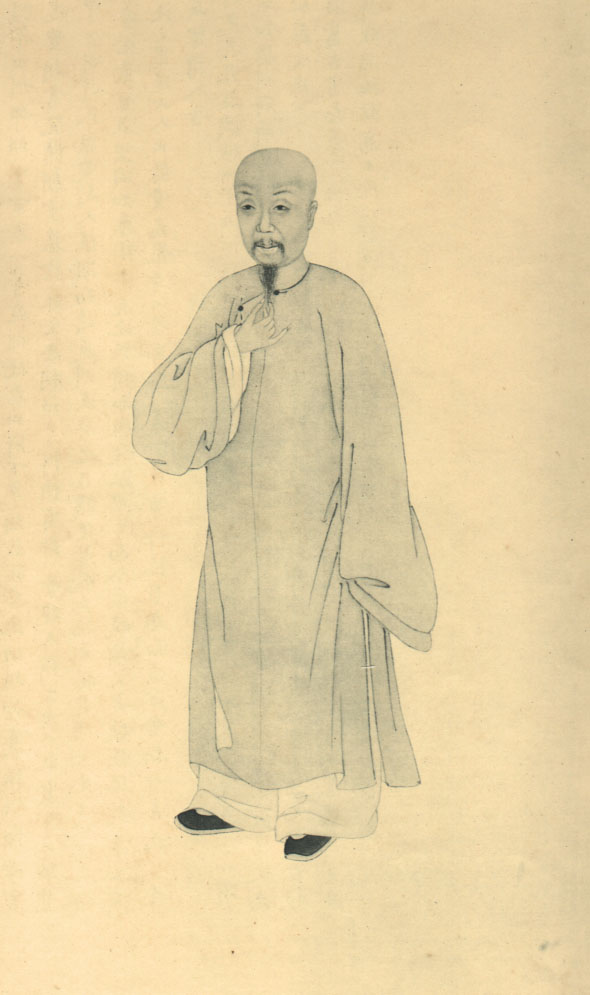
伊秉綬
石韞玉
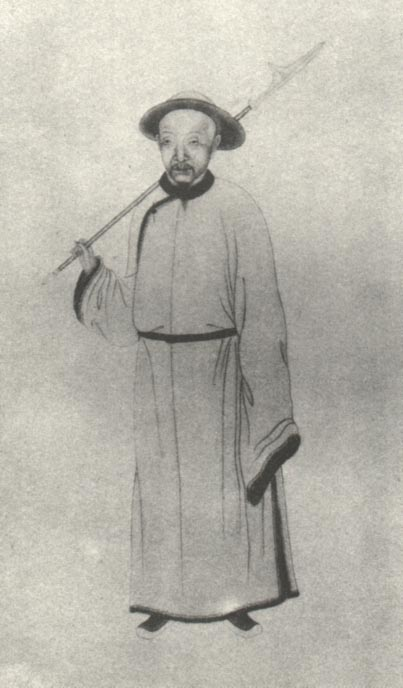
洪亮吉
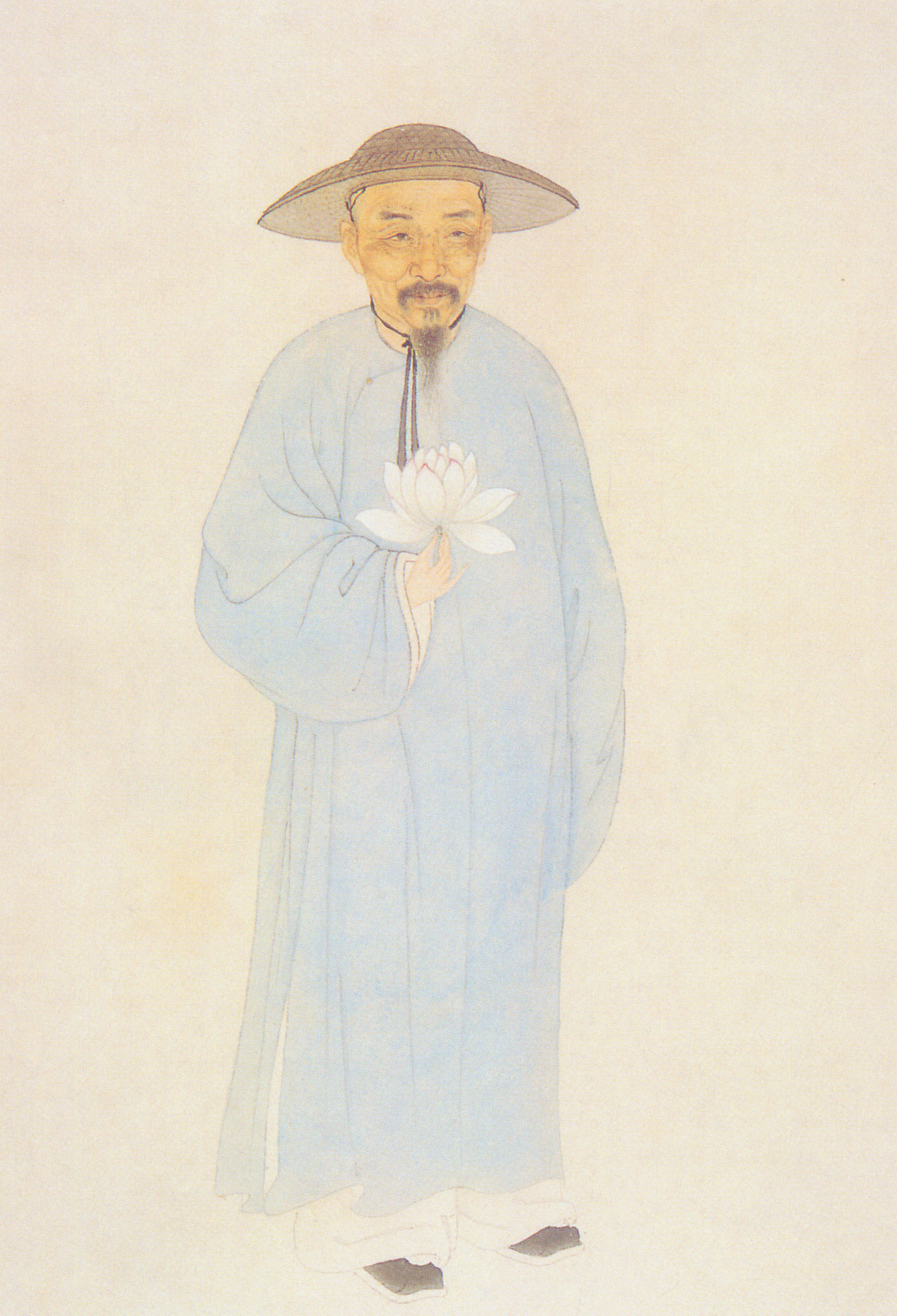
羅聘
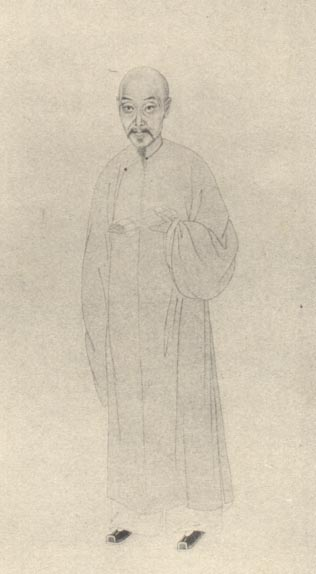
黄景仁
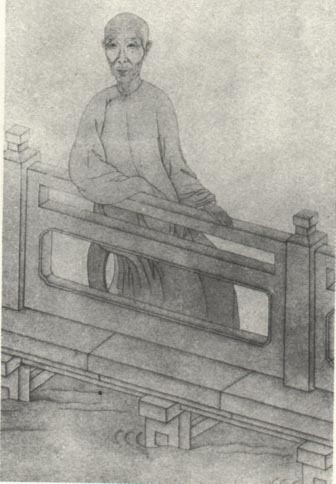
黄鉞
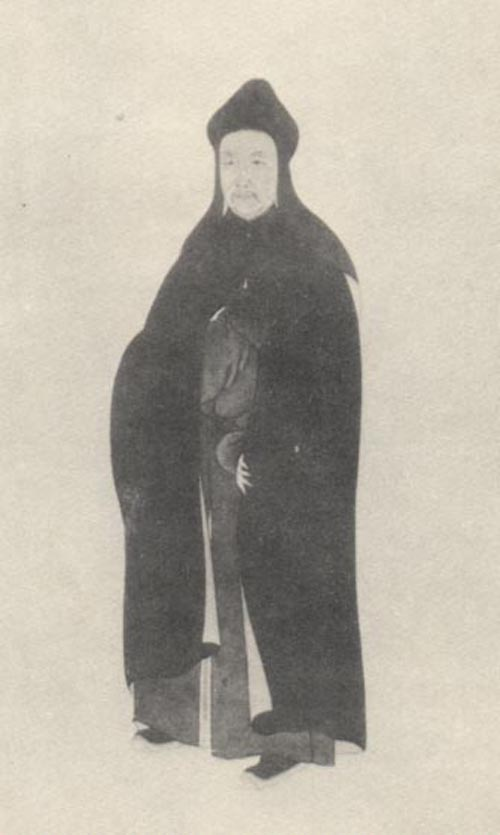
張問陶
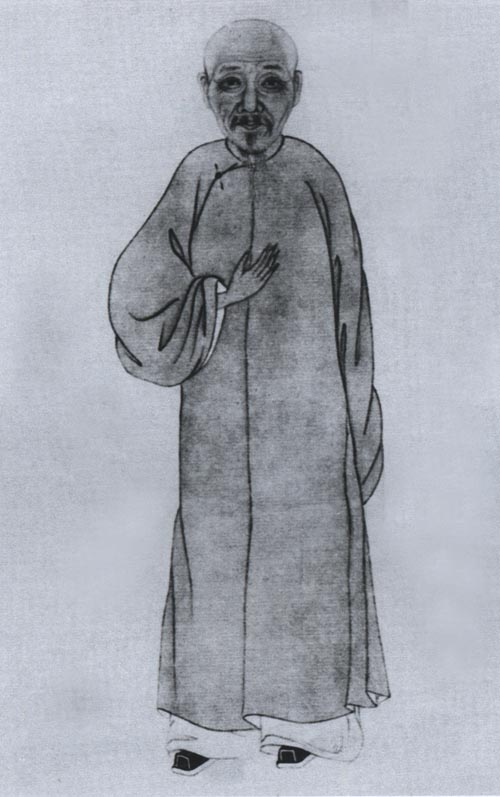
李賡芸
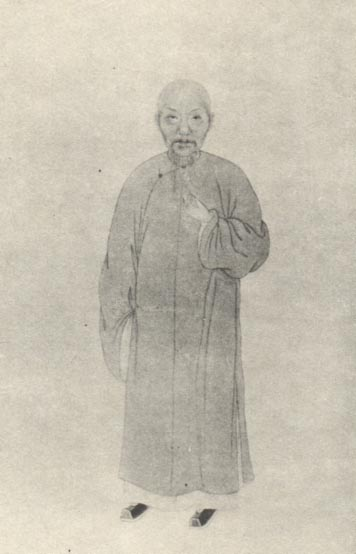
戴敦元
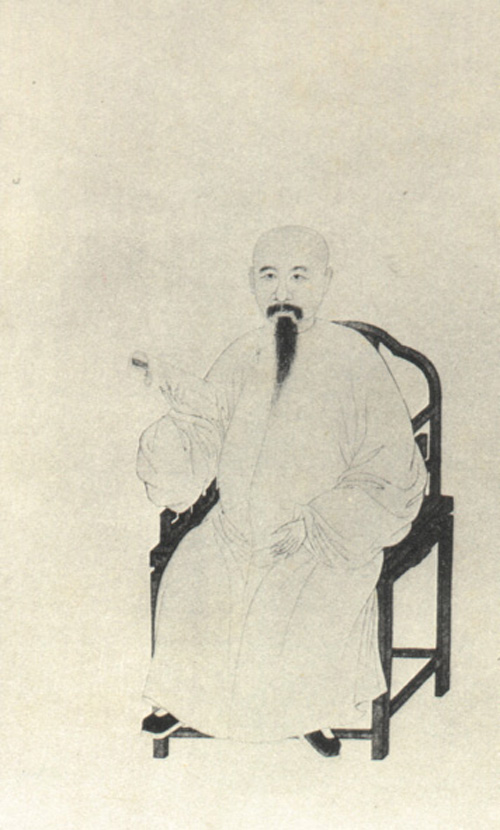
凌廷堪
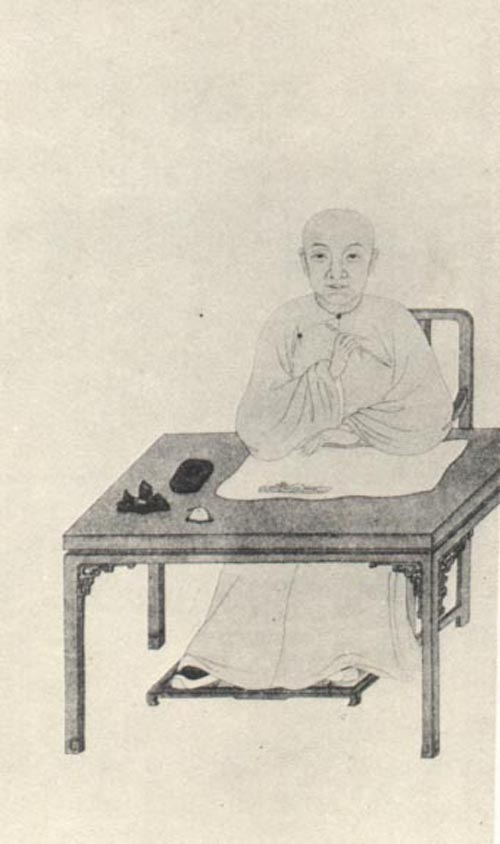
英和
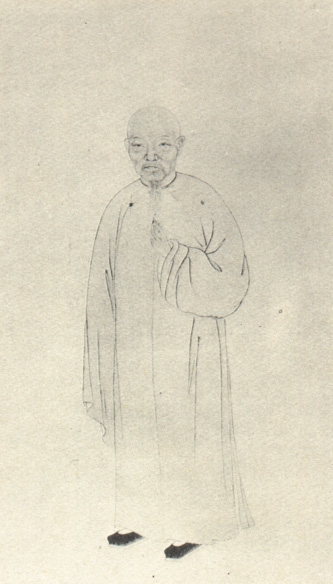
唐仲冕
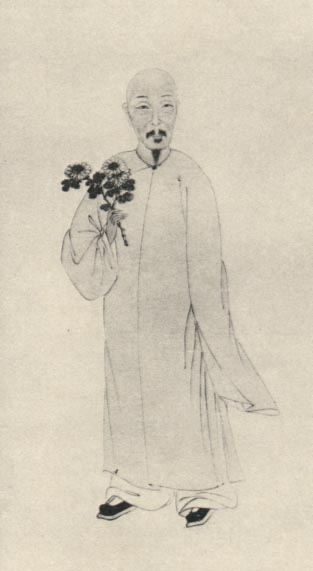
段玉裁

### 第四冊（四十三幅）

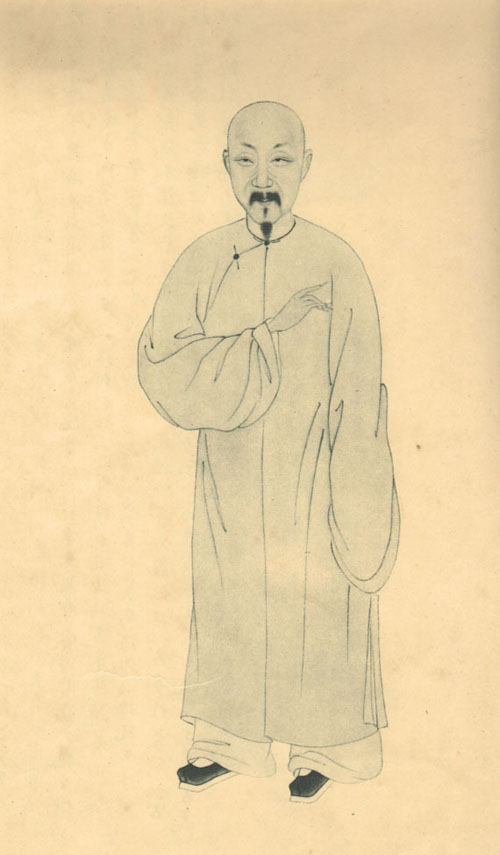
銭坫
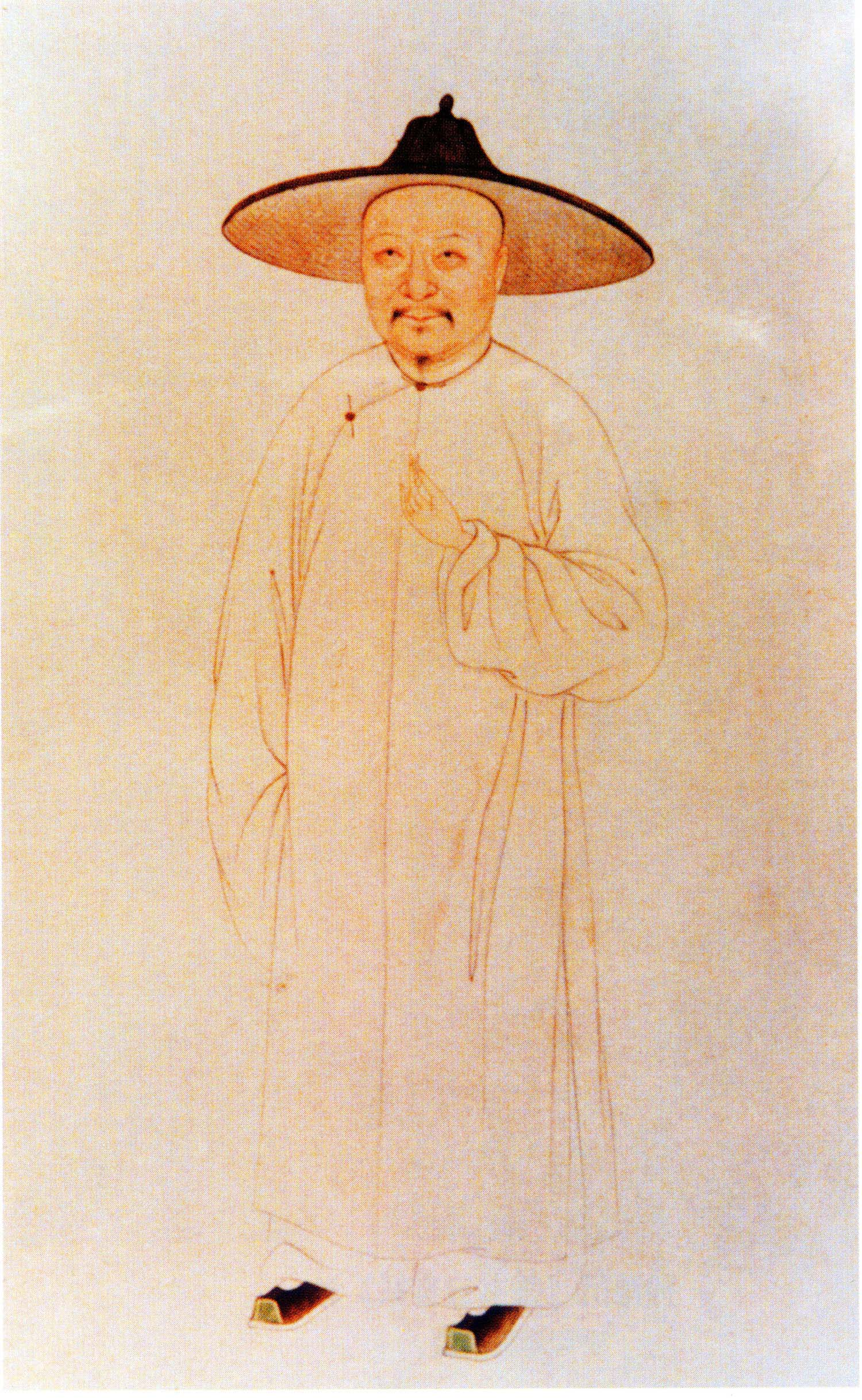
汪中
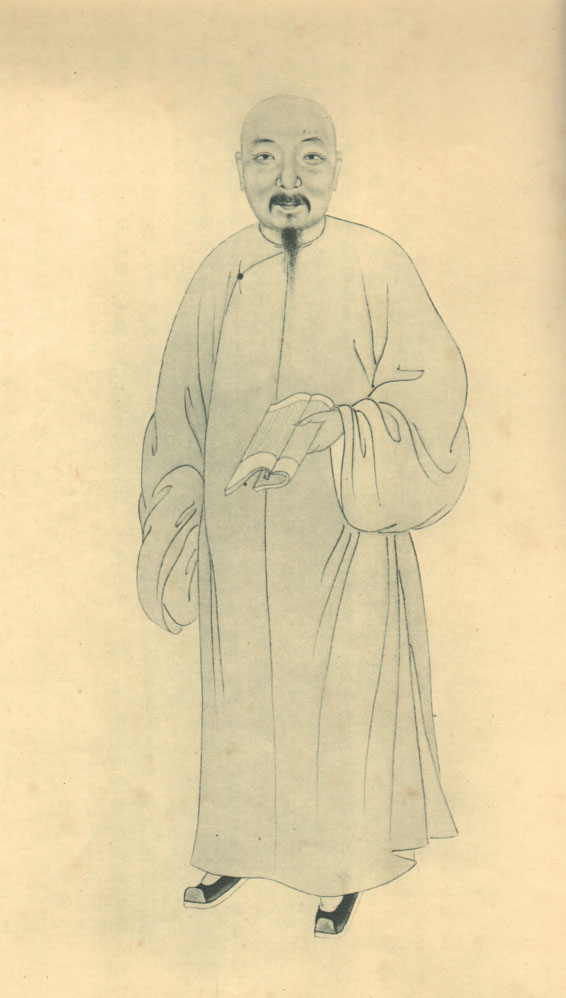
楊芳燦
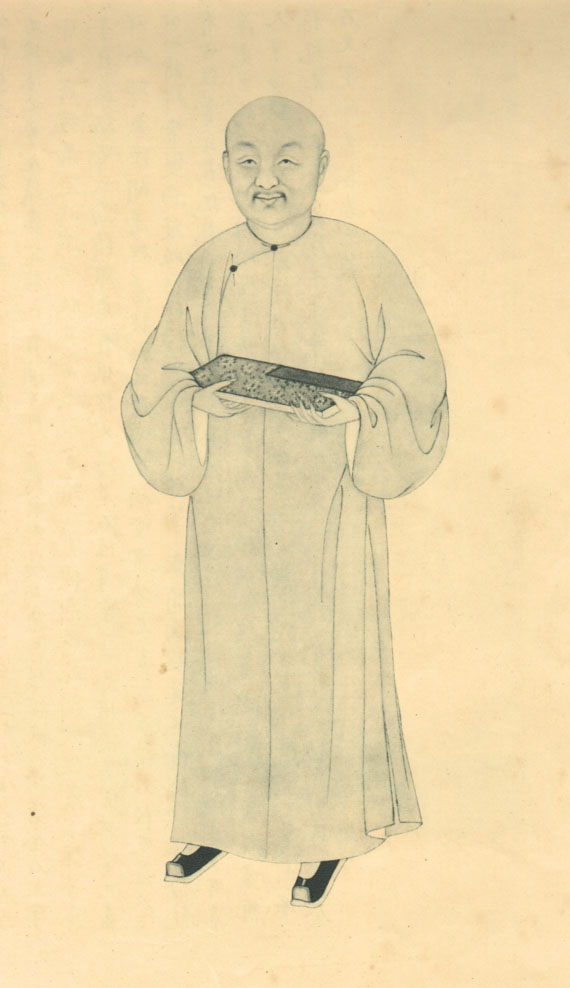
黄易
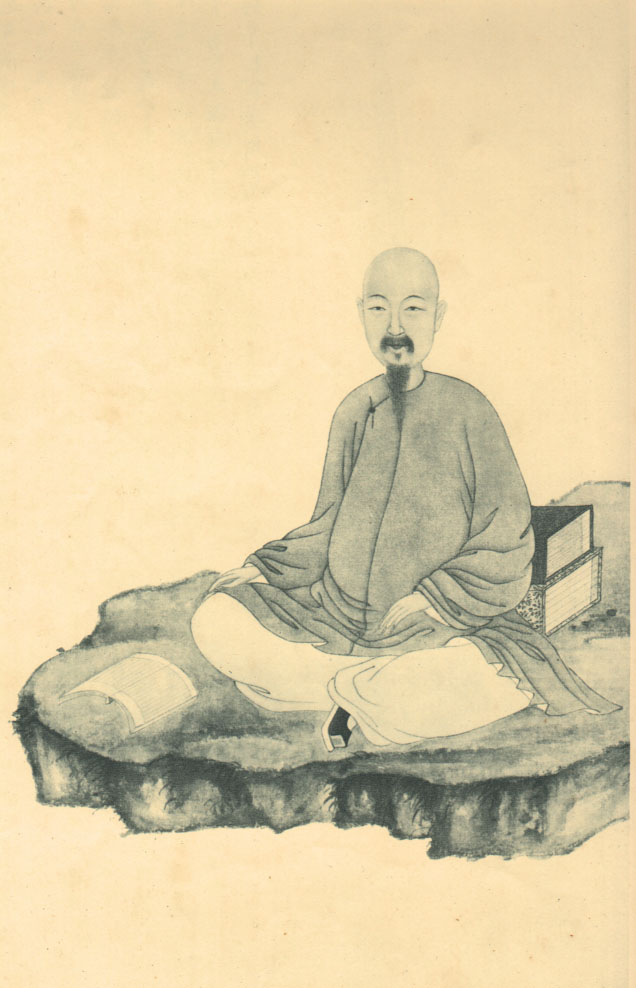
趙希璜
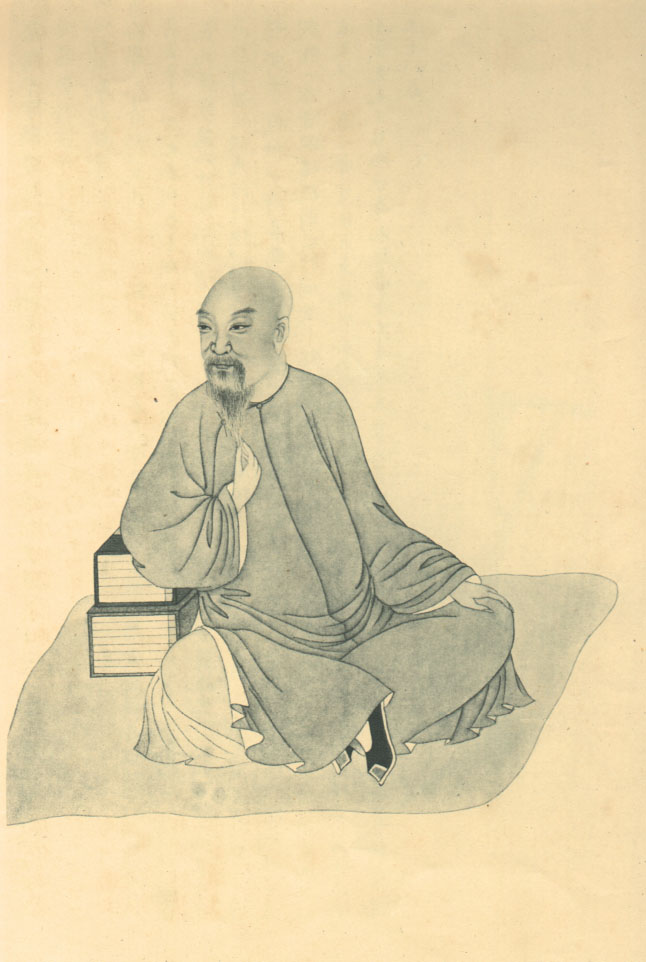
詹応甲
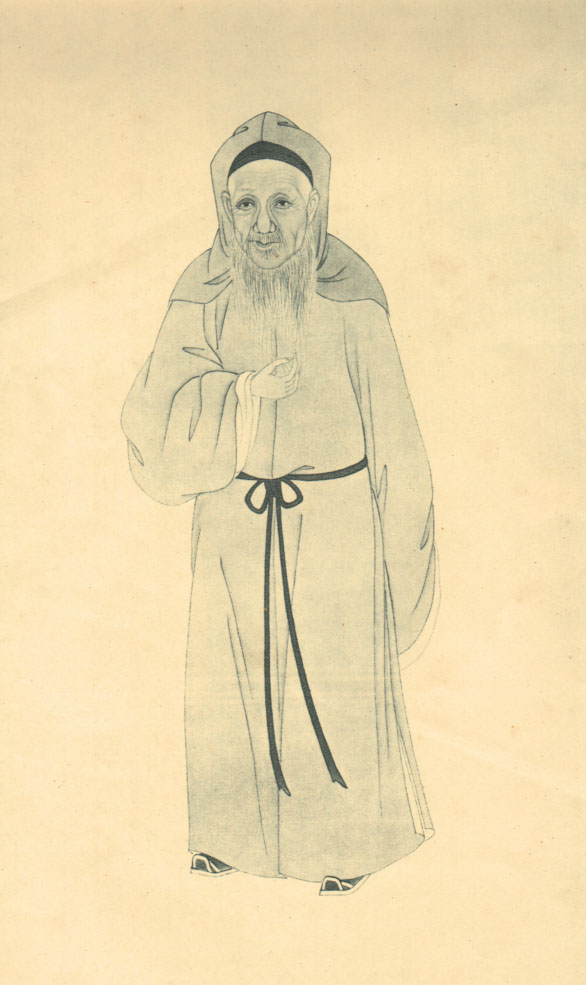
趙懐玉
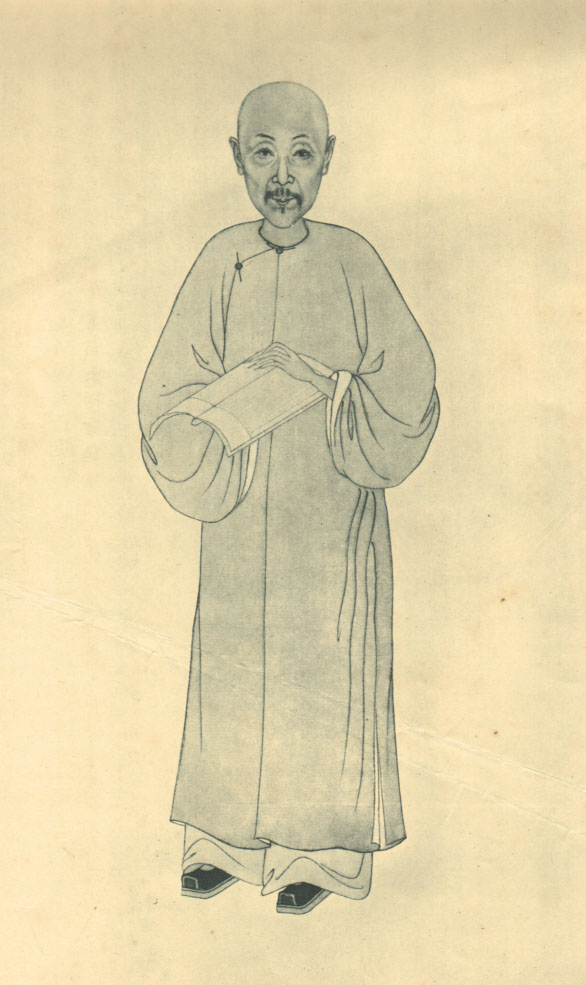
呉嵩梁
王学浩
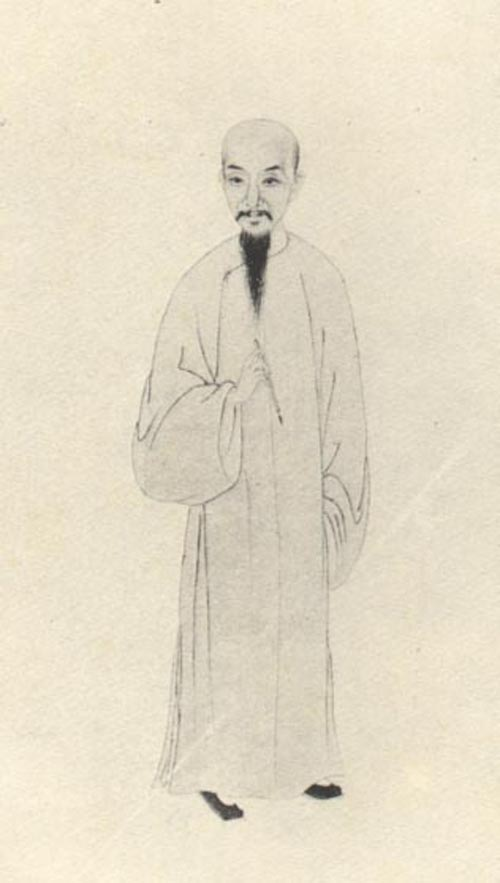
王芑孫
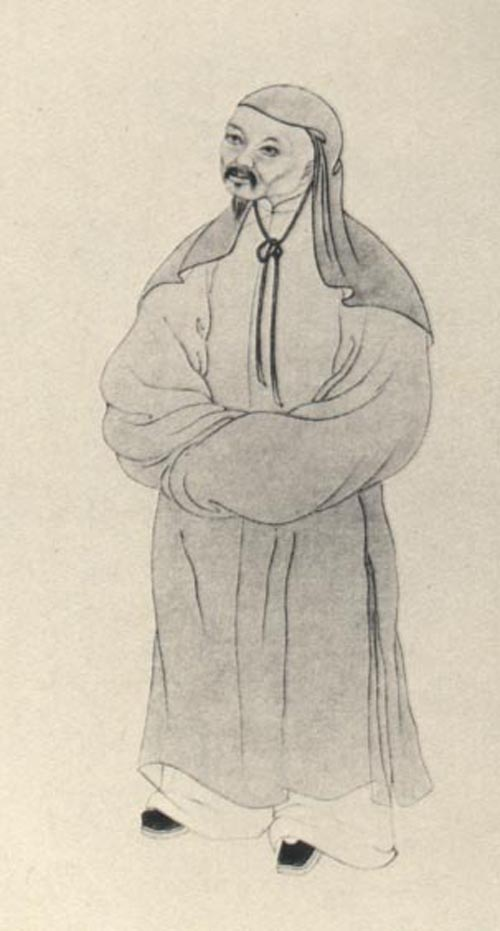
黎簡
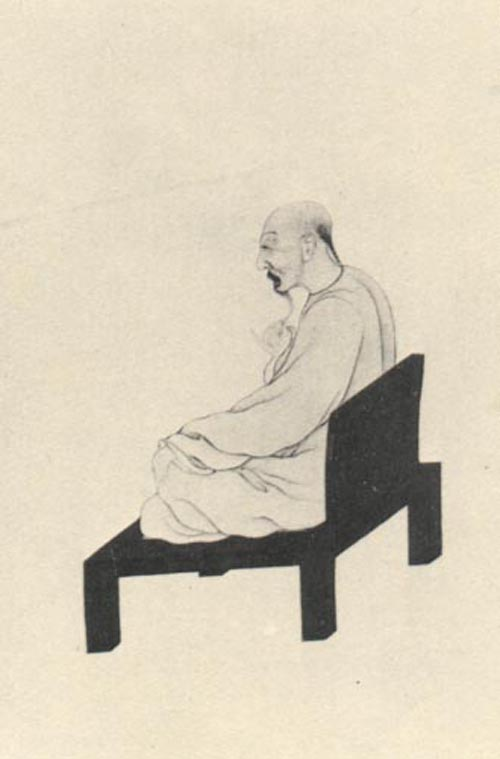
奚岡
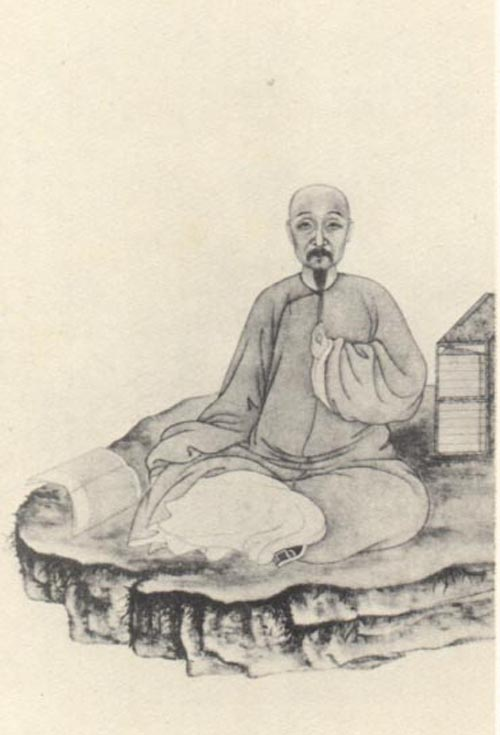
姚文田
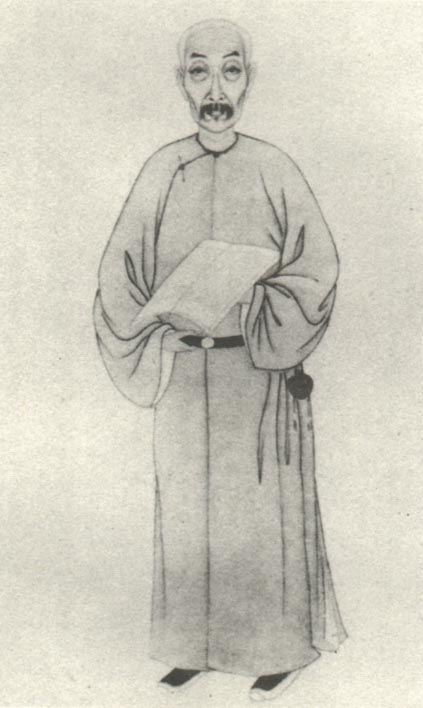
王引之
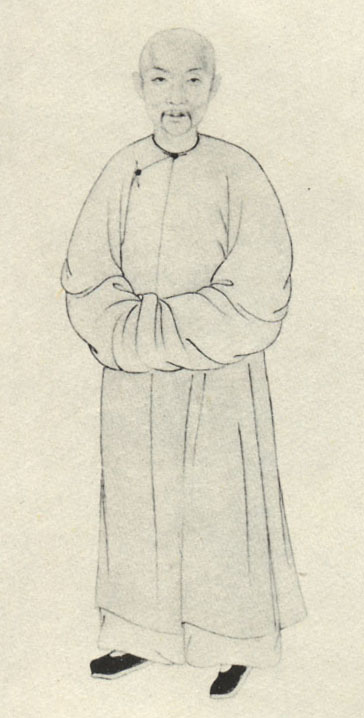
鮑桂星
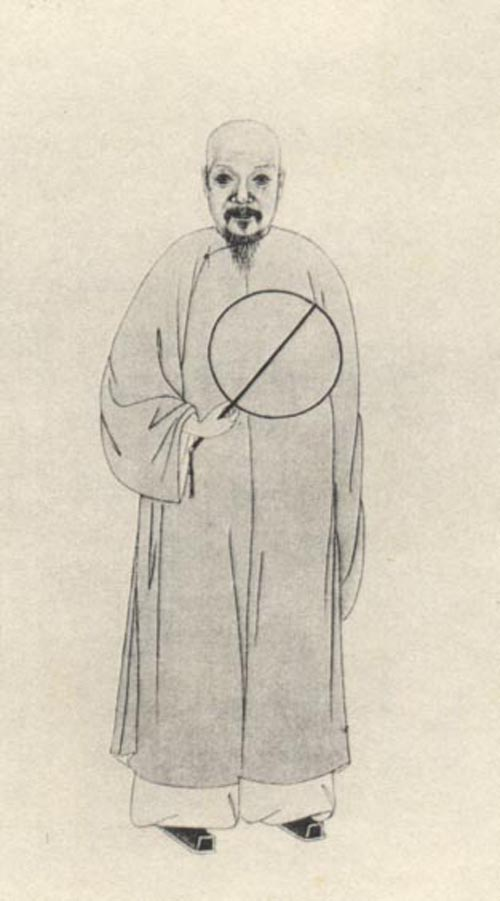
宋湘
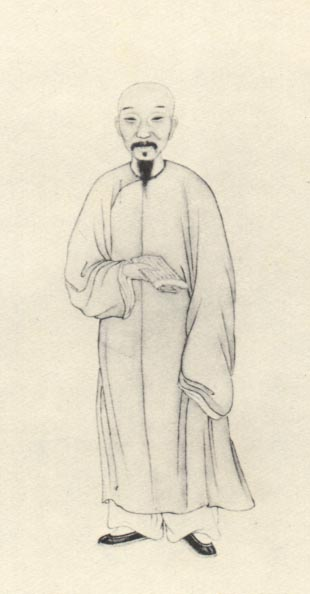
陳用光
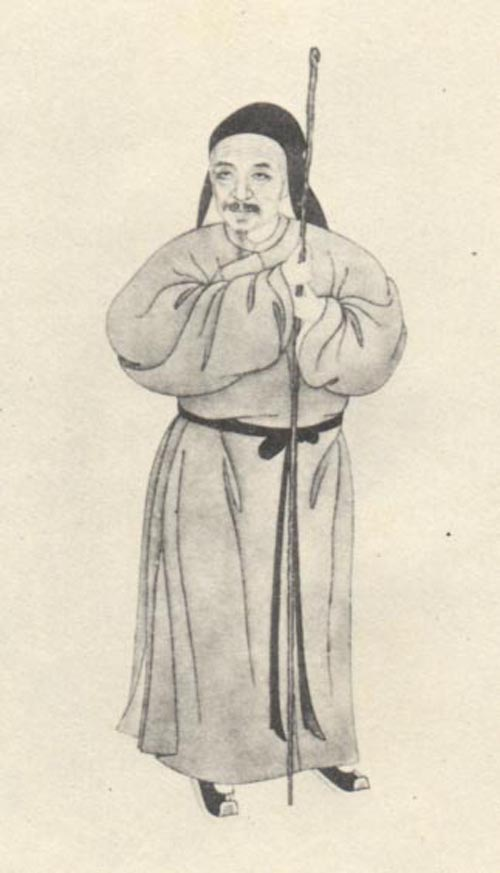
李兆洛
孫爾準
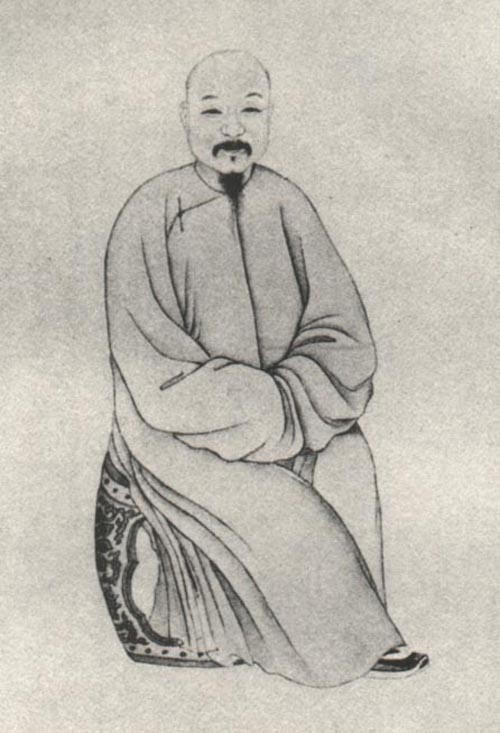
姚元之
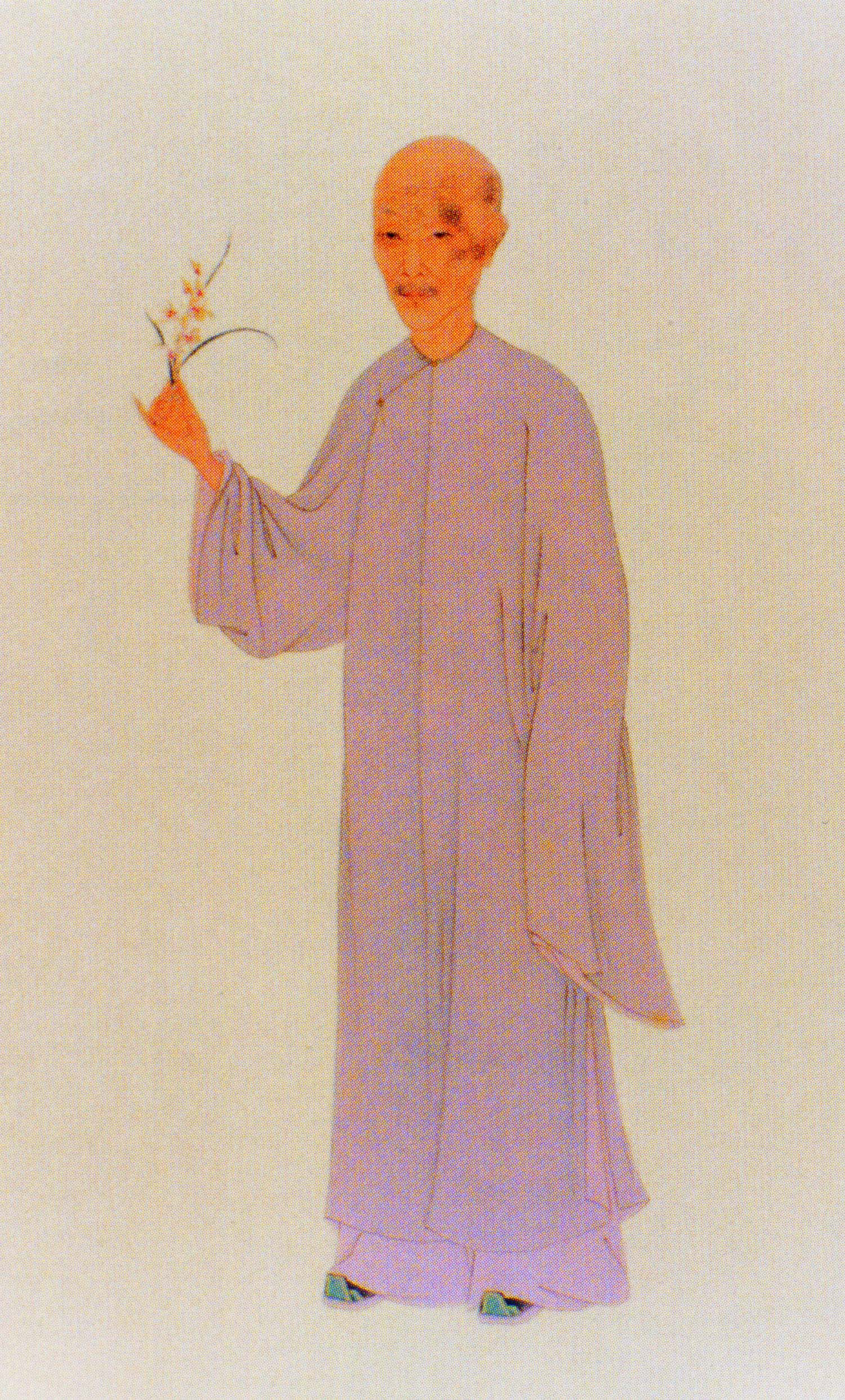
孫原湘
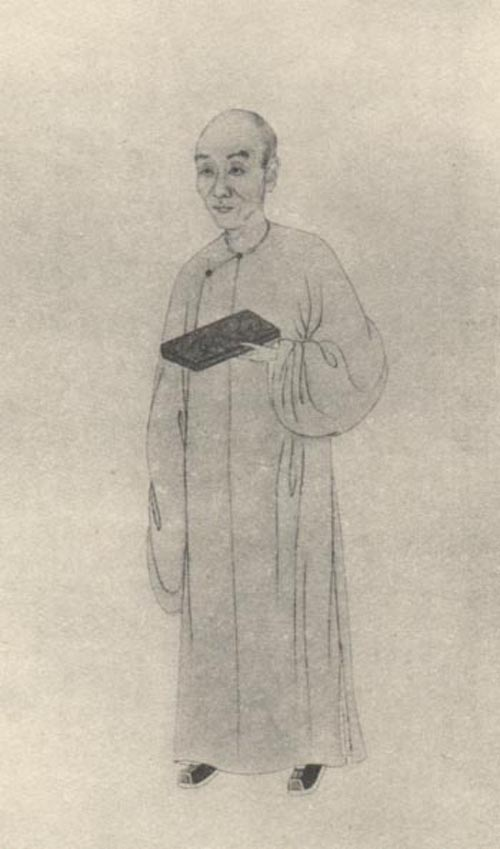
張燕昌
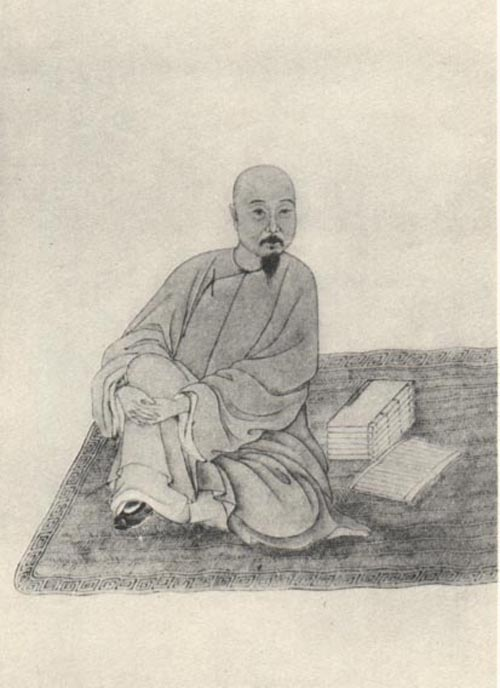
呉栄光
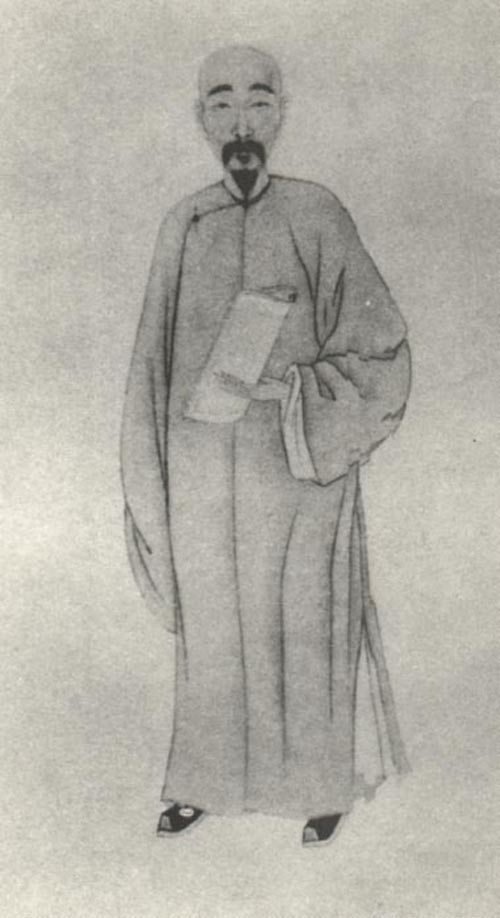
許宗彦
陶樑
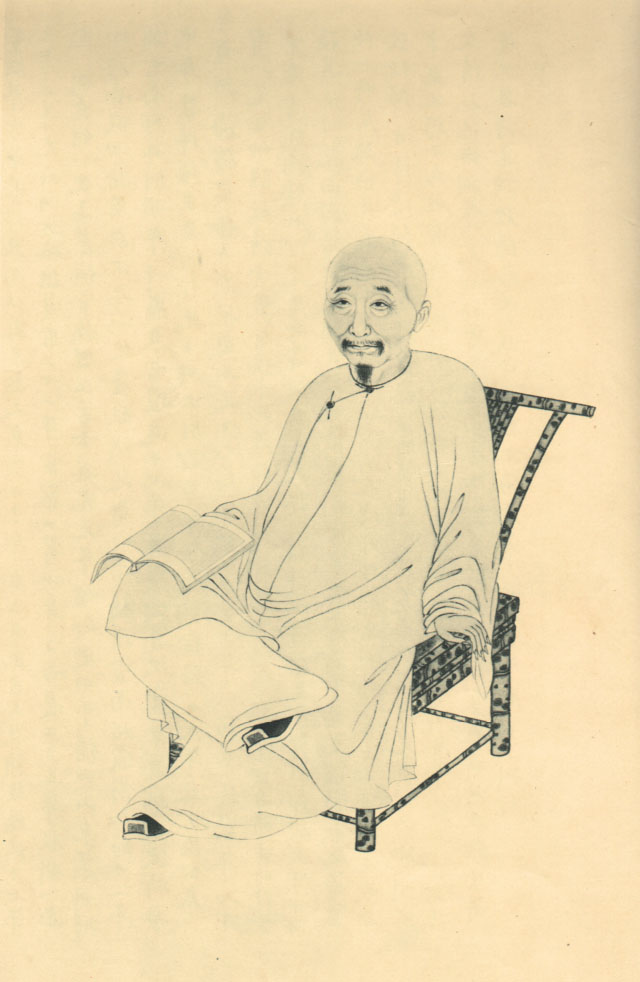
董国華
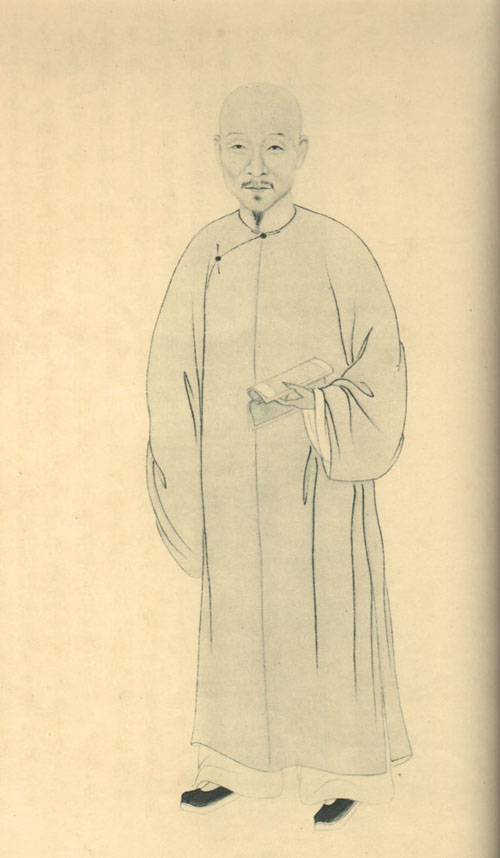
呉慈鶴
郭麐
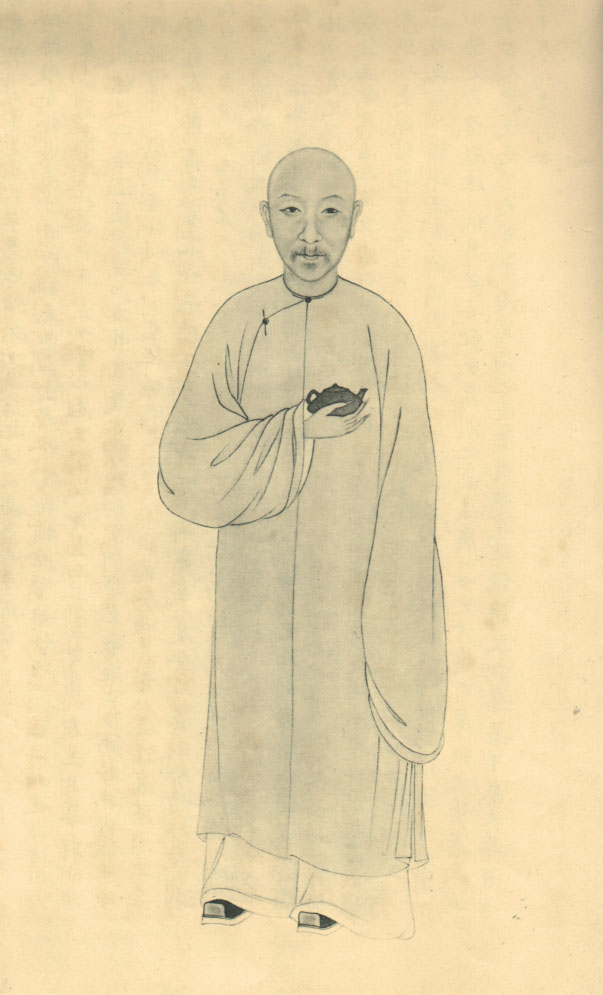
陳鴻寿
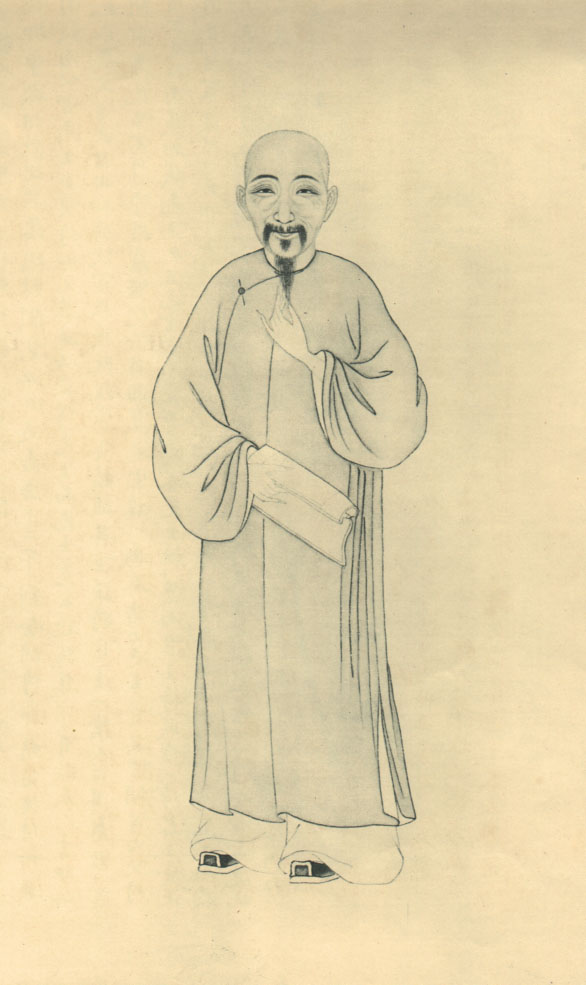
彭兆蓀
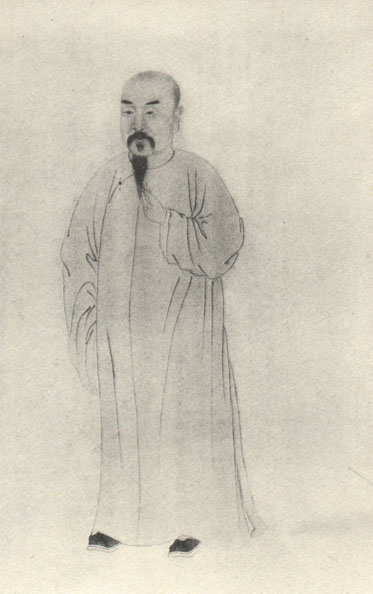
陳文述
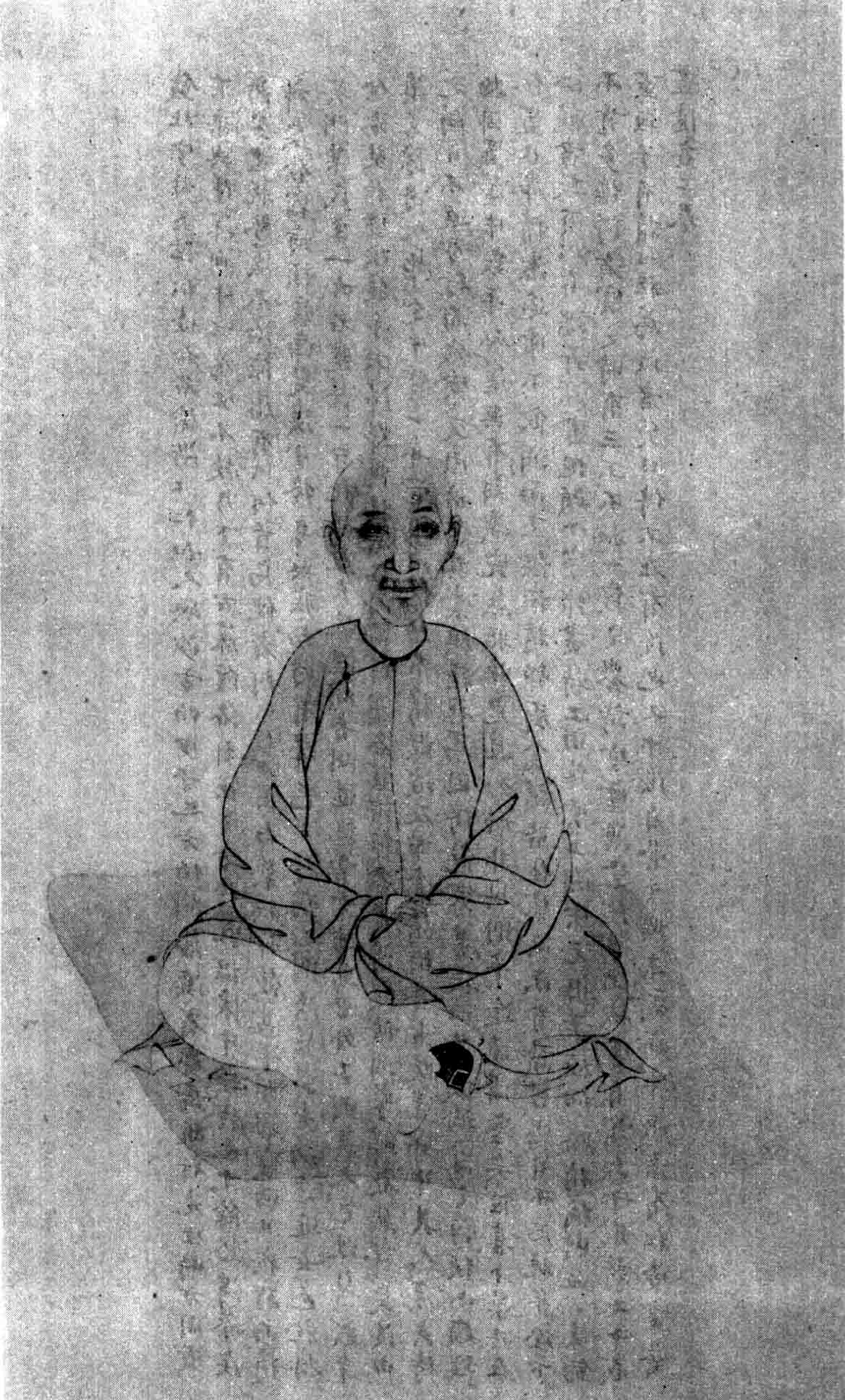
銭杜
郭尚先
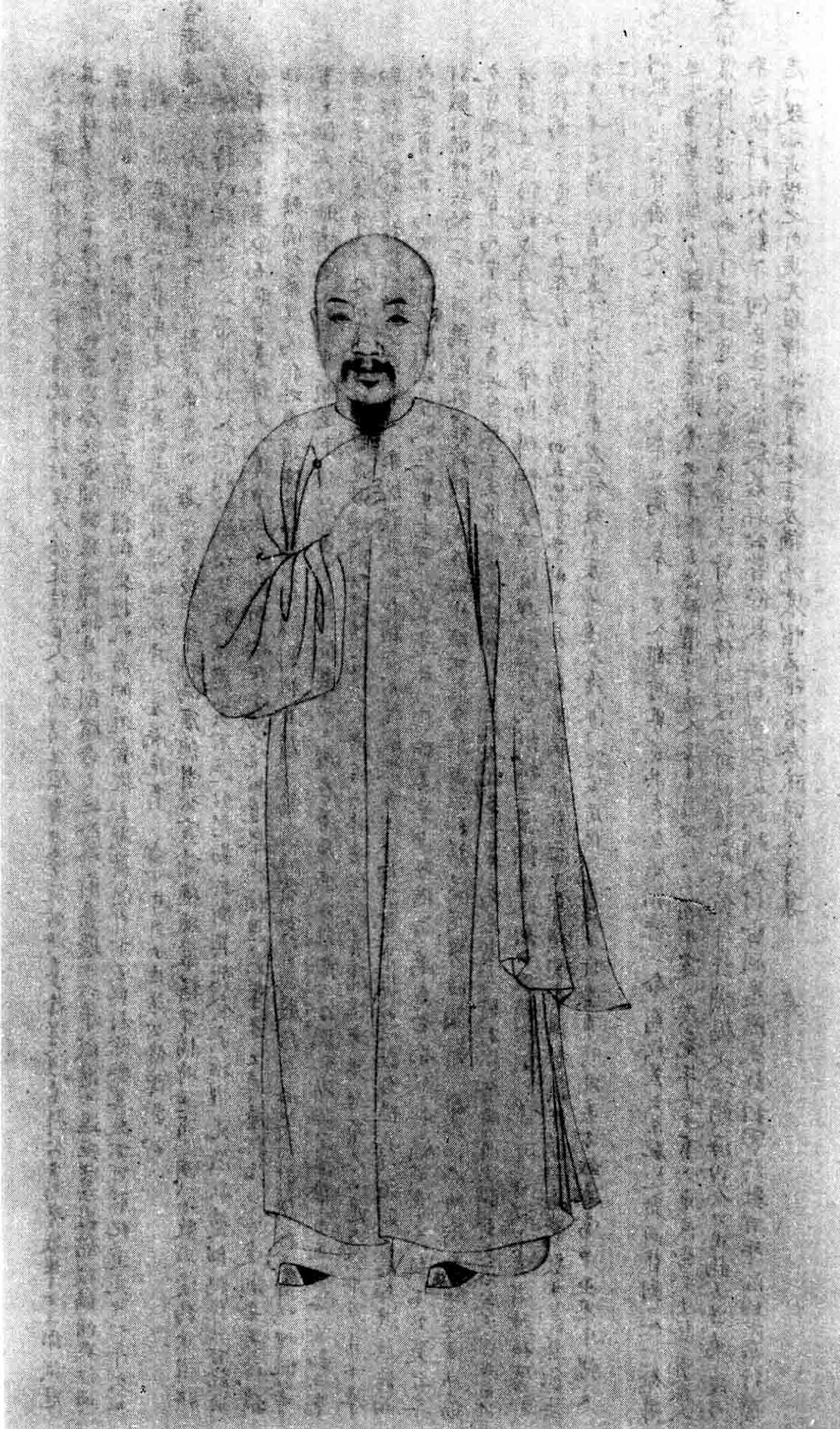
林則徐
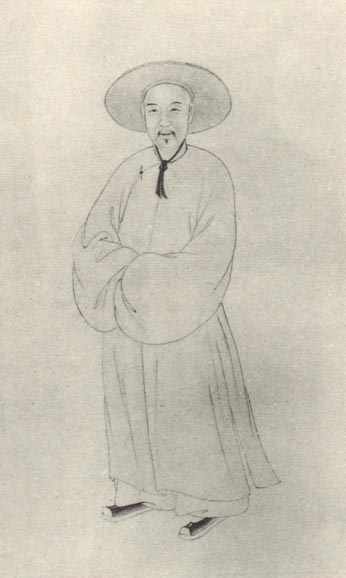
程恩沢
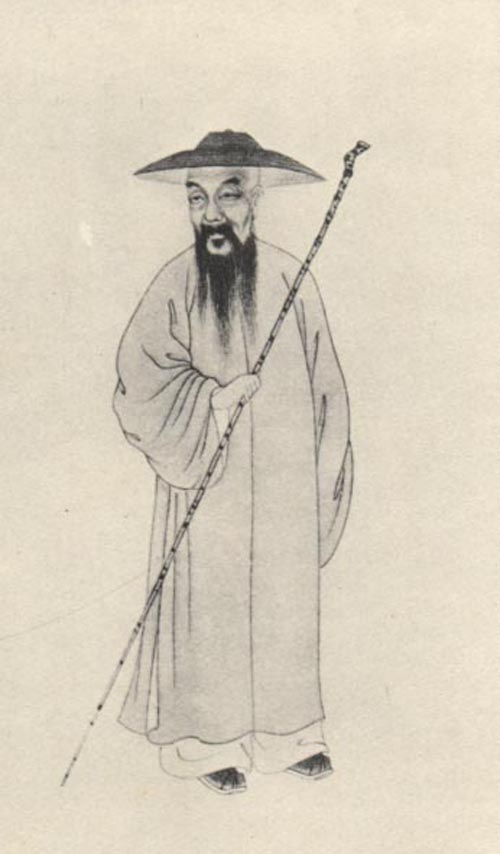
鄧石如
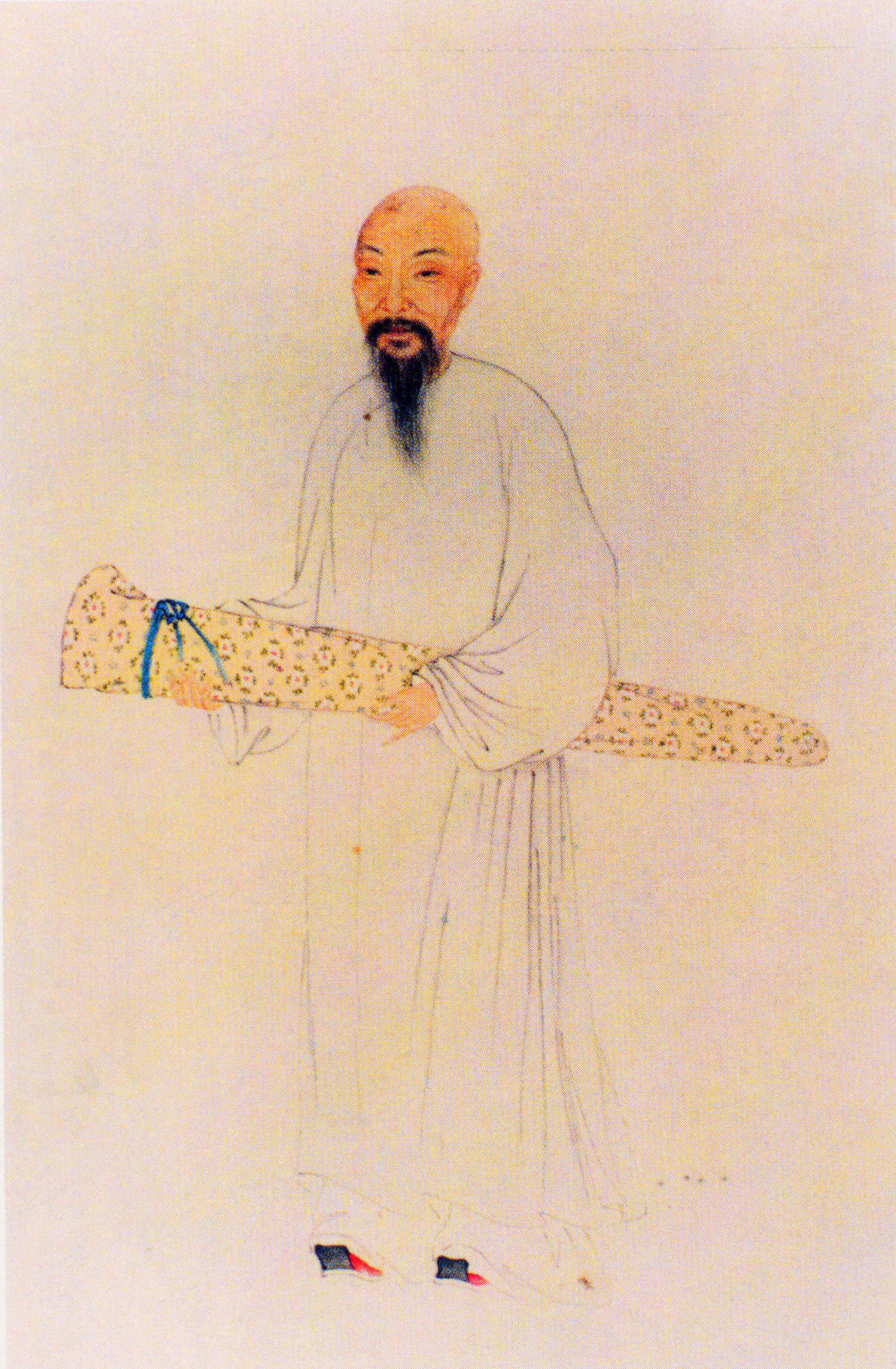
湯貽汾
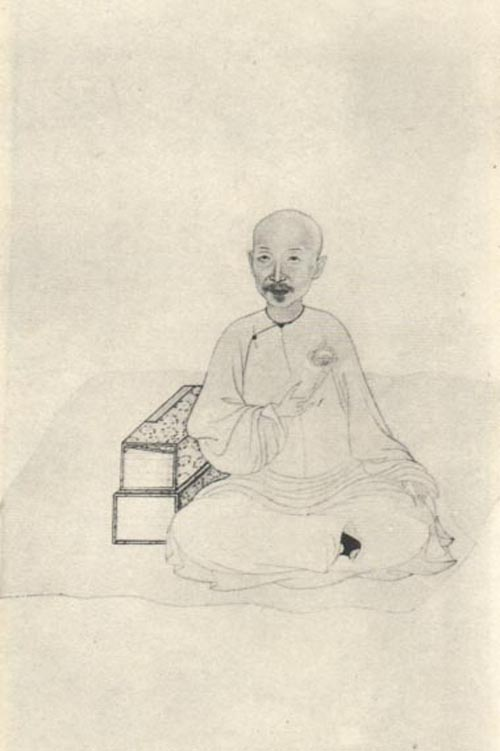
呉蘭修
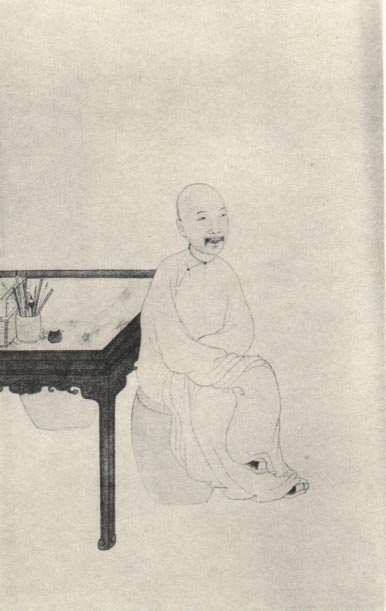
戴熙
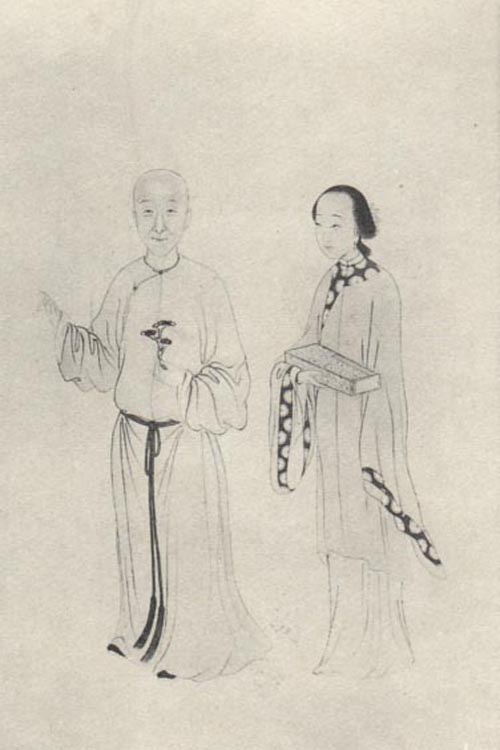
陳裴之、汪端（合一幅）
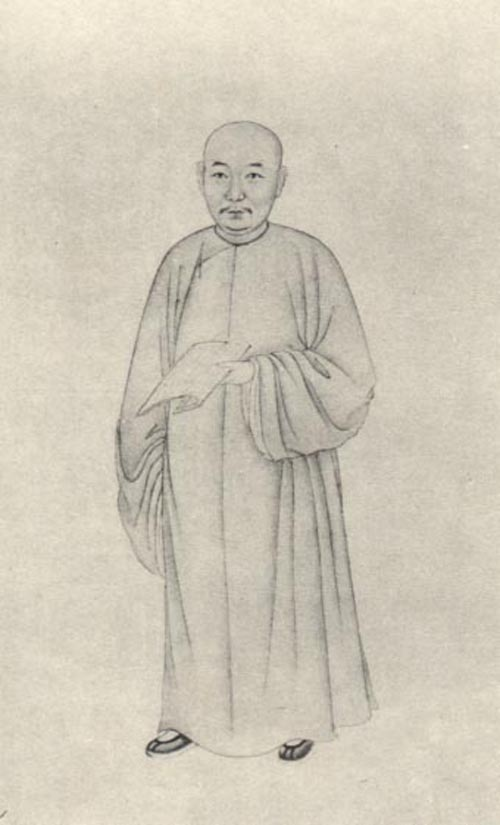
儀克中
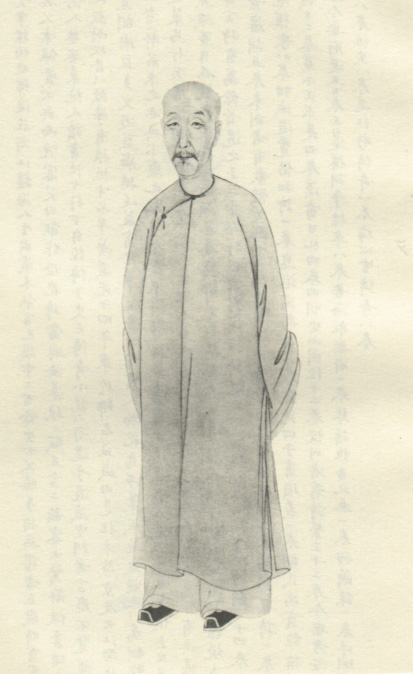
姚燮
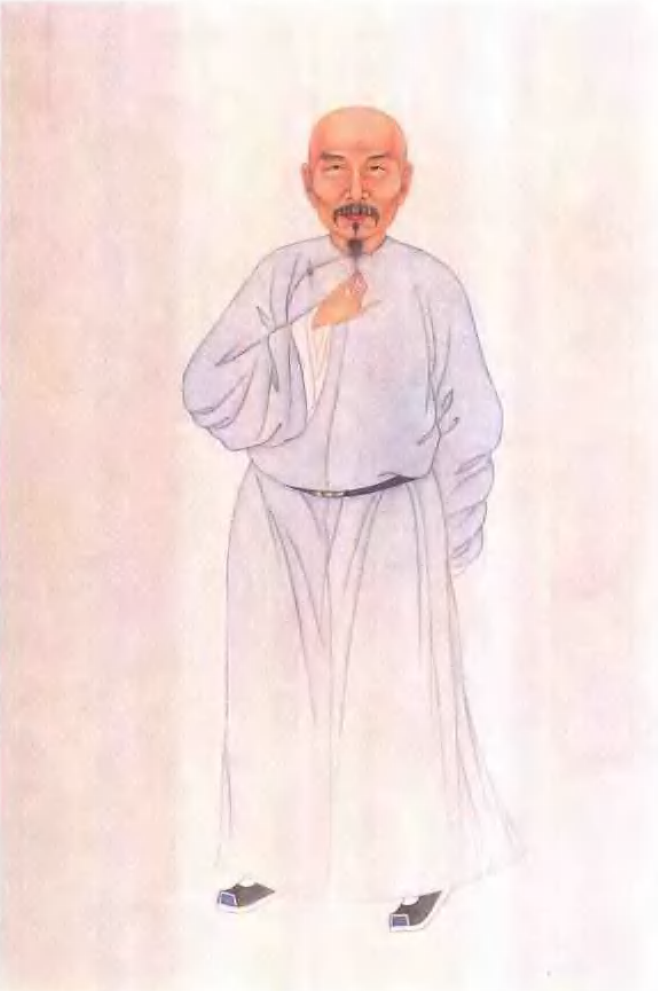
魏源

## 第二集

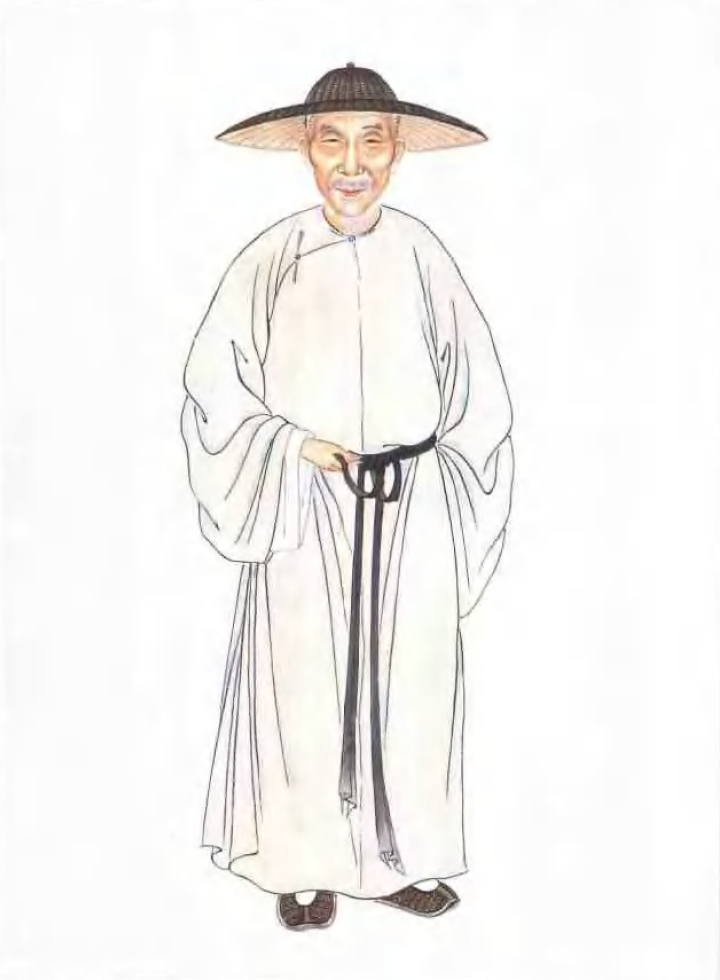
銭謙益
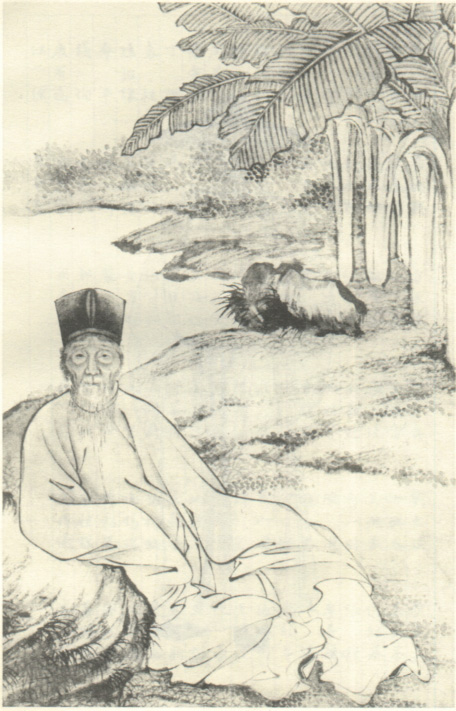
孫奇逢
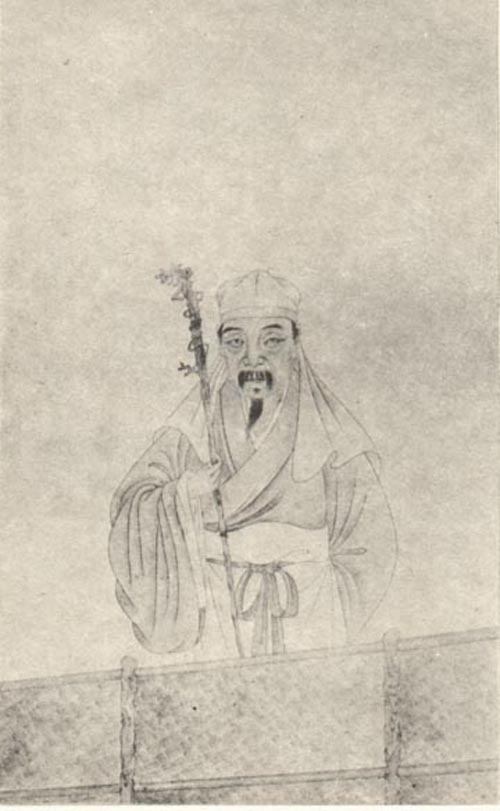
徐波
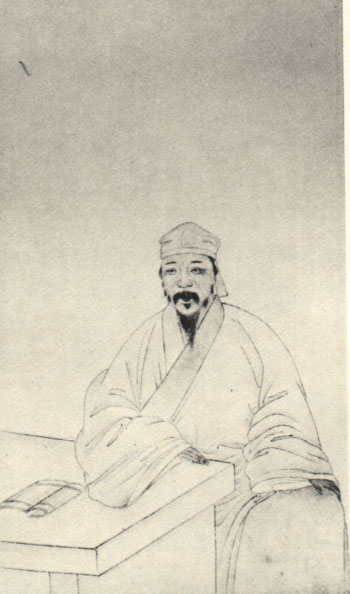
陳洪綬
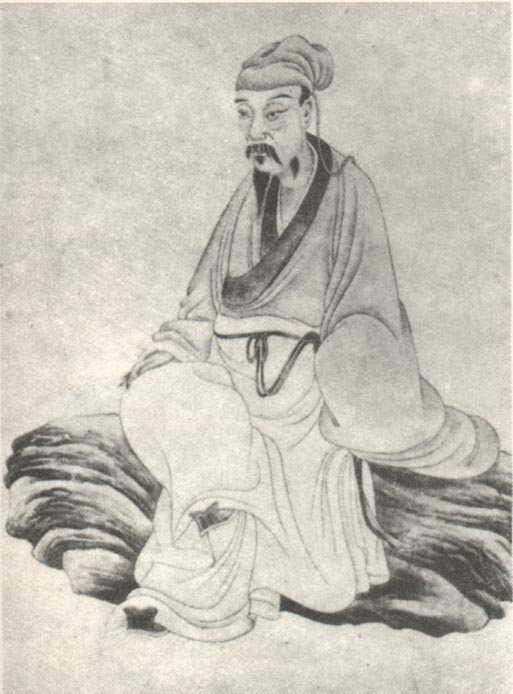
金俊明
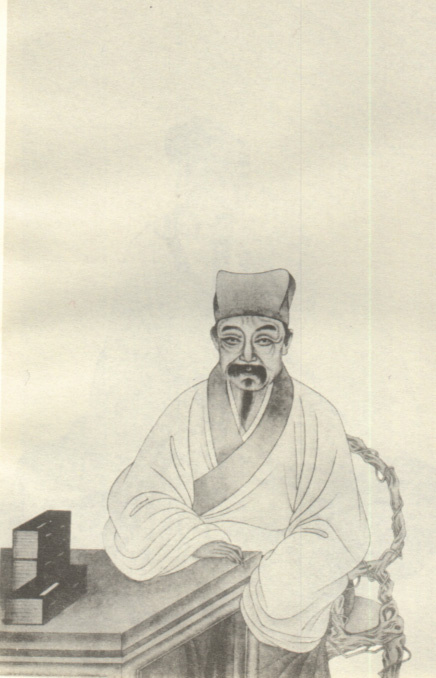
陸世儀
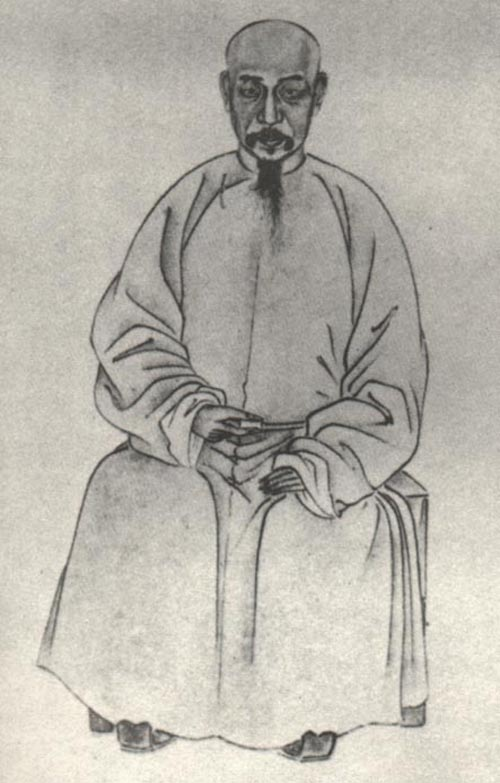
張履祥
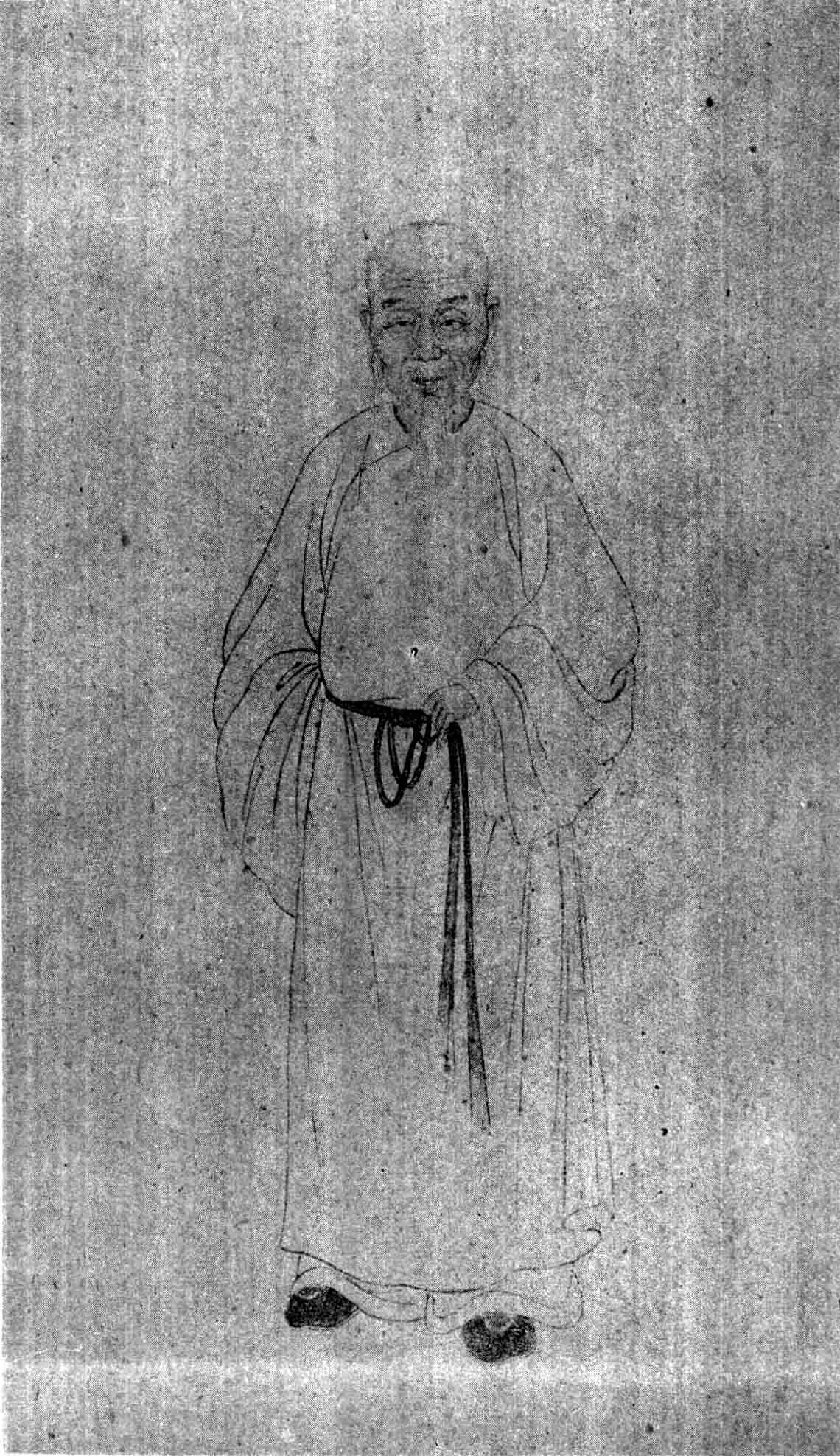
帰荘
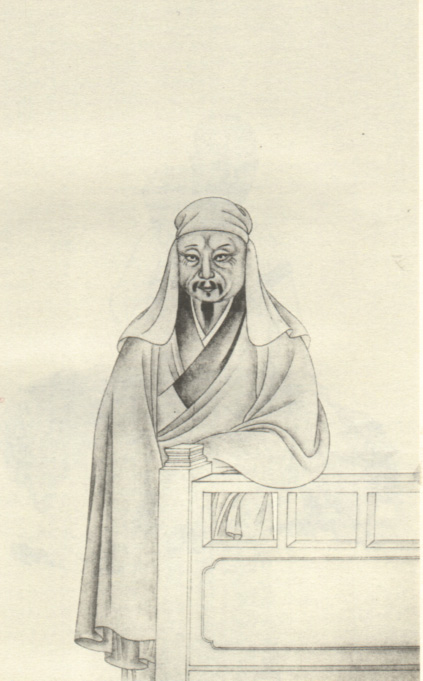
陳瑚
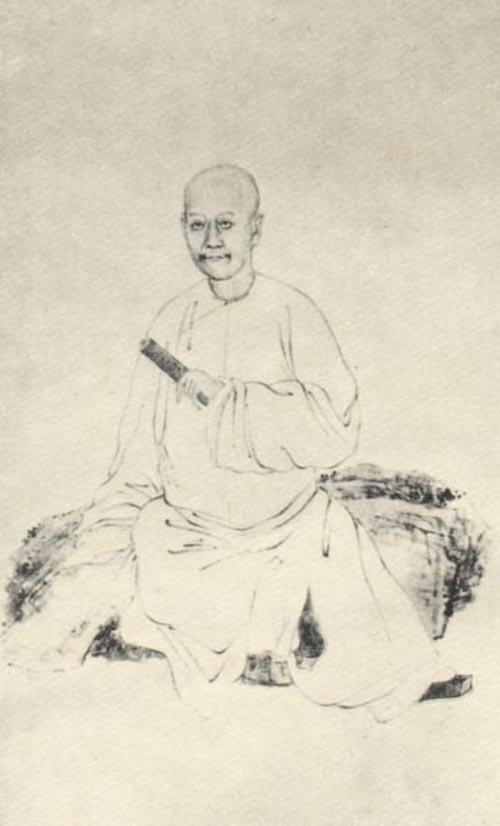
応撝謙
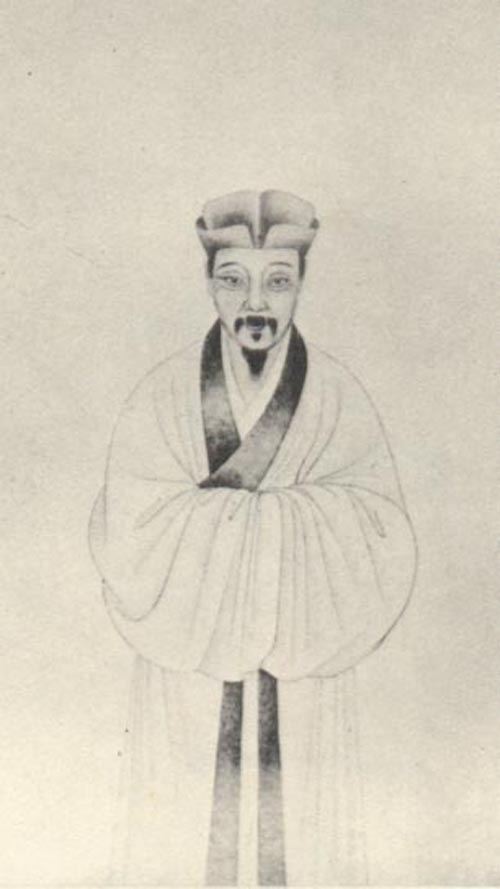
朱用純
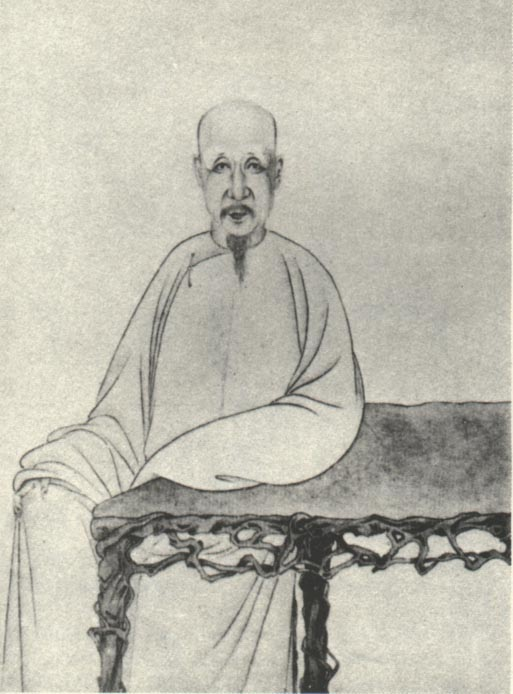
万斯年
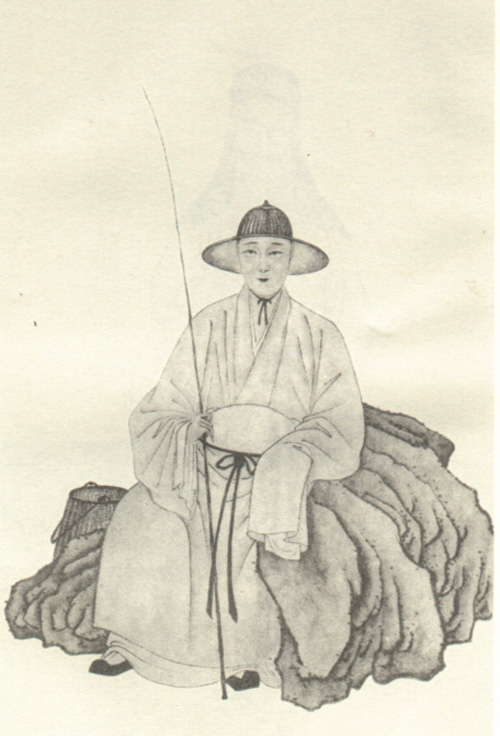
侯方域
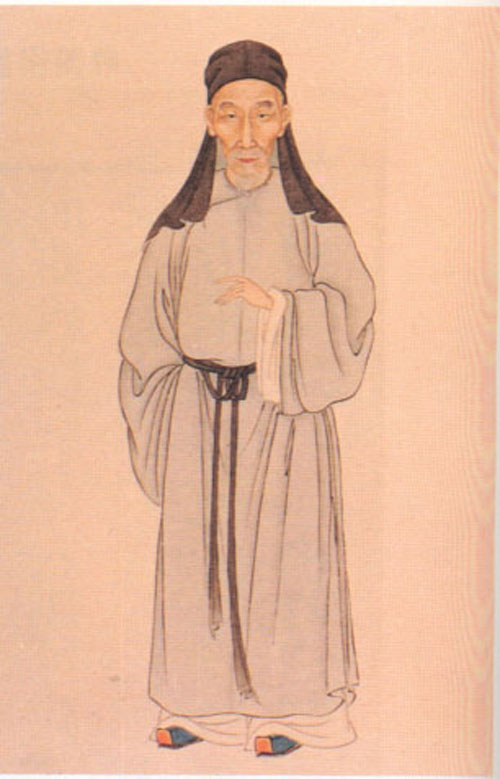
王夫之
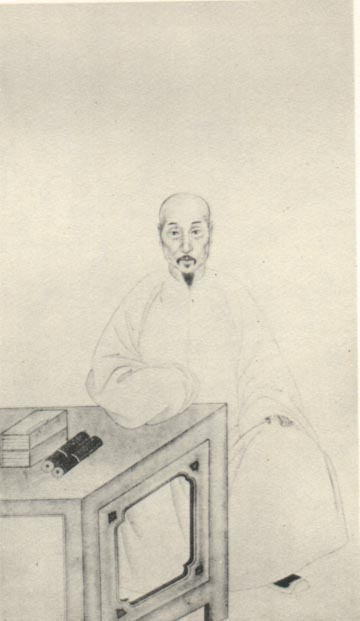
陳衍虞
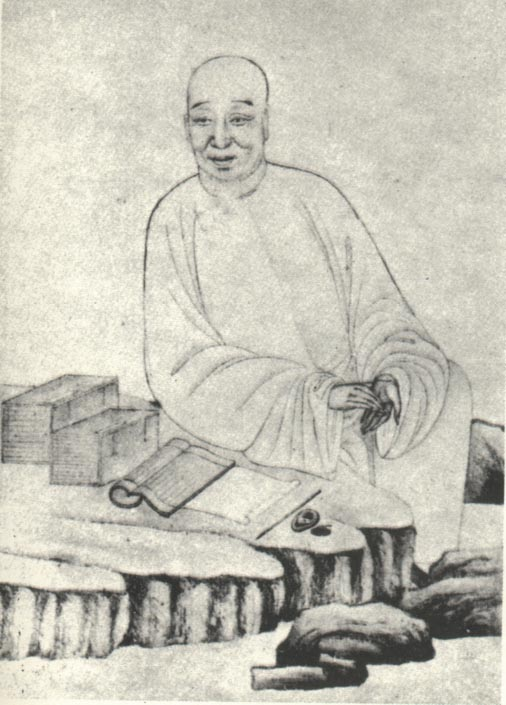
袁于令
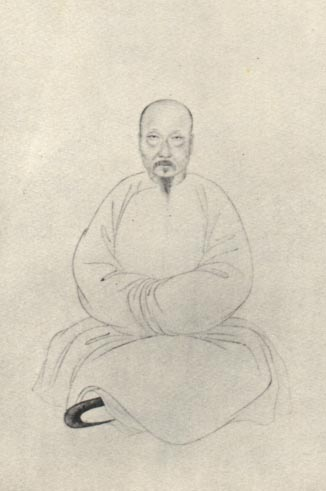
高詠
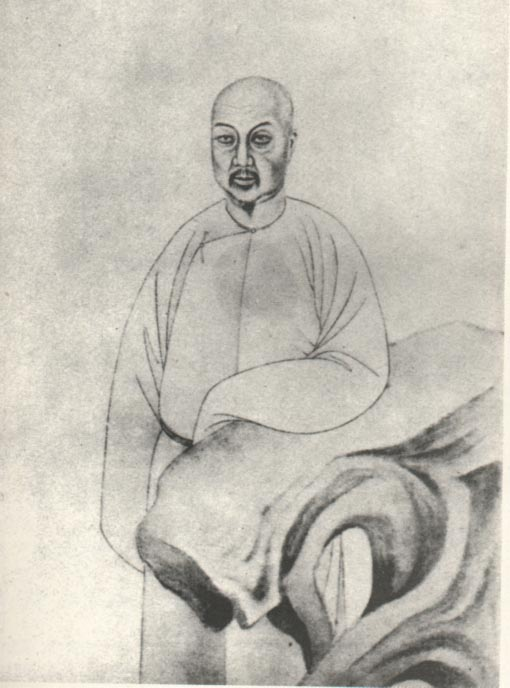
汪楫
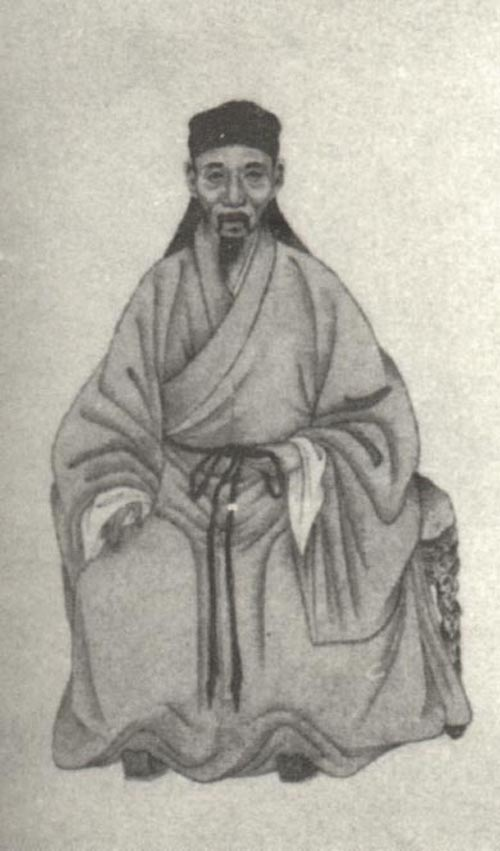
呂留良
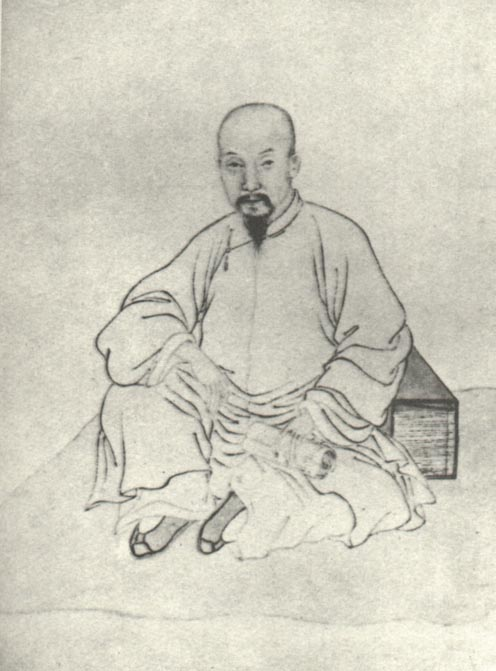
黄虞稷
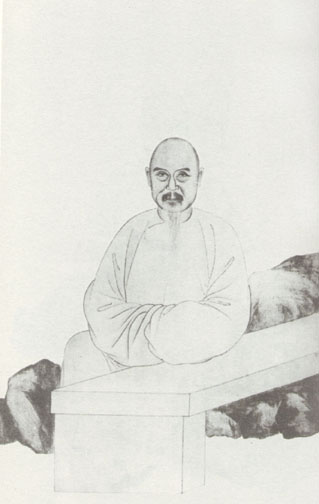
李澄中
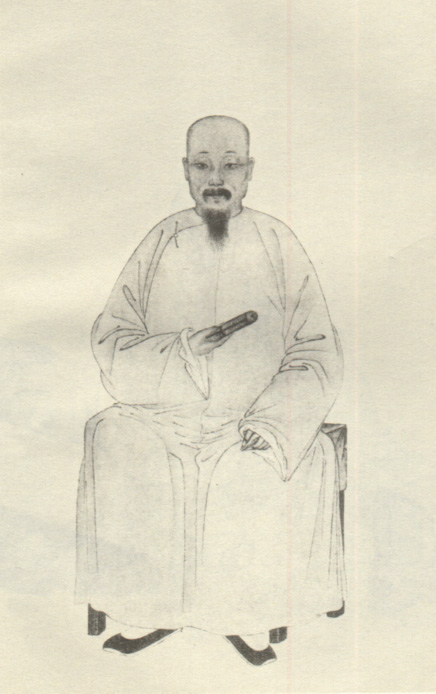
陸隴其
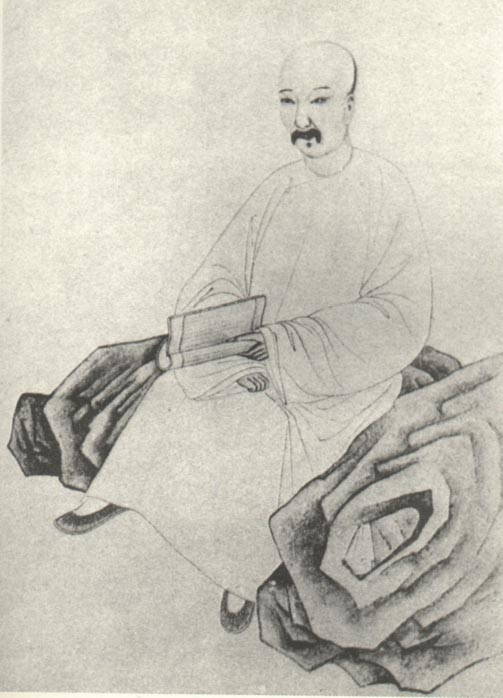
梁佩蘭
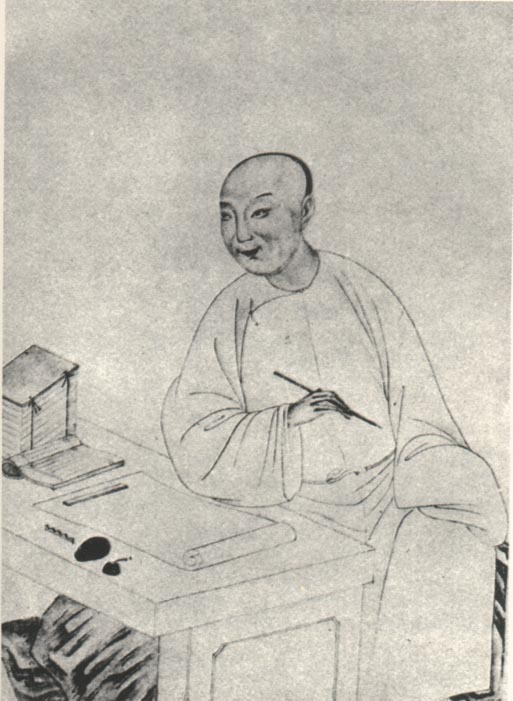
胡渭
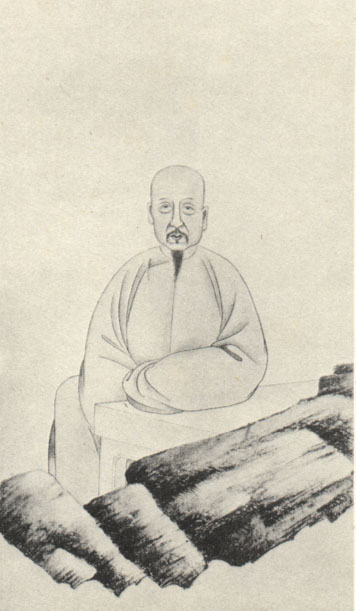
曹貞吉
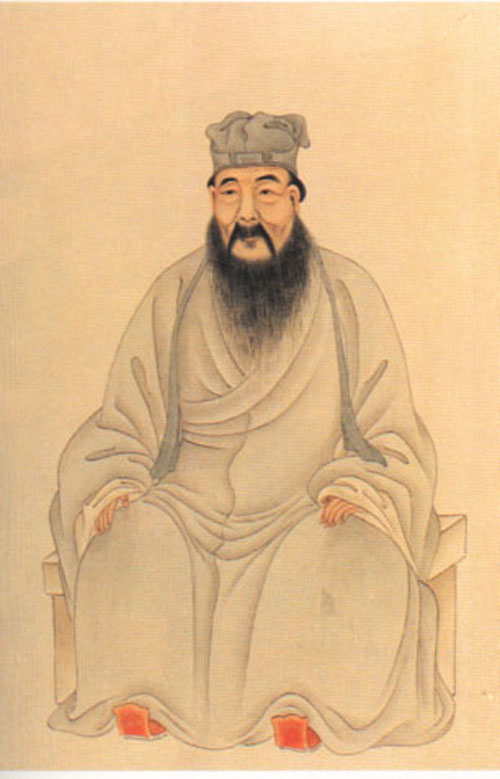
顔元
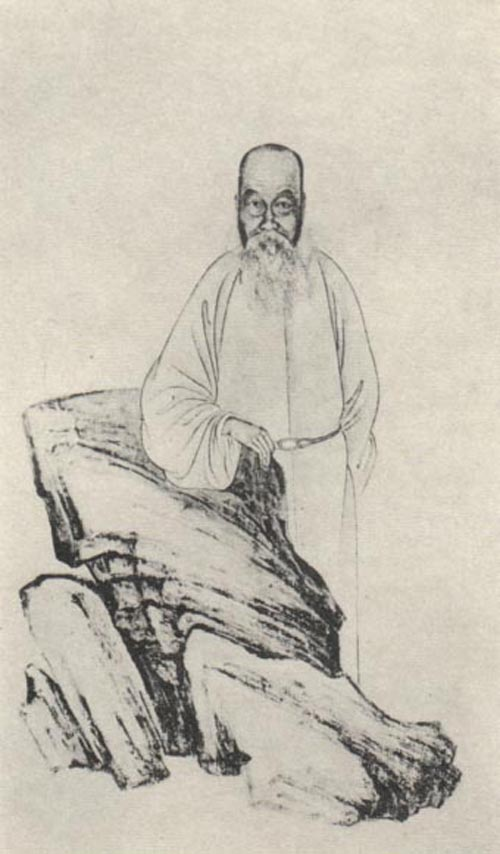
張貞
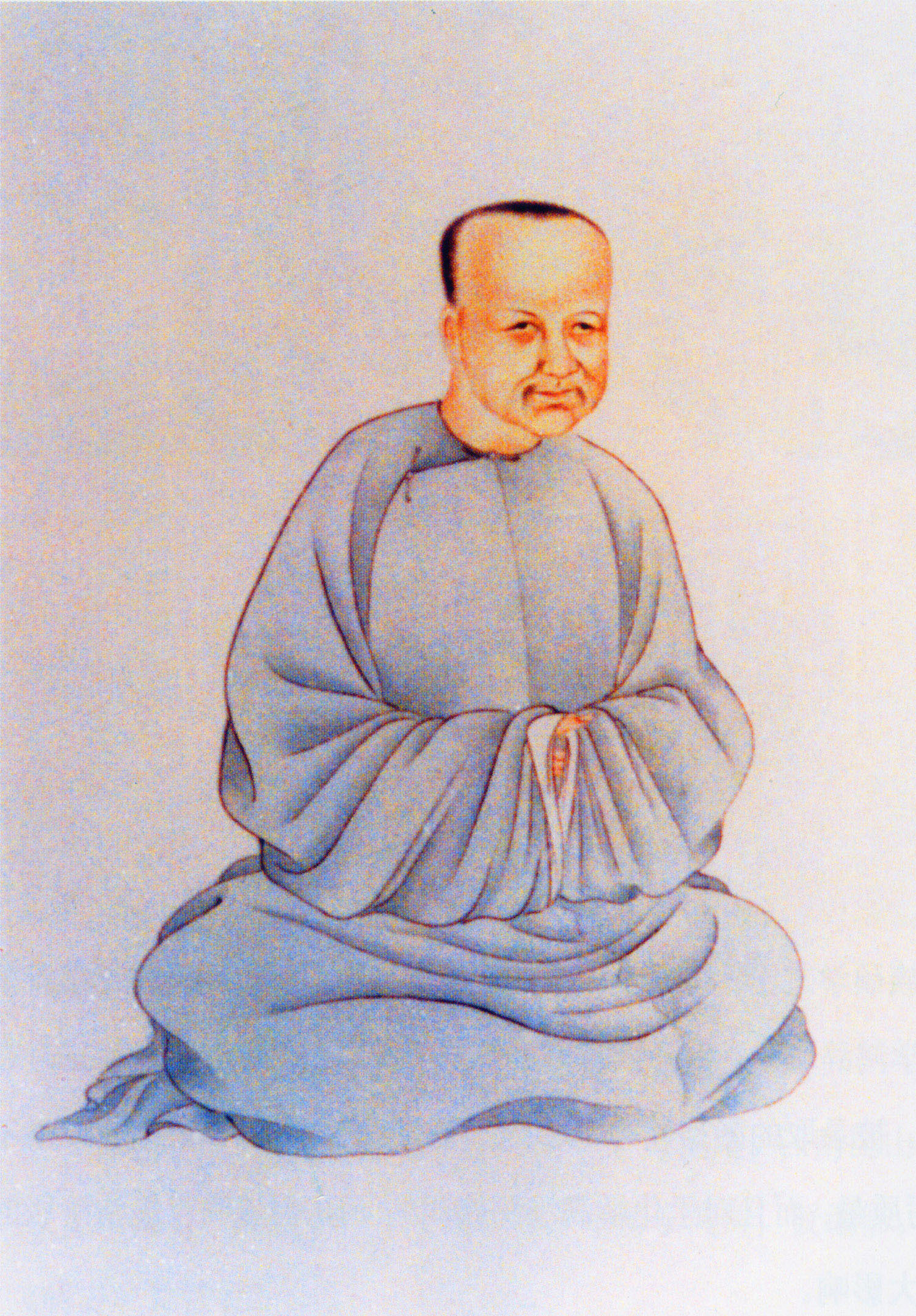
万斯同
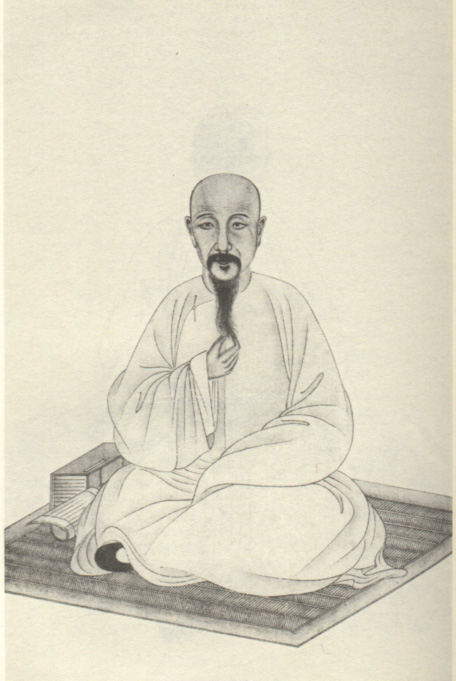
喬莱
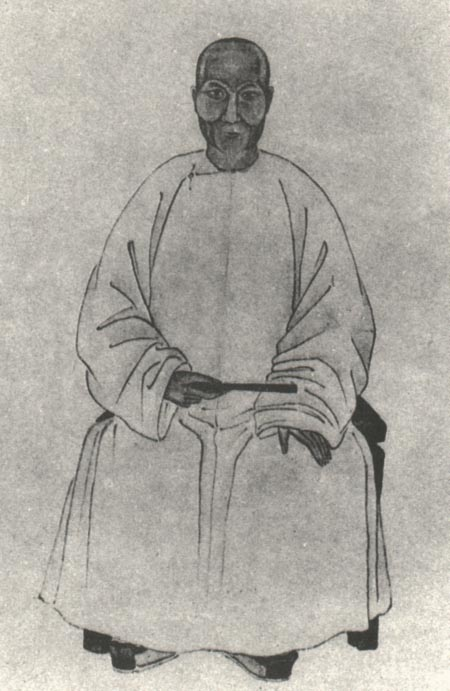
胡方
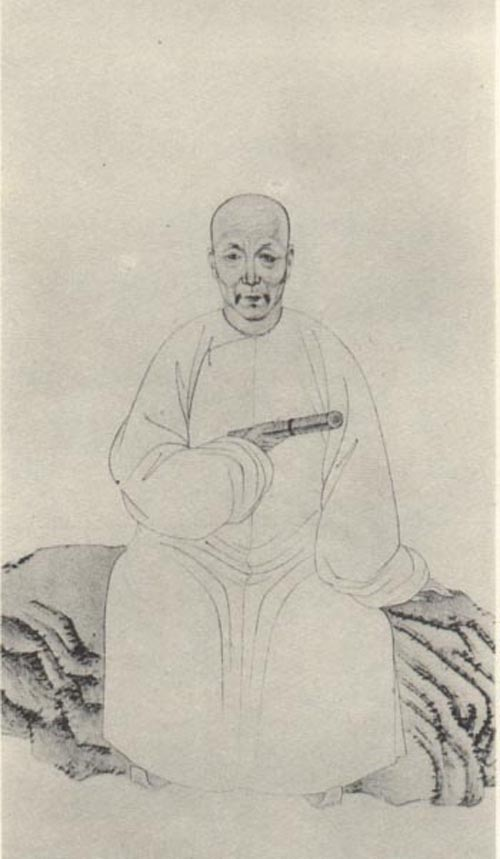
呉瞻泰
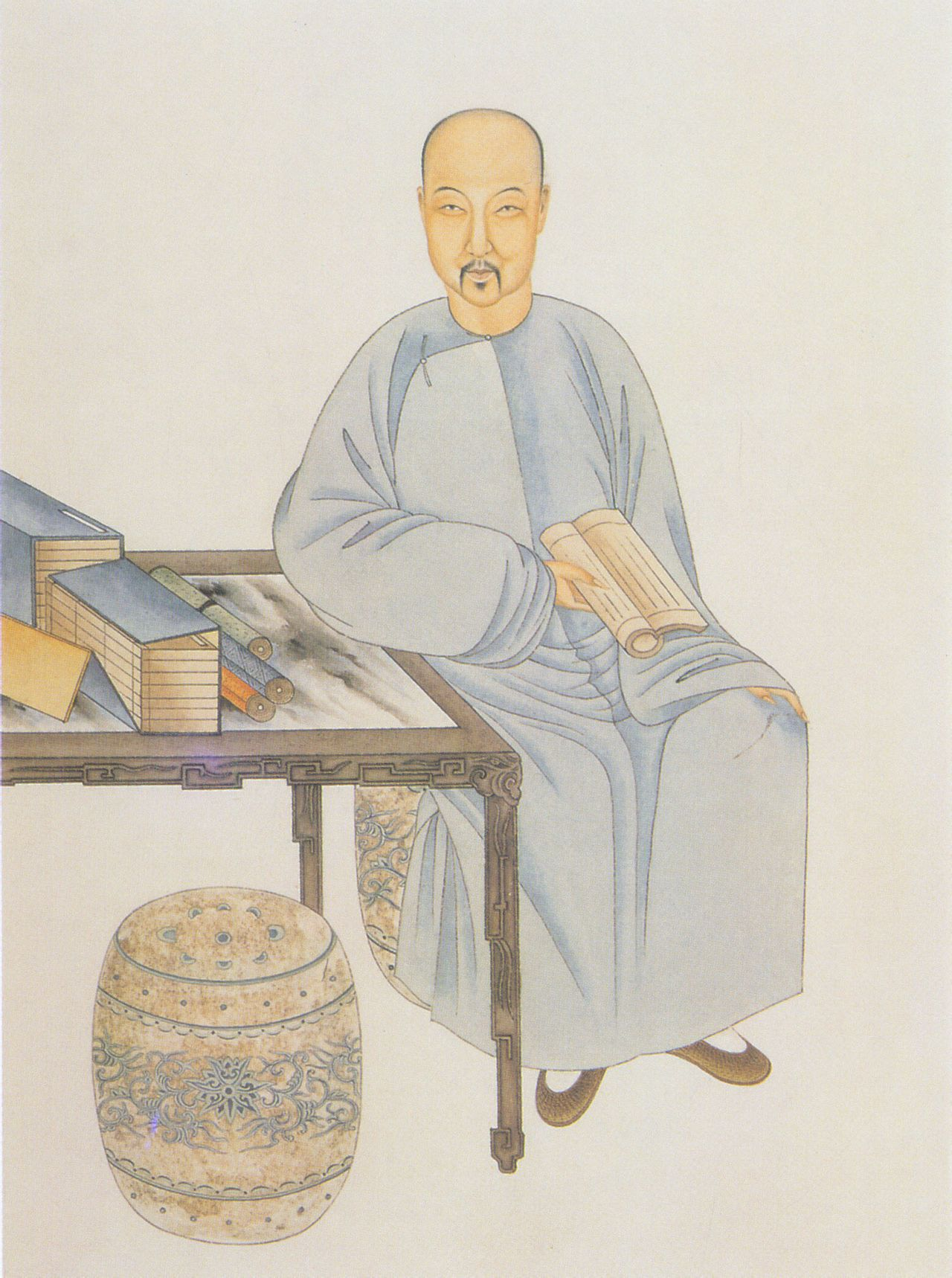
納蘭性徳
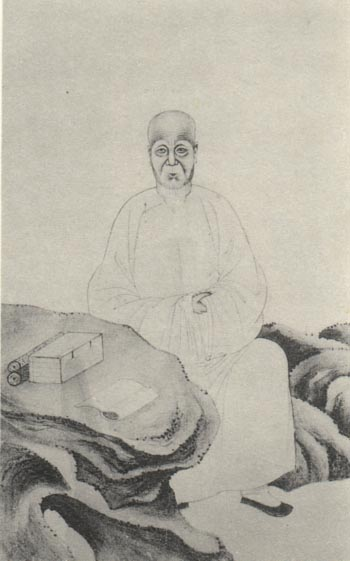
龔翔麟
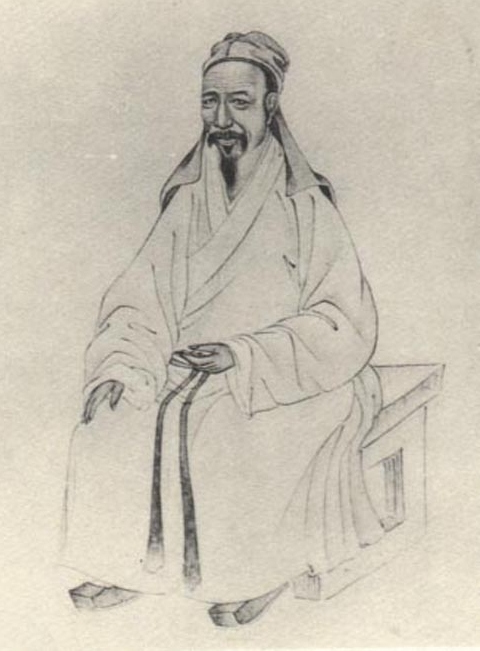
李塨
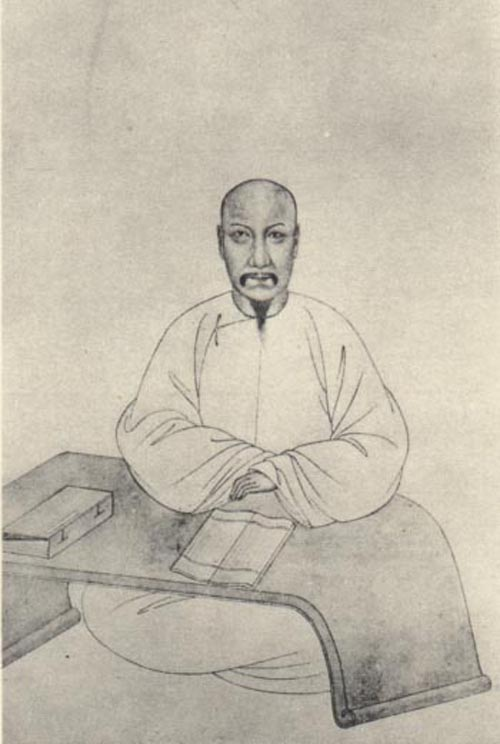
万言
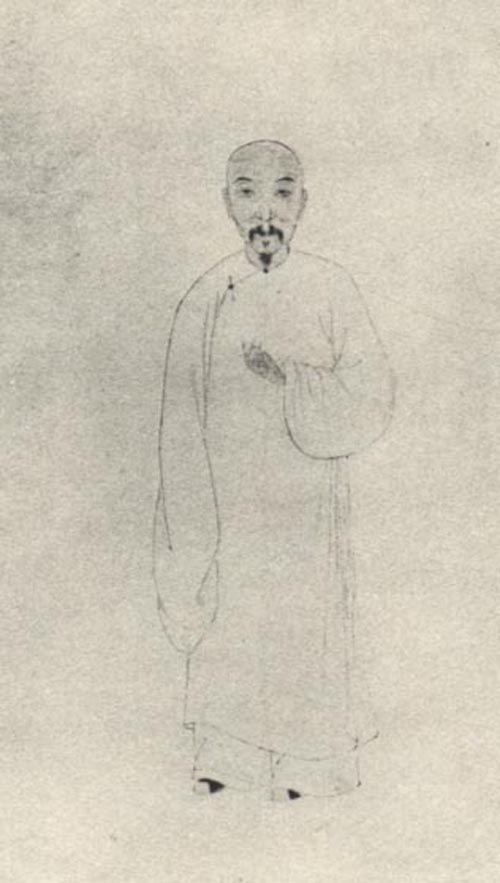
張塤
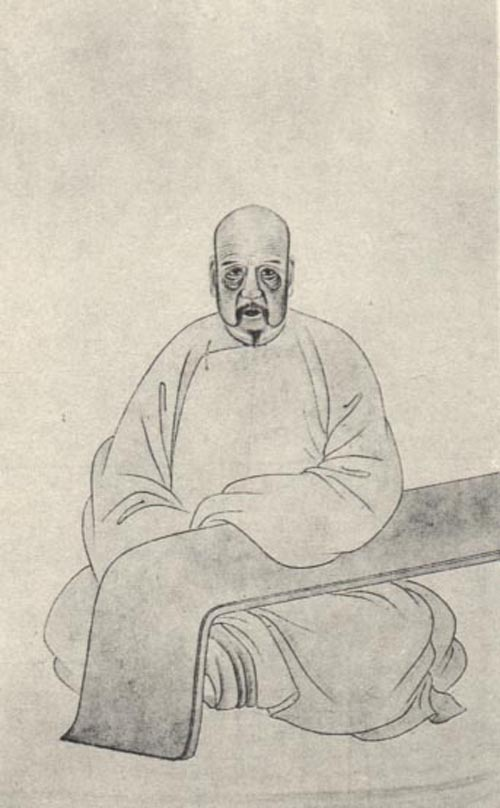
趙執信
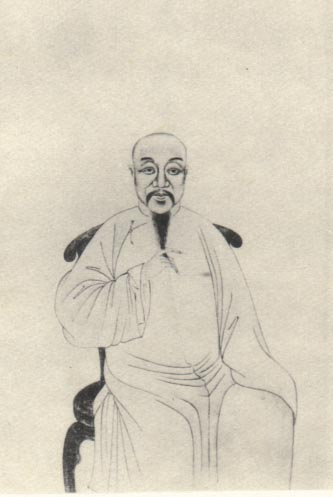
儲大文
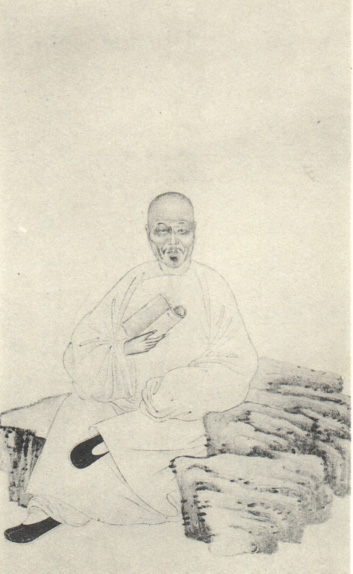
王澍
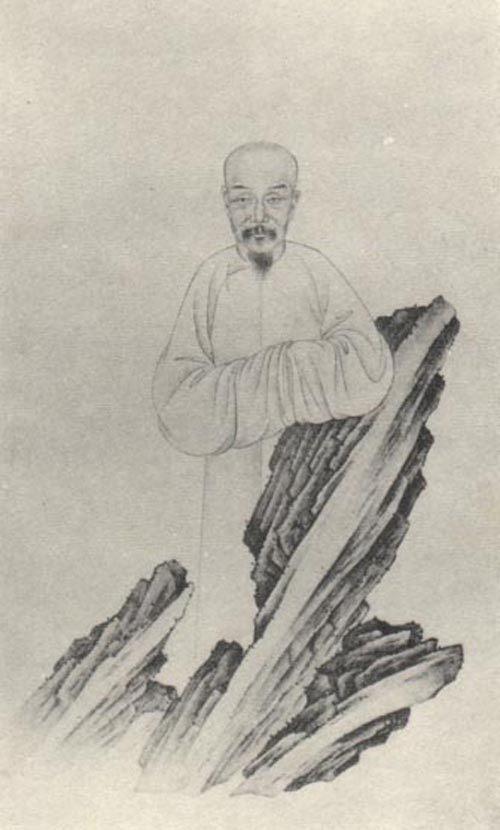
任啓運
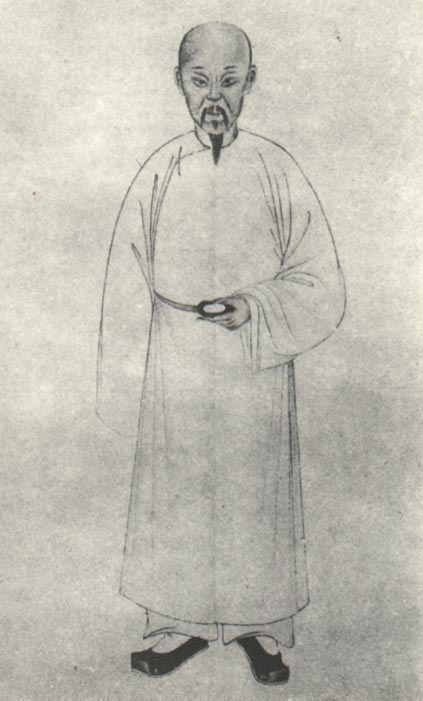
恵周惕
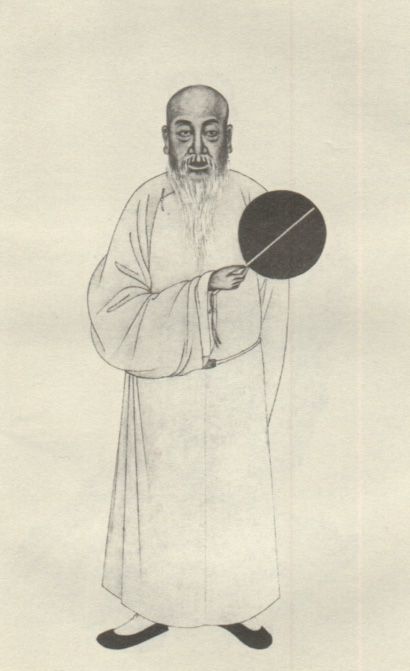
繆沅
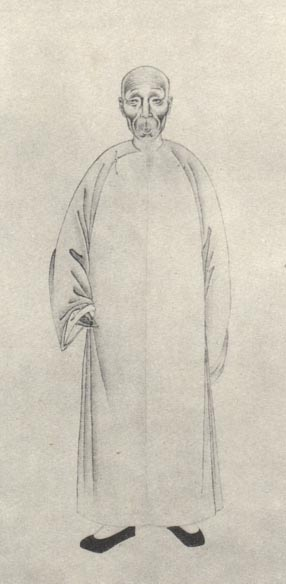
華希閔
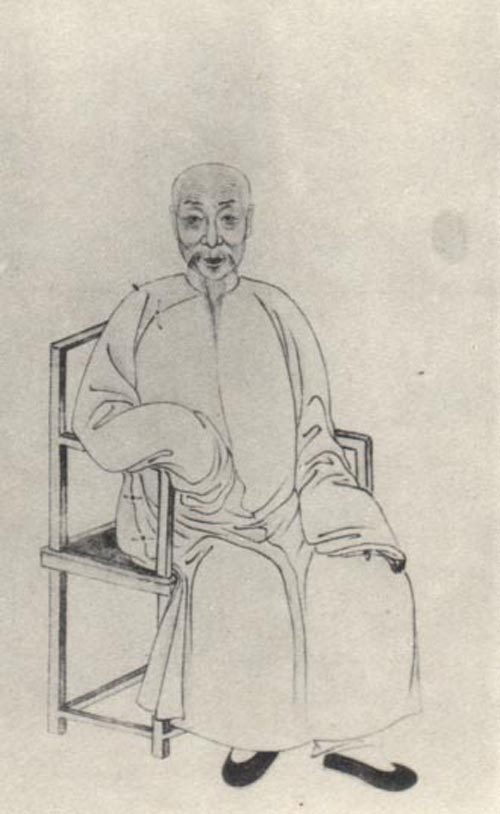
李紱
江永
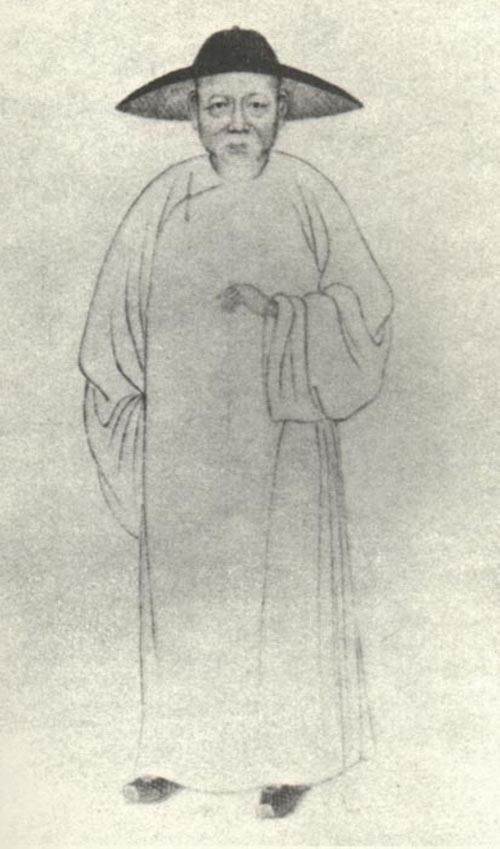
葉方藹
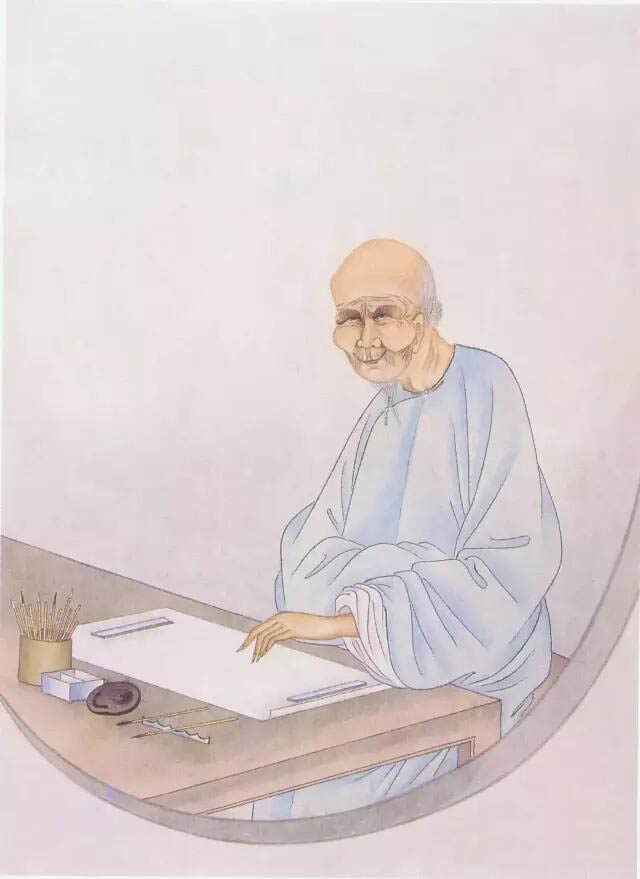
華嵒
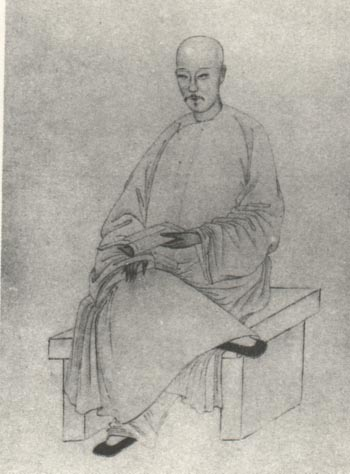
符曽
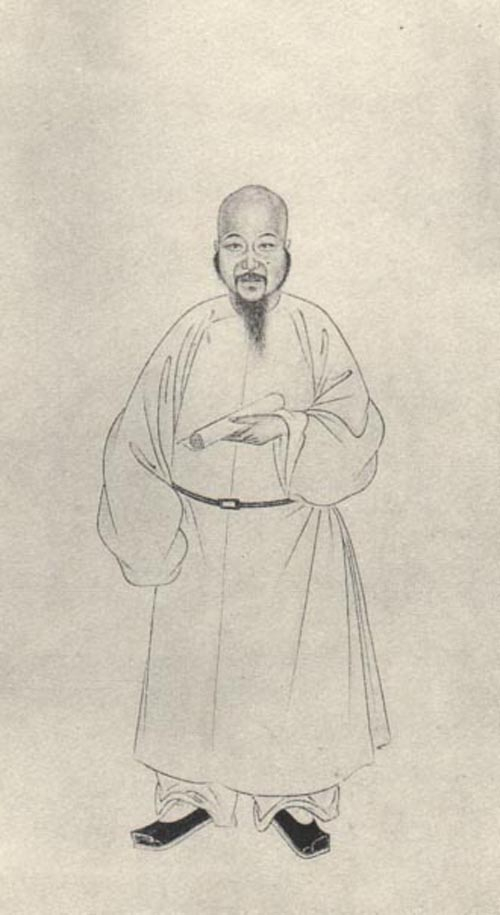
沈鳳
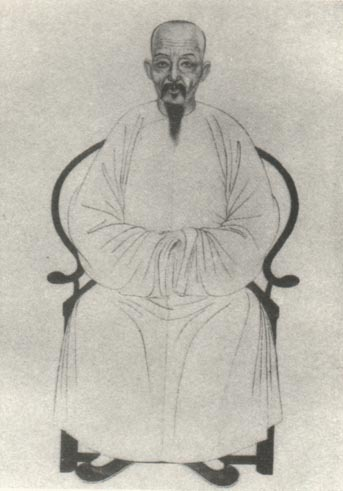
恵棟
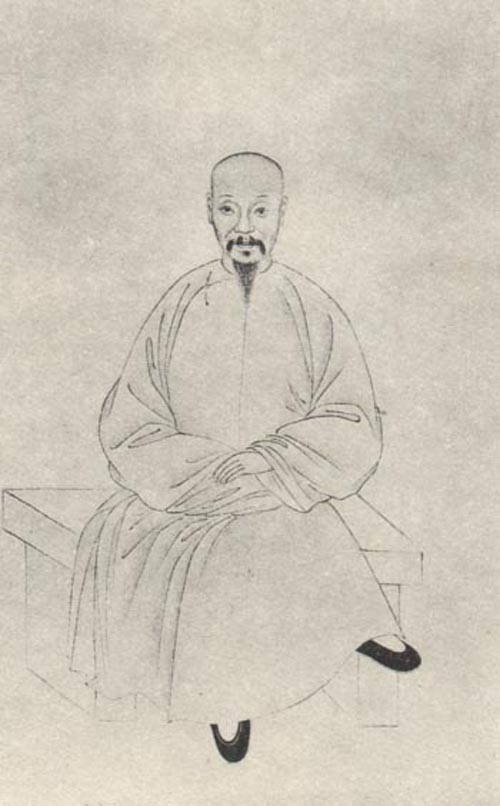
秦蕙田
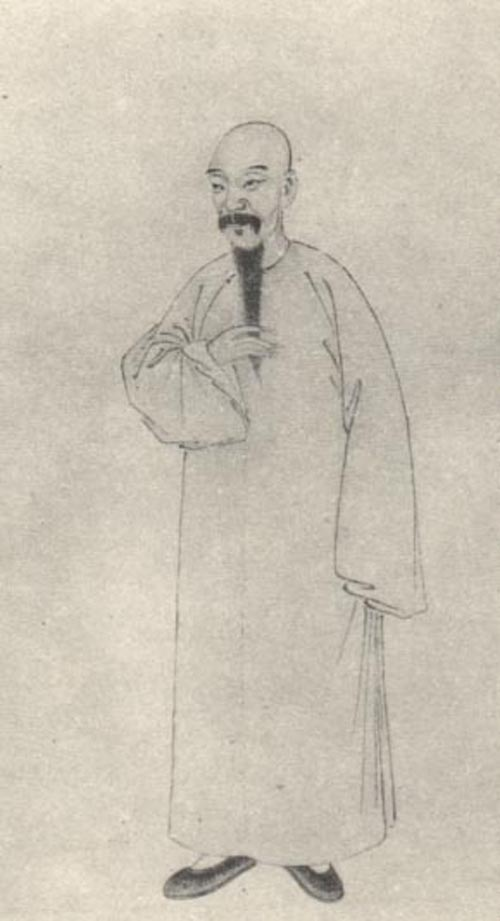
沈廷芳
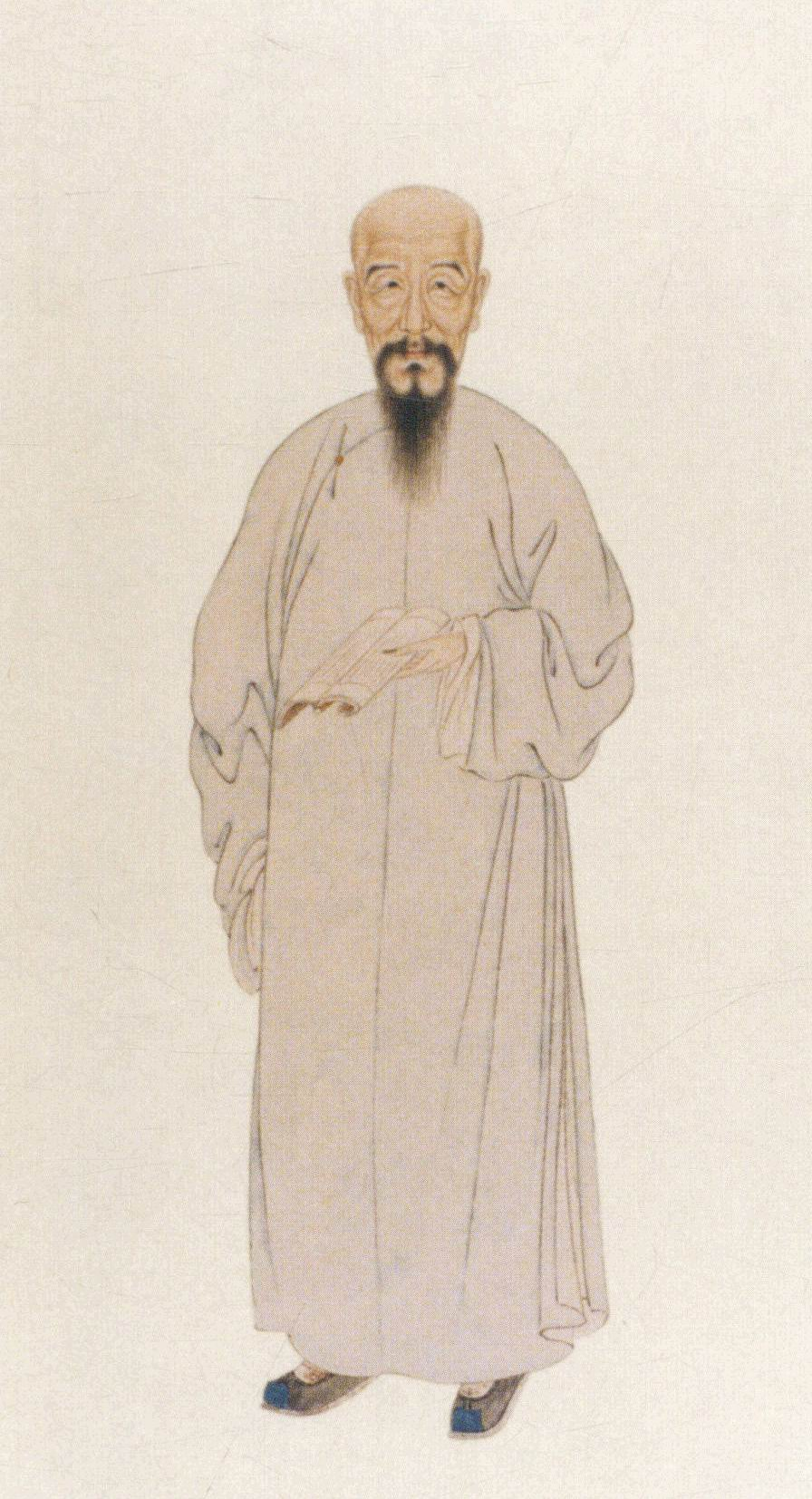
全祖望
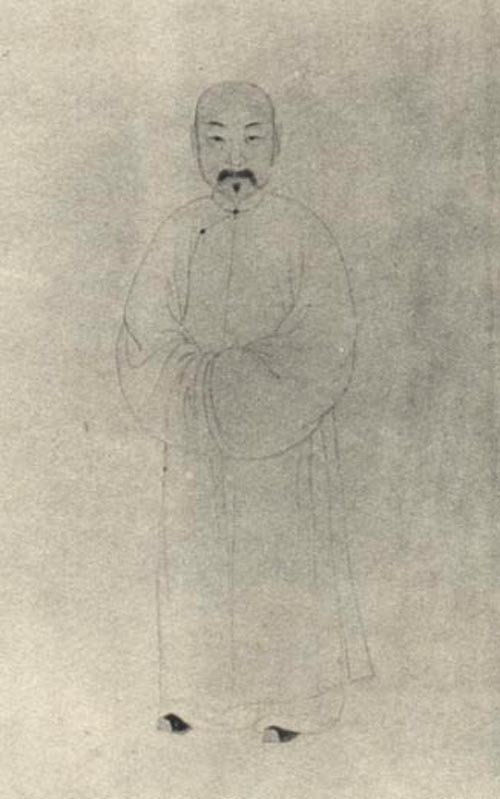
舒夢蘭
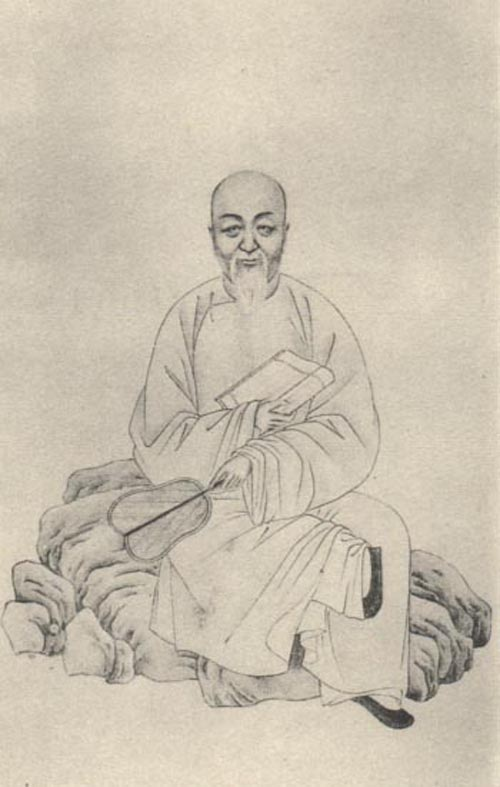
荘存与
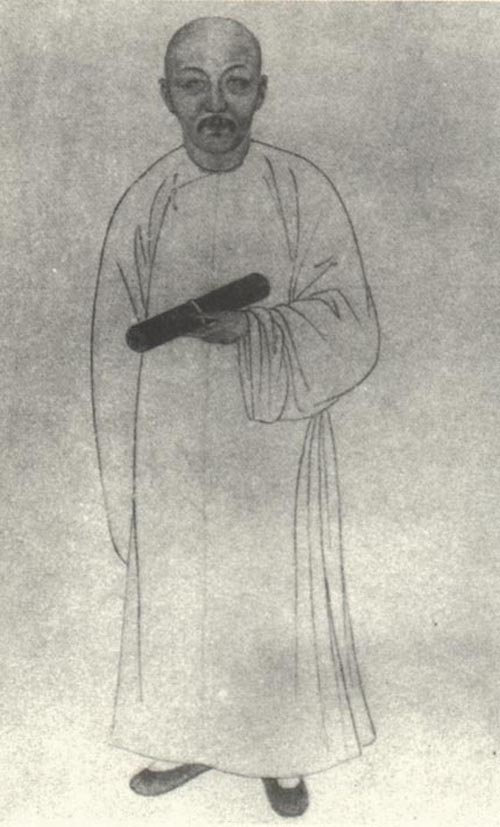
謝墉
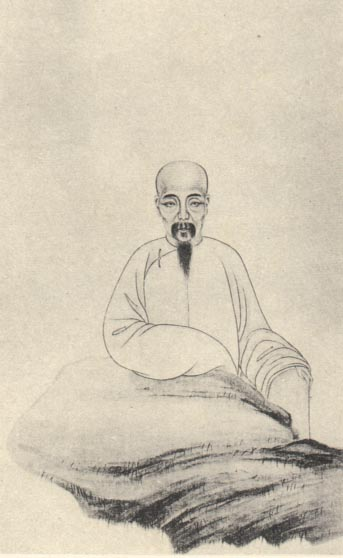
江声
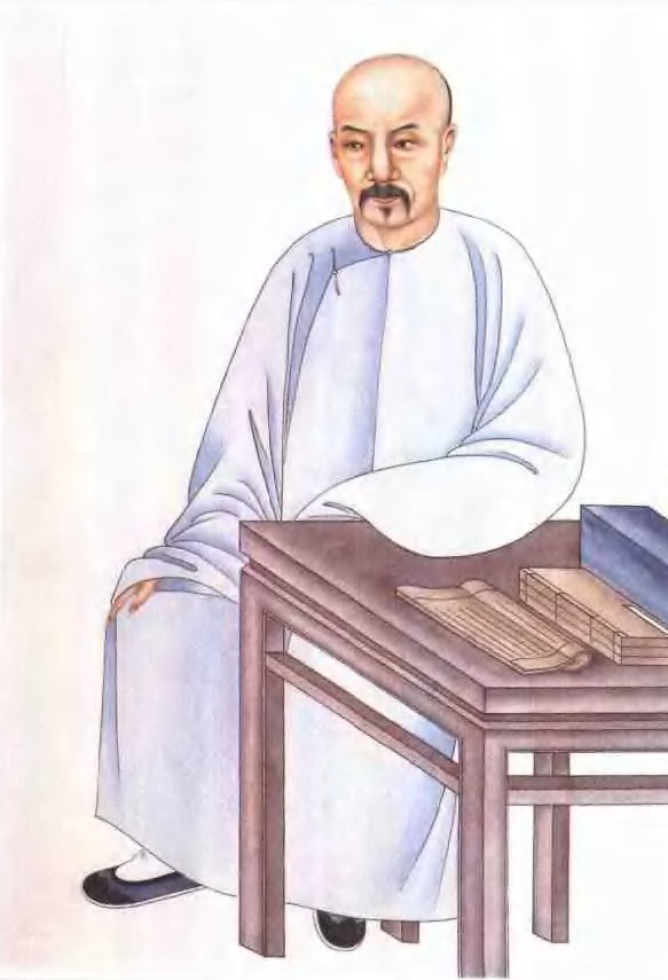
戴震
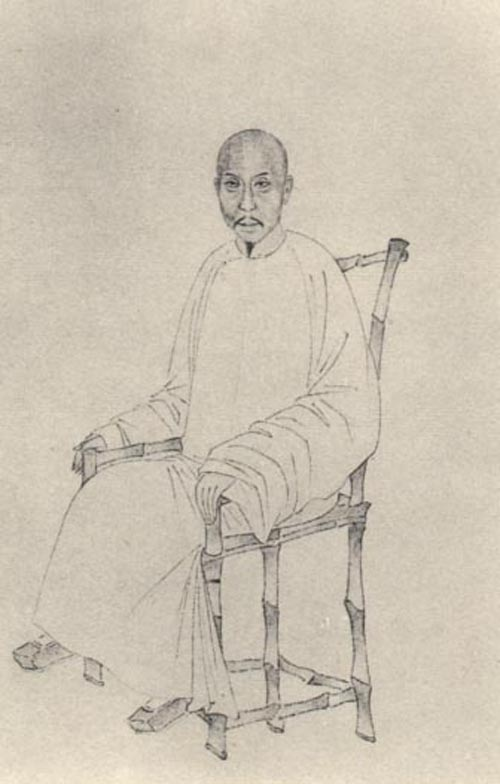
陸燿
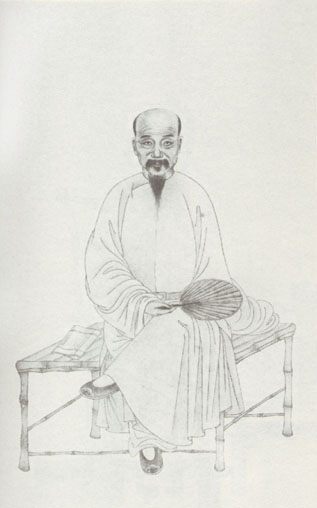
程瑤田
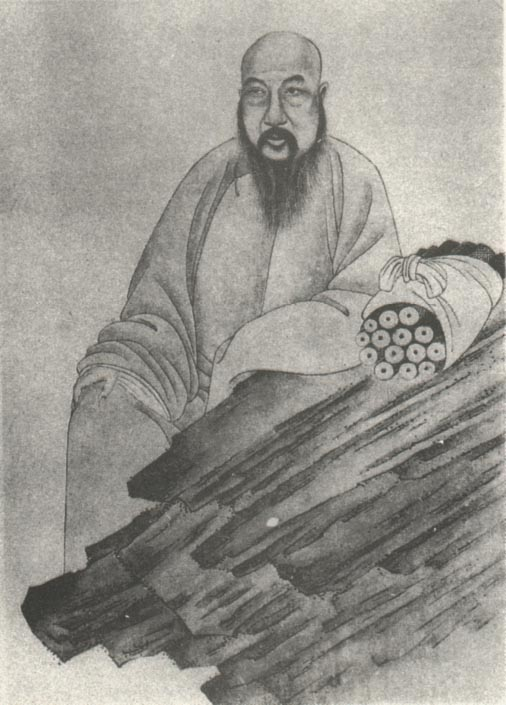
李文藻
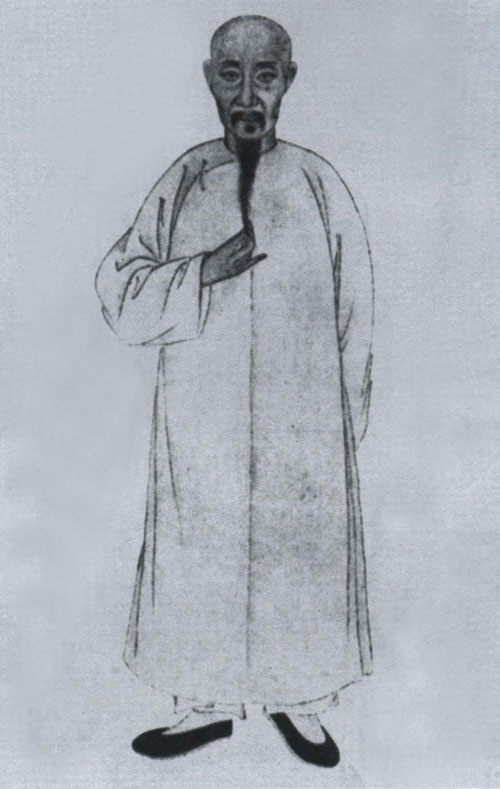
銭塘
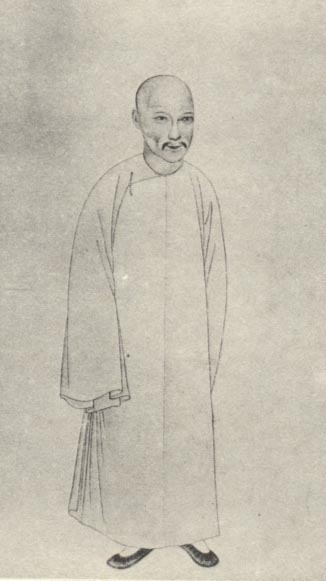
桂馥
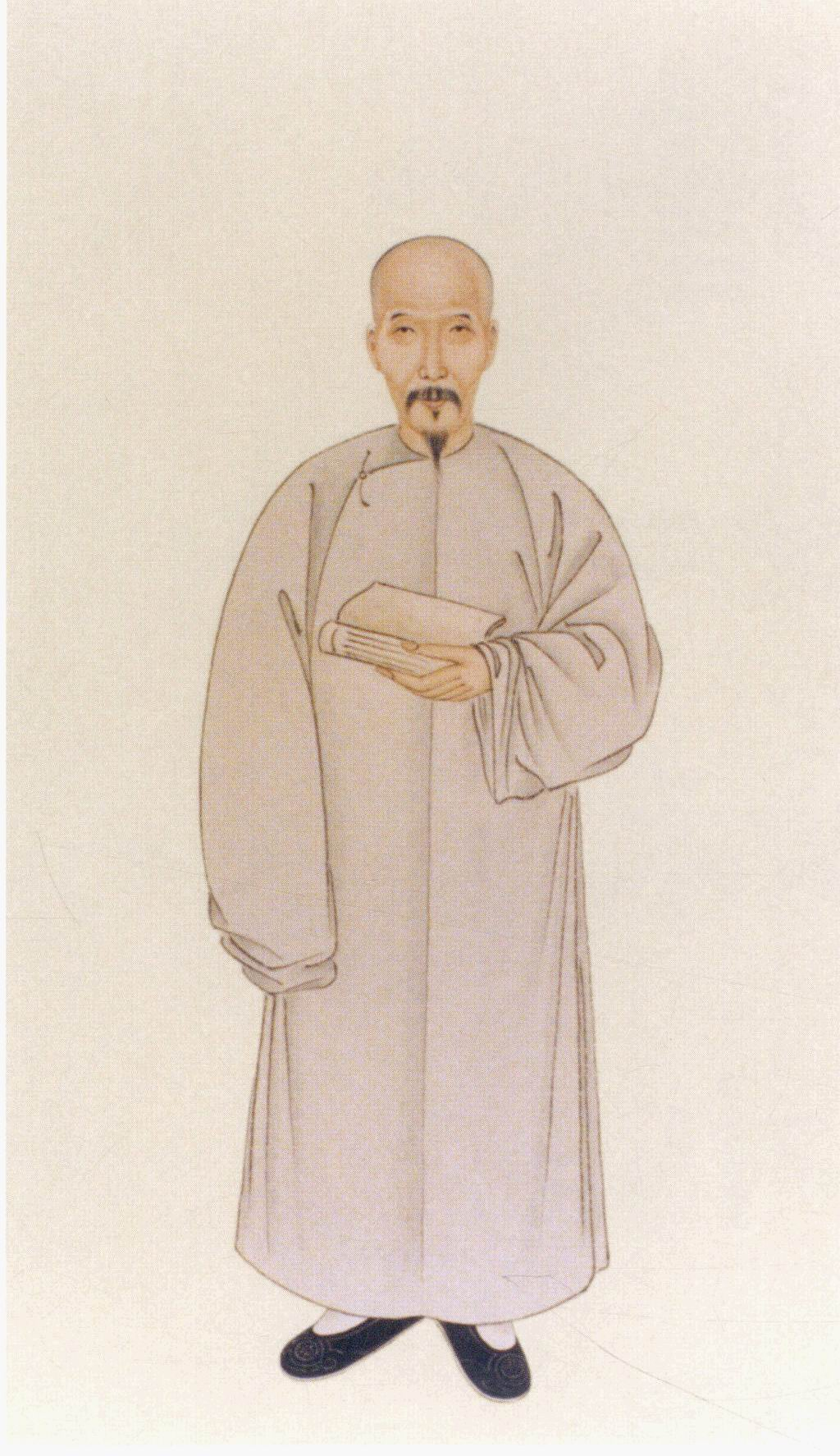
章学誠
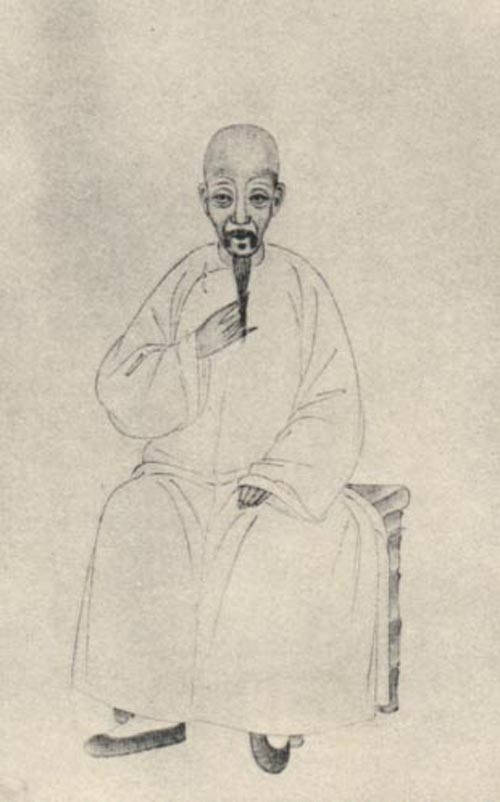
彭紹升
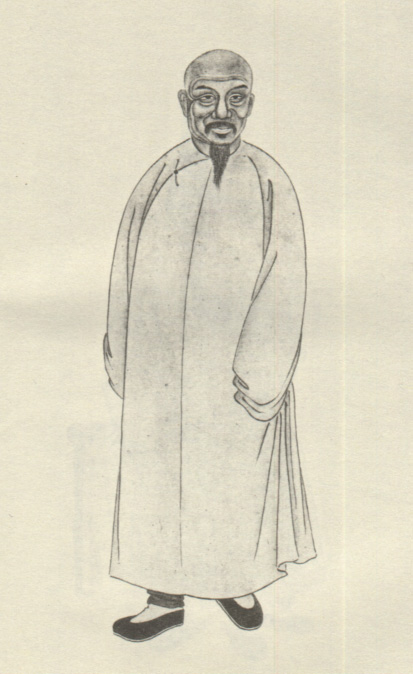
銭大昭
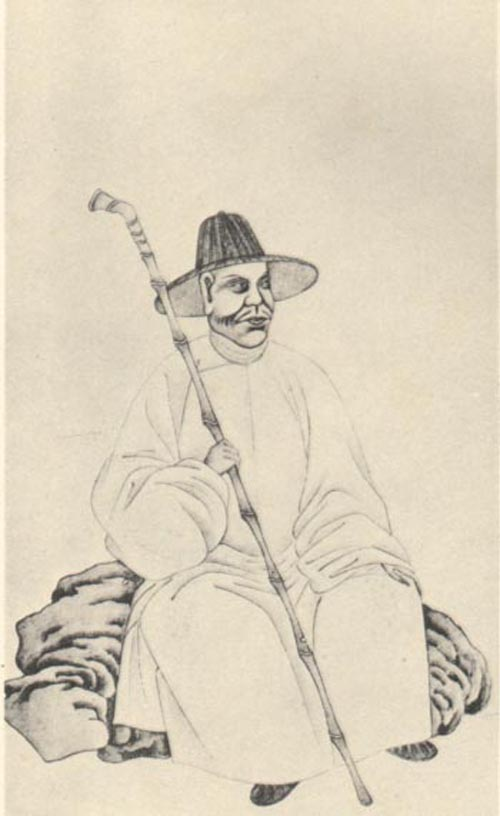
武億
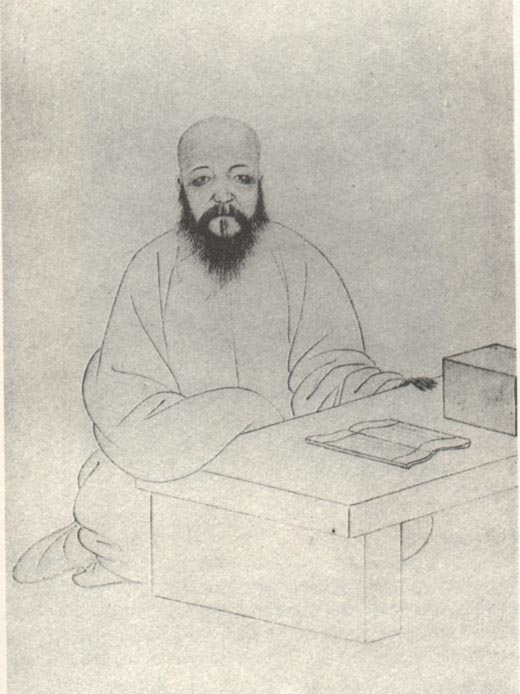
孔広林
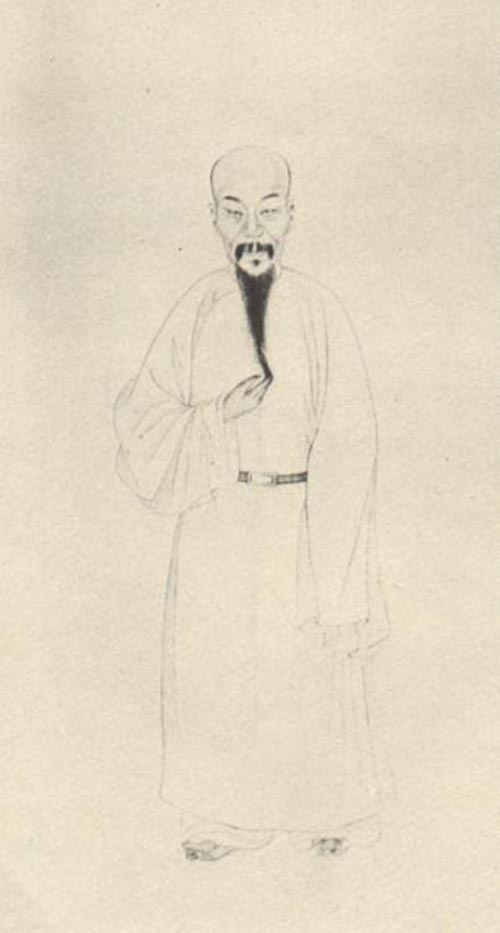
荘述祖
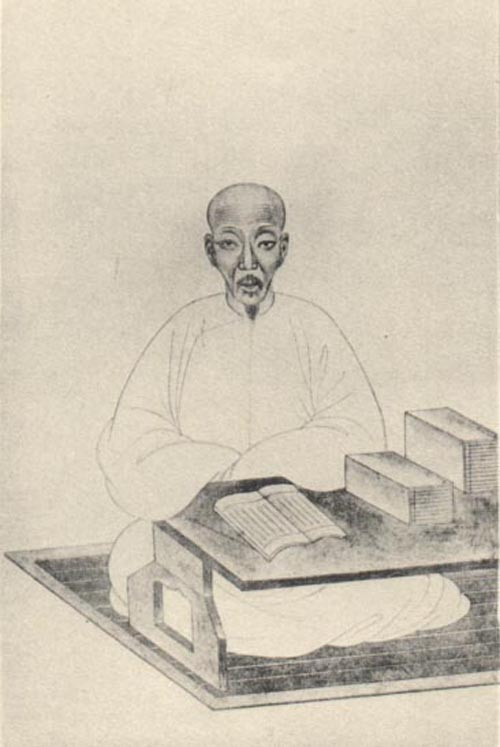
劉台拱
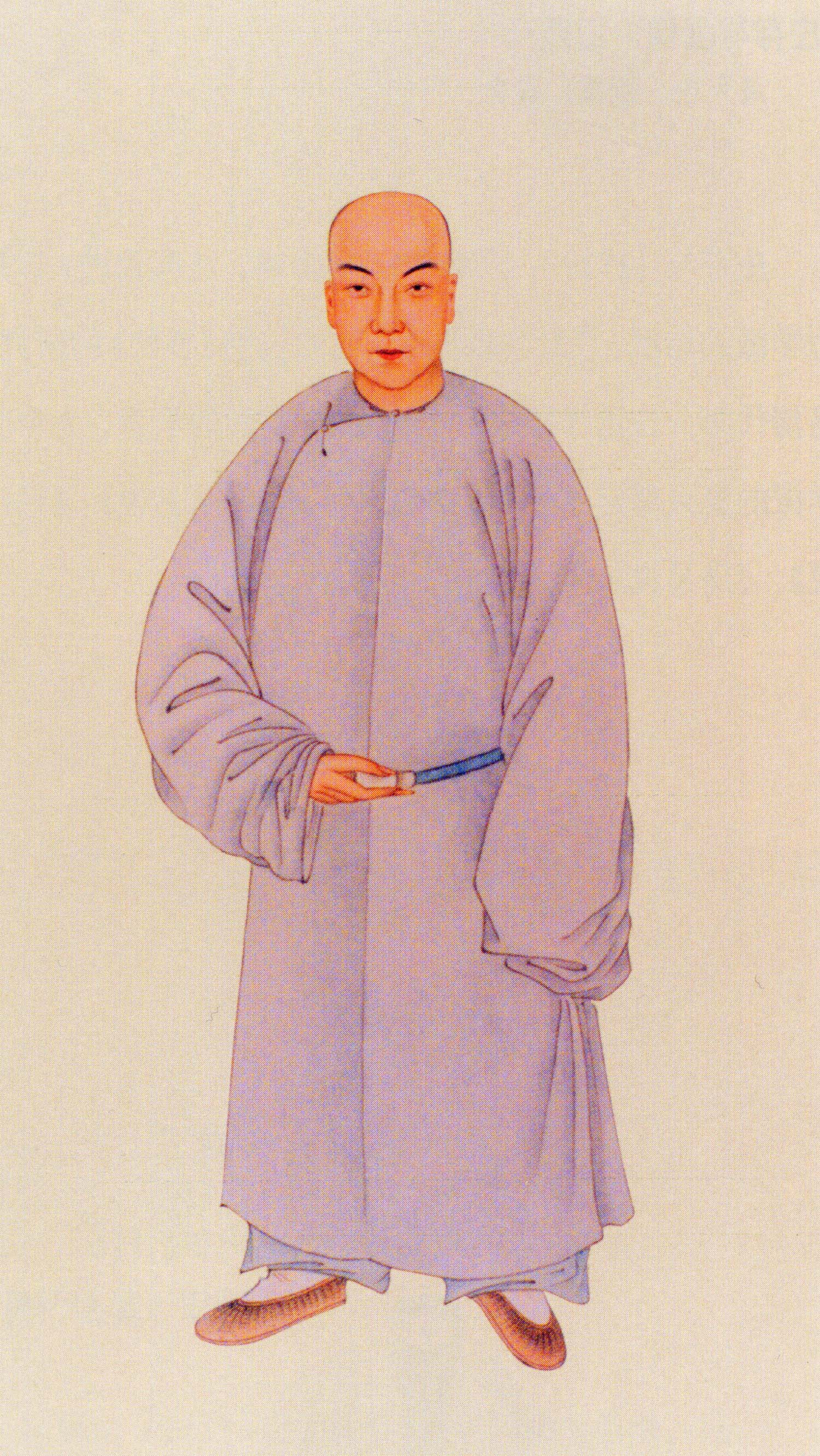
孔広森
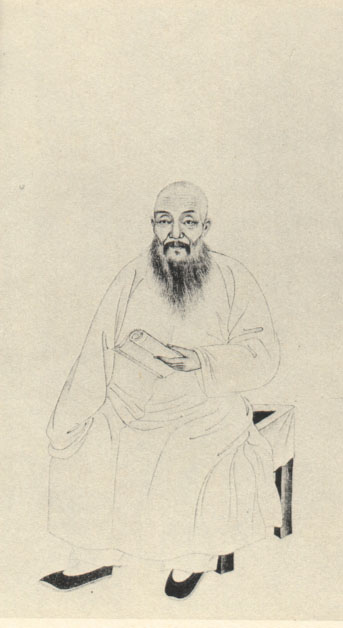
陳鱣
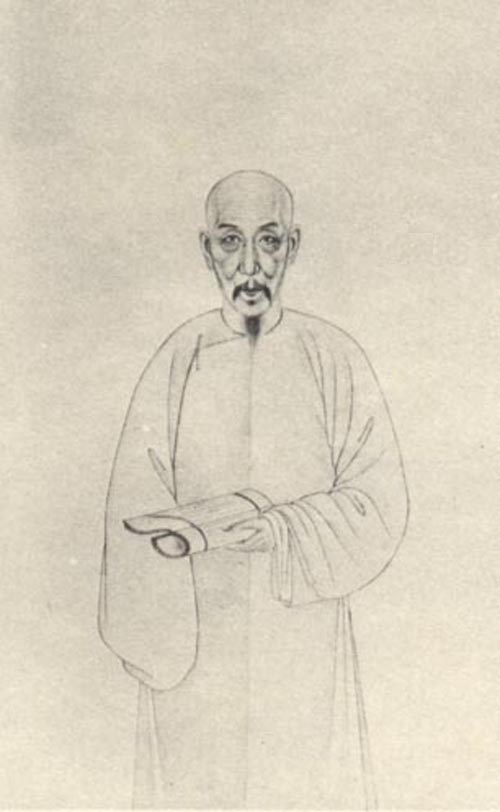
温汝適
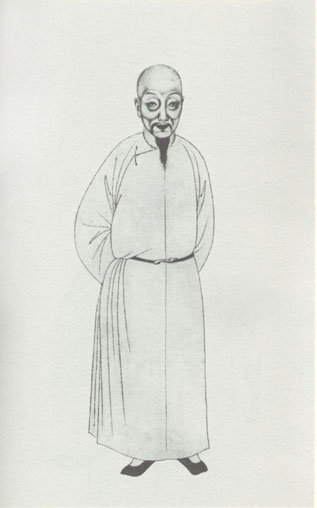
謝蘭生
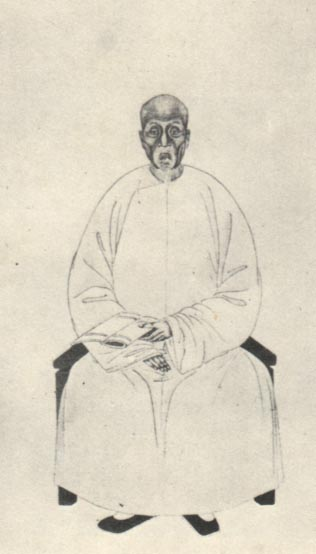
焦循
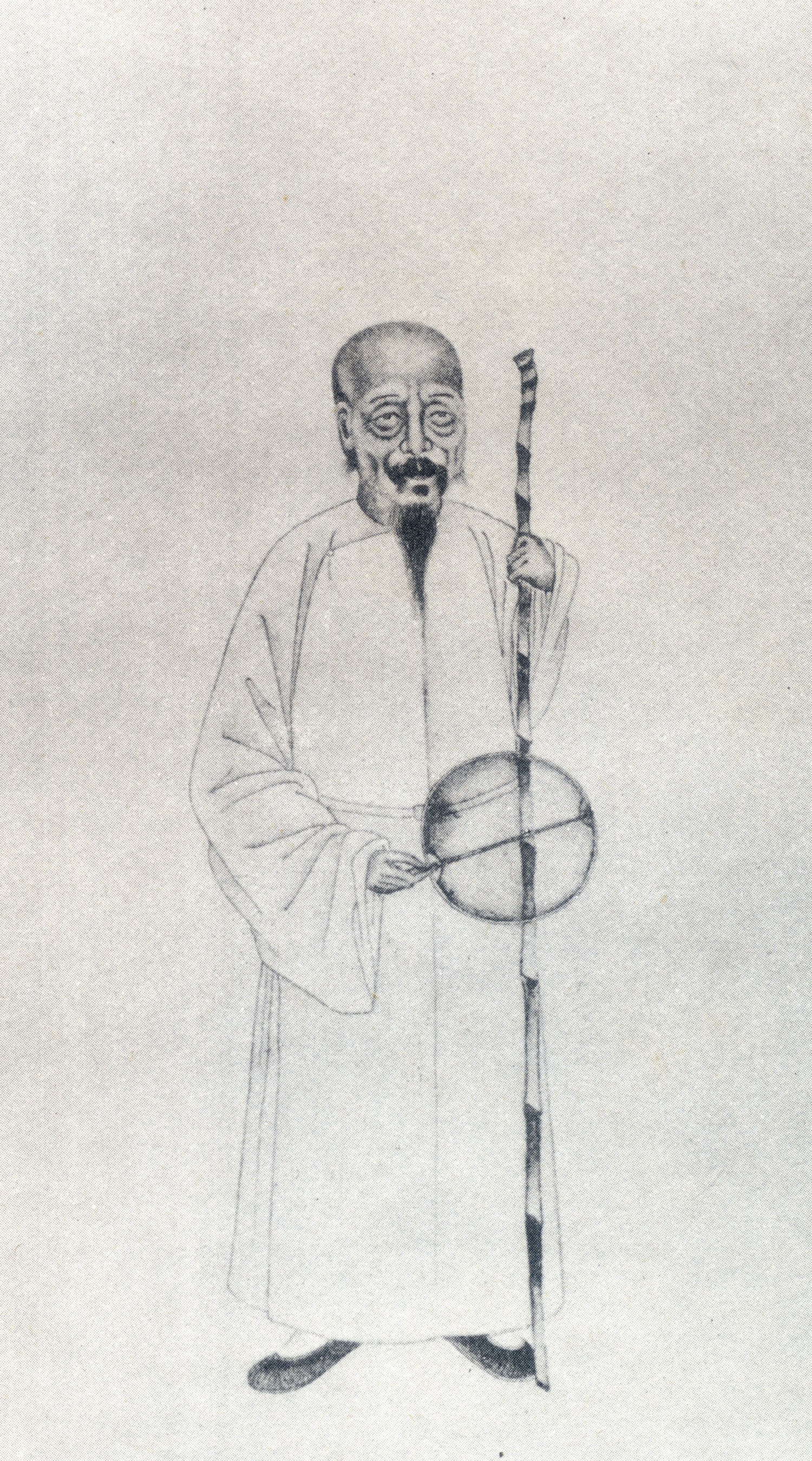
黄丕烈
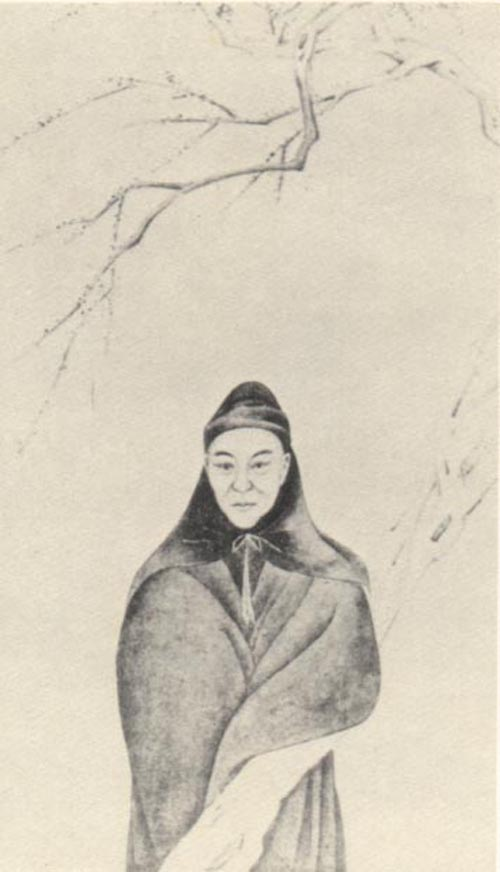
舒位
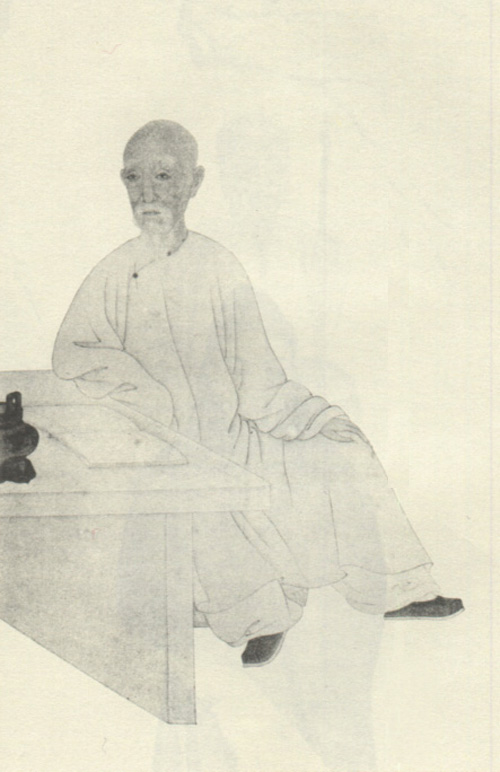
張廷済
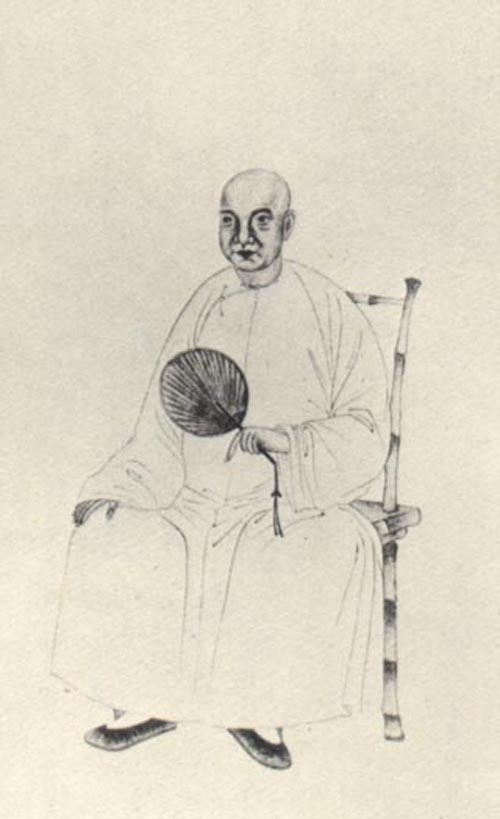
李宗瀚
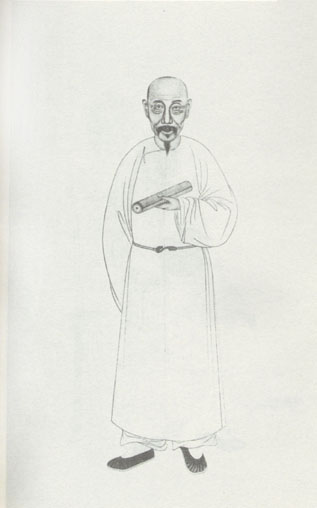
瞿中溶
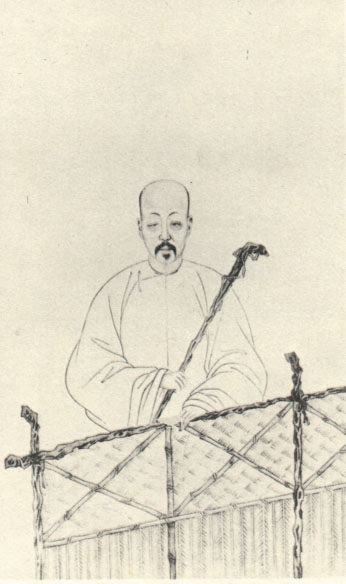
陳寿祺
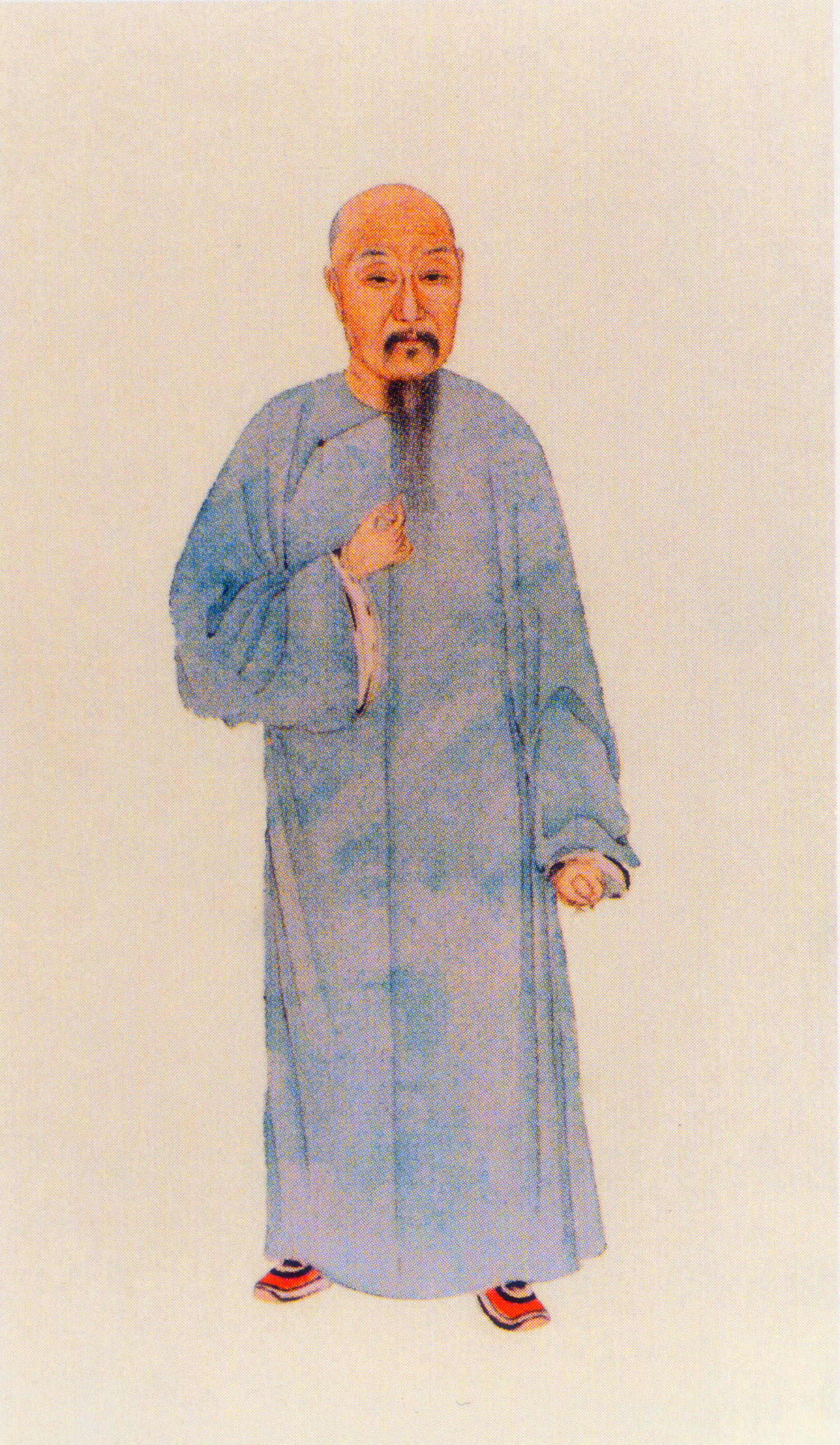
朱為弼
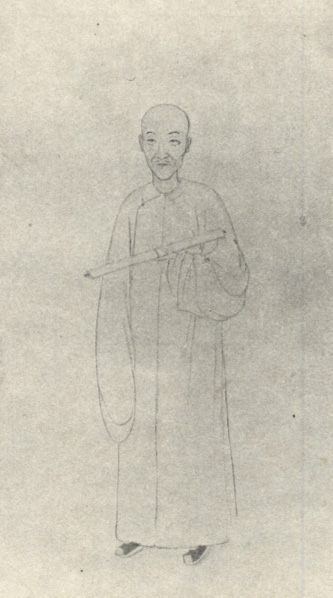
改琦
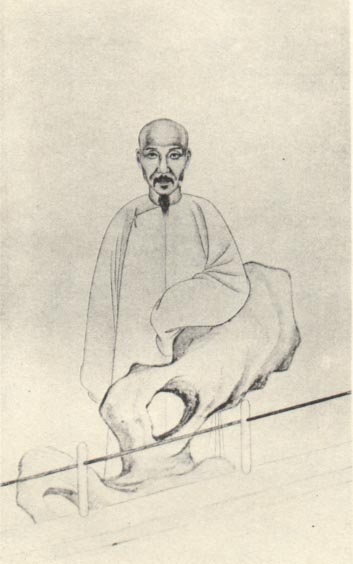
端木国瑚
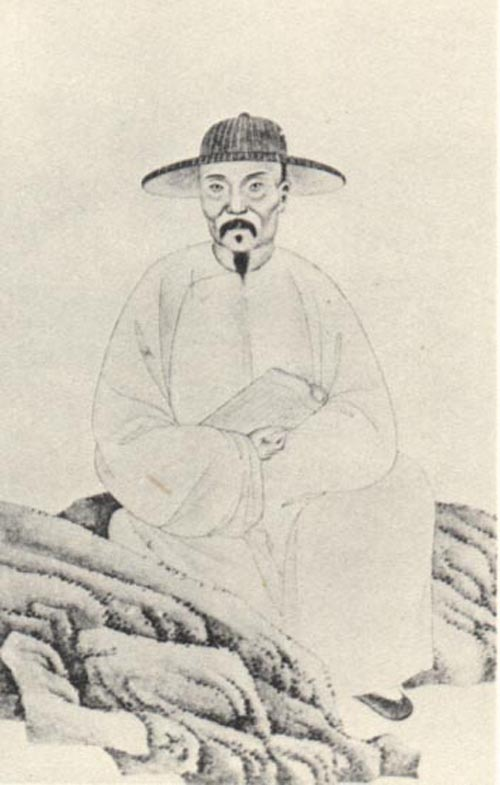
斉彦槐
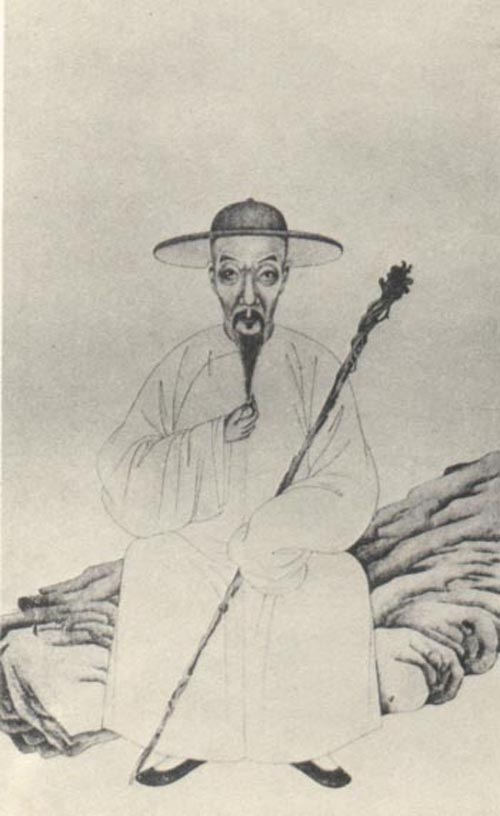
兪正燮
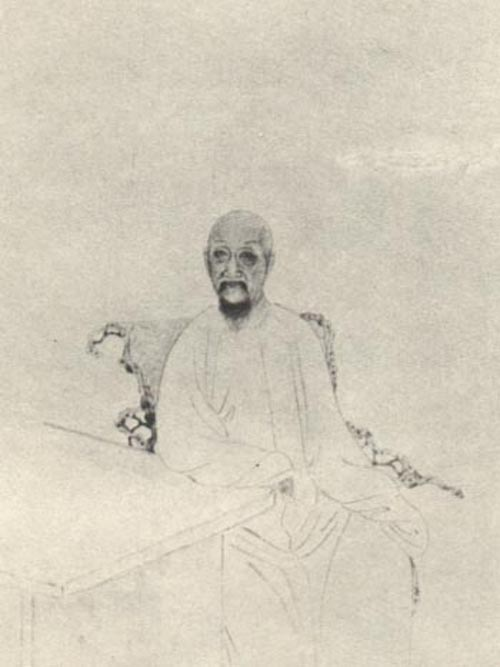
梁章鉅
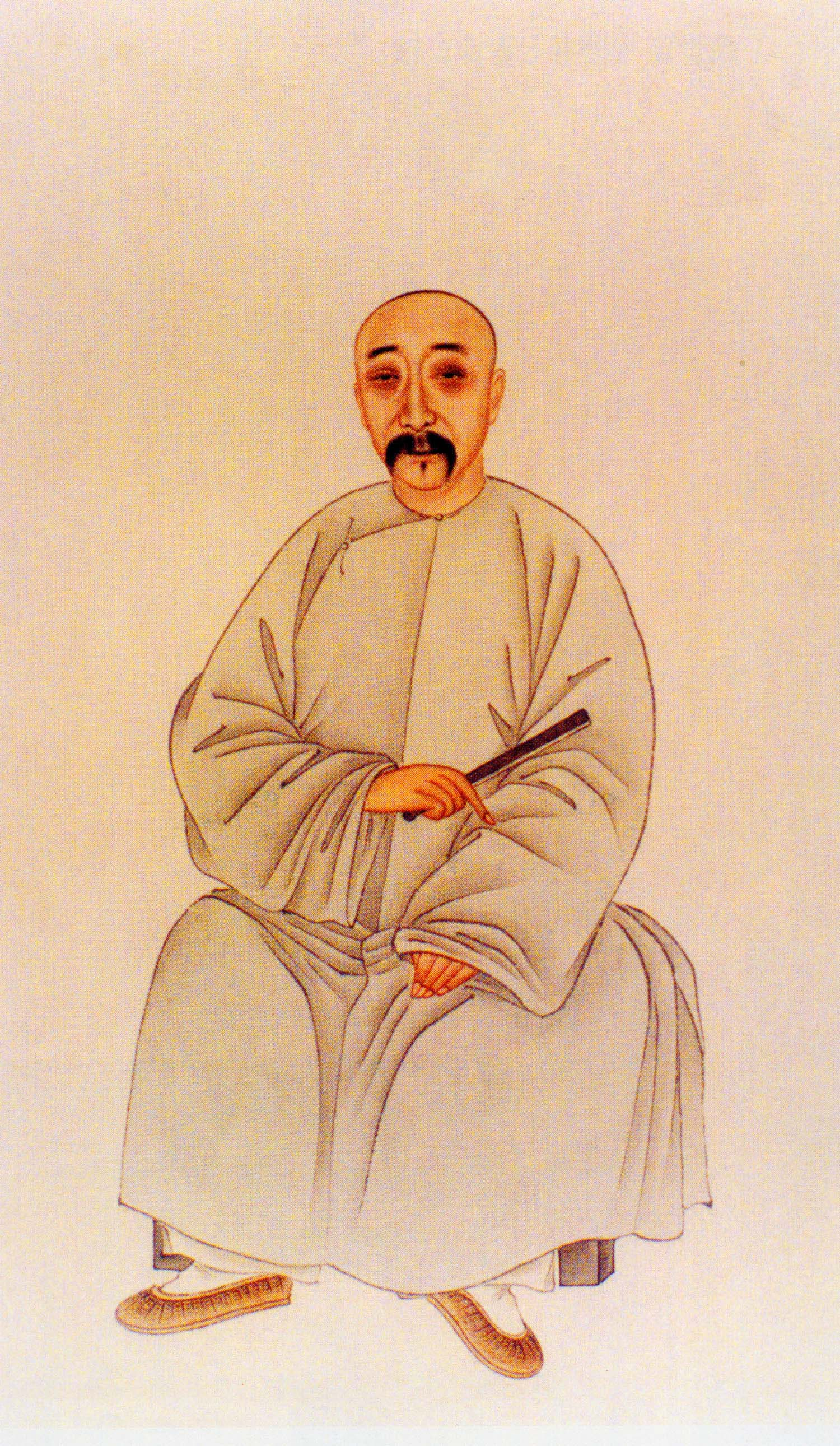
包世臣
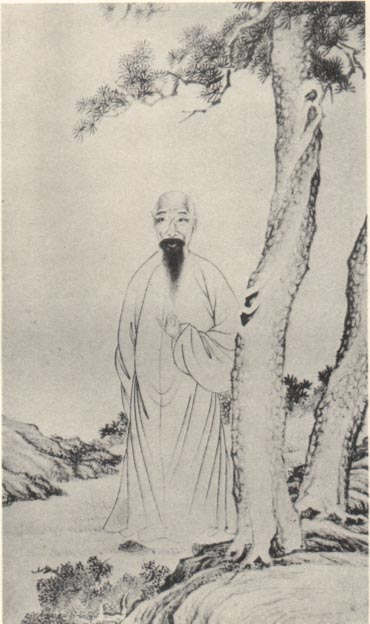
陶澍
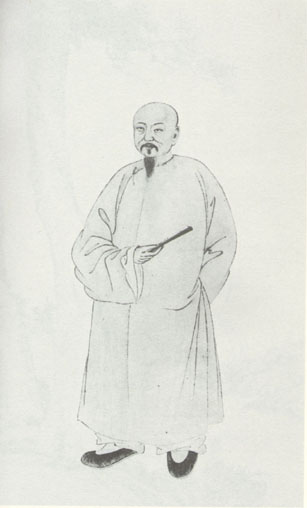
唐鑑
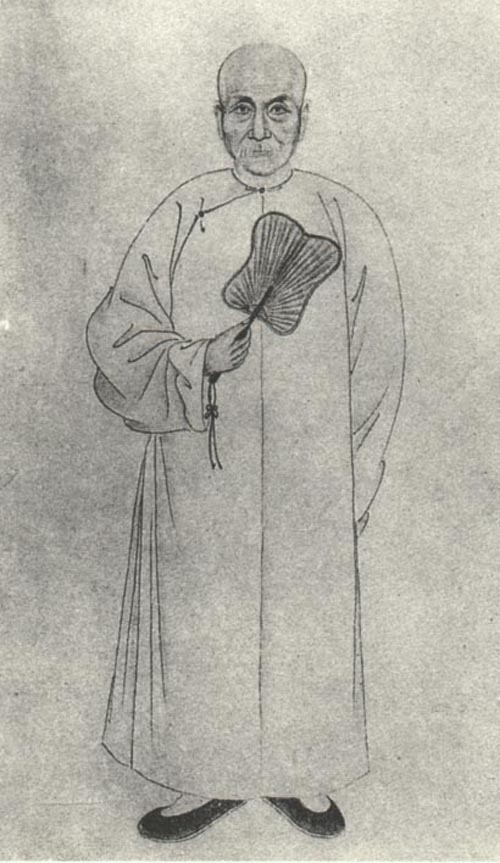
張維屏
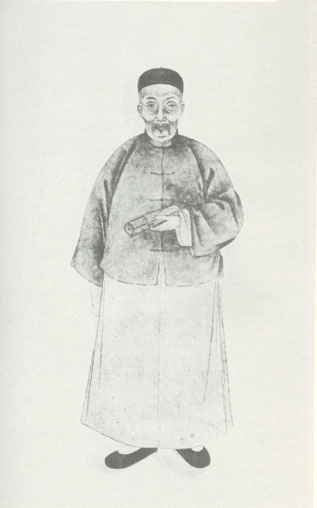
周済
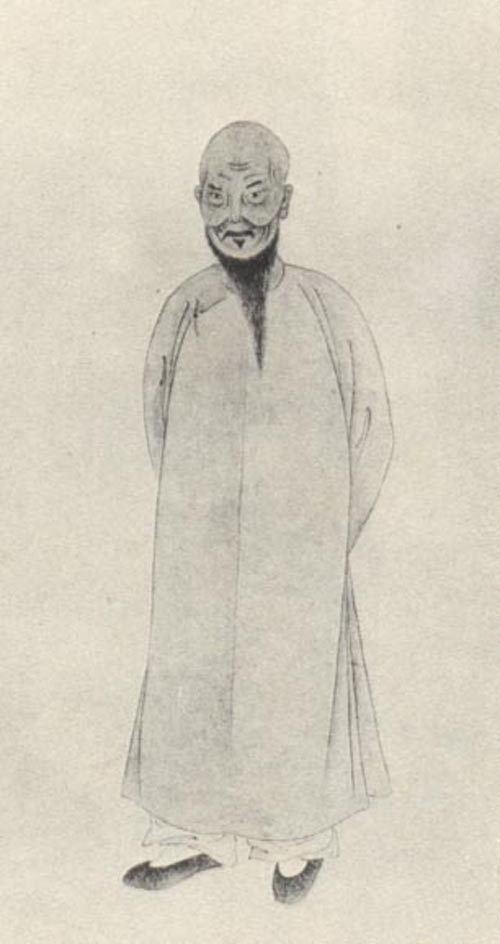
徐松
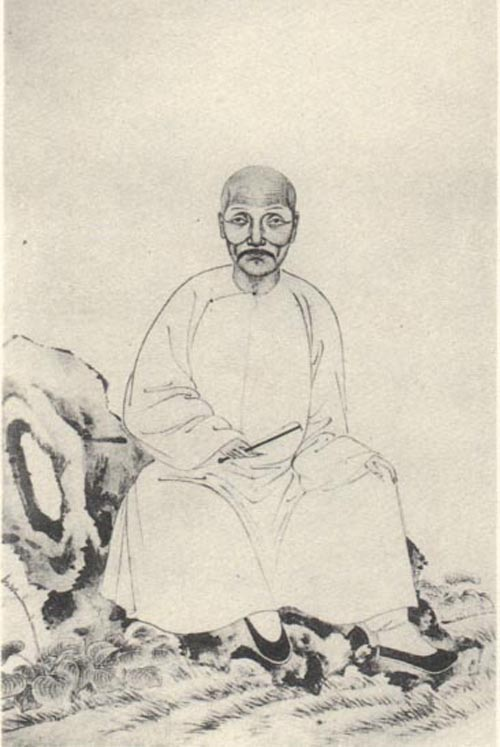
銭儀吉
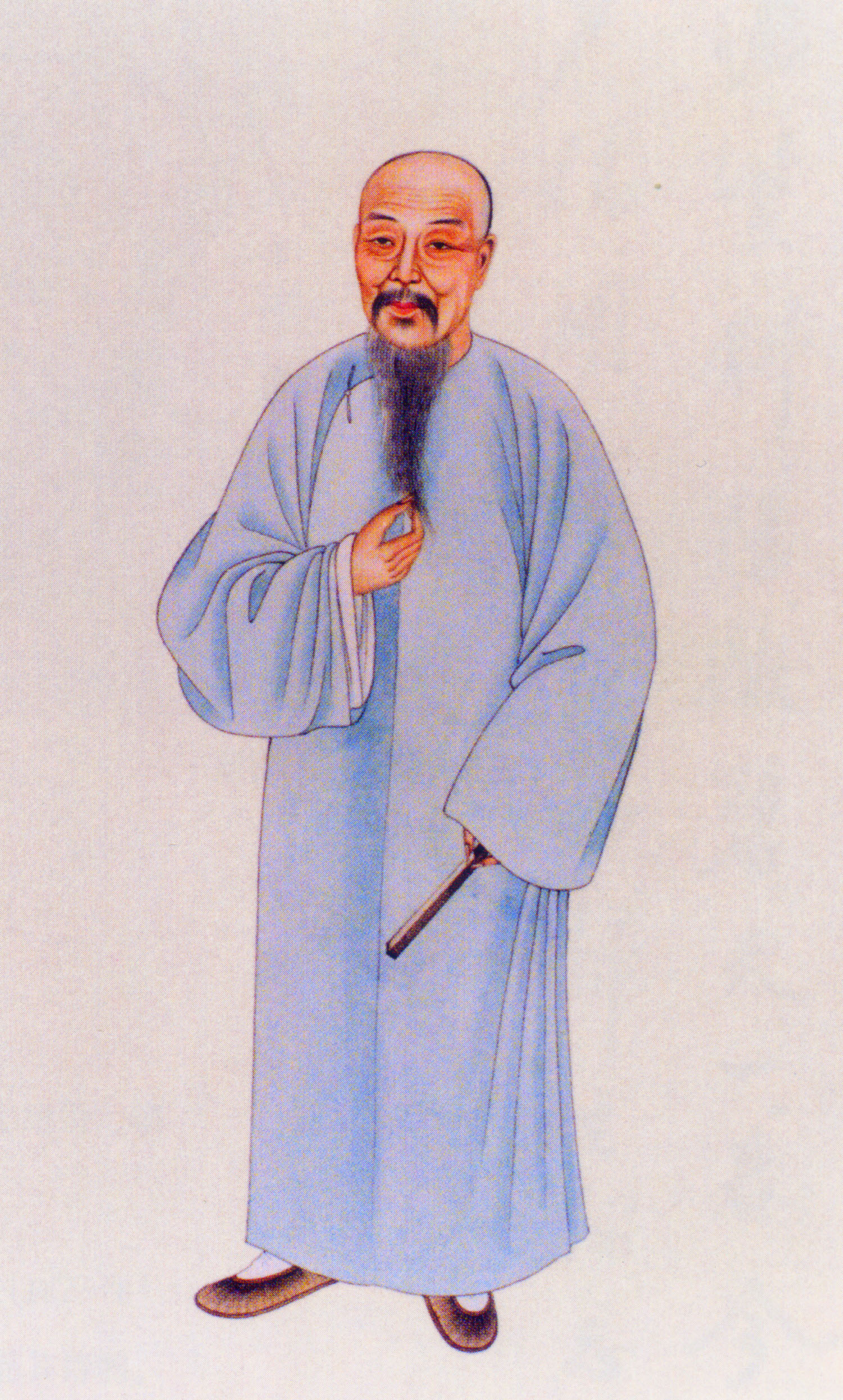
苗夔
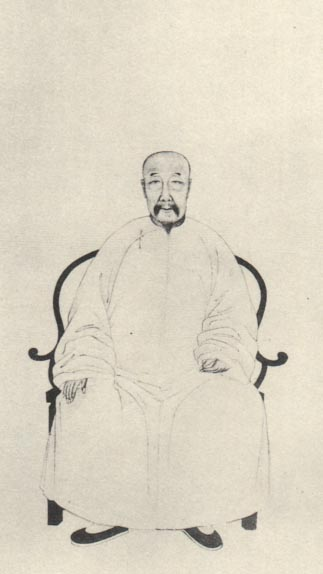
王筠
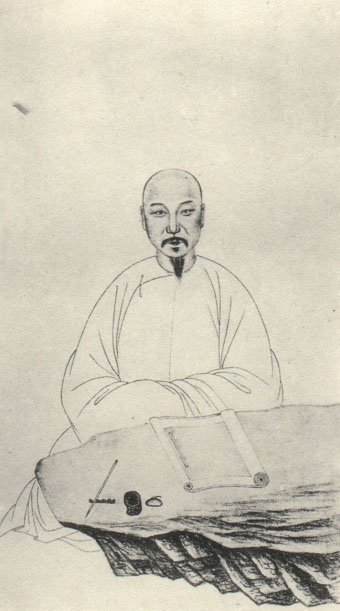
陳沆
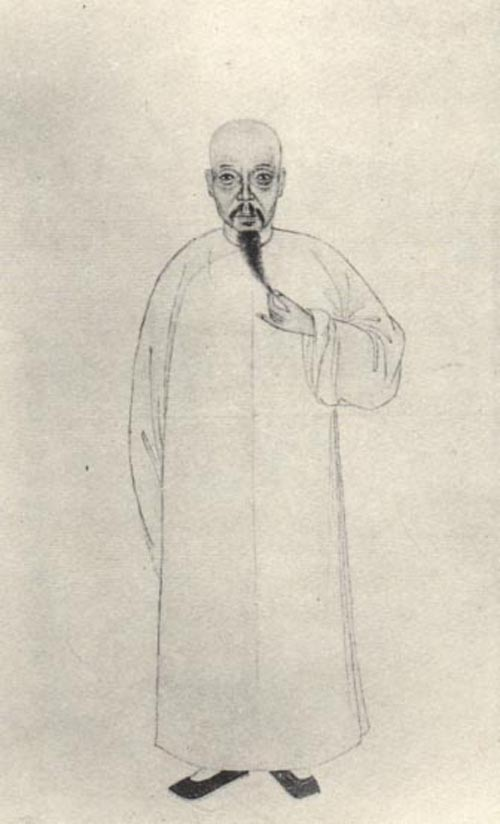
潘徳輿
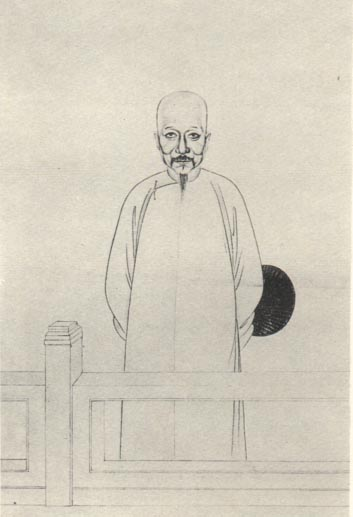
方成珪
陳奐
劉文淇
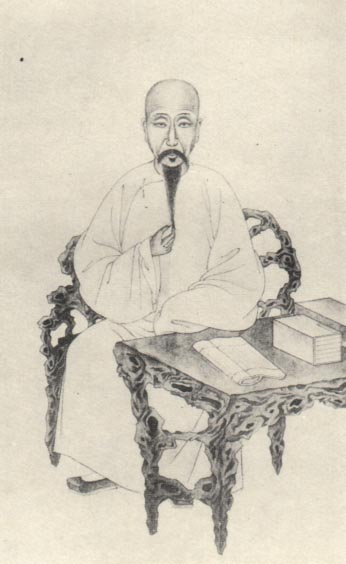
黄式三
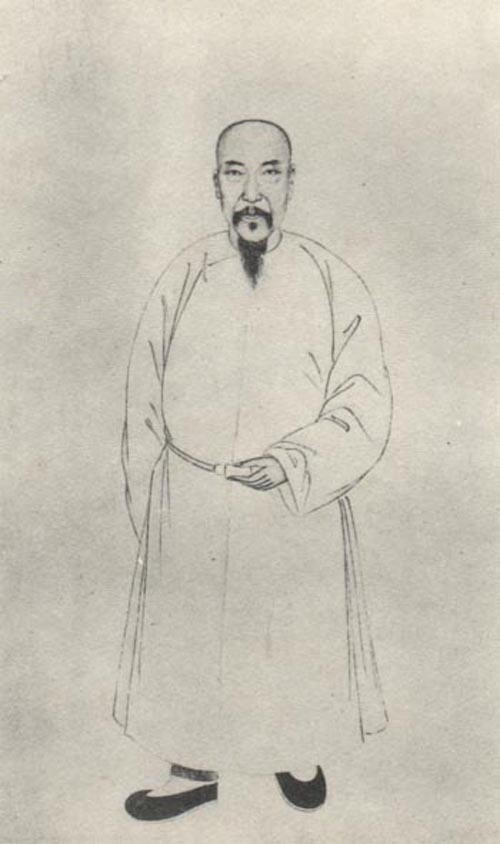
銭泰吉
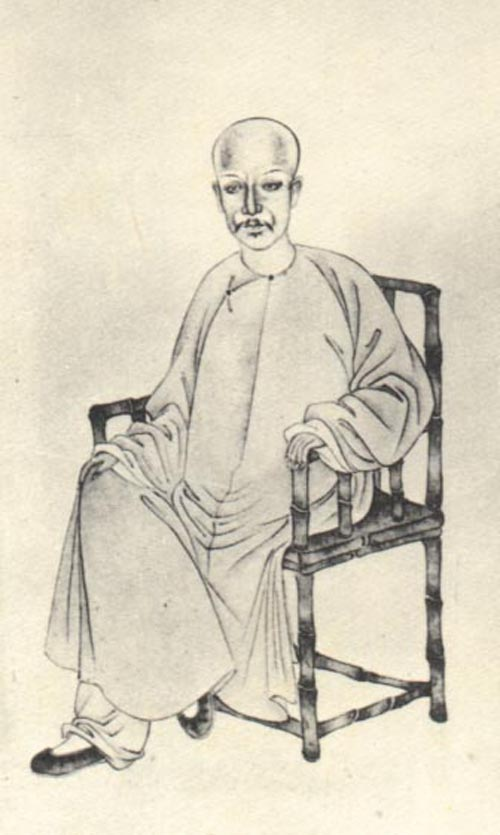
汪遠孫
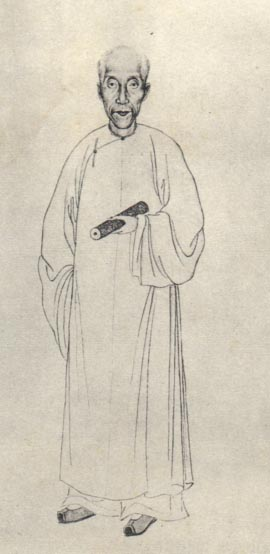
丁晏
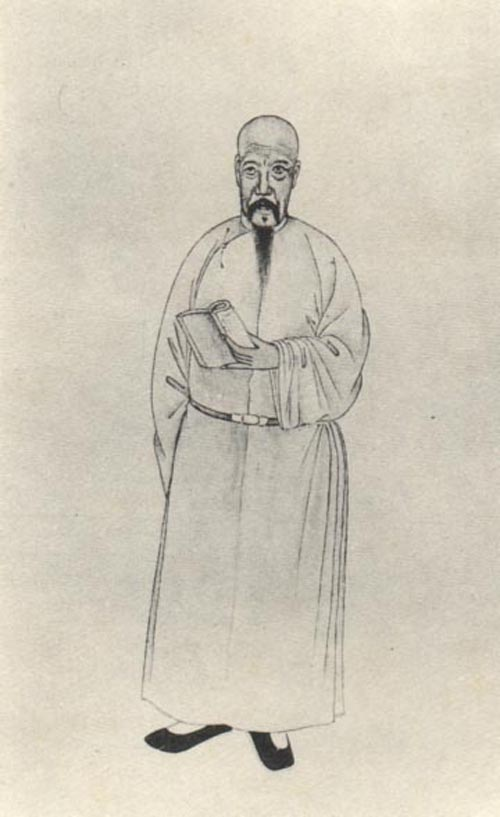
徐継畬
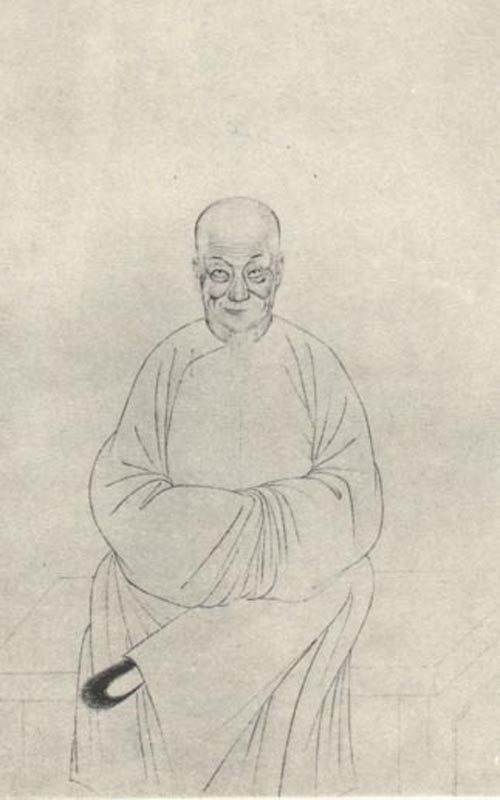
柳興恩
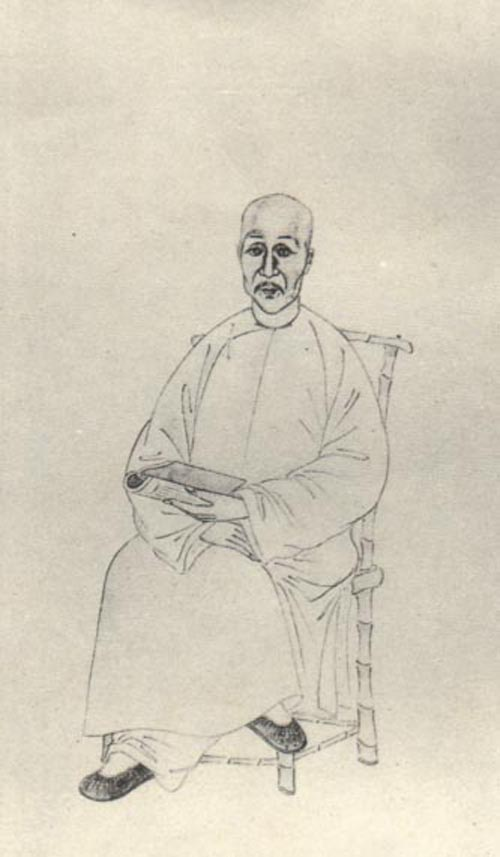
呉式芬
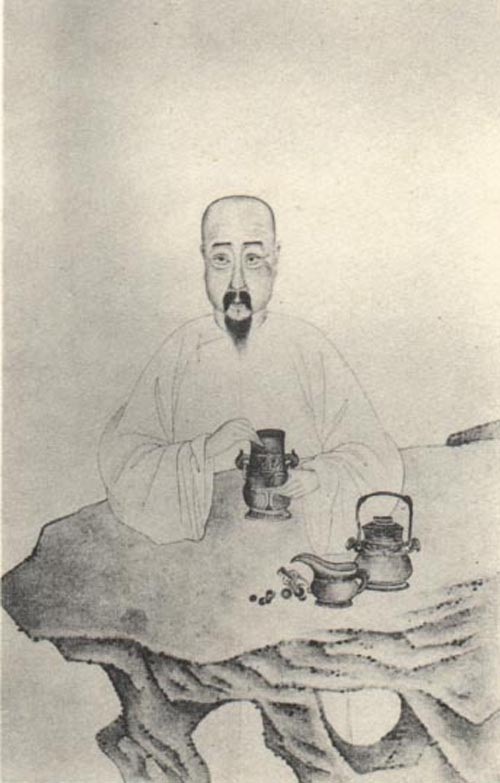
劉喜海
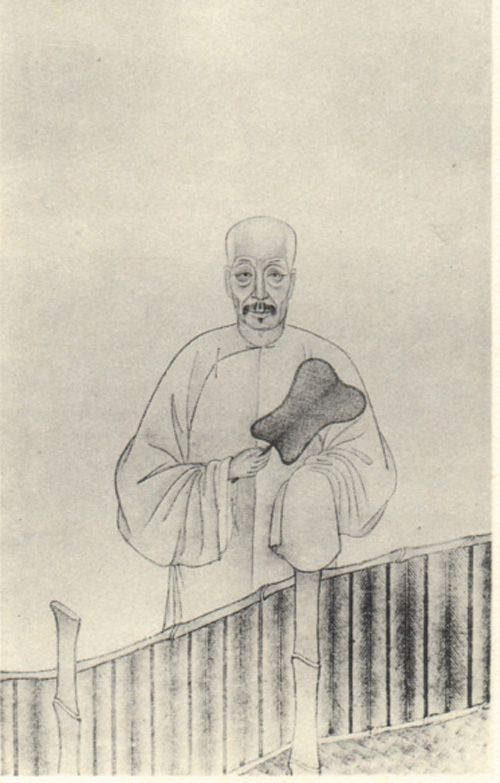
梁廷柟
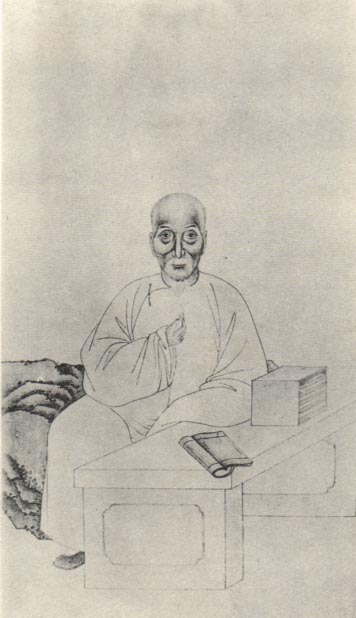
顧広誉
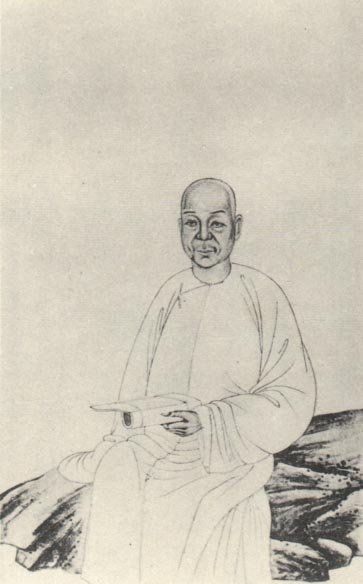
顧沅
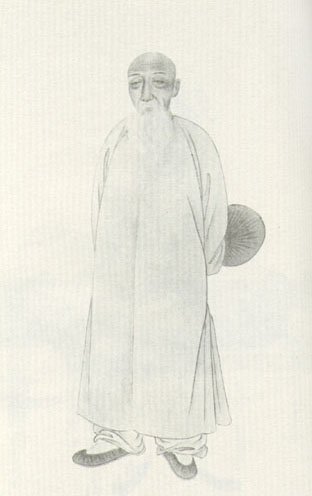
呉熙載
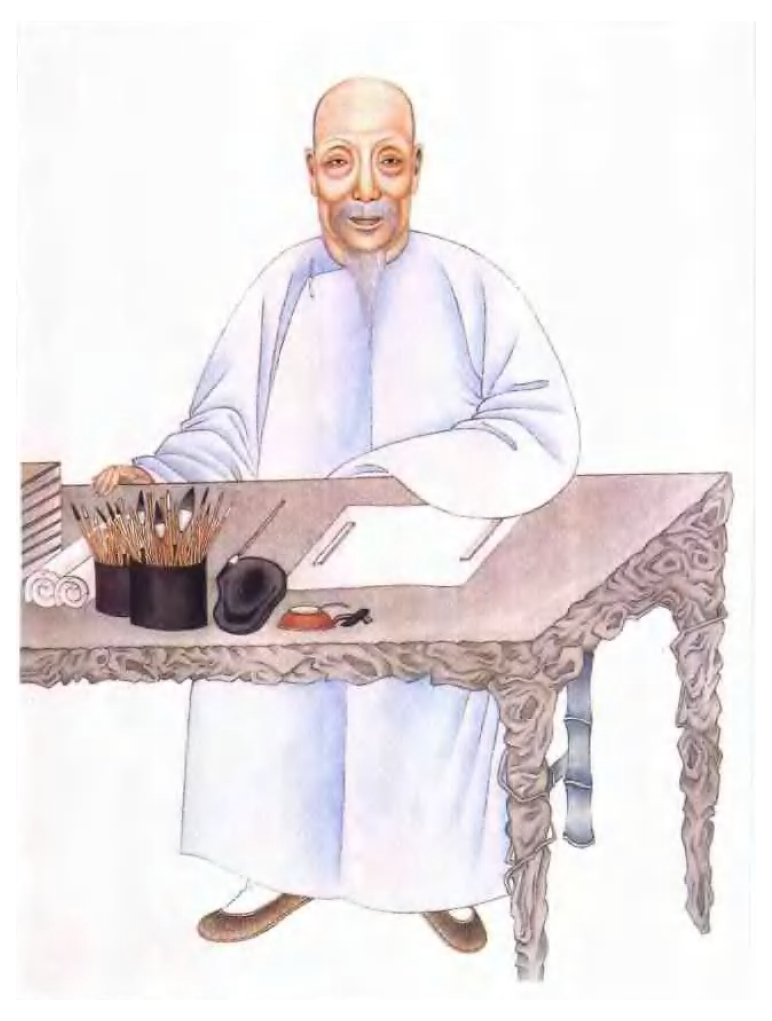
何紹基
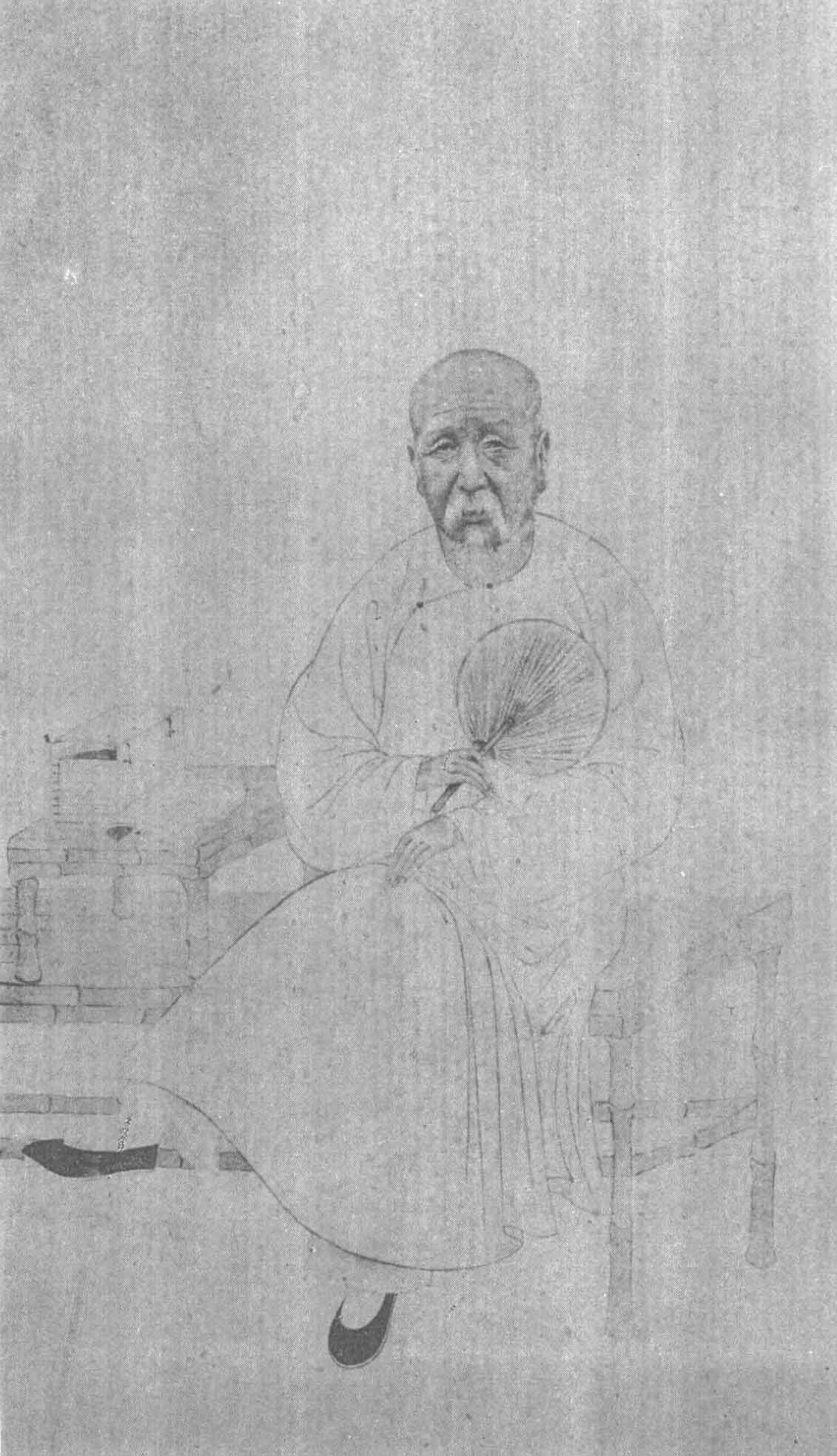
譚瑩
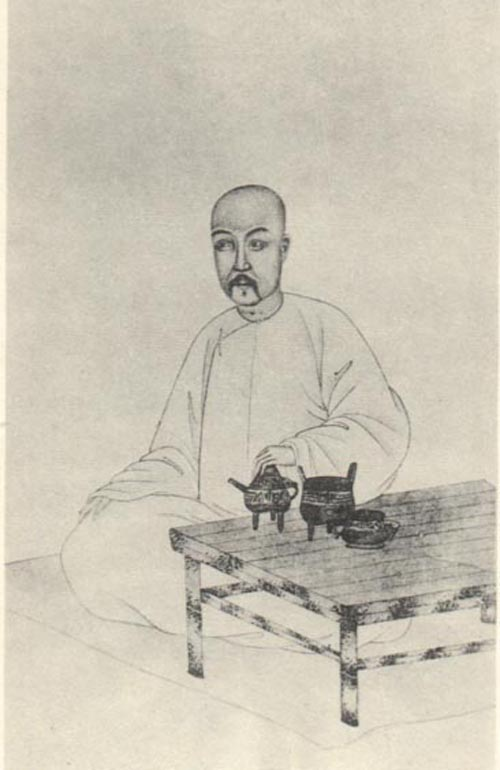
趙之琛
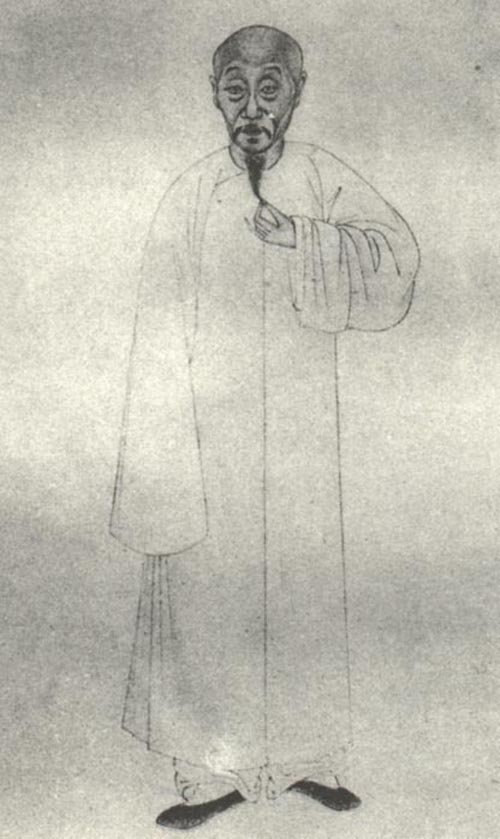
汪士鐸
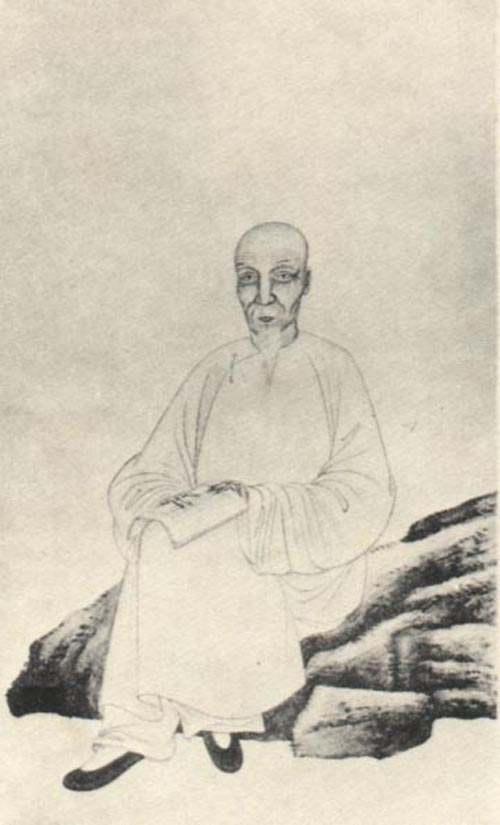
呉嘉紀
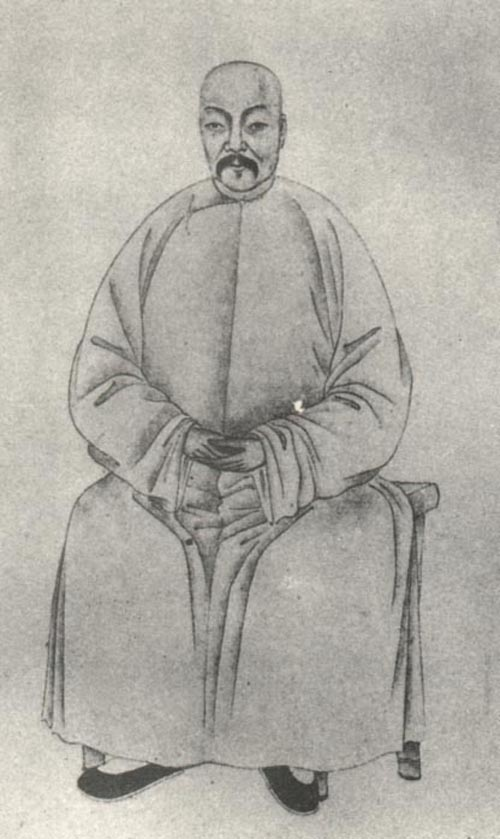
魯一同
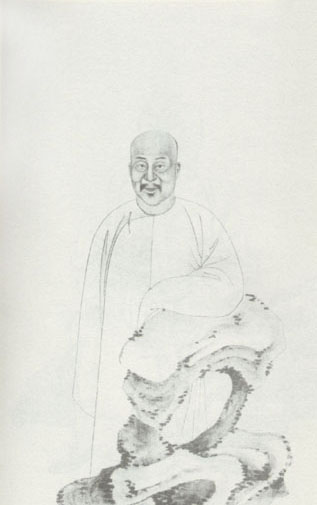
張穆
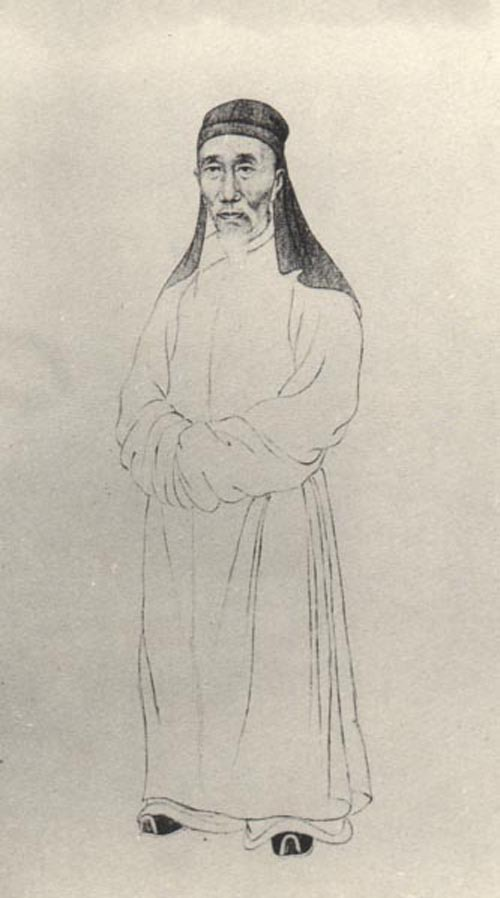
鄭珍
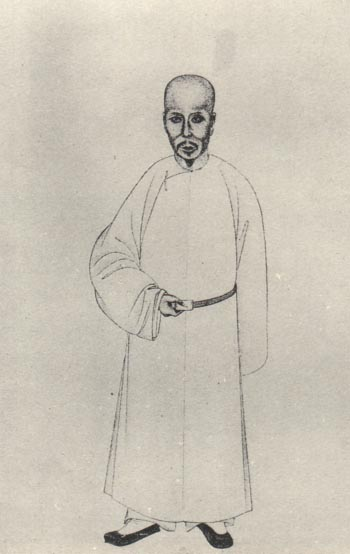
桂文燿
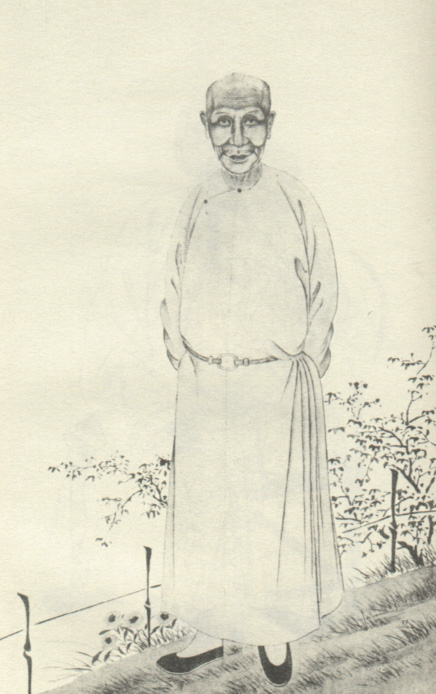
朱次琦
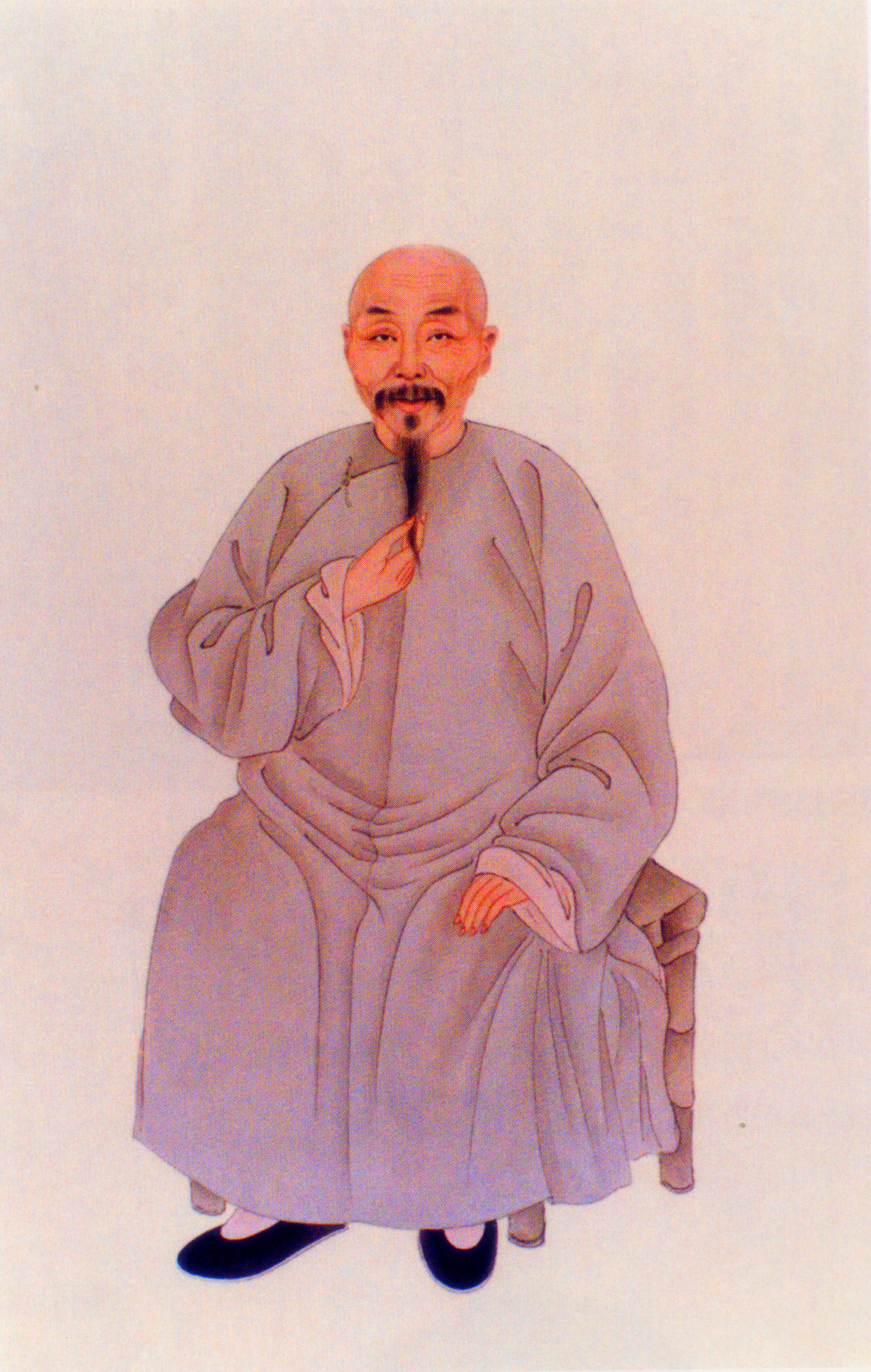
馮桂芬
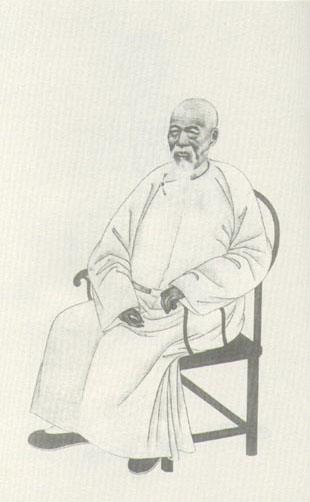
陳灃
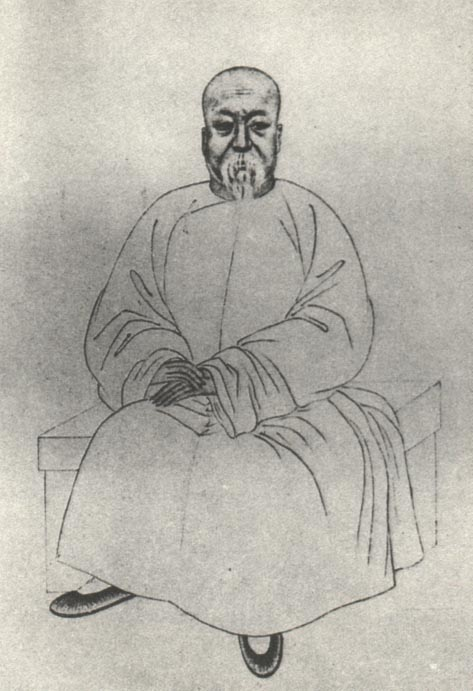
李善蘭
許槤
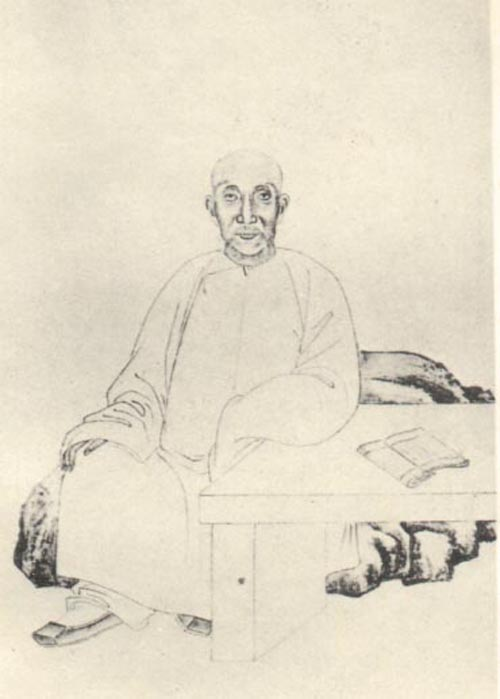
莫友芝
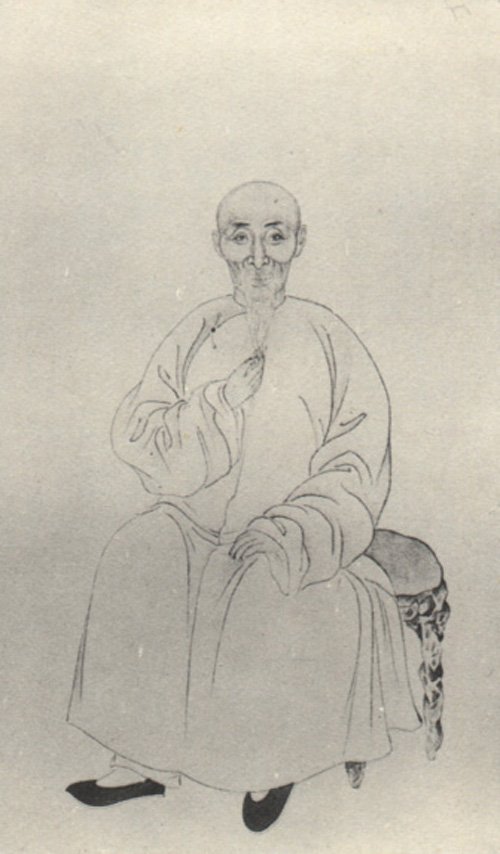
呉雲
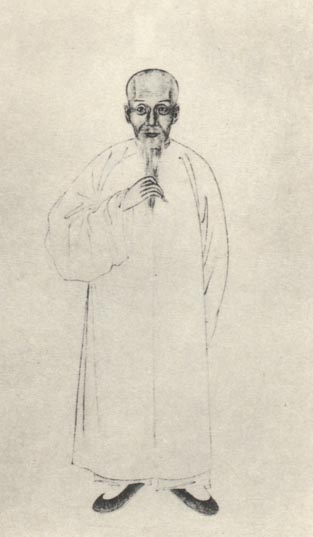
金錫齢
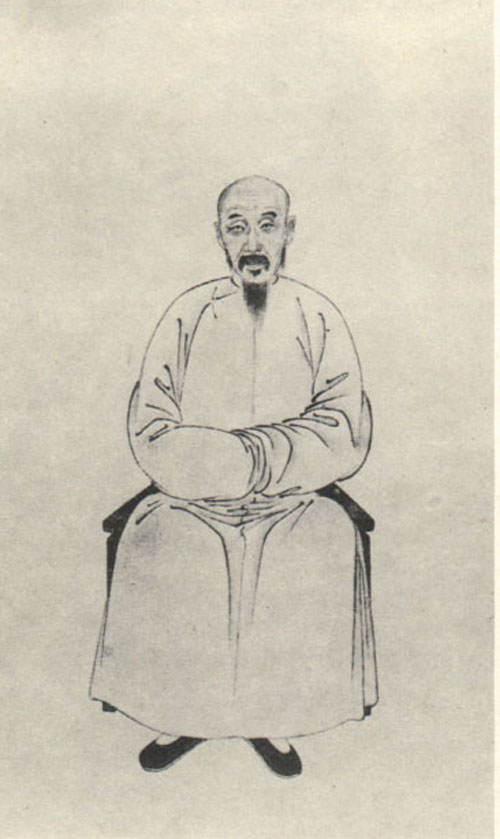
孫衣言
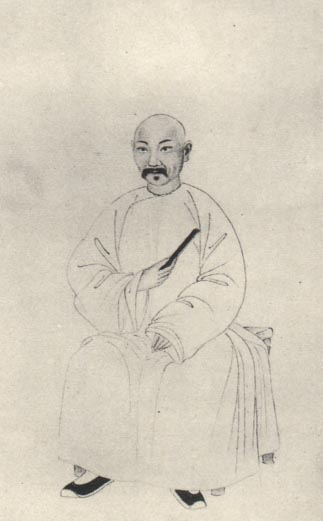
江湜
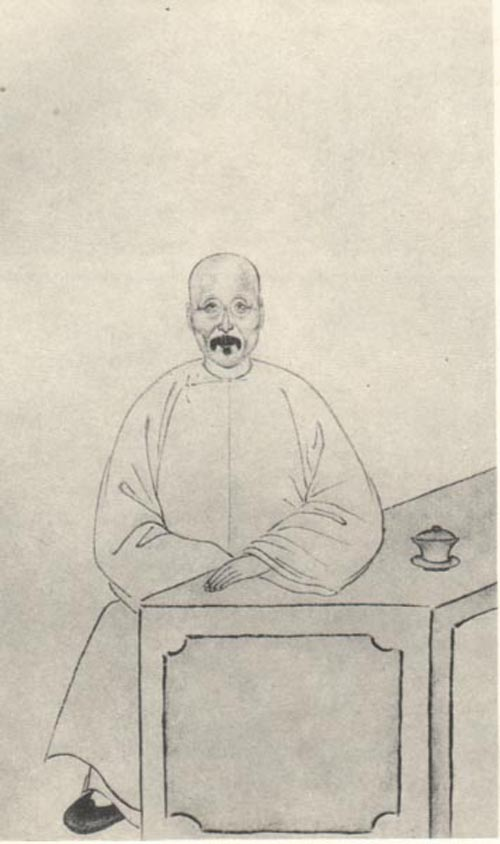
劉毓崧
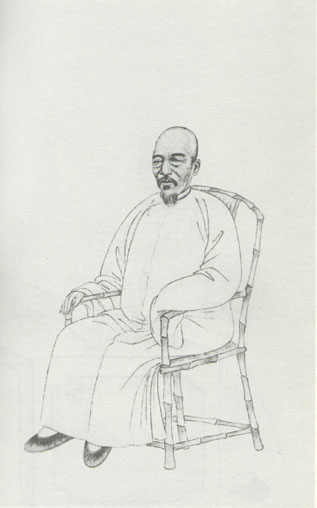
徐寿
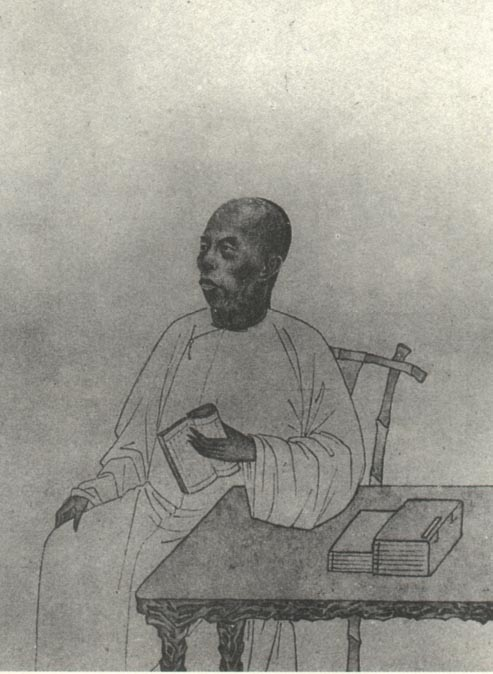
鄒伯奇
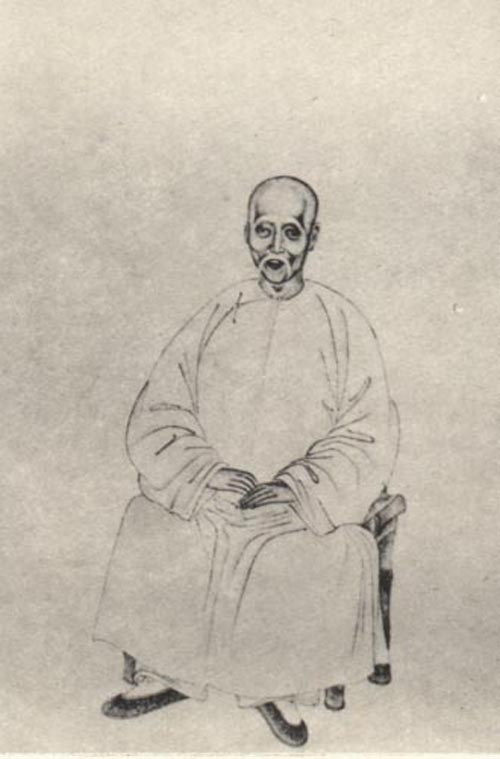
陶福祥
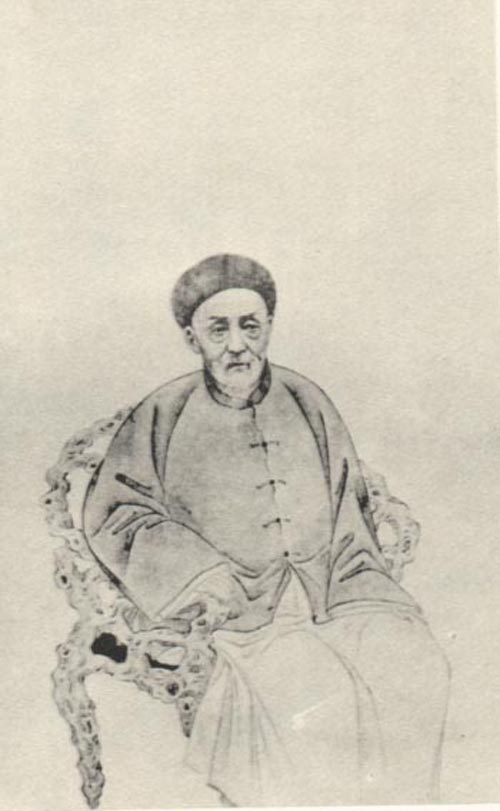
兪樾
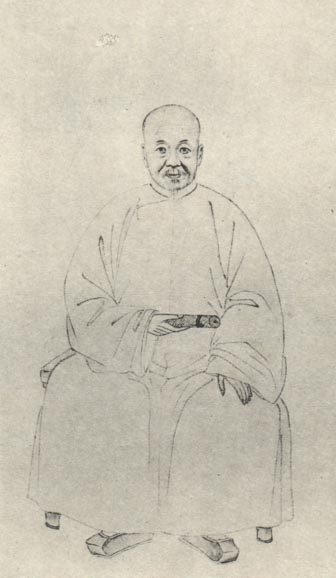
黄彭年
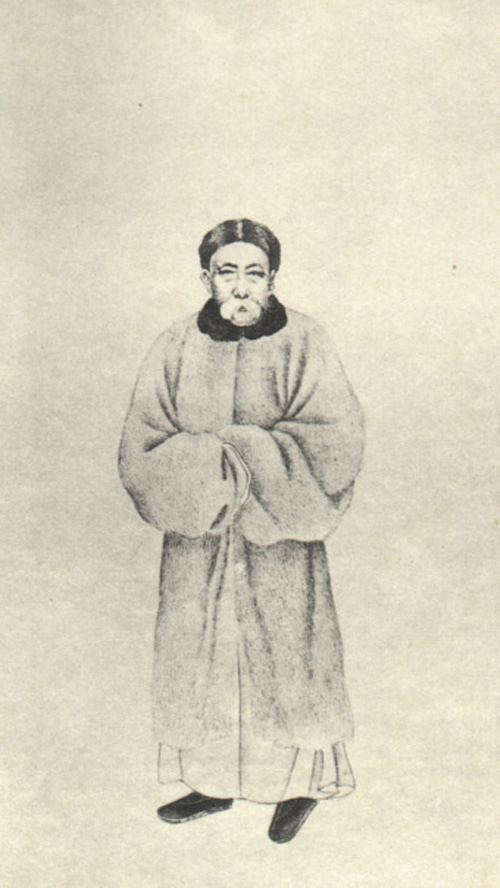
張裕釗
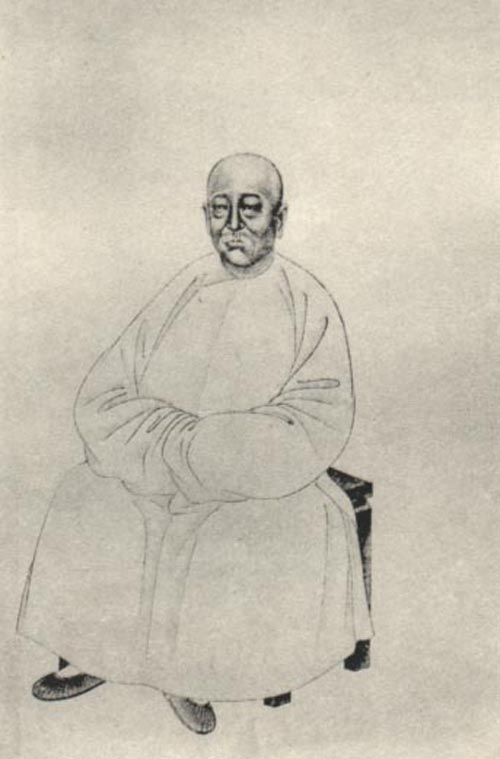
葉衍蘭
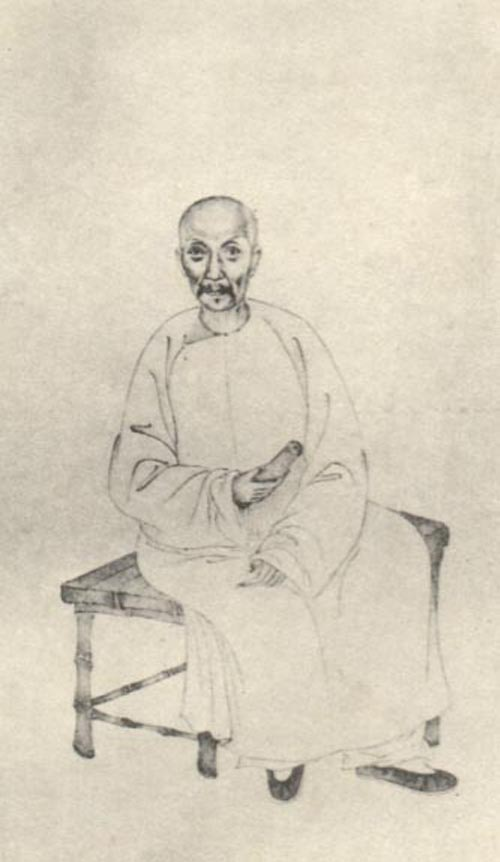
許増
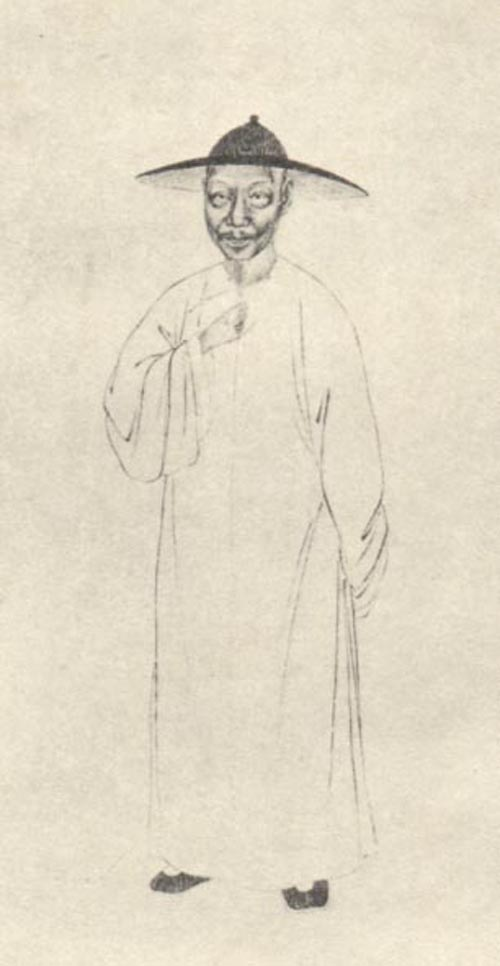
汪瑔
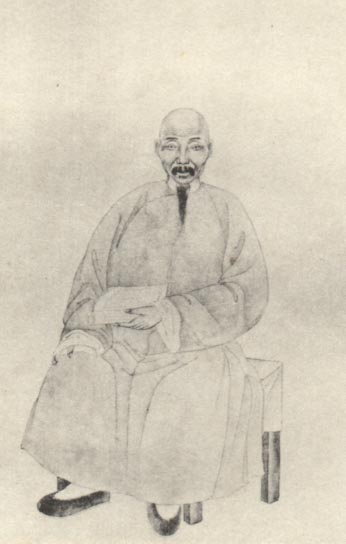
黄以周
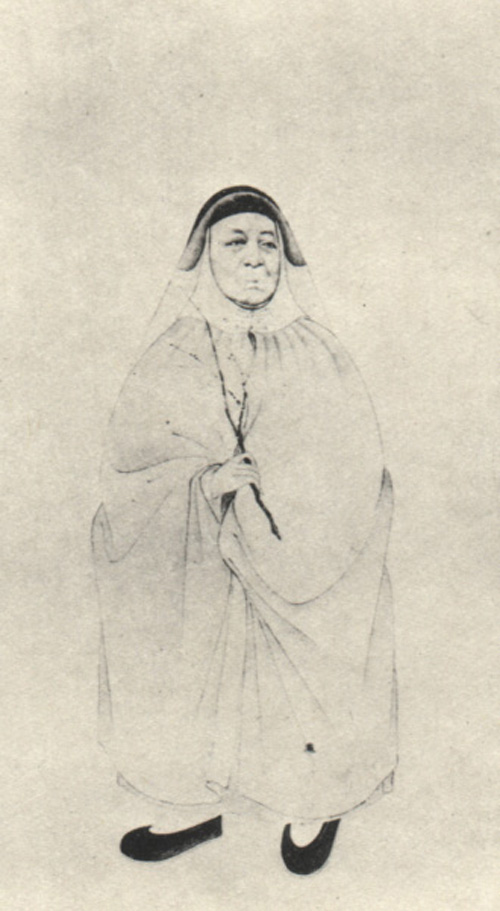
張鳴珂
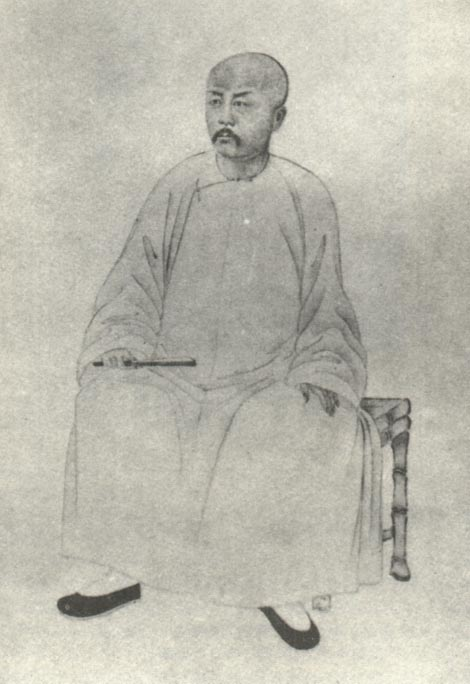
趙之謙
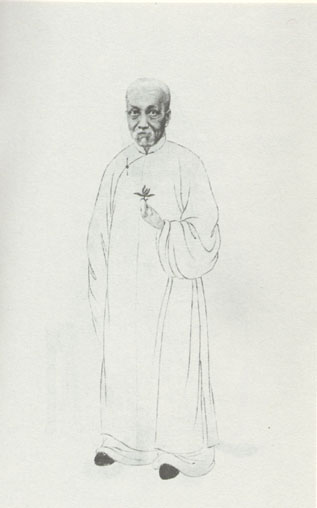
李慈銘
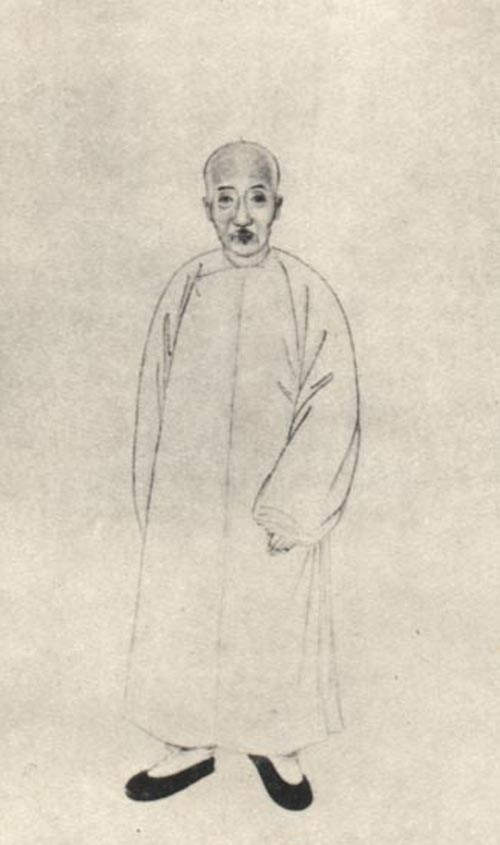
潘祖蔭
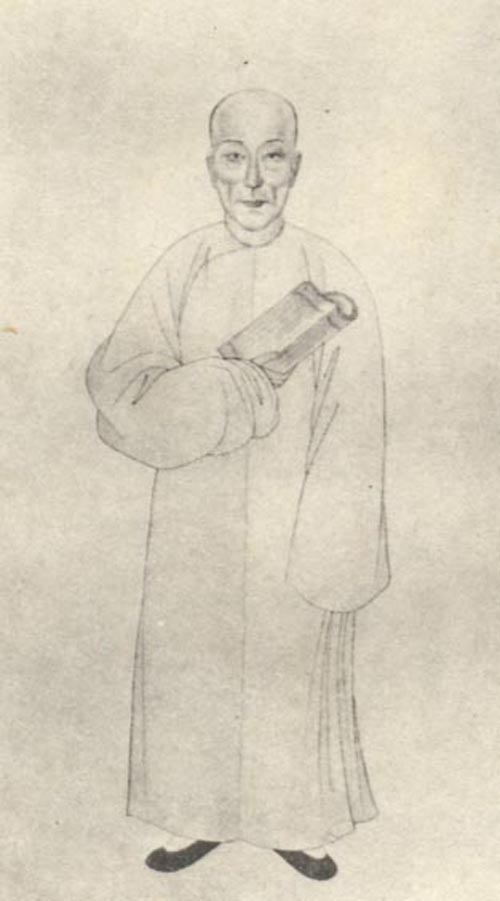
沈樹鏞
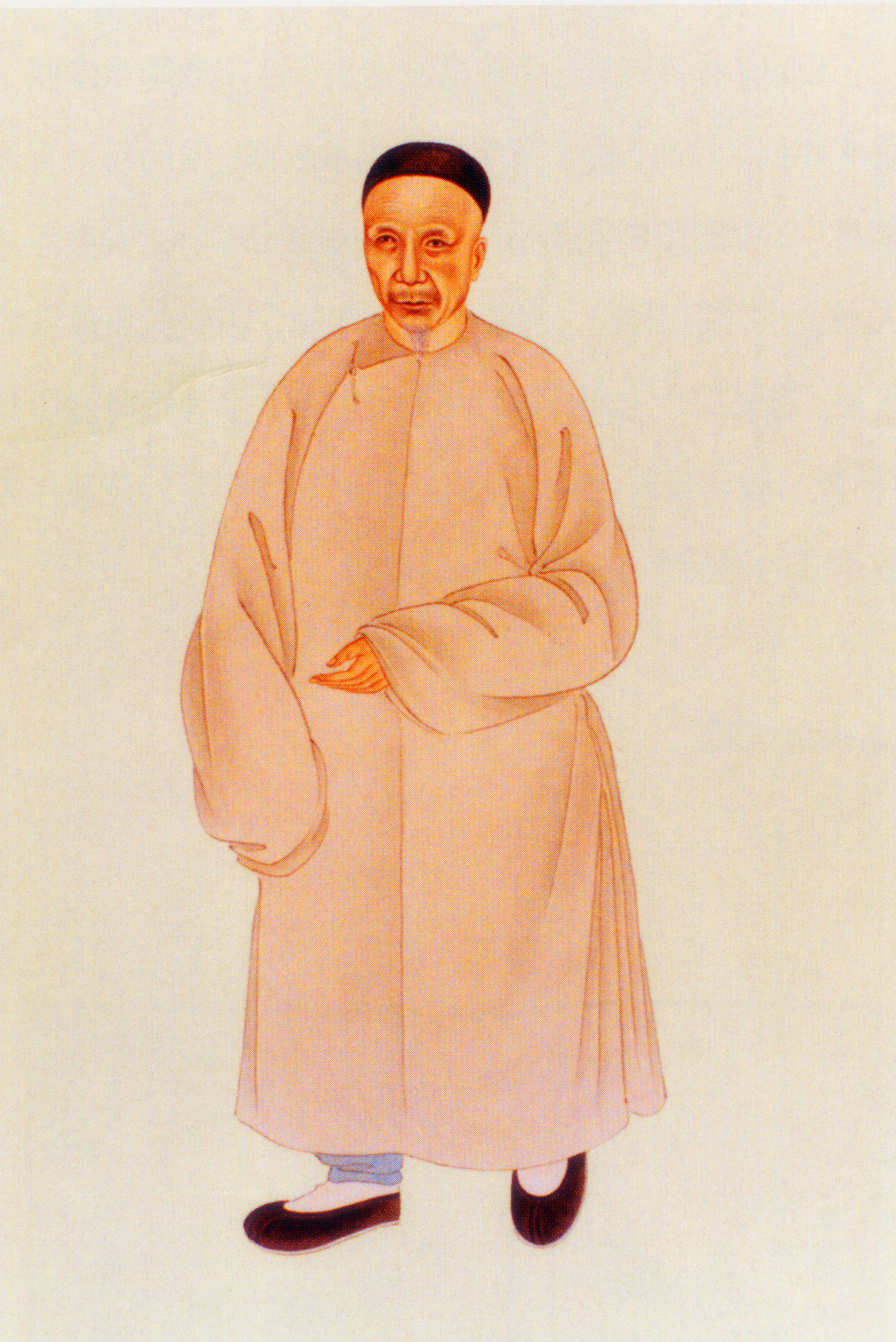
譚献
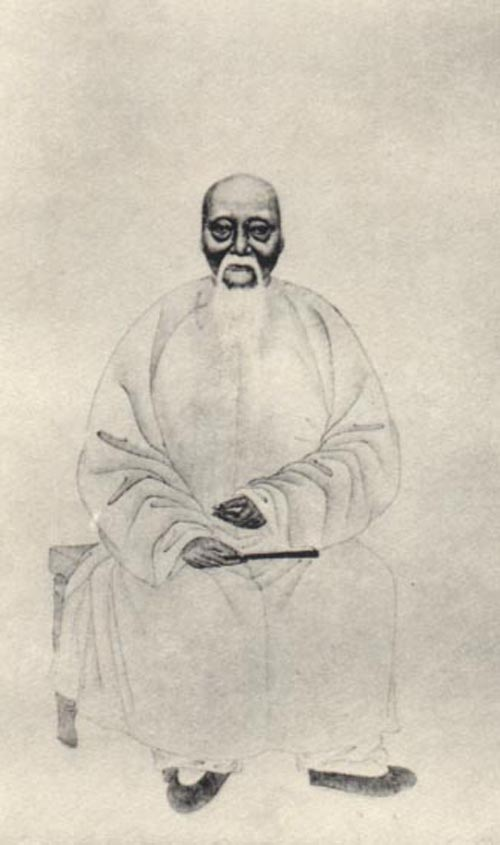
王闓運
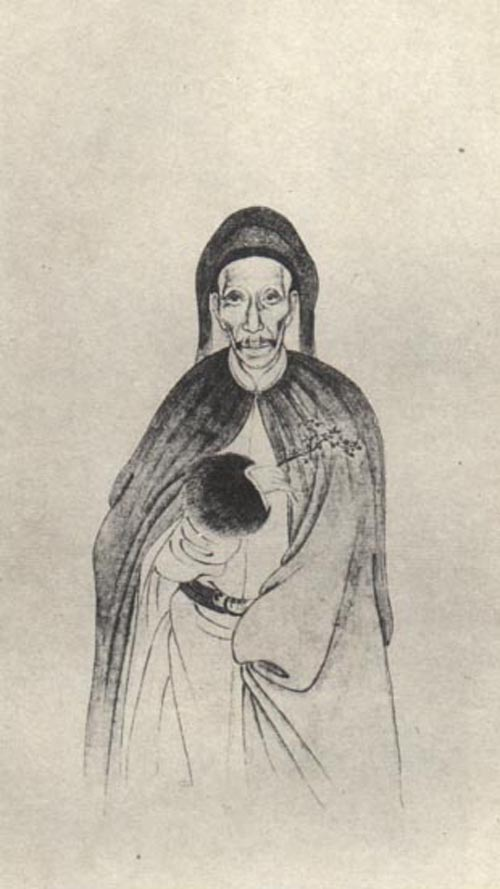
周星詒
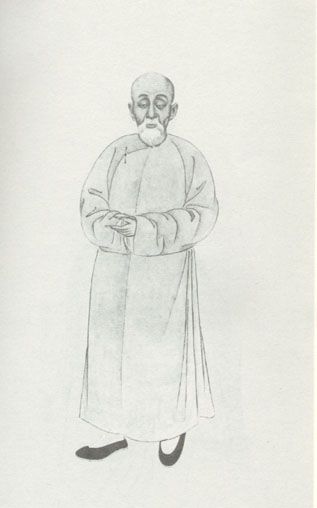
李文田
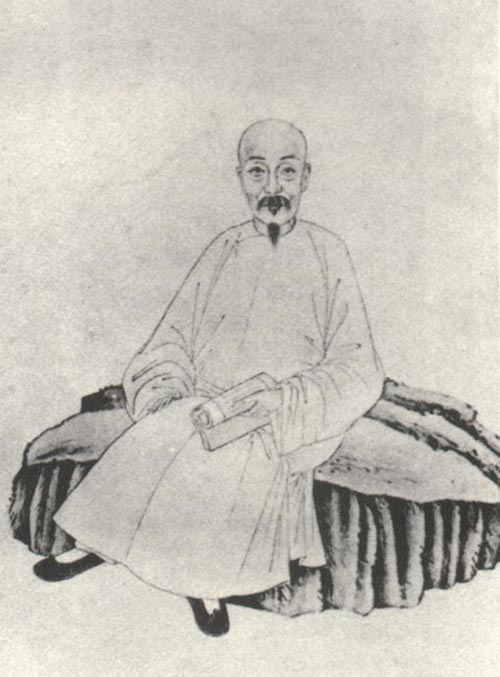
呉大澂
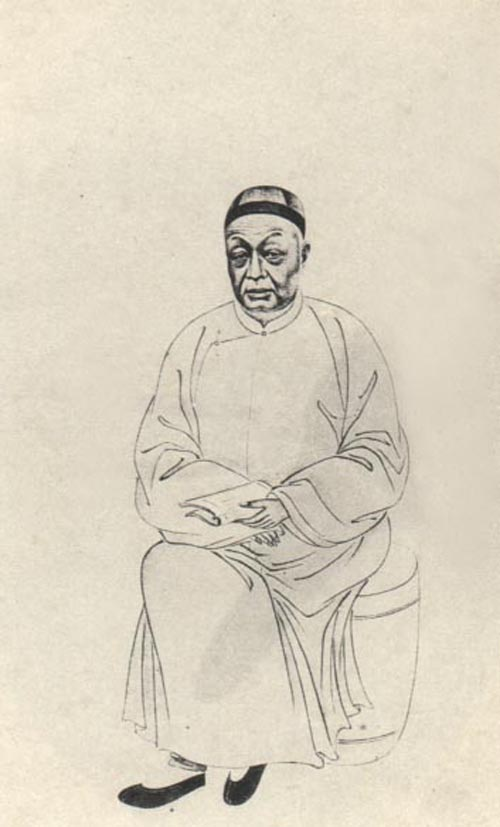
楊文会
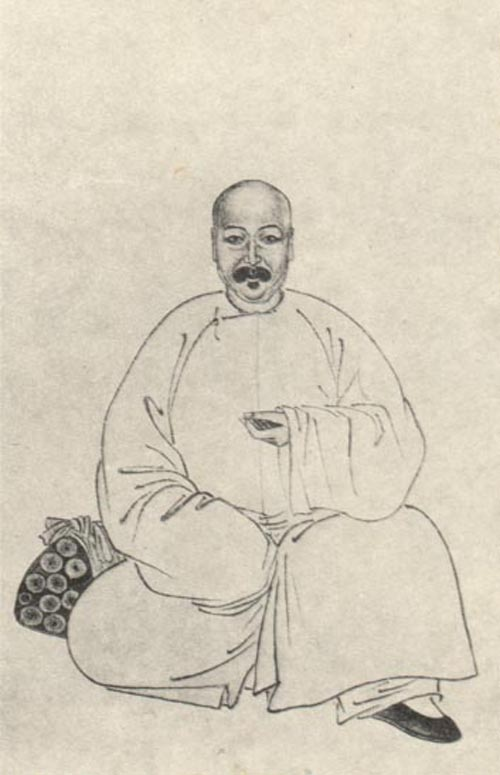
劉寿曽
陳豪
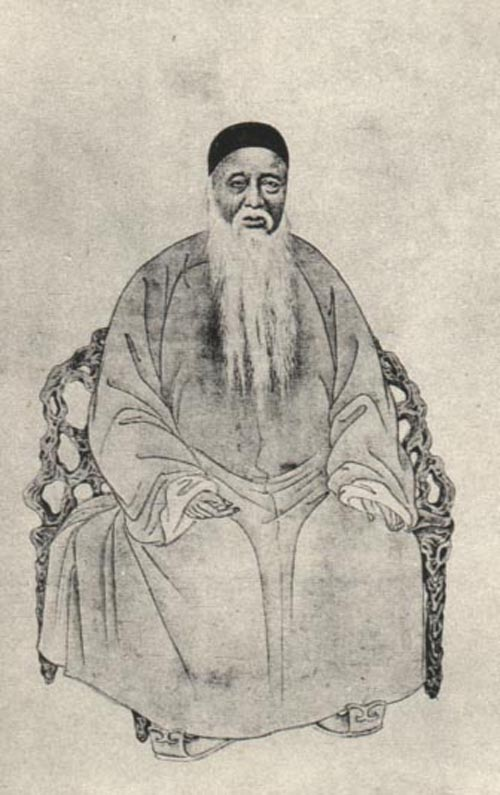
楊守敬
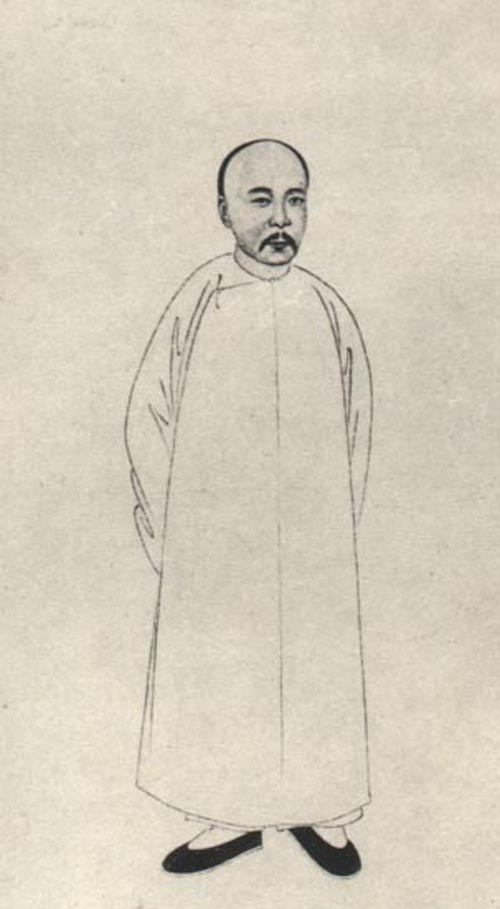
趙元益
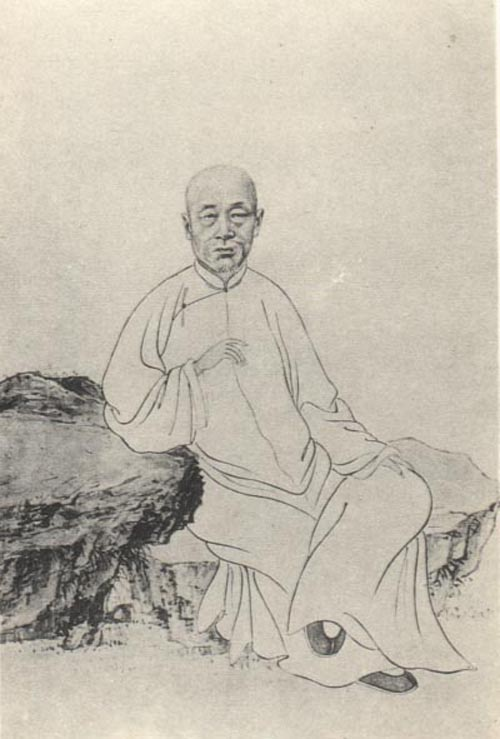
呉汝綸
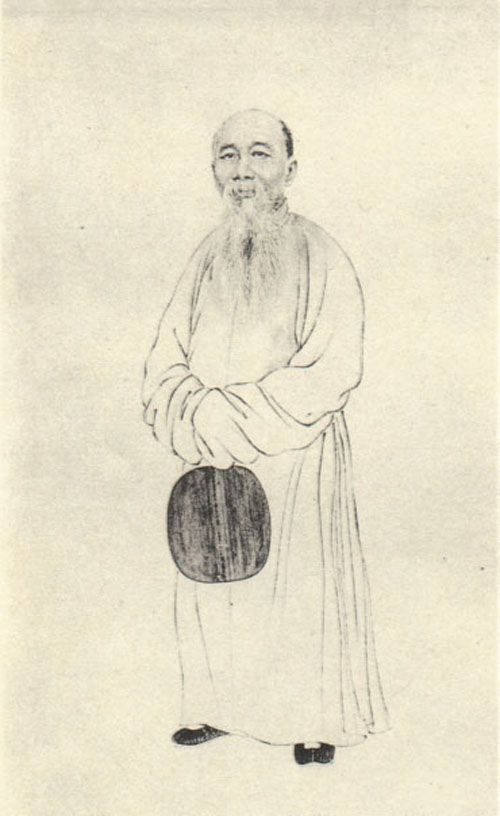
沈家本
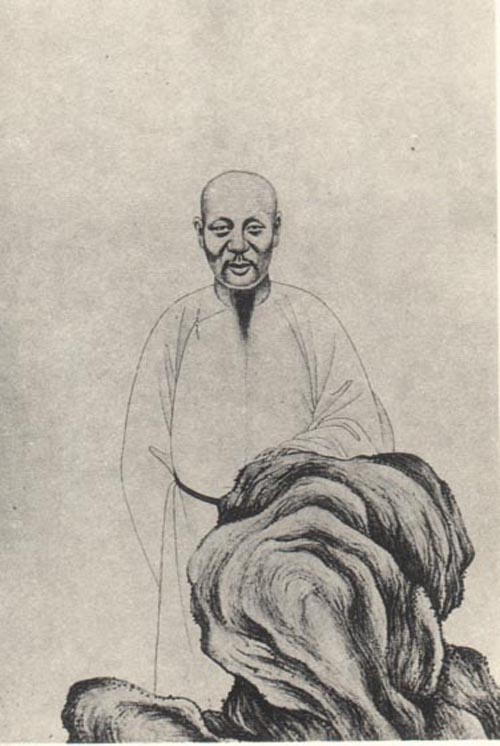
姚振宗
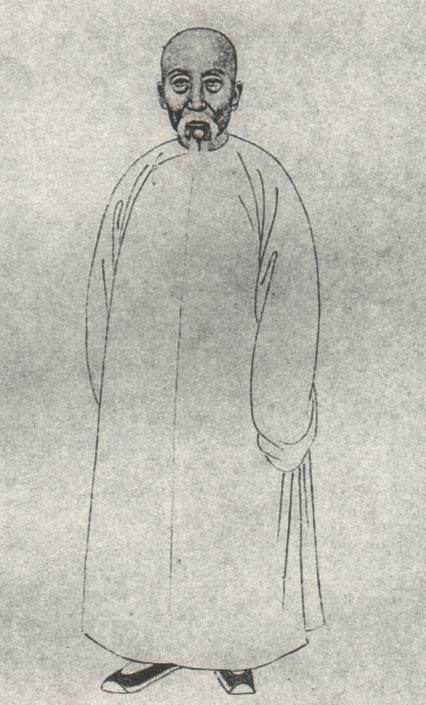
王先謙
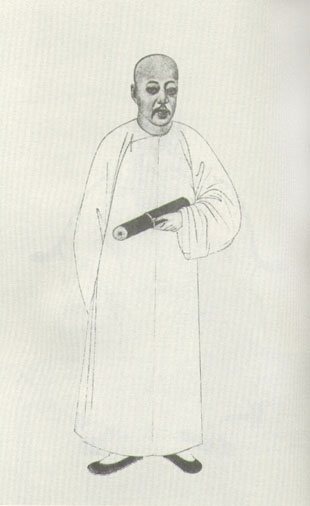
丁謙
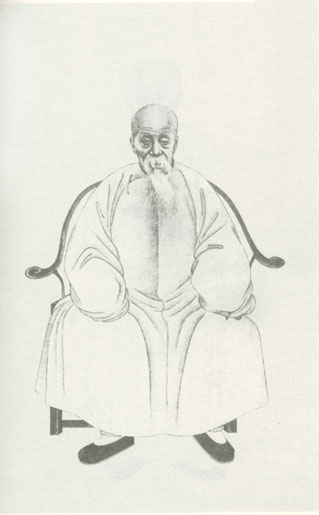
馮煦
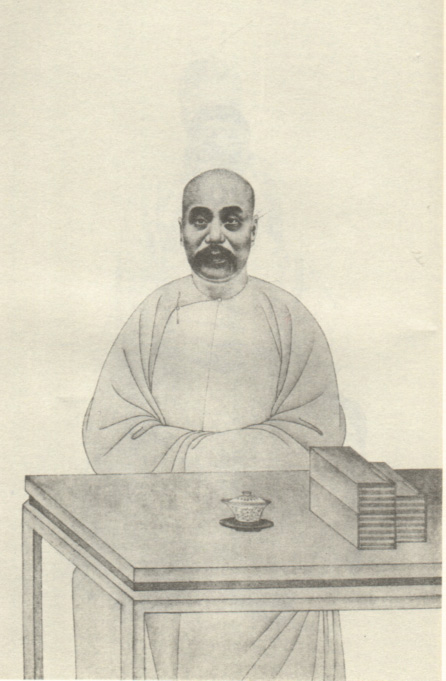
廖廷相
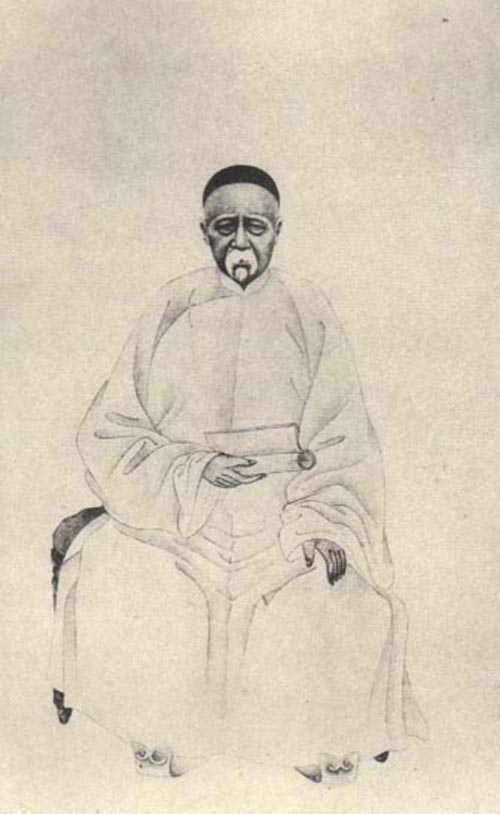
繆荃孫
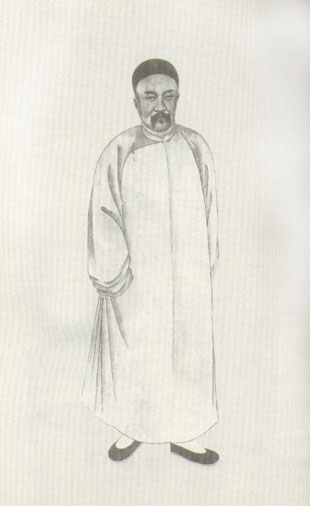
王懿栄
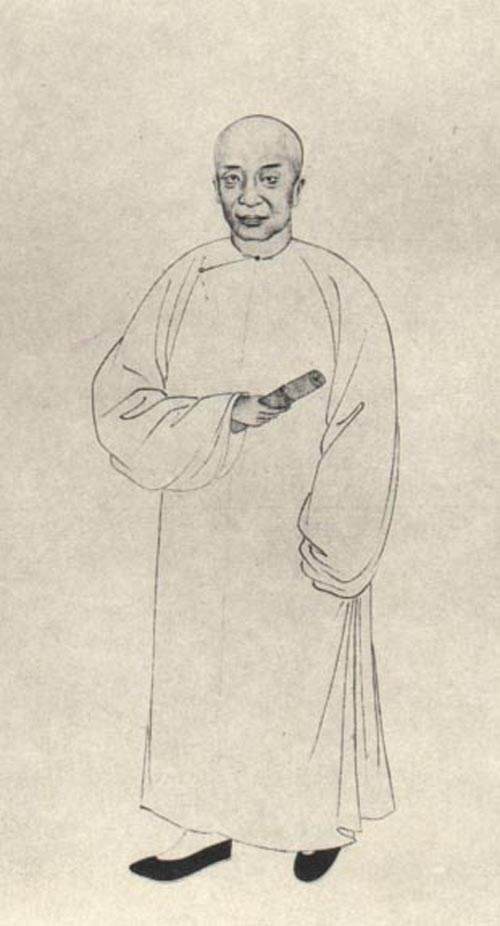
朱一新
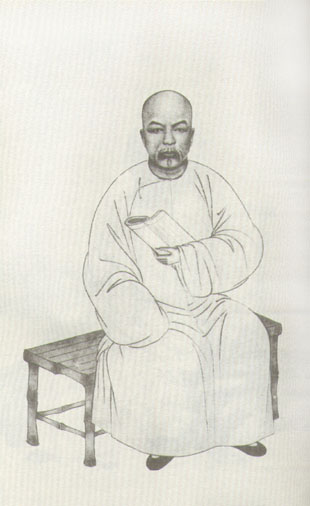
袁昶
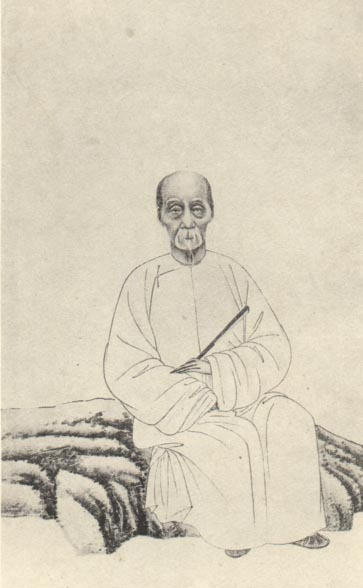
樊増祥
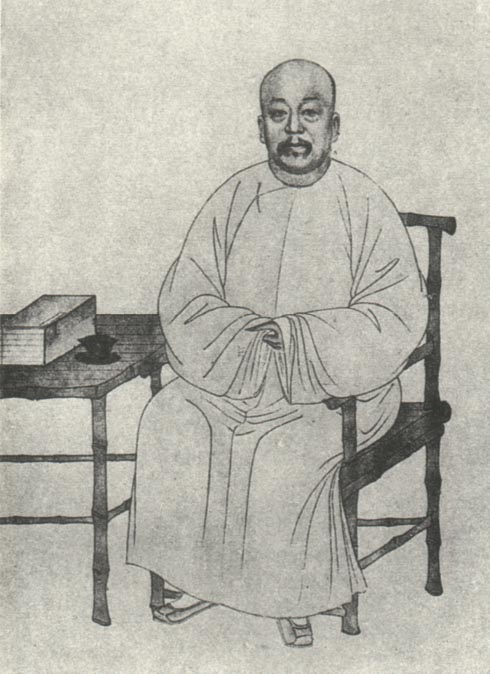
張百熙
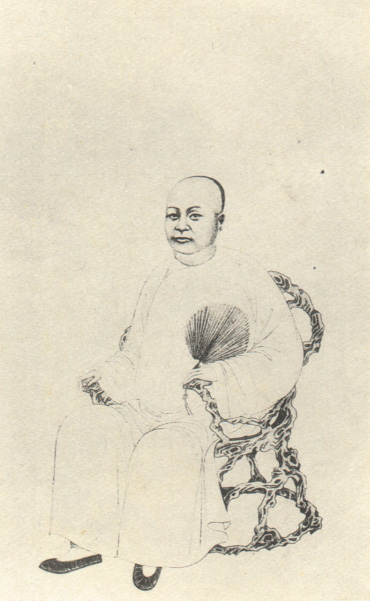
王頌蔚
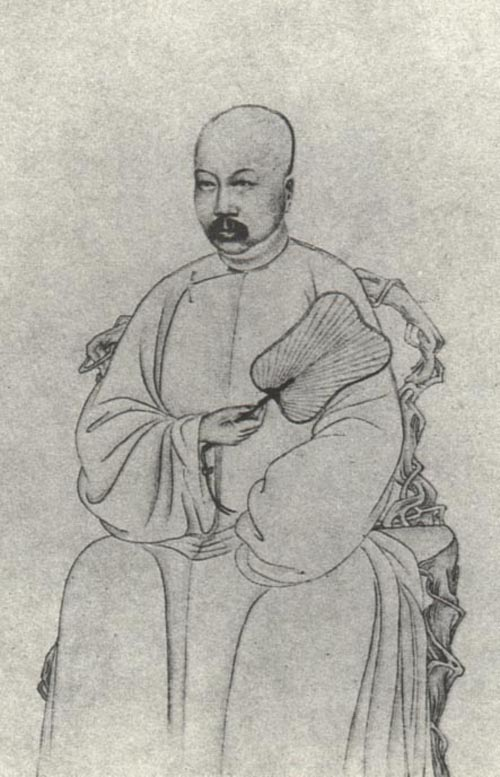
張佩綸
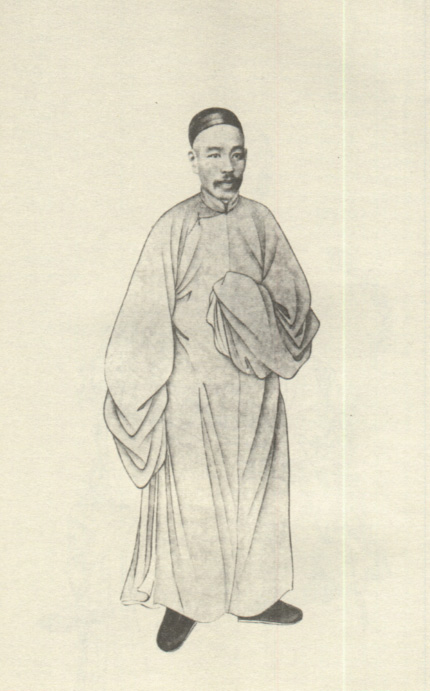
黄遵憲
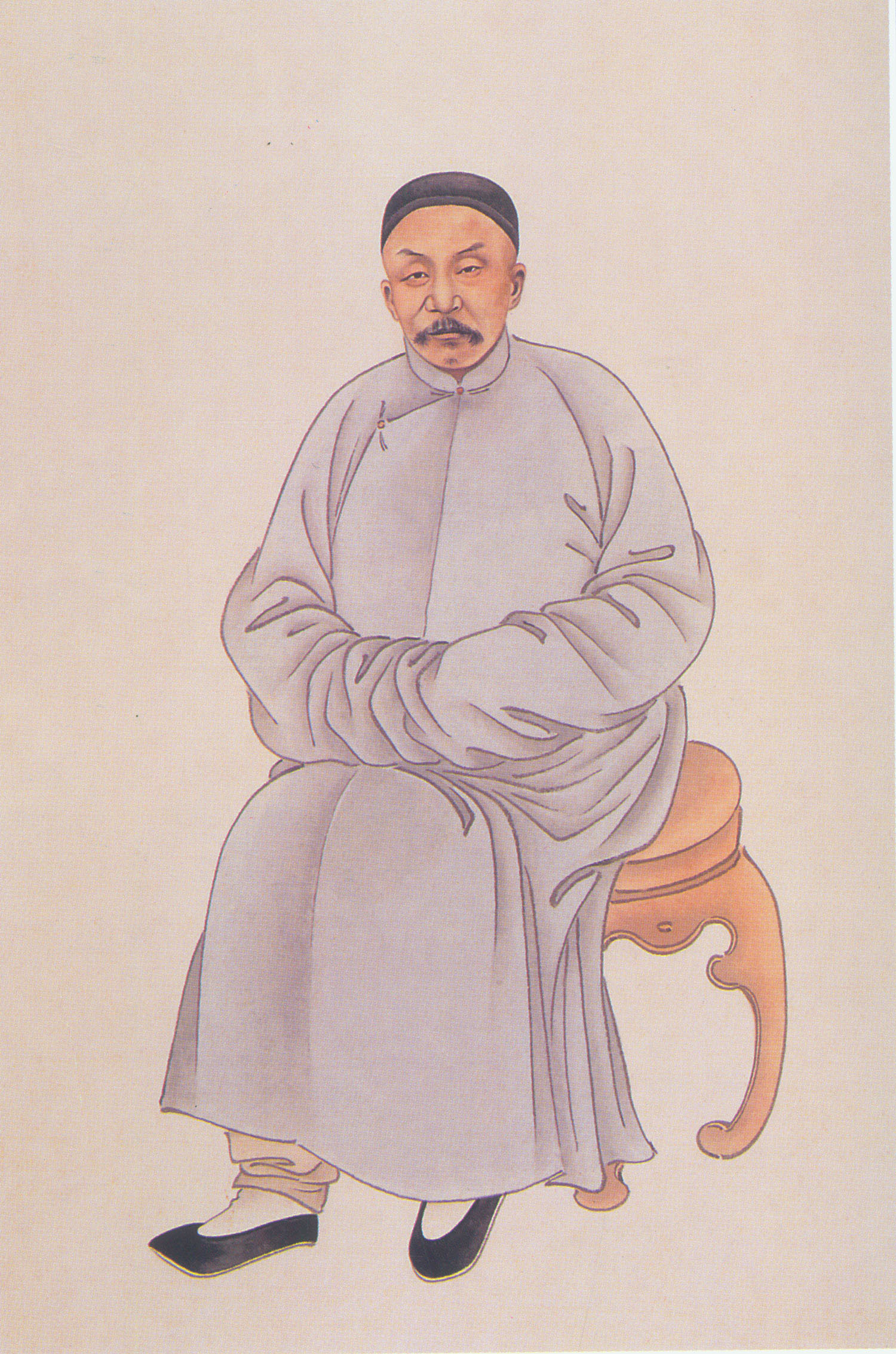
孫詒譲
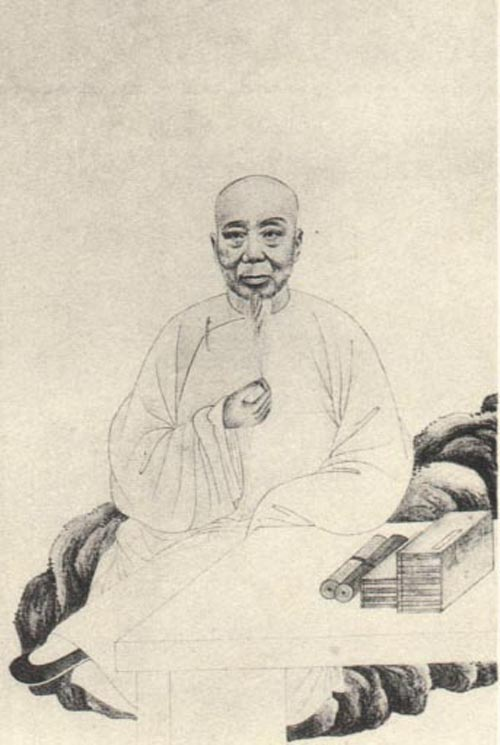
王鵬運
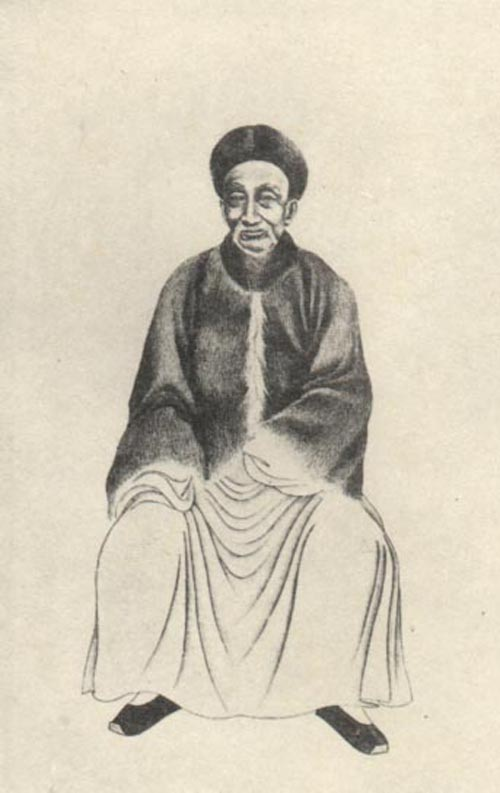
葉昌熾
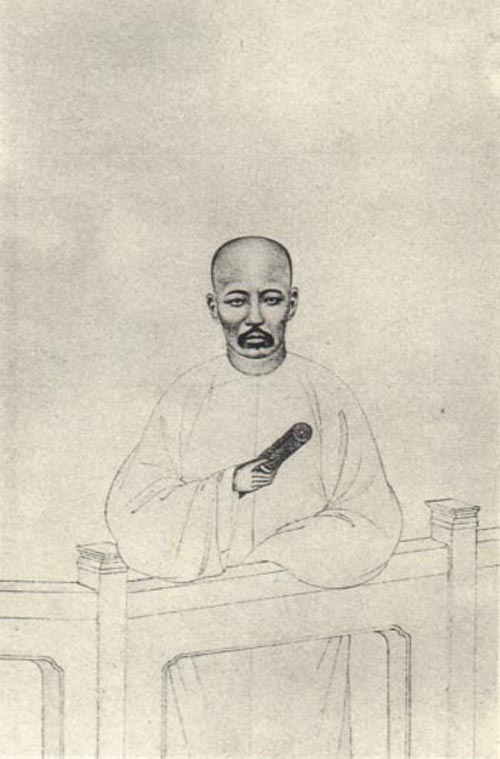
盛昱
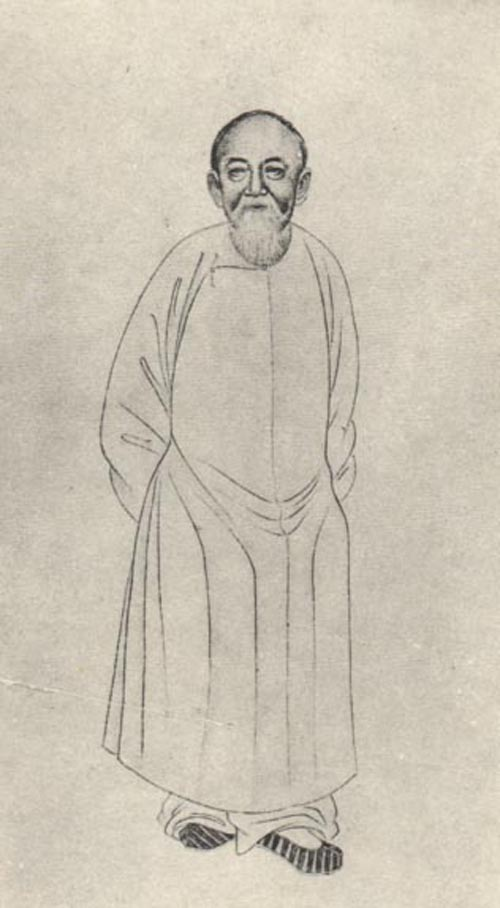
皮錫瑞
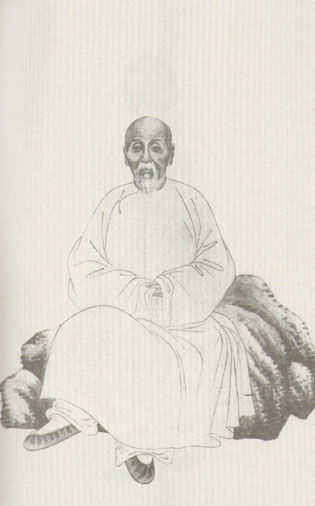
沈曽植
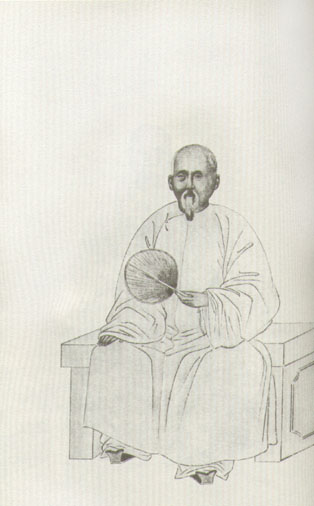
廖平
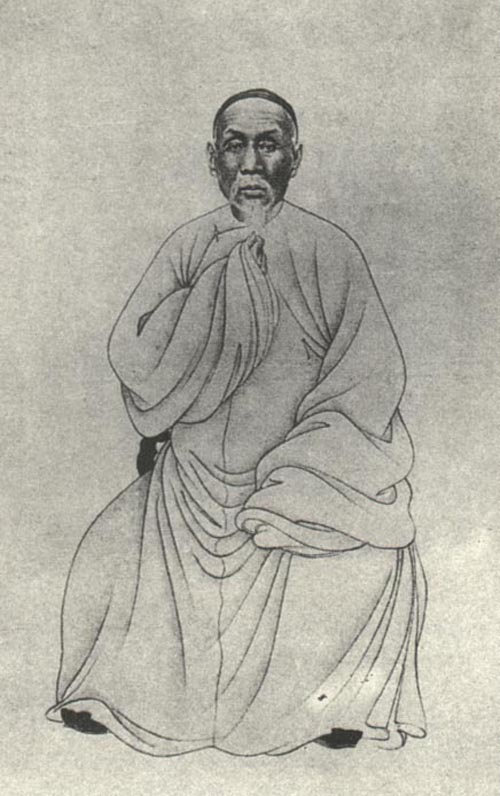
林紓
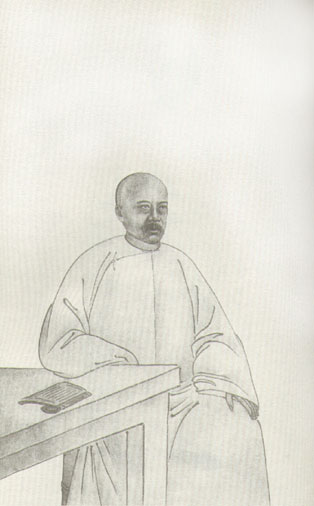
厳復
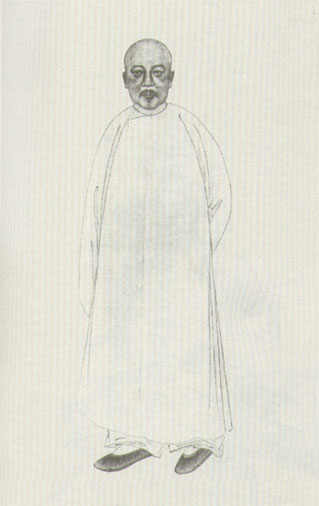
范当世
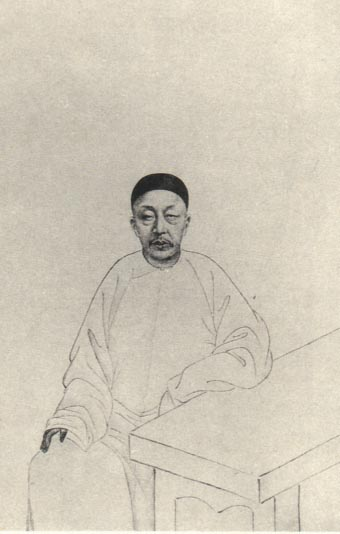
黄紹箕
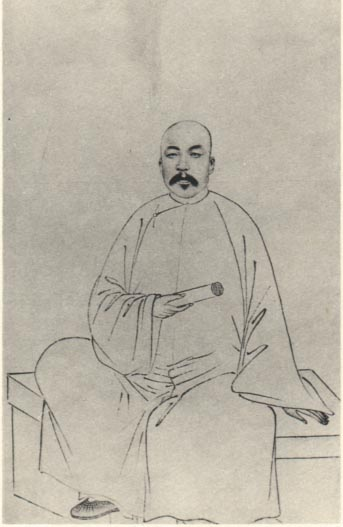
鄒代鈞
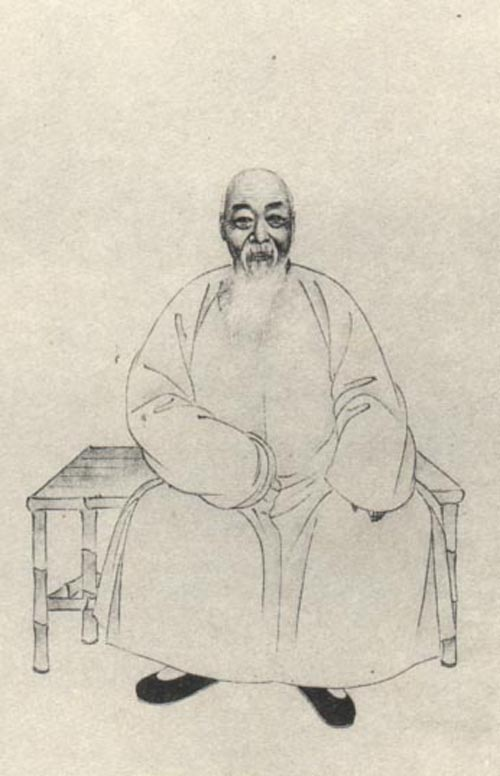
銭恂
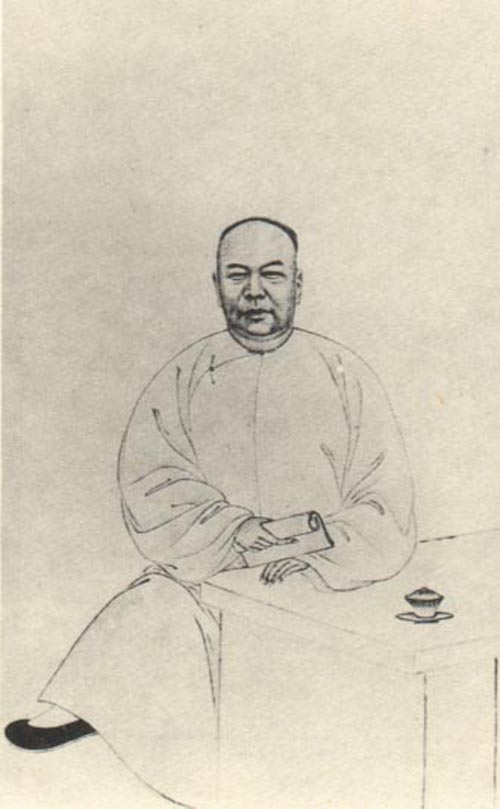
文廷式
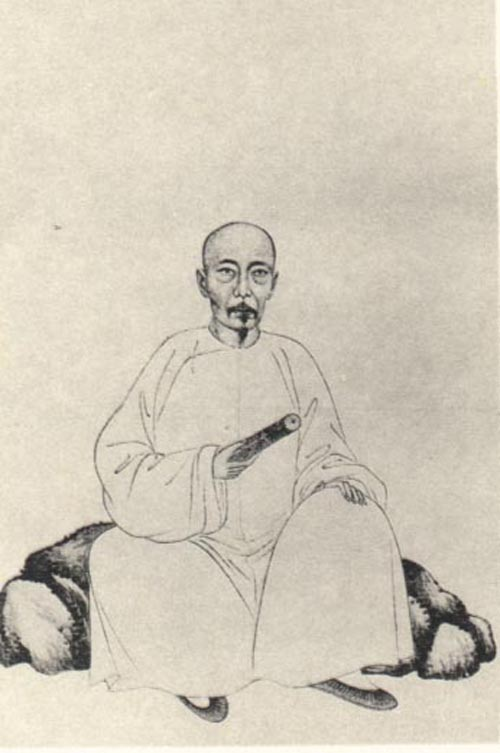
鄭文焯
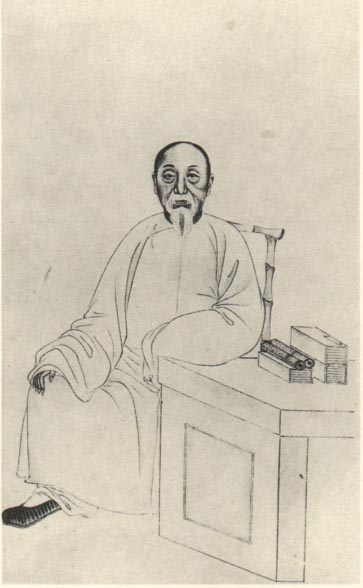
丁以此
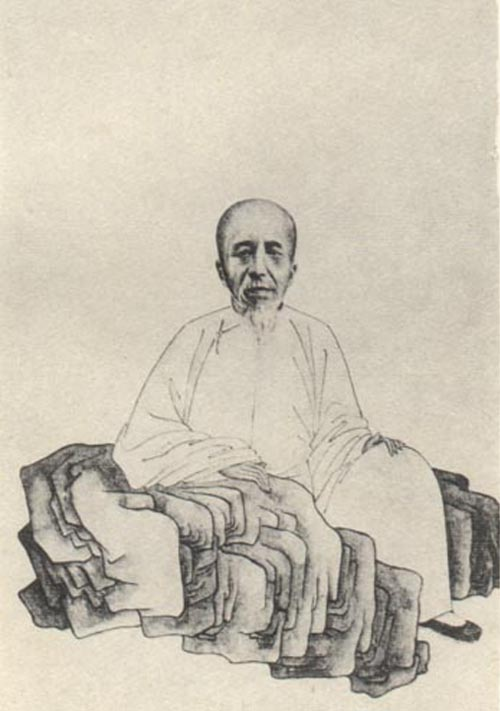
朱祖謀
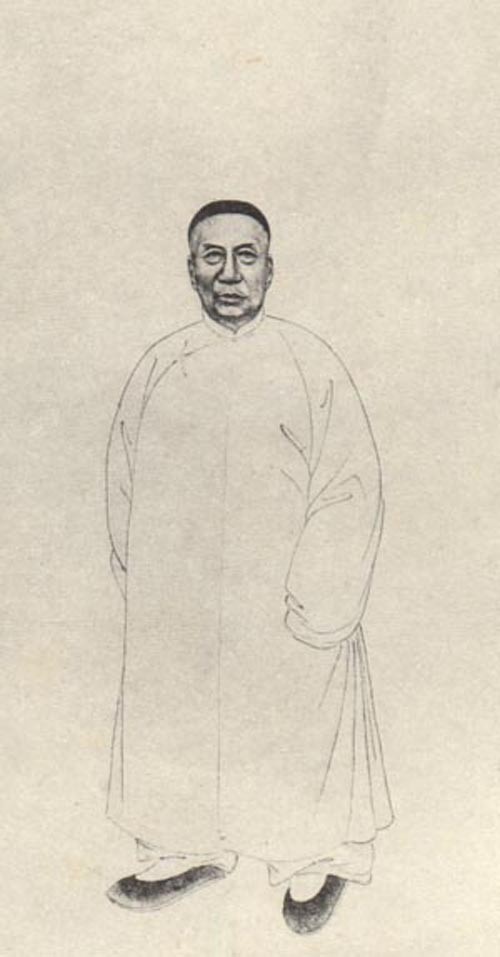
易順鼎
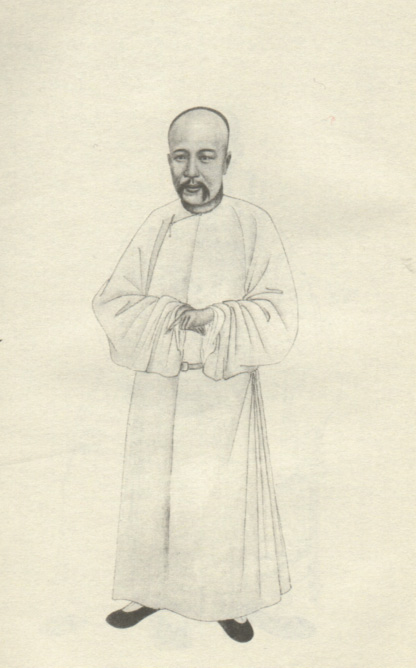
康有為
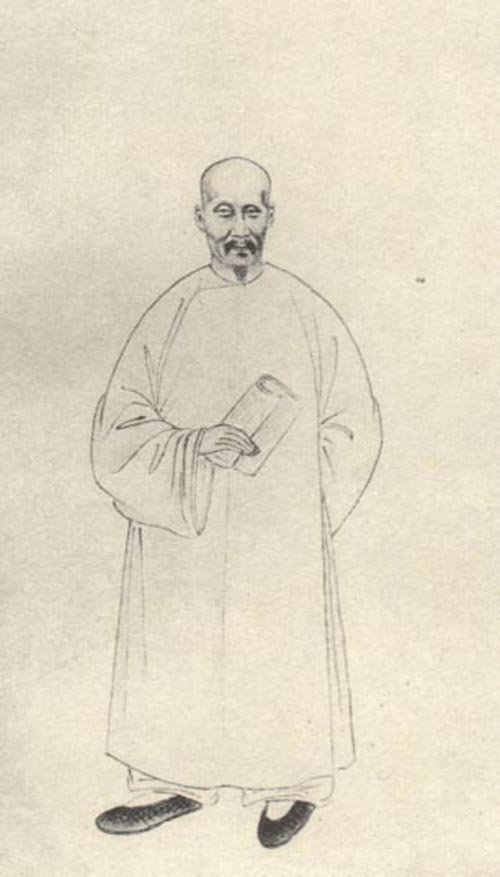
李葆恂
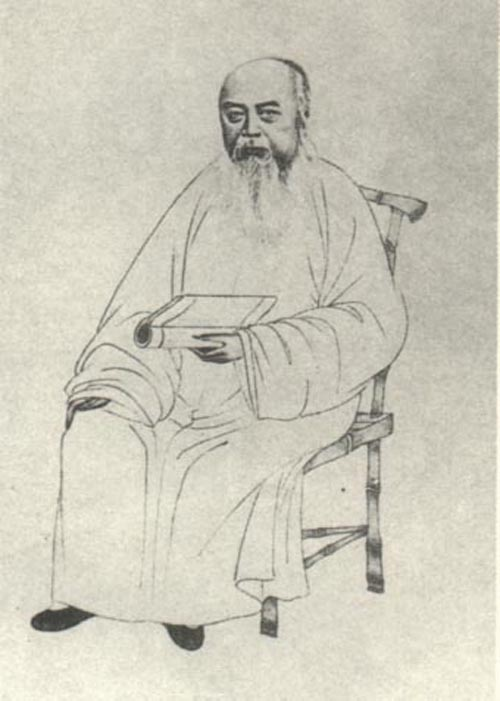
梁鼎芬
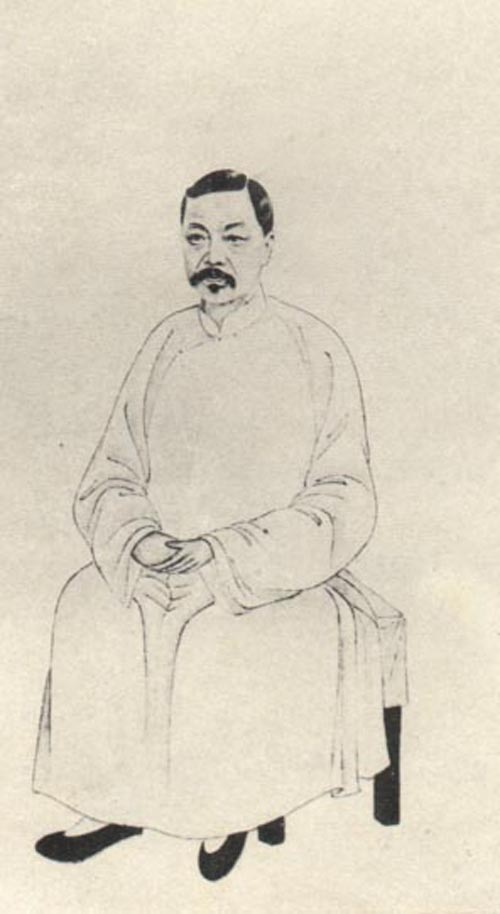
屠寄